# Musée national du Bardo (Tunisie)
Vous lisez un « article de qualité » labellisé en 2011.
Pour les articles homonymes, voir Musée national du Bardo et Bardo.
Le musée national du Bardo (arabe : المتحف الوطني بباردو) est un musée de Tunis, capitale de la Tunisie, situé dans la banlieue du Bardo.
C'est l'un des plus importants musées du bassin méditerranéen et le second musée du continent africain après le musée égyptien du Caire par la richesse de ses collections. Il retrace l'histoire de la Tunisie sur plusieurs millénaires et à travers plusieurs civilisations par le biais d'une large variété de pièces archéologiques.
Abrité dans un ancien palais beylical depuis 1888, il offre un prestigieux et magnifique cadre à l'exposition de nombreuses œuvres majeures découvertes depuis les débuts des recherches archéologiques dans le pays. Initialement appelé musée Alaoui (المتحف العلوي), du nom du bey régnant à l'époque, il prend sa dénomination actuelle de musée du Bardo après l'indépendance du pays même si la dénomination est attestée avant cette date.
Le musée rassemble l'une des plus belles et des plus grandes collections de mosaïques romaines du monde grâce aux fouilles entreprises dès le début du XXe siècle sur les différents sites archéologiques du pays dont Carthage, Hadrumète, Dougga ou encore Utique. Certaines des œuvres exposées n'ont pas d'équivalent, telle la mosaïque « dite de Virgile ». Plus généralement, les mosaïques du Bardo représentent une source unique pour les recherches sur la vie quotidienne en Afrique romaine. De l'époque romaine, le musée renferme aussi une riche collection de statues en marbre représentant les divinités et les empereurs romains retrouvées sur les différents sites notamment ceux de Carthage et Thuburbo Majus.
Le musée possède aussi de riches pièces découvertes lors des fouilles de sites libyco-puniques dont principalement Carthage, même si le musée national de Carthage a la vocation d'être le musée de ce site archéologique majeur. Les pièces essentielles de ce département sont les masques grimaçants, les statues de terre cuite et les stèles d'un intérêt majeur pour l'épigraphie sémitique, la stèle du Prêtre-à-l'enfant étant la plus célèbre. Le musée abrite également des œuvres grecques découvertes en particulier dans les fouilles du navire de Mahdia, dont la pièce emblématique reste le buste d'Aphrodite en marbre, rongé par la mer et pourtant toujours d'une beauté émouvante.
Le département islamique contient, outre des œuvres fameuses comme le Coran bleu de Kairouan, une collection de céramiques en provenance du Maghreb et d'Asie Mineure.
En raison de l'ampleur des collections, il ne saurait être question dans ce cadre de présenter ici l'ensemble des pièces exposées.
Afin d'augmenter les capacités d'accueil et d'optimiser la présentation des collections, le musée fait l'objet d'une vaste opération qui devait s'achever initialement en 2011 mais ne s'achève que courant 2012 du fait de retards liés à la révolution tunisienne. Les travaux concernent l'augmentation des surfaces d'exposition par l'ajout de nouveaux bâtiments (conçus par SCPA Codou-Hindley et Amira Nouira) et un redéploiement des collections. Le projet tend à faire du musée un pôle majeur pour un développement culturel de qualité, afin que le visiteur puisse apprécier les pièces artistiques déposées.

## Écrin du musée: les bâtiments

### Histoire des bâtiments

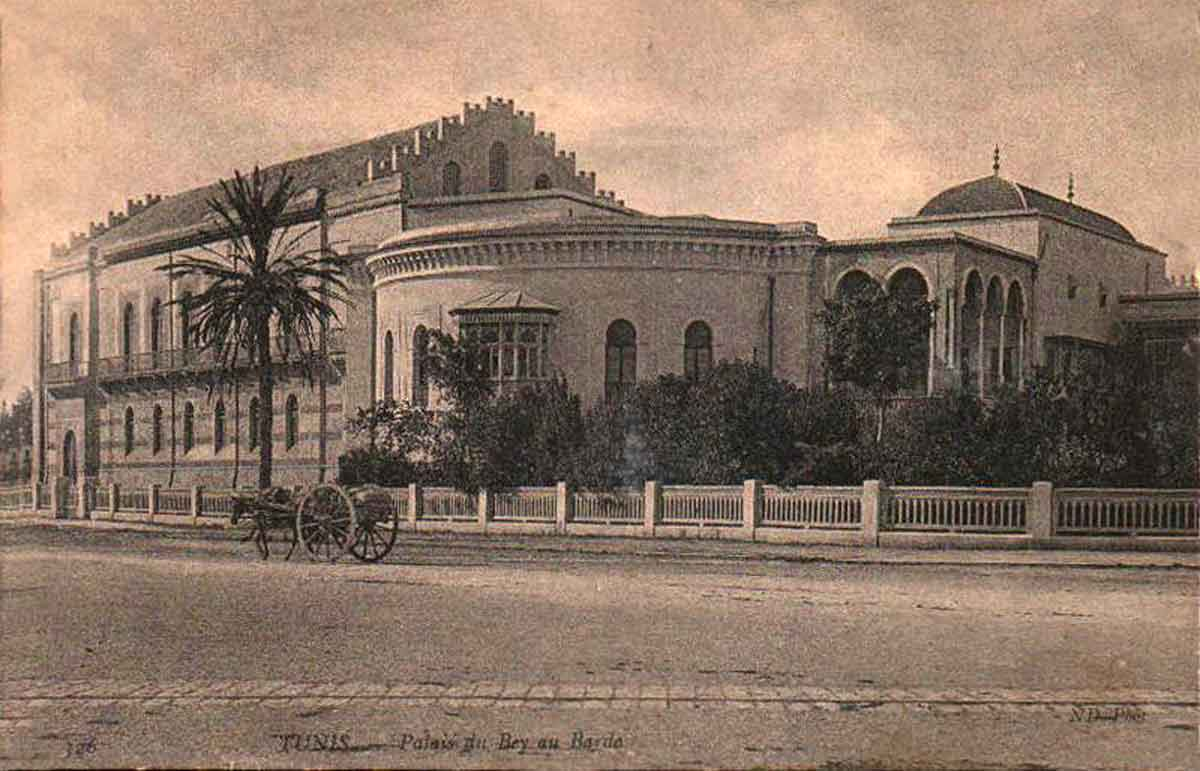
Vue du palais vers 1900.

Le palais du Bardo, dont le musée fait partie, est un ensemble de bâtiments édifiés à partir du XVe siècle. Comme les autres palais des souverains de Tunis, tels ceux de La Marsa, Carthage, Hammam Lif, La Goulette, Mornag et La Manouba, ce palais a été construit à environ 4 kilomètres en dehors de la médina de Tunis, au milieu d'une grande plaine. Il emprunte son nom au mot espagnol prado qui signifie pré ou jardin.

Le botaniste français René Desfontaines, qui visite la régence de Tunis à la fin du XVIIIe siècle, en laisse la description suivante : 
« Le bey réside dans un joli château qu'on appelle le Bardo, situé au milieu d'une grande plaine, à trois quarts de lieue nord de la ville. Ce château est fort ancien : Léon l'Africain nous apprend que, de son temps, les rois y faisaient déjà leur séjour. Le mur qui l'entoure est bien bâti, et défendu par quelques pièces de canon placées du côté de la porte d'entrée. La cour du bey est nombreuse ; les officiers qui la composent sont, en général, très honnêtes et très polis envers les étrangers. »
Selon Paul Sebag, le palais a été construit sur le modèle des résidences princières de l'Andalousie musulmane, avec l'aide d'artistes andalous.
Le palais a bénéficié de plusieurs restaurations et extensions durant le règne des beys mouradites : Hammouda Pacha Bey (1631-1666) restaure et embellit ainsi le palais et en fait la résidence permanente de la dynastie. À partir du XVIIIe siècle, les beys husseinites successifs font agrandir et embellir leurs possessions du Bardo ; une mosquée, des salles d'apparat parmi lesquelles une salle de justice et une salle pour les audiences beylicales, ainsi que des fortifications complètent le dispositif. Ultérieurement, le mur méridional du palais est remplacé par une esplanade.

Représentations du palais à l'époque husseinite
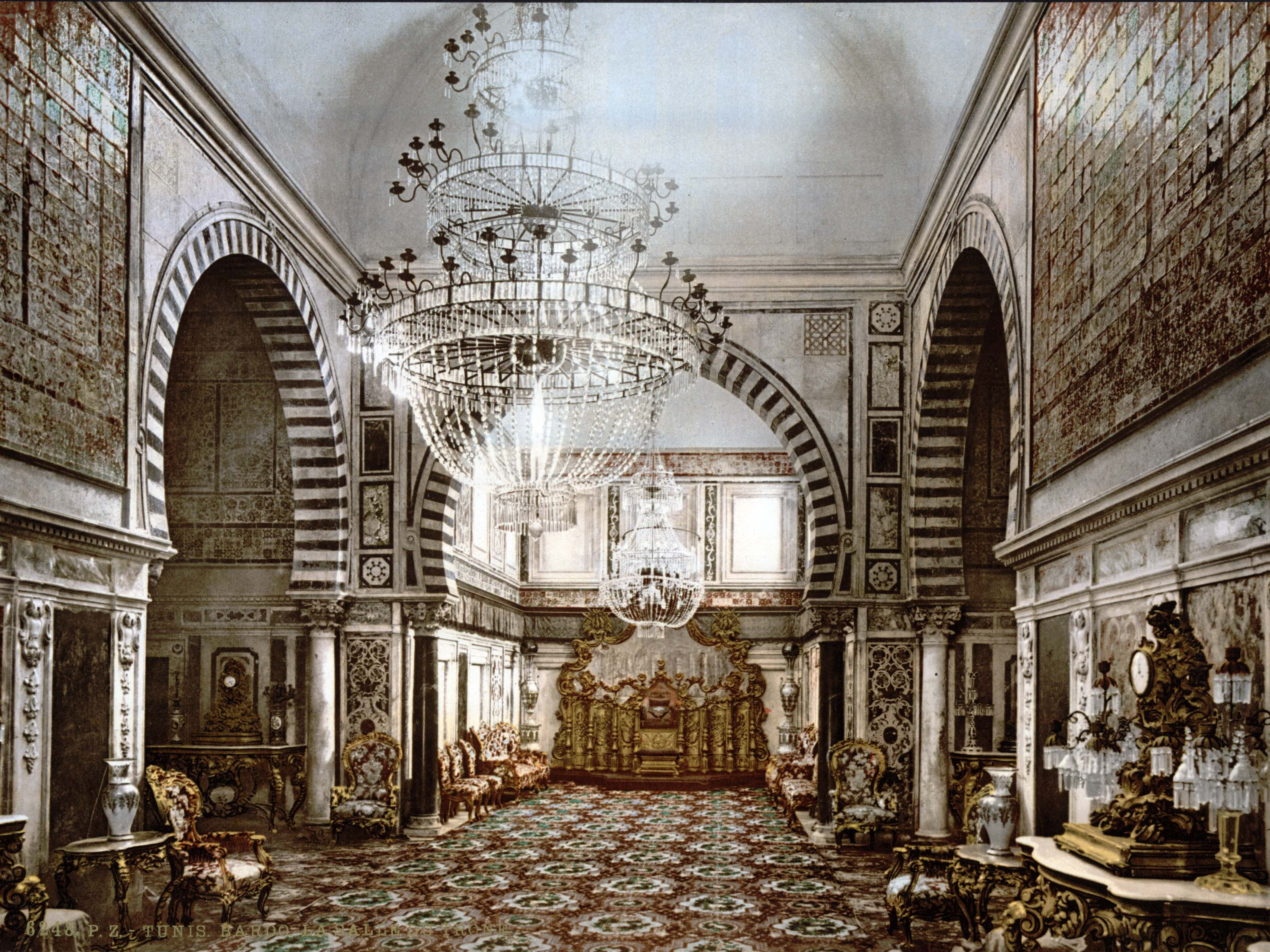
Carte postale ancienne de la salle du trône du bey avec son riche mobilier et deux lustres monumentaux suspendus.
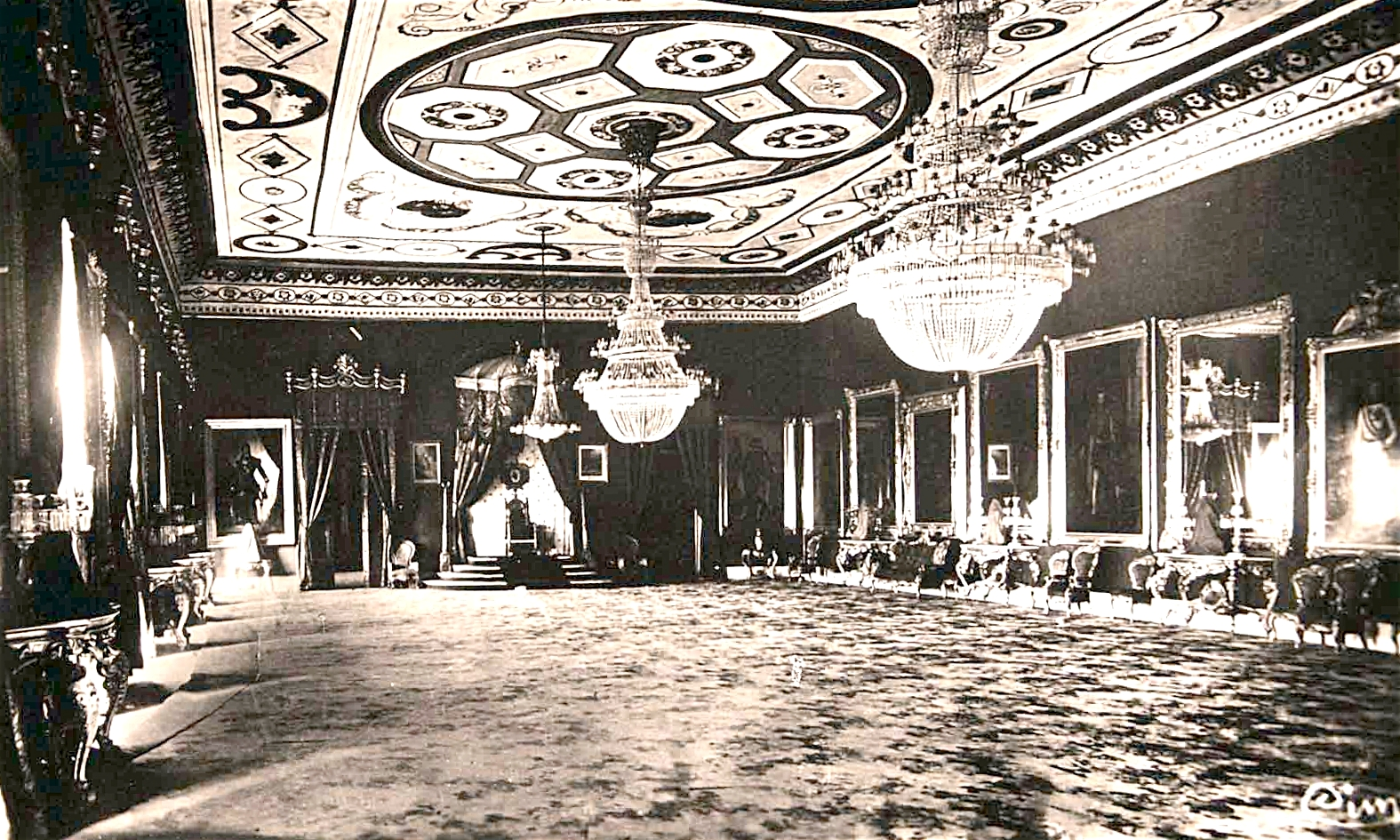
Carte postale ancienne du grand salon avec un siège destiné au bey et du mobilier sur les deux côtés principaux.
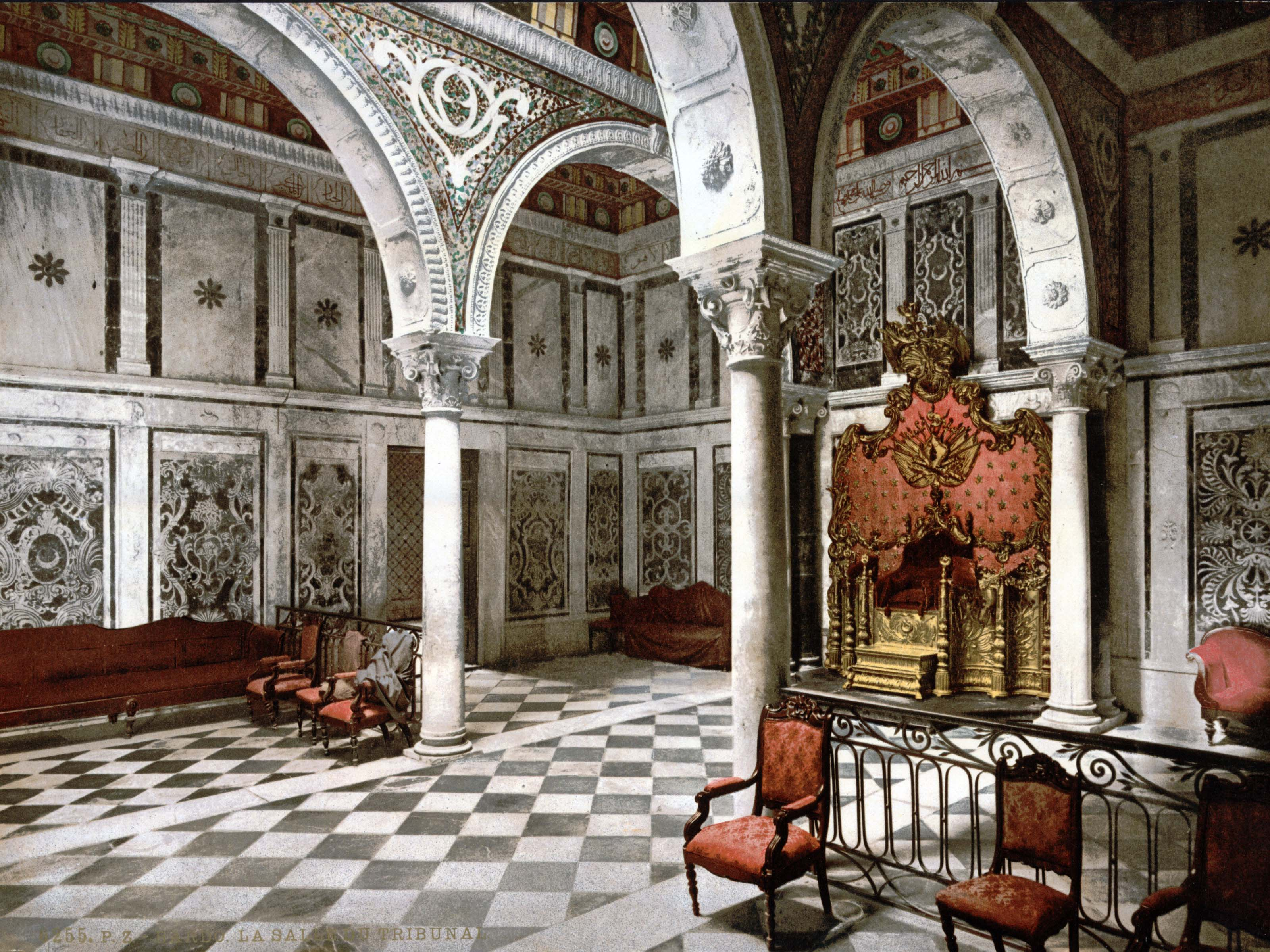
Carte postale ancienne photochrome de la salle de justice du palais ; les murs sont couverts de placages de marbre.

À partir de 1840, l'École militaire du Bardo occupe une partie des structures durant un quart de siècle. Un hôtel de la monnaie y frappe les monnaies de la régence de Tunis entre 1847 et 1891, l'hôtel de la monnaie et l'école militaire devenant par la suite une caserne destinée à la garde beylicale. Le palais de Ksar Saïd, qui a vu le 12 mai 1881 la signature du traité du Bardo instaurant le protectorat français de Tunisie, est situé quelques mètres plus loin. L'ensemble résidentiel constitue ainsi une véritable cité où vivent environ 800 personnes.
Construit par des architectes tunisiens, le Grand Palais, lieu de résidence du bey de Tunis, est construit dans la deuxième moitié du XIXe siècle sous l'impulsion de Mohammed Bey puis de Sadok Bey. Mohamed Yacoub dit de lui qu'il « constitue un monument fort représentatif du luxe et du raffinement qu'a connus l'architecture tunisienne durant l'époque beylicale. Il témoigne également du caractère éclectique de l'art de cette époque, dans lequel les apports locaux se mêlent aux influences andalouses, asiatiques et européennes »,.
À partir d'octobre 1882, avec la mort de Sadok Bey, son frère et successeur Ali III Bey, installé dans son palais de La Marsa, ramène les femmes du bey défunt (dont Lalla Kmar) dans son harem ; les bâtiments du harem de Sadok Bey au Bardo, désormais inutilisés, sont cédés aux autorités du protectorat dès le mois de novembre et abritent les collections antiques dès 1888. Le palais de Mahmoud Bey abrite pour sa part les collections arabes dès 1900. En 1899, les autorités adjoignent au Grand Palais un second espace, le Petit Palais construit en 1831-1832, qui abrite désormais les collections d'art islamique.
De nos jours, le musée du Bardo prend place dans le Grand et le Petit Palais auquel on accède par la façade à portiques et colonnettes de marbre rouge aménagée en 1968. Le bâtiment adjacent, dont les anciennes salles du trône et de justice, abrite le siège de l'Assemblée des représentants du peuple auquel on accède par le monumental escalier des lions, dont on trouve la représentation sur le billet de vingt dinars.

Éléments divers du palais
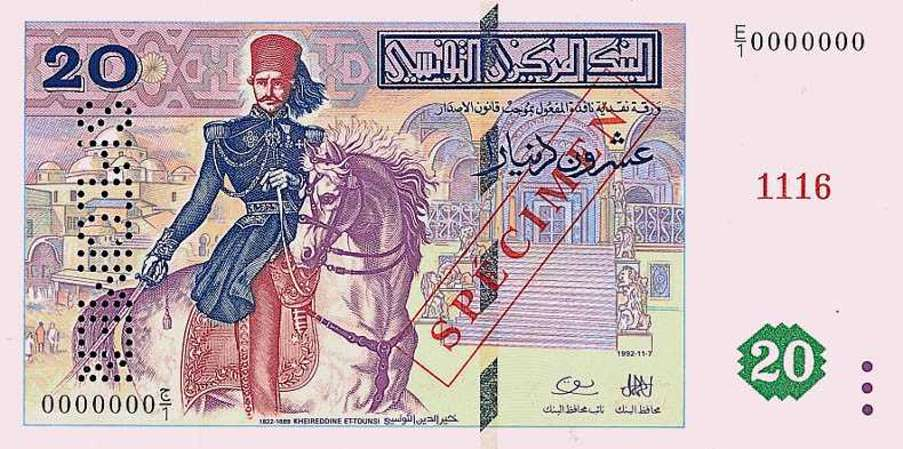
Fac-similé d'une face du billet de vingt dinars, avec une représentation de Kheireddine et de l'escalier des Lions.
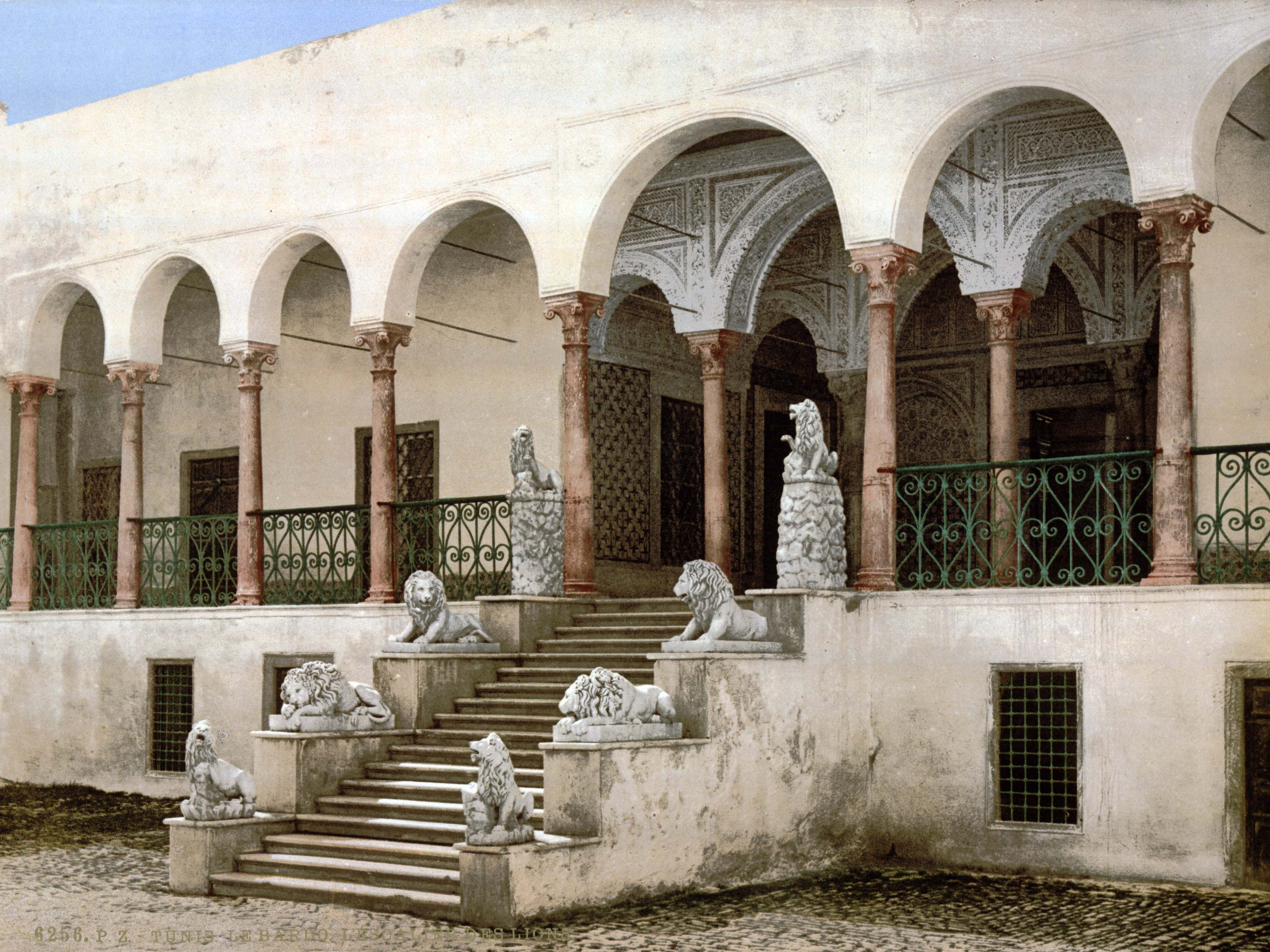
Carte postale ancienne photochrome représentant l'escalier des lions avec la colonnade et les arcades de la façade.
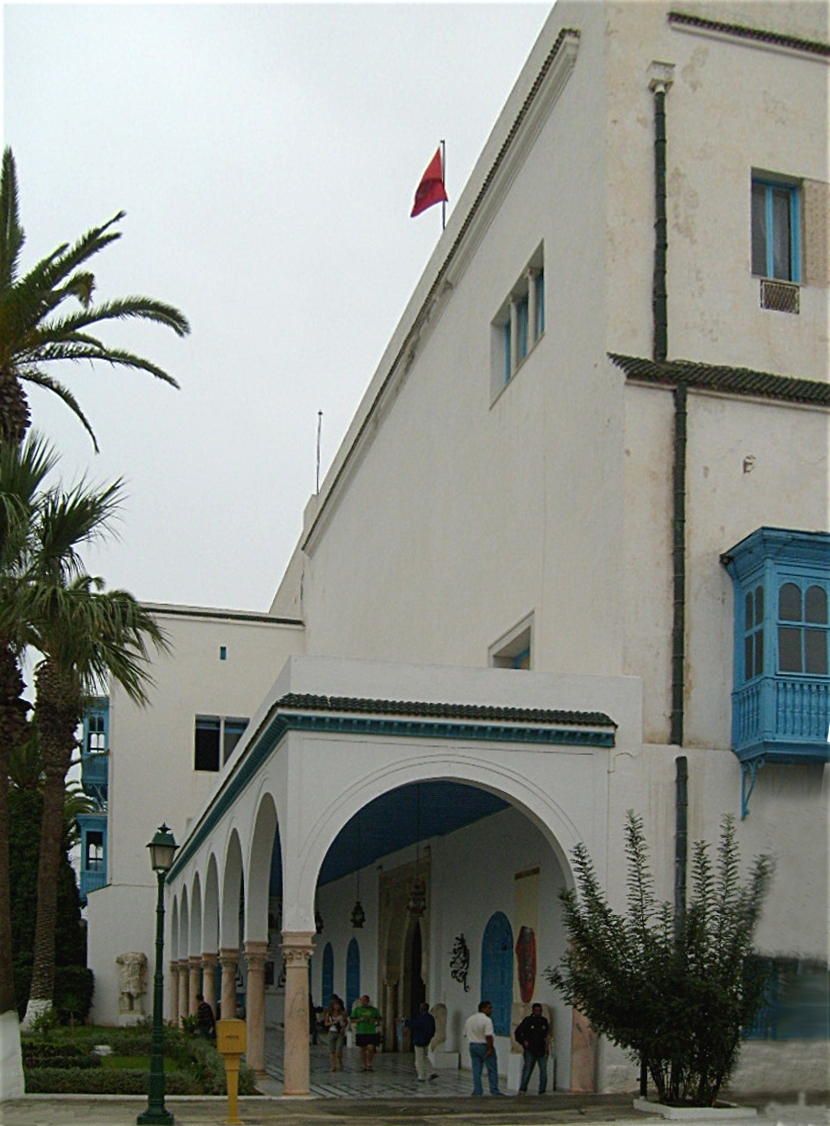
Entrée du musée sous une colonnade à arcades.
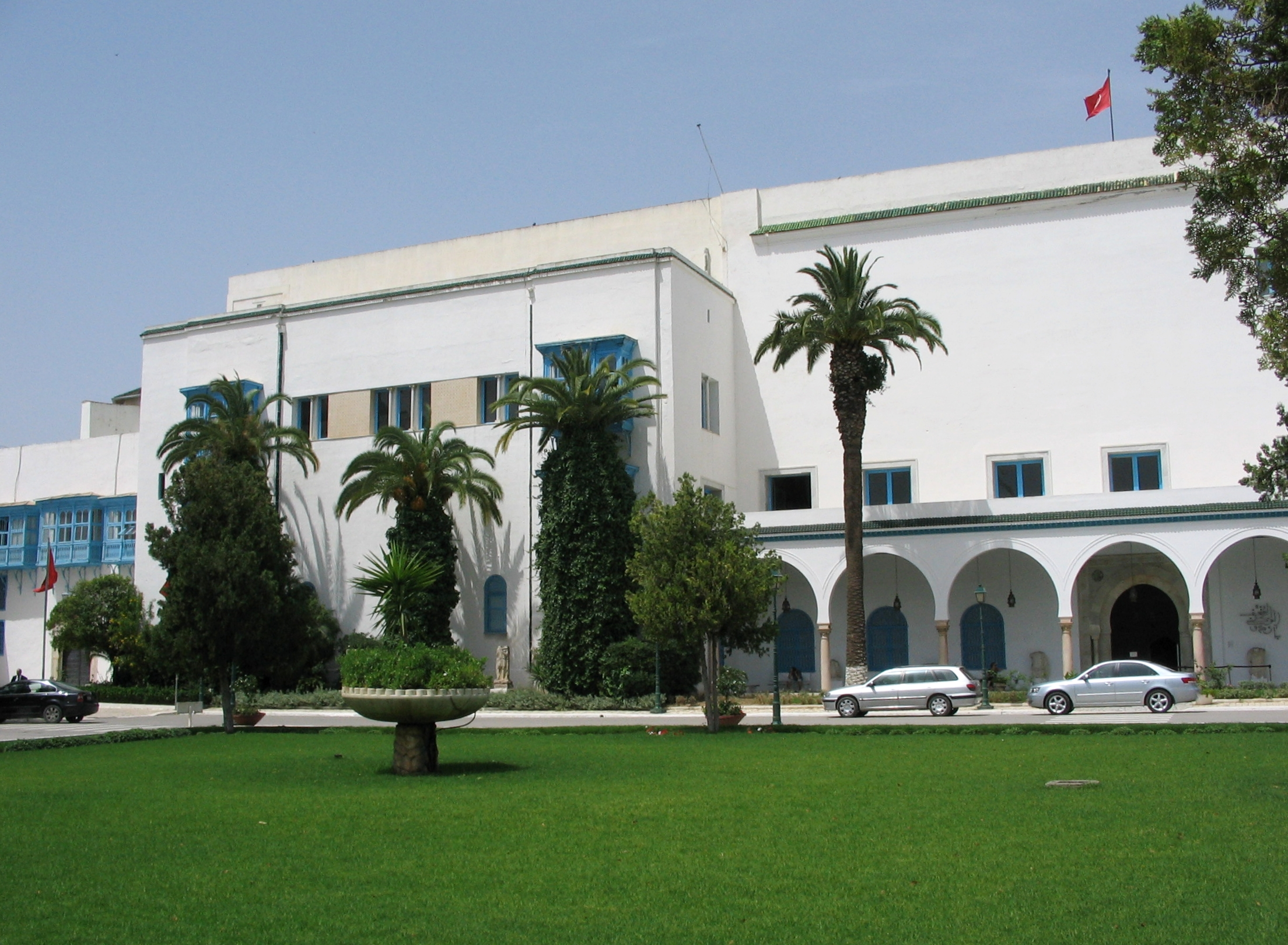
Vue générale de la façade du musée.

### Architecture
Leur qualité architecturale permet aux deux palais d'être classés monument historique en septembre 1985. Aménagés pour les besoins de leur nouvelle fonction, ils connaissent certaines modifications mais conservent leur cachet initial.

Salles du musée à l'issue de la rénovation.

Mariant les architectures maghrébines, turques et italiennes, les palais du Bardo comportent de nombreuses salles aux fonctions différenciées aménagées sur trois étages ; ils sont en soi une « synthèse de l'évolution de l'architecture à Tunis aux XVIIIe et XIXe siècles » selon Selma Zaiane.

#### Rez-de-chaussée
L'entrée est aménagée sur la façade orientale, sous une galerie de sept travées de face et d'une sur le côté composées d'arcs soutenues par des colonnettes en marbre rose. On accède au musée par une porte cochère munie d'un placage de cuivre orné de clous et de heurtoirs en bronze. La porte donne sur un couloir de réception avec, à droite, trois salles alignées qui renferment les collections de la Préhistoire, de l'archéologie punique puis celle du mobilier funéraire punique. À gauche du couloir d'entrée, on accède à une salle voûtée consacrée à l'archéologie paléochrétienne, par laquelle on traverse un passage tapissé de carreaux de terre cuite pour s'engager dans une galerie où sont rassemblées des statues en provenance essentiellement de Bulla Regia. Cette galerie donne sur une salle carrée dans laquelle sont exposés des portraits d'empereurs romains. De la salle paléochrétienne et à travers un petit couloir, on accède à gauche à plusieurs petites salles dans lesquelles sont exposées une série de mosaïques, un tombeau en marbre et un baptistère considéré comme l'un des joyaux du musée. En face se trouve un couloir dans lequel sont exposés dans des niches une série de sarcophages et de stèles de l'époque romaine. À droite du couloir des sarcophages, on accède à la salle dite de Thuburbo Majus, site d'origine des pièces exposées dans cette salle et dans le couloir qui lui donne accès.
Le rez-de-chaussée du musée occupe les écuries et les magasins de l'ancien palais et de ce fait ils ne sont guère décorés. Outre l'ancien vestibule voûté et pourvu de colonnes et de faïences polychromes, ce vestibule comporte une porte en bois sculpté qui donne accès au premier étage.

Pièces du rez-de-chaussée
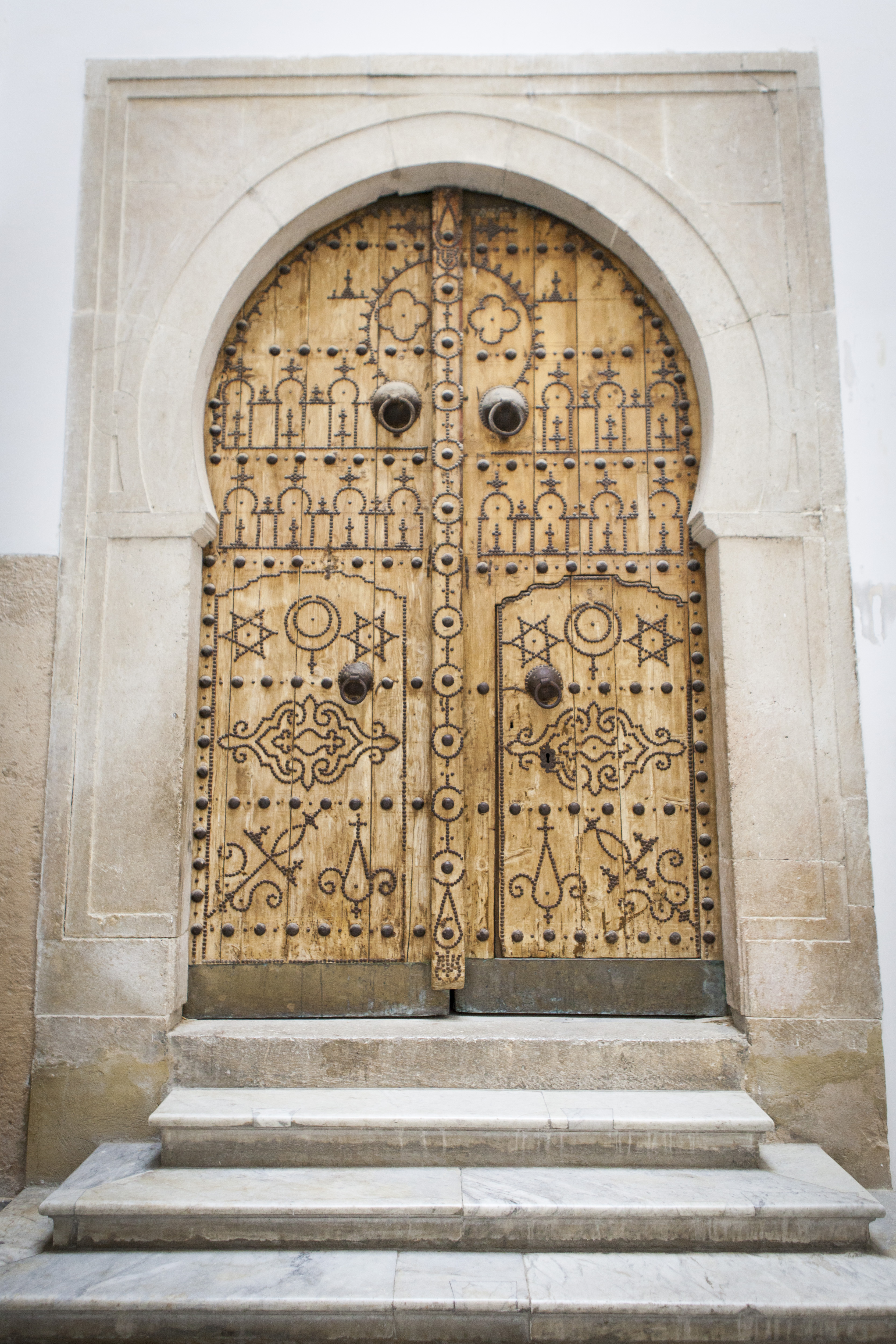
Porte d'entrée.
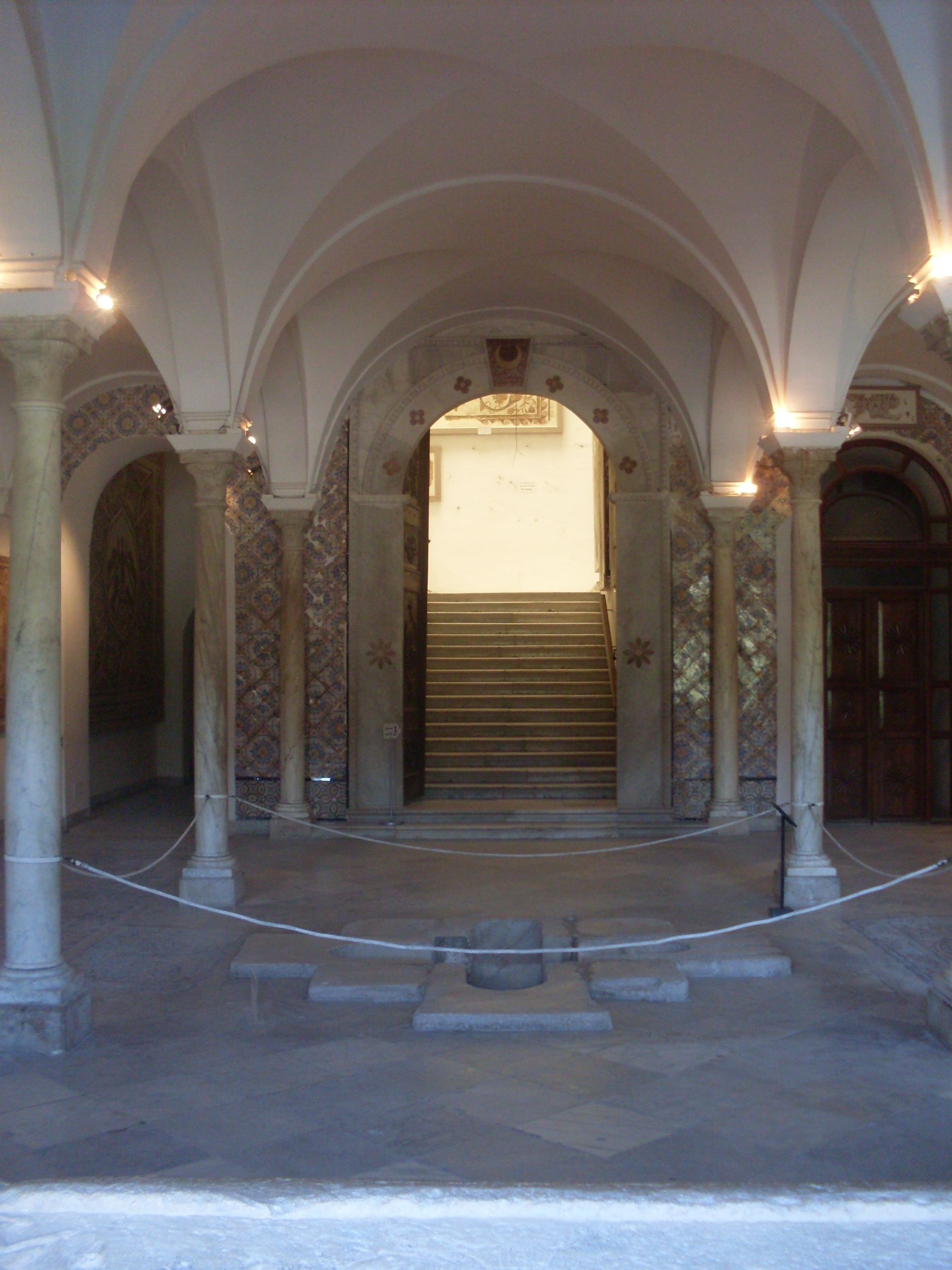
Salle paléochrétienne avec baptistère au centre.
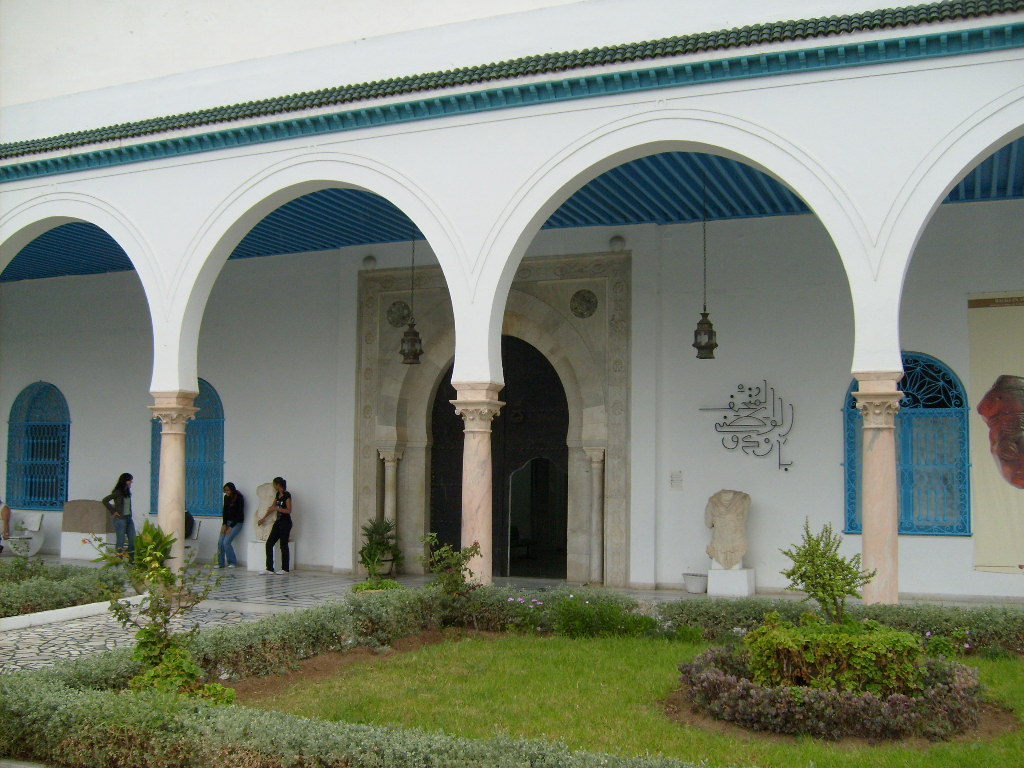
Galerie d'entrée du musée.
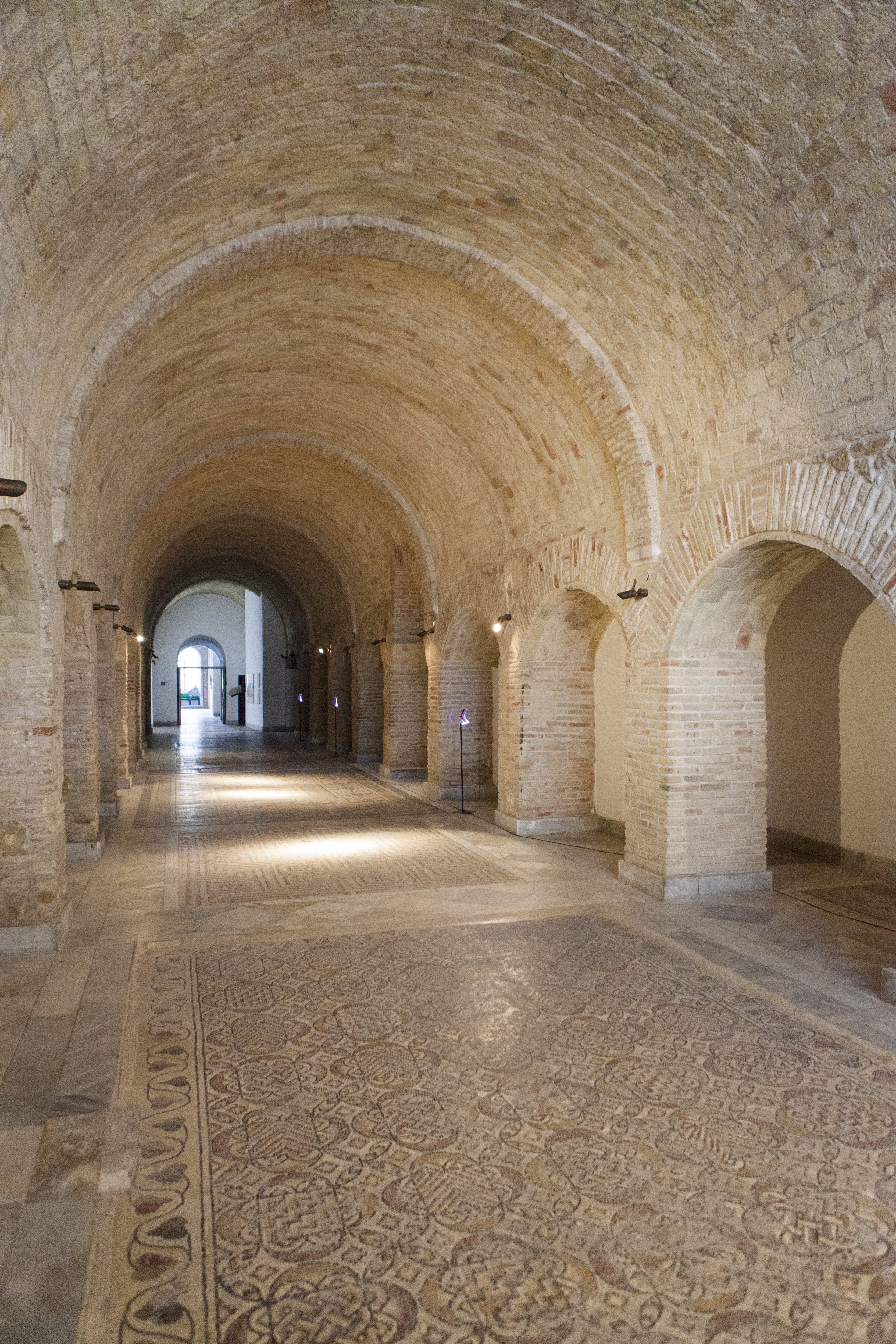
Couloir des sarcophages.
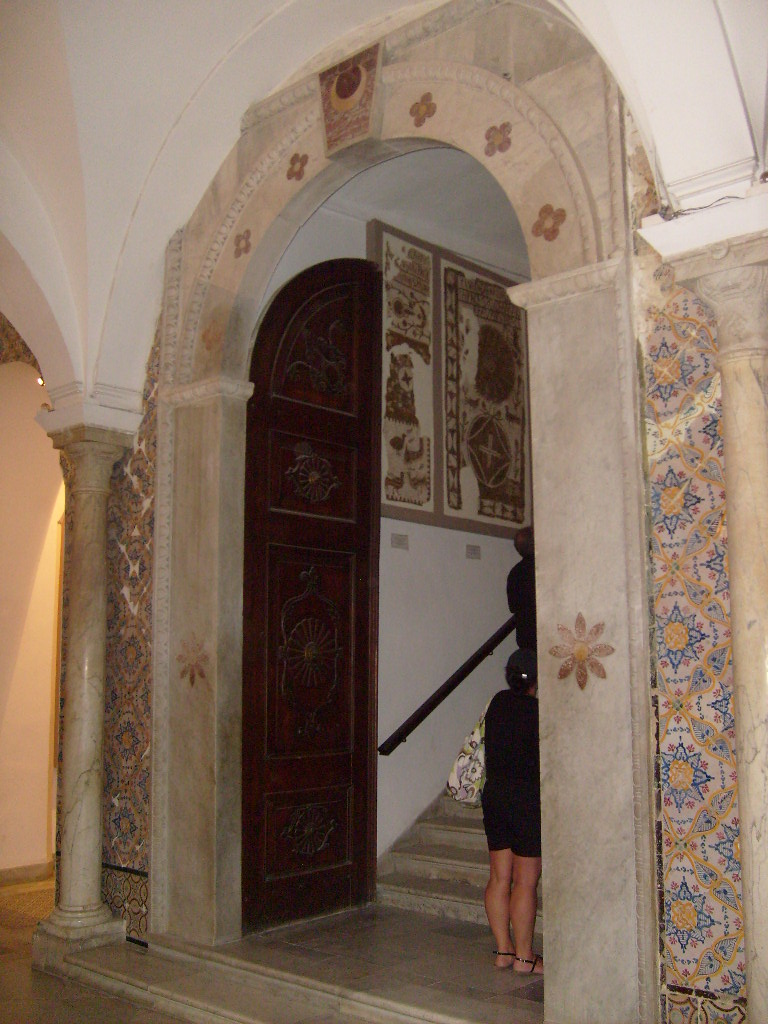
Porte d'accès au premier étage.

#### Premier étage
On accède au premier étage par des escaliers en trois endroits distincts : un premier au niveau de la salle paléochrétienne qui mène à la grande salle de Carthage, un deuxième par le couloir de la réception, en face des stèles de Maghrawa menant au Petit Palais, et récemment par un nouvel escalier aménagé dans la salle de l'archéologie punique.
Cet étage est composé de trois parties : les salles du Grand Palais qui renferment la majeure partie des œuvres romaines, les salles du Petit Palais renfermant les sections de l'art islamique et des traditions populaires et une extension renfermant la collection issue des fouilles sous-marines de Mahdia et des mosaïques marines.

##### Salle de Carthage

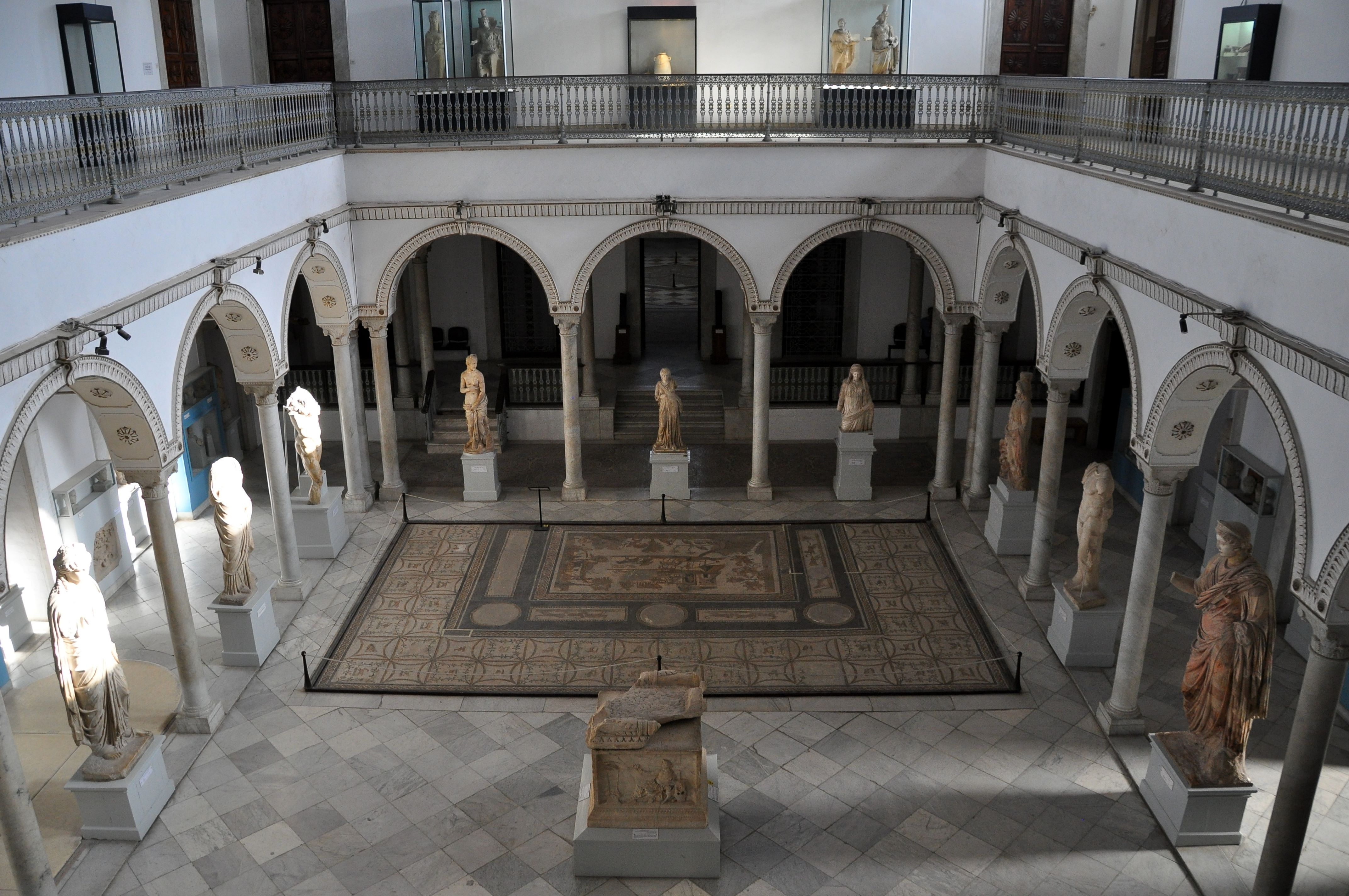
Salle de Carthage.

La salle de Carthage correspond au patio du palais, de forme rectangulaire, entouré sur ses quatre côtés d'une galerie à portiques avec six arcs en plein cintre sur la longueur et trois sur la largeur, soutenus par des colonnes en marbre blanc avec des chapiteaux de type composite ; les arcs sont surmontés sur les quatre côtés par une fine corniche, arcs et corniche étant légèrement sculptés par des motifs dorés. La galerie est dédoublée par une autre série d'arcs et de colonnes et légèrement surélevée par une estrade au niveau de la salle dite de Virgile. Sur les autres trois côtés, la galerie donne sur les autres salles du palais. Les murs latéraux sont pourvus de niches avec encadrement en marbre. À l'origine, les murs sont pourvus de faïences qui ont été couvertes de peinture par la suite. En dehors des deux tableaux de mosaïques exposés sur le sol, le patio est entièrement pavé de carreaux de marbre blanc.
Du plafond pendent quatre lustres accrochés à des pendentifs revêtus d'ornements moulés en plâtre. La salle de Carthage s'ouvre sur les quatre côtés sur les salles de Sousse, de Virgile, d'Althiburos et d'Oudna ainsi que sur le Petit Palais et la salle des fouilles sous-marines.
Cette salle renferme une large variété de statues et de bas reliefs exhumés en majorité à Carthage.

##### Salle de Sousse

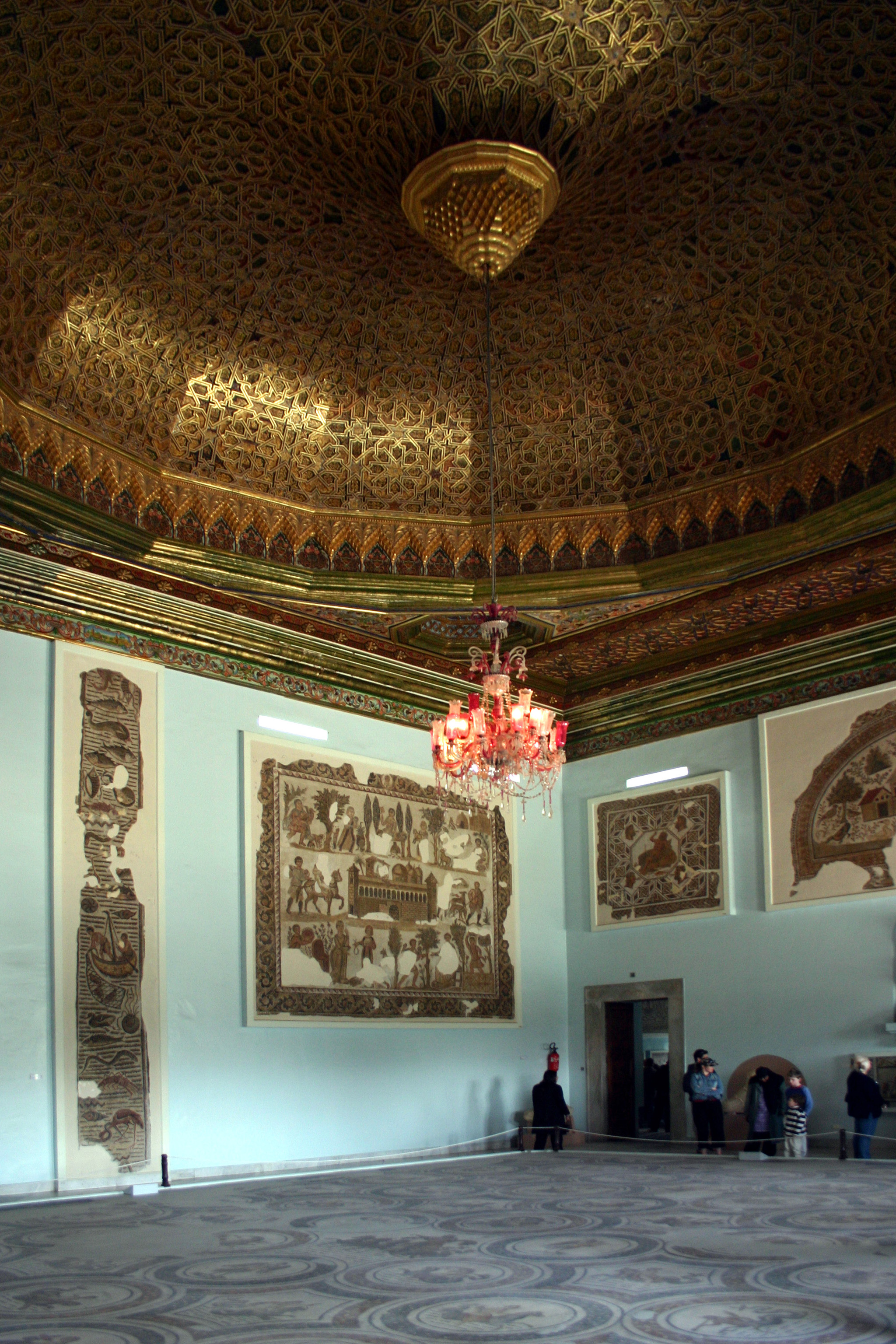
Salle de Sousse.

La salle de Sousse correspond à la salle de réception du palais. Elle doit son nom à l'immense pavement exposé sur son sol et qui provient de Sousse. Cette salle est remarquable en raison de sa grande coupole à seize pans qui la couvre entièrement. Réalisée en bois découpé et peint sur fonds d'or, son décor est de type géométrique en haut et floral en bas ; les deux décors sont séparés par une succession de frises. La coupole a la particularité d'avoir un sommet inversé en stalactite sur lequel est accroché un lustre. Le plafond a été réalisé par deux menuisiers tunisiens : Hamda Ben Othman et Mohamed El Gharbi. Les murs de la salle de Sousse sont dépourvus de décors particuliers.
La salle donne par ailleurs sur un petit salon avec un plafond en bois peint à l'italienne.

##### Salle de Virgile

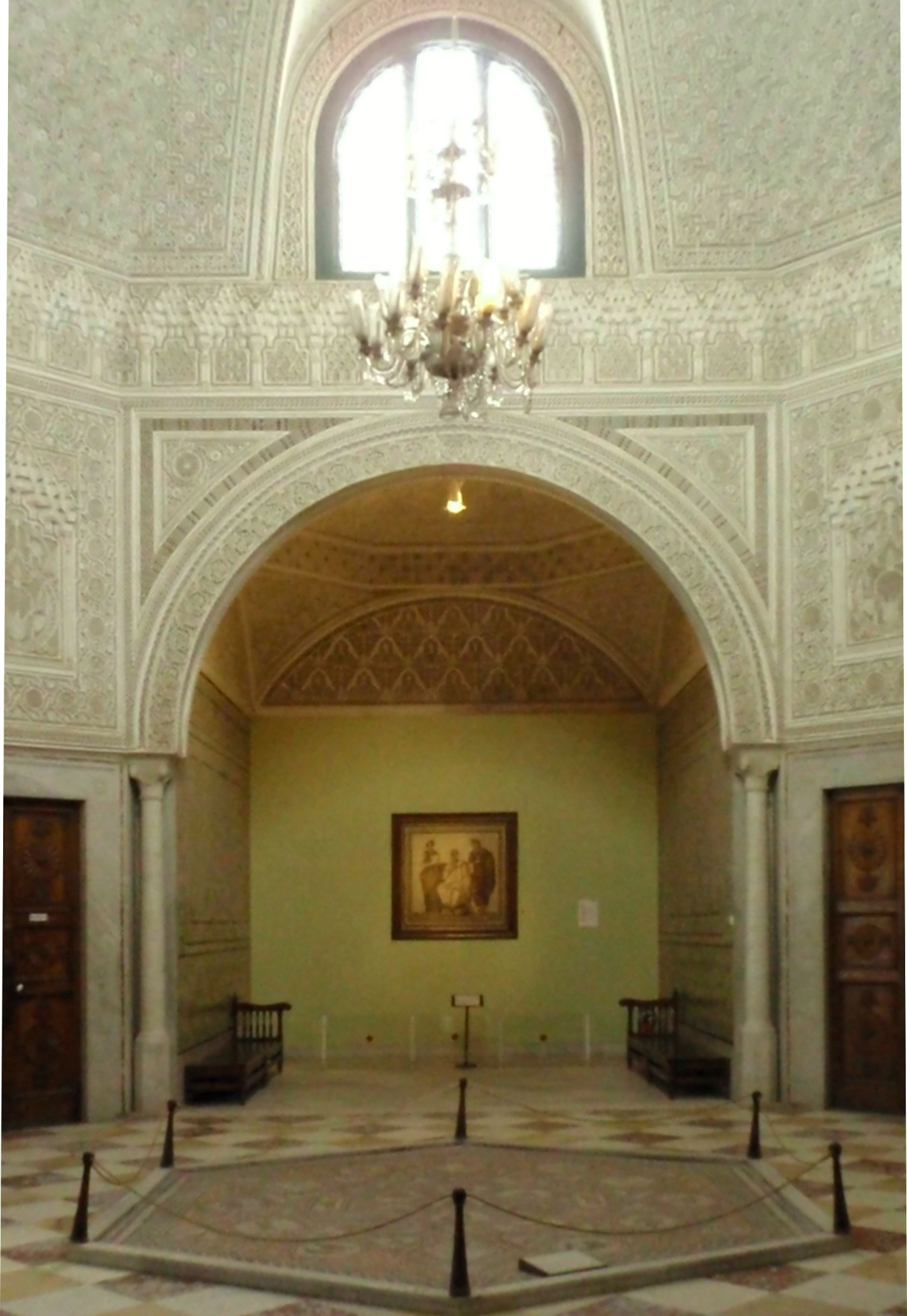
Salle de Virgile.

En forme de croix grecque, avec un haut plafond voûté et percé sur les côtés par des fenêtres semi-circulaires, la salle de Virgile correspond aux appartements privés du palais. La partie inférieure des parois murales est couverte de panneaux de faïences à motifs géométriques et floraux polychromes alors que sur la partie supérieure prédomine une décoration faite de revêtements finement découpés dans le plâtre blanc et présentant un décor fait d'entrelacs, de méandres, de nœuds, de cœurs, de palmettes et de rinceaux ; le décor en plâtre stuqué remonte jusqu'au plafond. Dans les quatre coins de la salle, des pièces sont aménagées dont l'une est consacrée à la collection de bijoux.
Cette salle doit son nom à la mosaïque de Virgile exposée sur le mur faisant face à l'entrée de la salle jusqu'aux travaux d'extension des années 2010.

##### Salle d'Althiburos

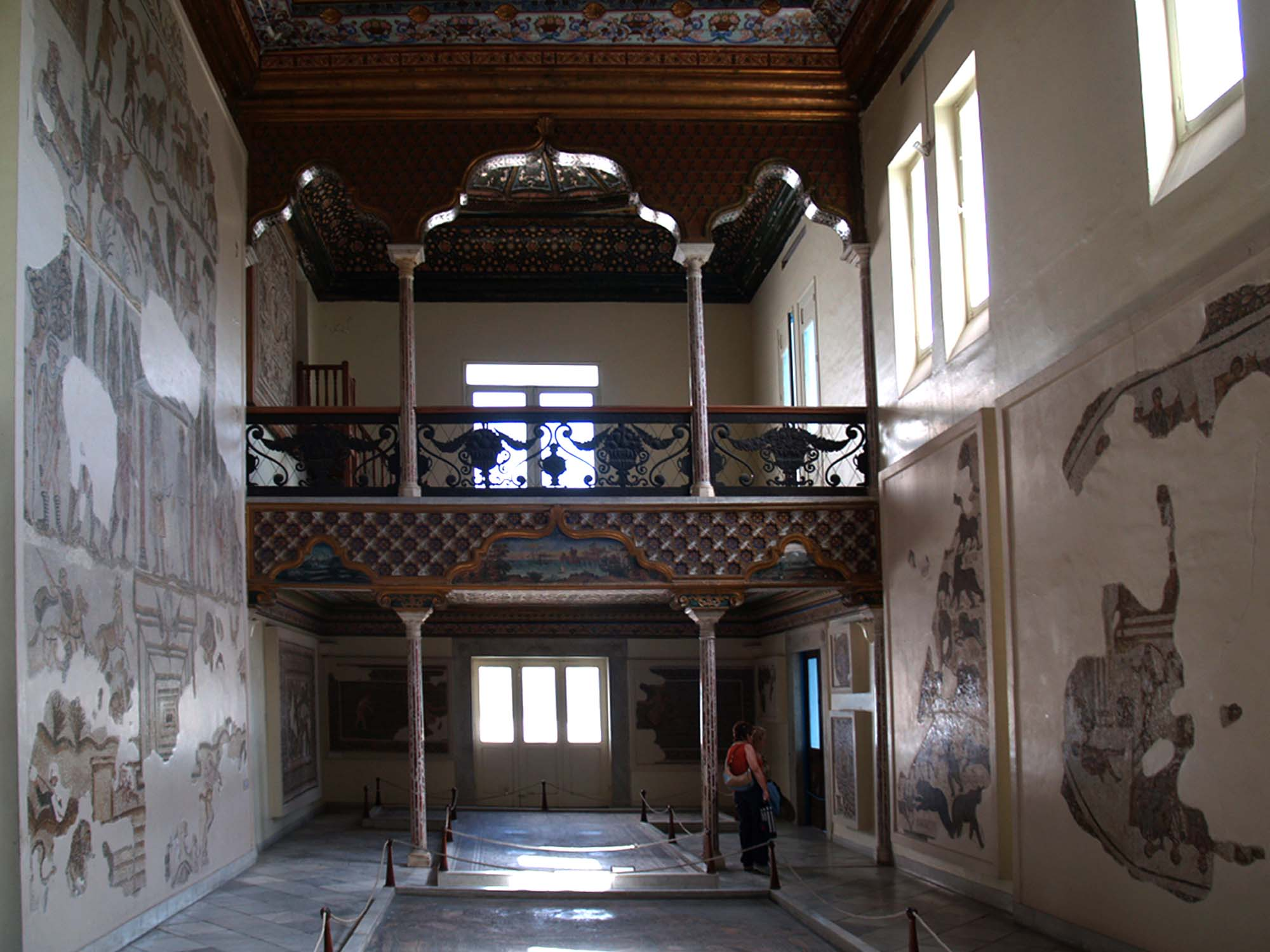
Salle d'Althiburos.

La salle d'Althiburos correspond à l'ancienne salle de musique. De forme rectangulaire, elle renferme des deux côtés de l'entrée deux tribunes, l'une réservée aux princesses, l'autre aux musiciens. Les deux tribunes sont revêtues de panneaux de bois richement décorés avec des formes géométriques sur fond doré et peint de paysages médiévaux.
Les tribunes sont soutenues sur les deux niveaux par de fines colonnettes en marbre blanc et incrustées de baguettes en marbre rouge avec des barres d'appui métalliques ; le plafond de la salle est composé de trois panneaux en bois séparés, décorés chacun avec des motifs géométriques et floraux.
La salle doit son nom à l'importante mosaïque exposée sur le sol et qui provient du site d'Althiburos.

##### Salle d'Oudna
La salle d'Oudna fait face à la salle précédente et correspond à la salle à manger. De forme rectangulaire, elle est pourvue d'un plafond en bois sculpté et coloré couvrant entièrement la salle.

Plafonds de la salle d'Oudna
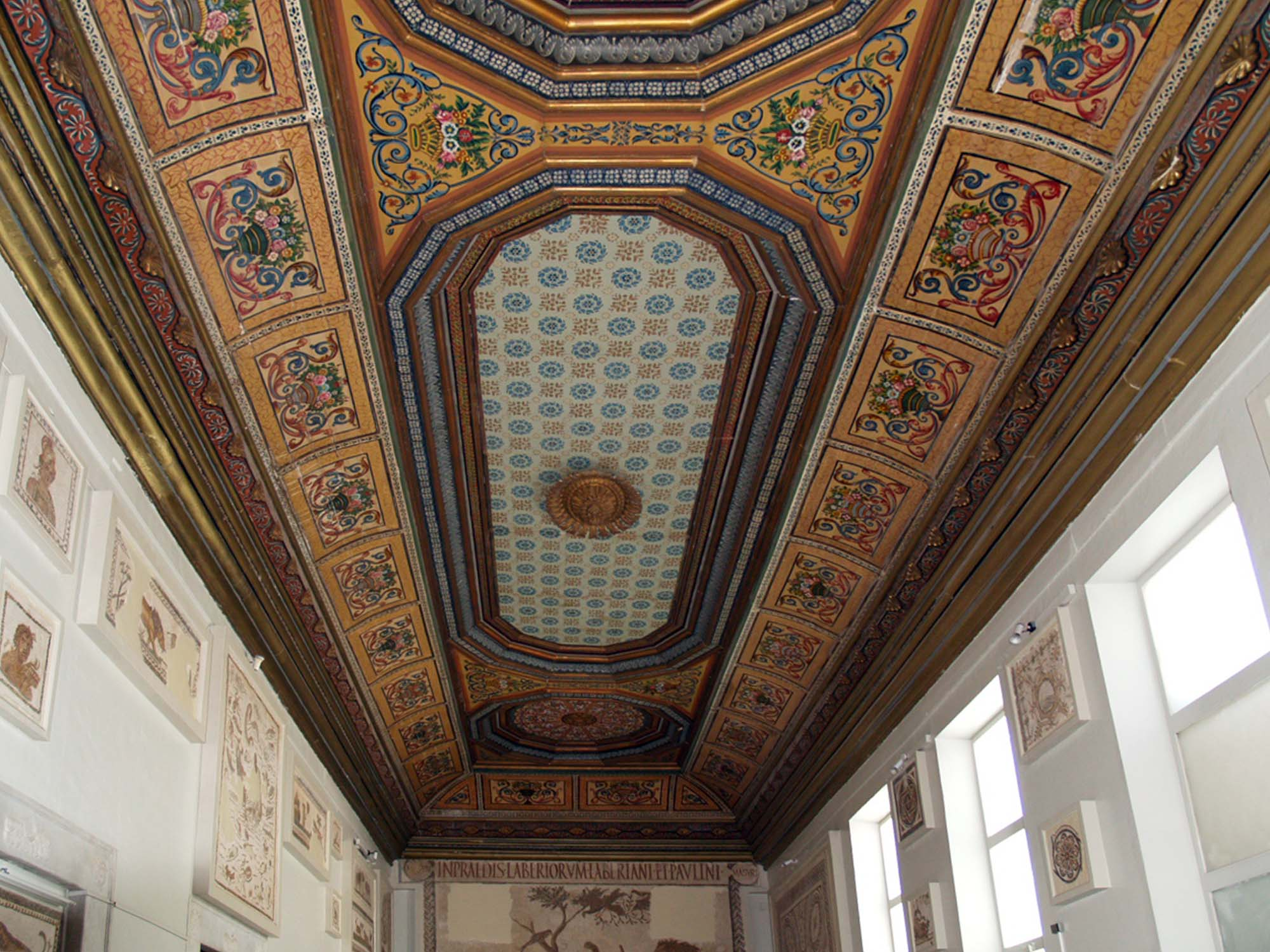
Plafond peint de la salle d'Oudna.
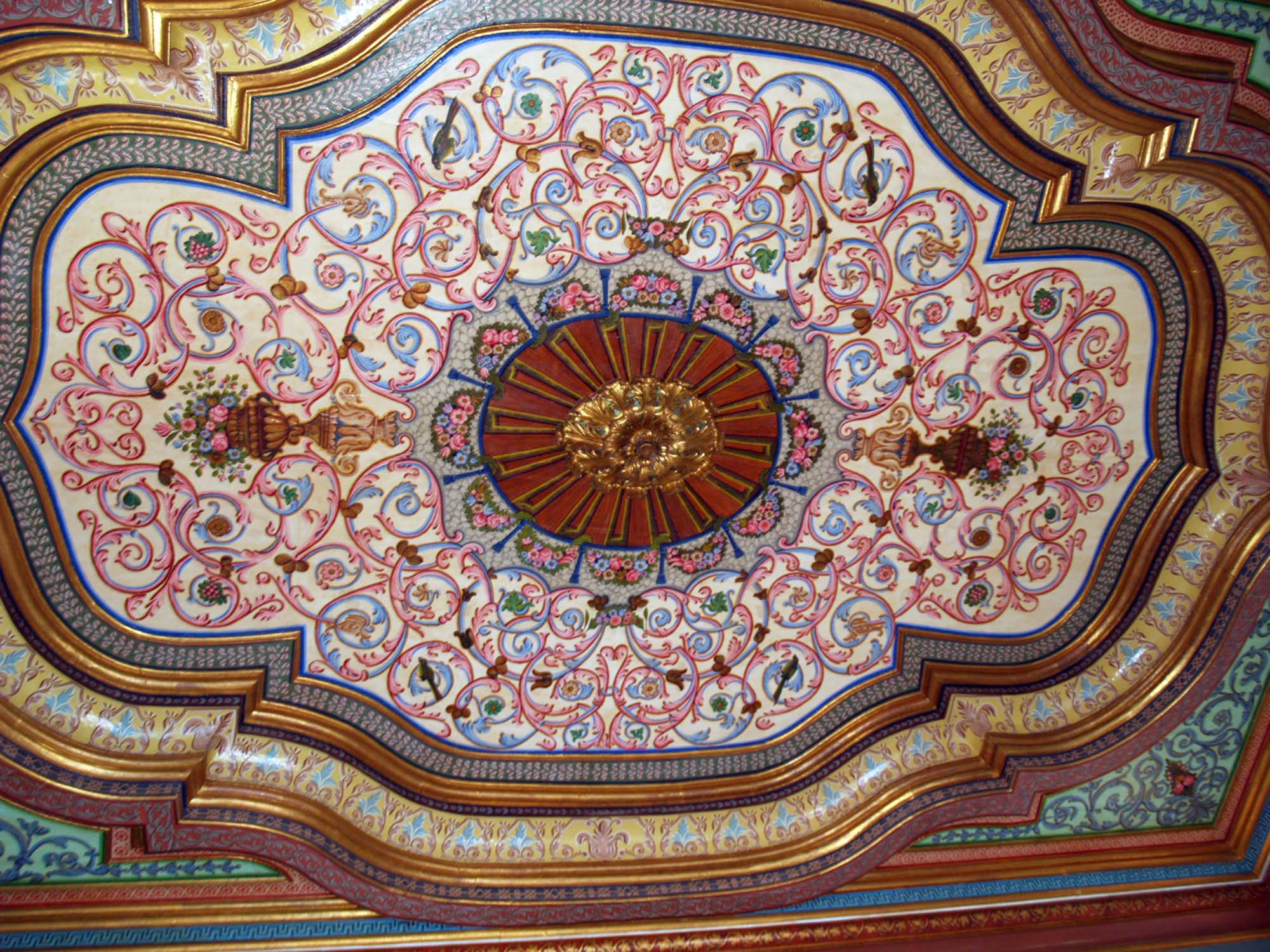
Plafond de bois peint.
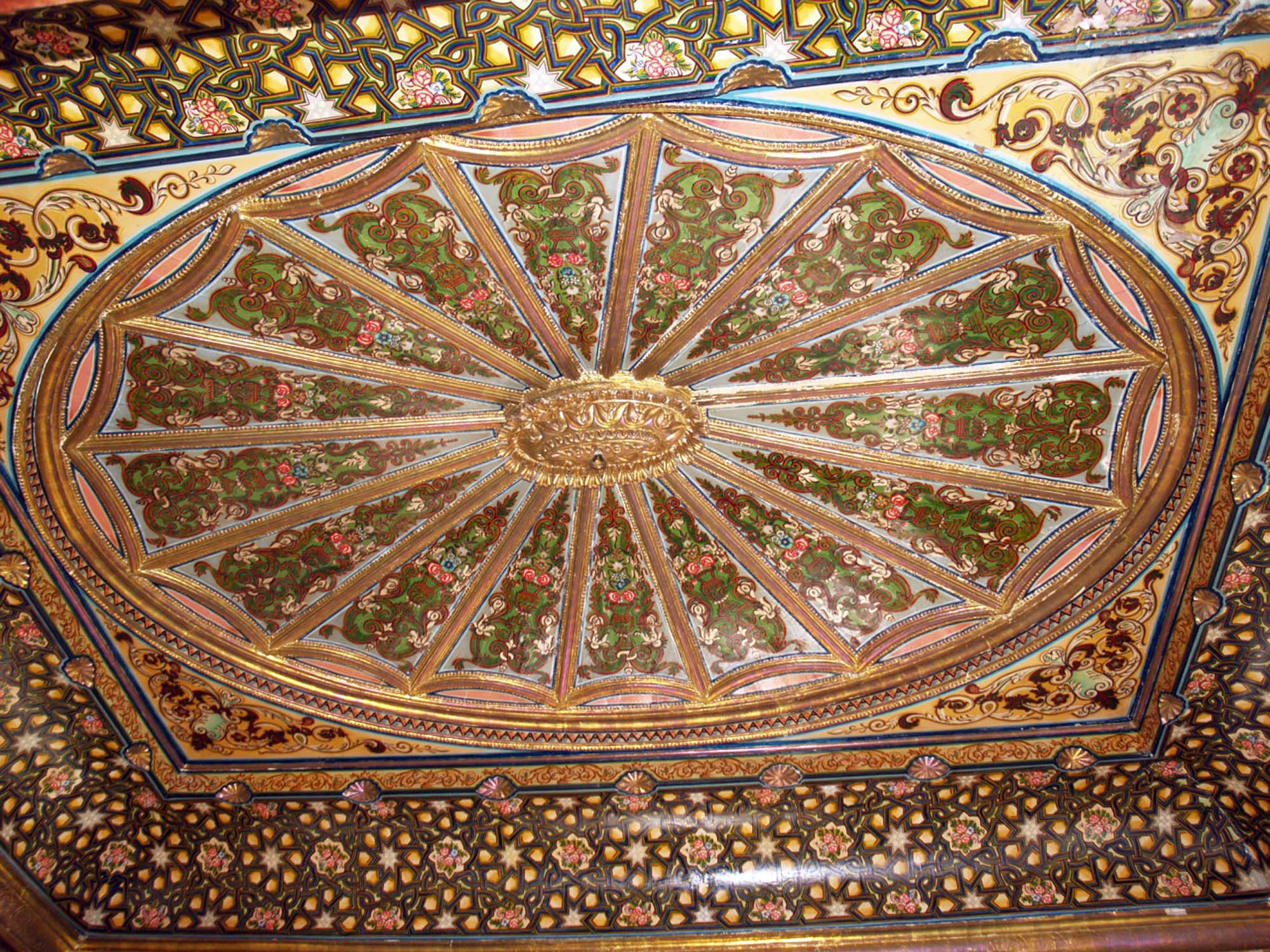
Plafond peint et doré de la salle d'Althiburos.

##### Petit Palais

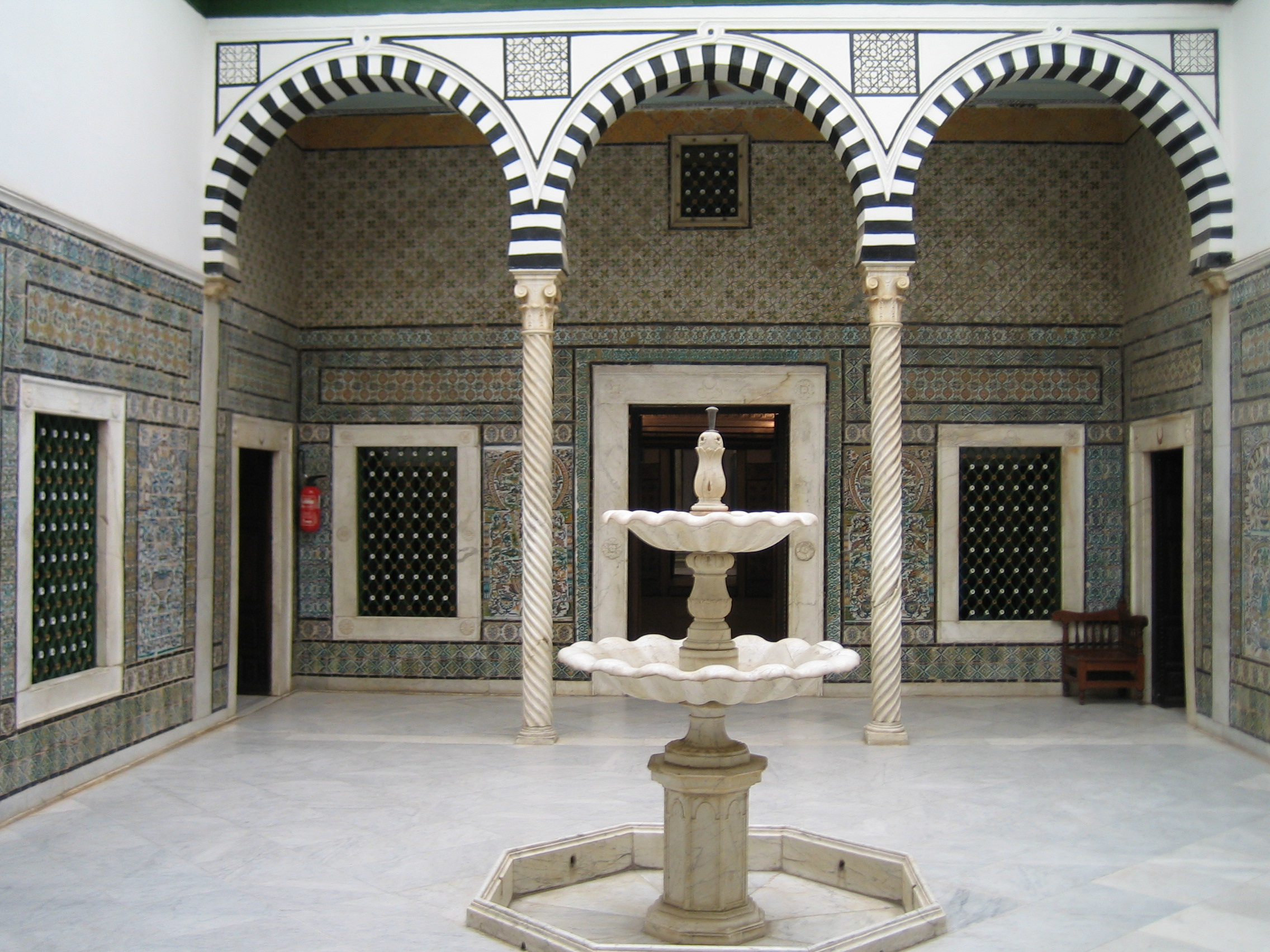
Patio du Petit Palais.

L'accès au Petit Palais se fait par le même étage, à partir de la salle de Carthage et à travers l'espace consacré à la collection d'art et traditions populaires, ou par un escalier à partir du rez-de-chaussée, en traversant après quelques marches un vestibule voûté dont les murs sont entourés de bancs de marbre avec en face de la porte d'entrée une niche à arcature. L'escalier donne sur le patio du Petit Palais, bordé sur deux de ses côtés par des portiques composés d'arcs à claveaux alternativement noirs et blancs qui reposent sur des colonnes de marbre blanc à chapiteaux composites. Centré sur une fontaine en marbre, le patio donne latéralement sur plusieurs petites pièces dont les portes et les fenêtres sont encadrées par des piédroits en marbre. En face, le patio donne sur une grande pièce centrale aménagée en T renversé dont le plafond est richement décoré de plâtre sculpté et coloré. Le vestibule, l'escalier, le patio et la grande pièce sont tous décorés par des panneaux muraux en céramique polychromes.

#### Deuxième étage
La salle de Carthage est surmontée par une galerie délimitée par une rambarde métallique. Le plafond à pendentifs comporte une riche ornementation moulée en plâtre de style italo-tunisien. Le reste de l'étage est composé de plusieurs salles d'exposition sans particularités architecturales, composées par la transformation des terrasses du palais.

### Extension

Plan d'extension du musée.

À la suite d'un prêt de trente millions de dinars accordé par la Banque internationale pour la reconstruction et le développement en 1997, la rénovation de certains musées tunisiens est lancée, dont celui du Bardo. Le nombre de visiteurs accueillis n'étant pas sans poser des problèmes de sécurité tant aux personnes qu'aux œuvres, il devient urgent d'agir. Les problèmes de confort de visite étaient également relevés du fait du nombre de visiteurs et des nuisances sonores et atmosphériques liées aux moteurs des autocars.
Le projet de restructuration et d'extension est piloté par le ministère de la Culture dont l'objectif est de mettre le musée aux normes internationales, de l'insérer dans le circuit économique, de rendre plus attrayantes les collections — de façon que le visiteur puisse vivre une expérience qui le marque et l'invite à revenir — et de conférer au bâtiment une dynamique culturelle qui rythmerait la localité du Bardo, bref de lui conférer selon Selma Zaiane un rôle de « pôle culturel, touristique et éducatif » susceptible d'induire un « effet domino de sa rénovation sur l'activité touristique à Tunis ».
Ce projet inclut la réhabilitation des bâtiments existants et la construction d'une extension de 8 000 m2, dont les travaux sont lancés le 2 mars 2009 pour une durée de 22 mois, mais aussi la rationalisation de la conservation des réserves et une nouvelle muséographie au travers d'une nouvelle signalétique plus moderne. Le projet implique de « retrouver l'architecture du lieu, de comprendre l'organisation des volumes, de mieux se diriger de salle en salle, avec une fréquence accrue » selon Hindley. Des espaces pédagogiques, de nouveaux espaces d'accueil et de services ainsi que de nouvelles surfaces d'expositions permanentes et temporaires sont prévus. Parmi les premiers projets d'expositions temporaires figurent alors un projet sur les Vandales, un autre sur les Aztèques et un dernier sur les sculptures romaines.

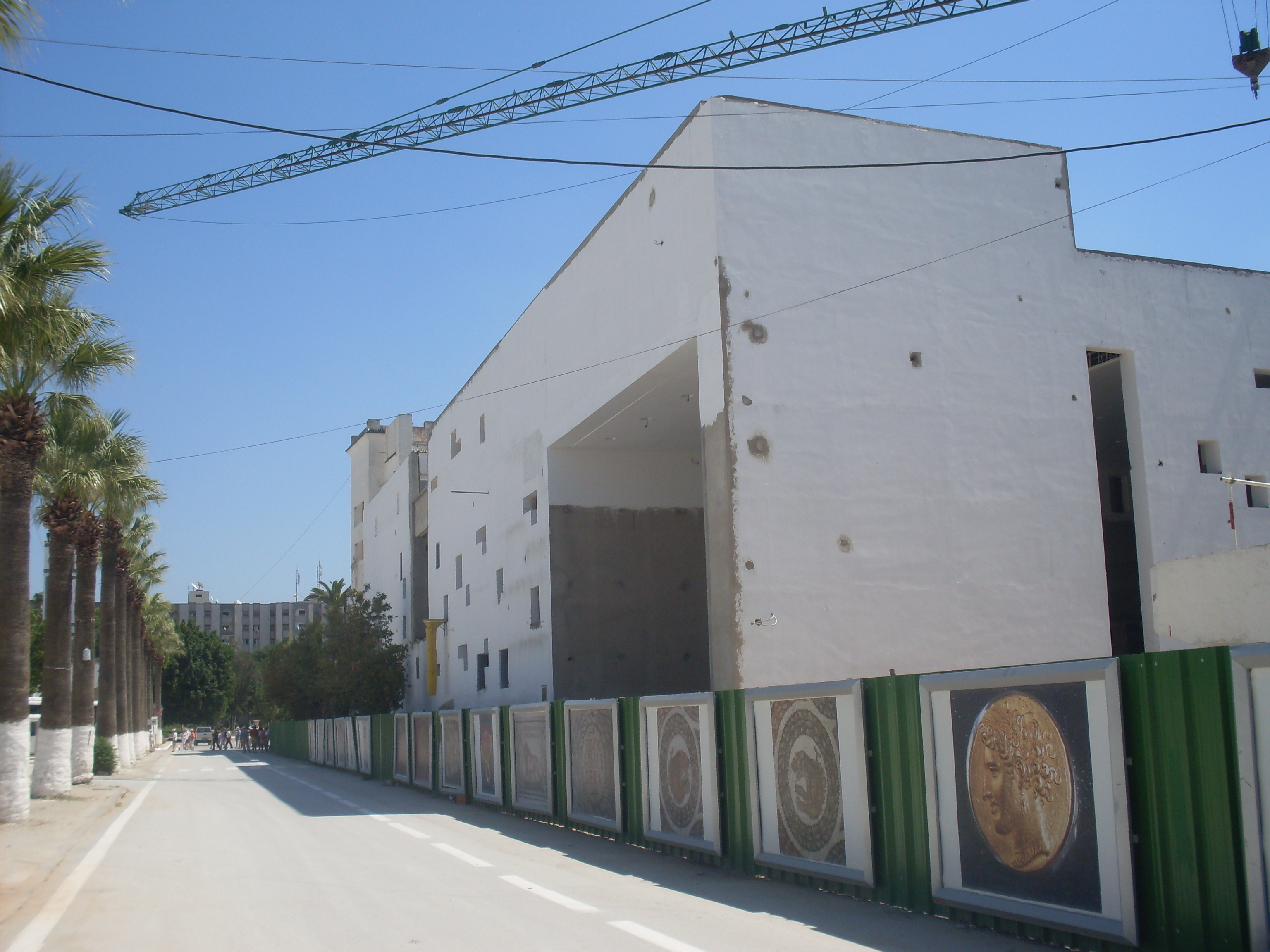
Travaux au musée du Bardo en août 2010.

Le réaménagement doit porter la capacité d'accueil du musée à un million de visiteurs par an contre 600 000 avant les travaux. Le nombre de pièces exposées doit doubler, pour atteindre 8 000 pièces. L'accès doit se faire par un grand hall dans lequel est exposée la grande mosaïque du triomphe de Neptune trouvée à Sousse et devenue la plus grande mosaïque verticale du monde. La muséographie, datée des années 1930, est revue parallèlement à un fléchage permettant un respect de la chronologie, pas évidente dans la situation antérieure. De nombreux espaces situés à l'intérieur du musée et riches d'œuvres, dévolus aux services administratifs et techniques, deviennent accessibles à la visite, comme le fameux baptistère de Kélibia. Les locaux administratifs et techniques sont regroupés dans de nouveaux espaces.
Prévue initialement pour juillet 2011 puis reculée à mars 2012 à la suite des bouleversements politiques de la révolution, l'ouverture de la nouvelle aile a lieu le 19 mai, même si l'inauguration officielle avec toutes les nouvelles salles a lieu le 25 juillet.

## Histoire et administration

### Histoire
La première ébauche de musée est à porter au crédit de Mohammed Khaznadar, fils du ministre Mustapha Khaznadar, qui rassemble vers la fin des années 1860 des éléments lapidaires, stèles et statues aux abords de son palais de La Manouba. Abandonnés lors de la disgrâce de son père, ces éléments sont dispersés, certains se retrouvant au musée du Louvre en 1881. Les derniers éléments de cette collection, entreposés au Dar El Bey, sont apportés par René du Coudray de La Blanchère à la résidence française avec l'aide d'une escorte.

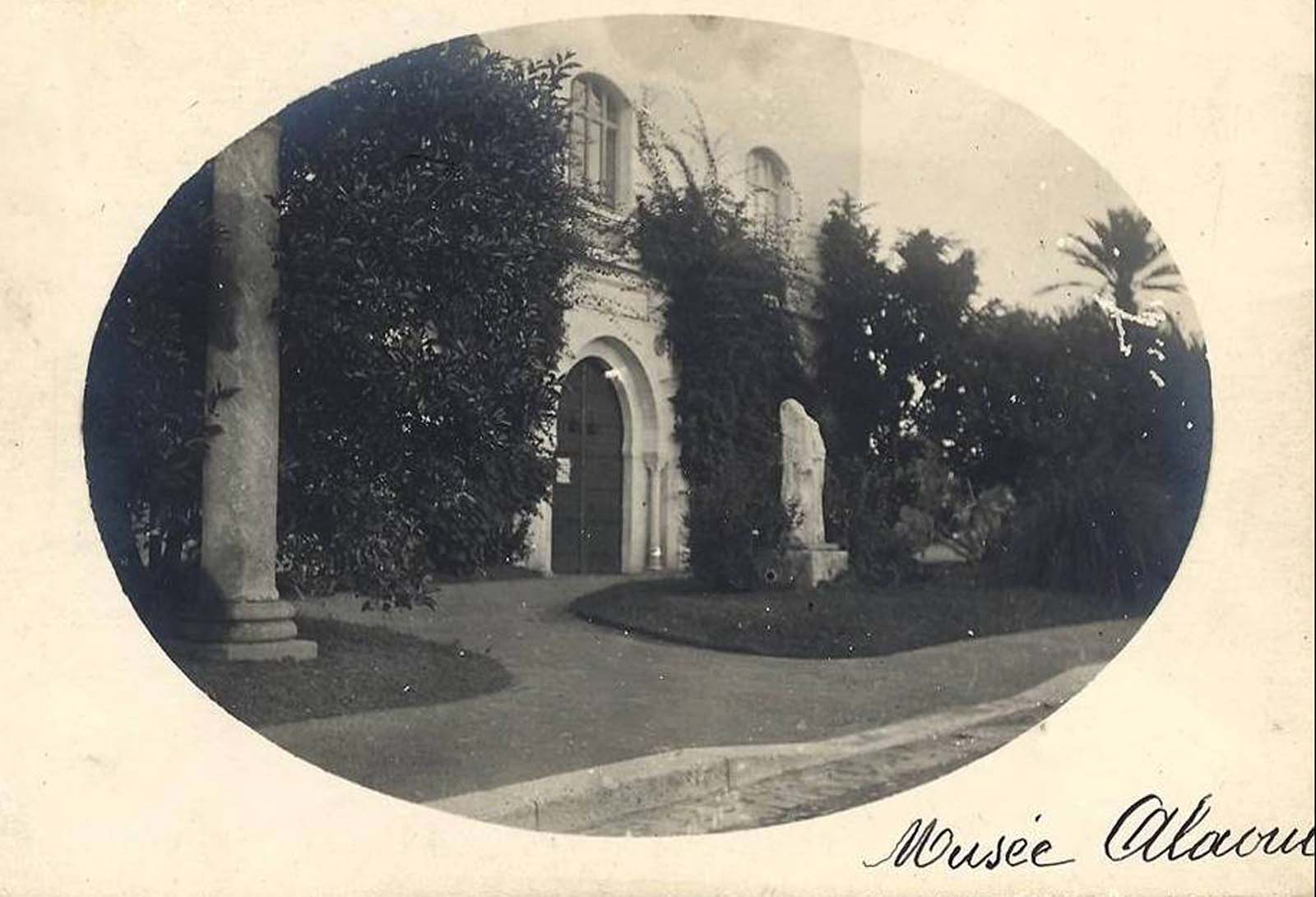
Entrée du musée Alaoui vers 1890.

La volonté d'ouverture d'un musée, sous l'impulsion de Xavier Charmes qui est chargé de l'archéologie tunisienne à l'époque, est datée de 1884 par Coudray de La Blanchère. Toutefois, le musée est créé par le décret du 7 novembre 1882, devenant ainsi la première institution du genre en Afrique du Nord. Un décret du 25 mars 1885 destine l'ancien harem, en très mauvais état, au musée. Coudray de La Blanchère fait détruire des éléments menaçant de partir en ruine et fait réparer le reste.
Le bâtiment reçoit les premières collections archéologiques en mars 1885. L'inauguration officielle du musée a lieu le 7 mai 1888 par le bey et le résident général de France en Tunisie Justin Massicault ; le musée est alors baptisé musée Alaoui, du nom du bey régnant, Ali III Bey. Les collections grandissant rapidement, des terrasses du palais sont aménagées en salles d'exposition au premier et deuxième étages. Le musée prend sa dénomination actuelle après l'indépendance du pays, plus précisément au printemps 1958, même si la dénomination est attestée avant cette date. Il cesse par ailleurs d'être un établissement public doté de la personnalité civile et de l'autonomie financière en 1967.
En 1984, un début d'incendie endommage une aile qui est fermée au public. Le produit des fouilles de l'épave de Mahdia se trouve alors inaccessible jusqu'en 2000.
Le 18 mars 2015, un commando terroriste islamiste attaque le musée et prend des touristes en otage dans le bâtiment. L'attentat, qui fait 22 morts dont 21 touristes étrangers, est revendiqué par le groupe État islamique.
La suspension de l'Assemblée des représentants du peuple le 25 juillet 2021 conduit à la fermeture du musée qui se trouve dans la même enceinte, une première depuis son ouverture en 1888. Il rouvre ses portes en septembre 2023, après des « travaux de réaménagement », indique le ministère de la Culture. Plusieurs espaces sont agrandis, permettant la réorganisation des collections et l'exposition d'œuvres supplémentaires.

### Direction
Bertrand Pradère est le premier conservateur du musée du Bardo, de 1886 à son départ à la retraite en 1928. Le peintre et sculpteur Émile Bréchot occupe cette fonction jusqu'en 1948, remplacé par Pierre Quoniam, en fonction jusqu'en 1954.
En 1956, Abdelaziz Driss, professeur d'histoire au Collège Sadiki, devient le premier Tunisien à occuper la fonction de conservateur. Il est remplacé par Mohamed Yacoub en 1964 puis par Mongi Ennaïfer en 1973. Aïcha Ben Abed devient la première femme à devenir conservatrice en 1986. En 1991, après le court passage de Jamel Zoughlami, Habib Ben Younès se voit confier la direction du musée pour dix ans. Khaled Ben Romdhane le remplace entre 2001 et 2003. Le poste de conservateur est occupé par Taher Ghalia à partir de 2003. À partir de juin 2012, le musée est dirigé par Soumaya Gharsallah-Hizem, avant qu'elle ne soit remplacée par Moncef Ben Moussa en 2013. La direction est assurée par Fatma Naït Yghil à compter de 2018.

### Fréquentation
Le musée du Bardo est le second lieu le plus visité avant Carthage et l'amphithéâtre d'El Jem et apporte à lui seul 20 % du total des entrées payantes sur 55 sites et musées. Le musée a eu à souffrir de la concurrence d'autres sites, comme El Jem à l'occasion de la mise en place de circuits sahariens à la fin des années 1990, alors que le tourisme en Tunisie continuait de croître. Les visites y compris gratuites ont eu tendance à baisser, avec un faible taux de retour des Tunisiens en liaison peut-être avec la méconnaissance des mesures de gratuité.
Malgré la baisse des groupes venant des zones touristiques et des entrées gratuites, le nombre de visites atteint 664 891 en 2005, en lien sans doute avec la croissance du développement des croisières. L'enjeu des travaux d'extension est donc aussi la mise en place d'une relance de l'augmentation du nombre de visiteurs pour achever la transformation du musée élitiste de ses débuts en « musée de tous » et dépasser le chiffre de 6 % de visiteurs tunisiens.

## Collections
« La grande majorité des collections du musée [...] viennent du sol tunisien et reflètent sincèrement l'histoire nationale de la Tunisie » selon Abdelaziz Driss.
Les collections du musée ont commencé à être constituées bien avant l'ouverture du musée, notamment à l'instigation du ministre Kheireddine Pacha, afin de lutter contre le pillage du patrimoine national. Le musée s'apparente dans les premières décennies de son existence à un entrepôt pour les découvertes successives. Les premiers dépôts sont liés, outre les vestiges de la collection Khaznadar, à des éléments recueillis par les autorités militaires françaises ou lors de la construction de chemins de fer, si ce n'est du fait de fouilles organisées pour pourvoir le musée. La collection de mosaïques du Bardo s'enrichit de 70 pièces grâce à l'action de Paul Gauckler,.
Les collections s'étendent largement entre 1897 et la fin de la première décennie du XXe siècle : le nombre de mosaïques passe à 332, les éléments sculptés de 920 à 1 173. Les antiquités puniques entrent massivement du fait des fouilles des nécropoles ; il en est de même pour le département islamique.
Entre 1910 et 1920, la découverte de l'épave de Mahdia enrichit grandement les collections, tout comme la découverte de la cuirasse de Ksour Essef et l'ouverture de la salle de Thuburbo Majus. En outre, le musée s'enrichit de nombre de mosaïques, éléments sculptés, inscriptions, bijoux et objets métalliques de bronze et plomb.
Le musée s'étend sur trois étages, abritant 34 salles, et se trouve divisé en sept départements.

### Préhistoire et protohistoire
Situé au rez-de-chaussée, le département de préhistoire du musée donne un aperçu de la richesse et de la variété des sites préhistoriques de la Tunisie.
Les vestiges archéologiques les plus anciens retrouvés sur le territoire de la Tunisie actuelle sont datés d'environ deux millions d'années av J.-C. : ce sont les galets d'Aïn Brimba provenant de la région de Kébili.
Des éclats de galets et des bifaces proviennent de la région de Gafsa, plus précisément des sites d'El Mekta et Redeyef. Sidi Zine, dans la région du Kef, a livré des vestiges d'une longue occupation à l'époque acheuléenne.

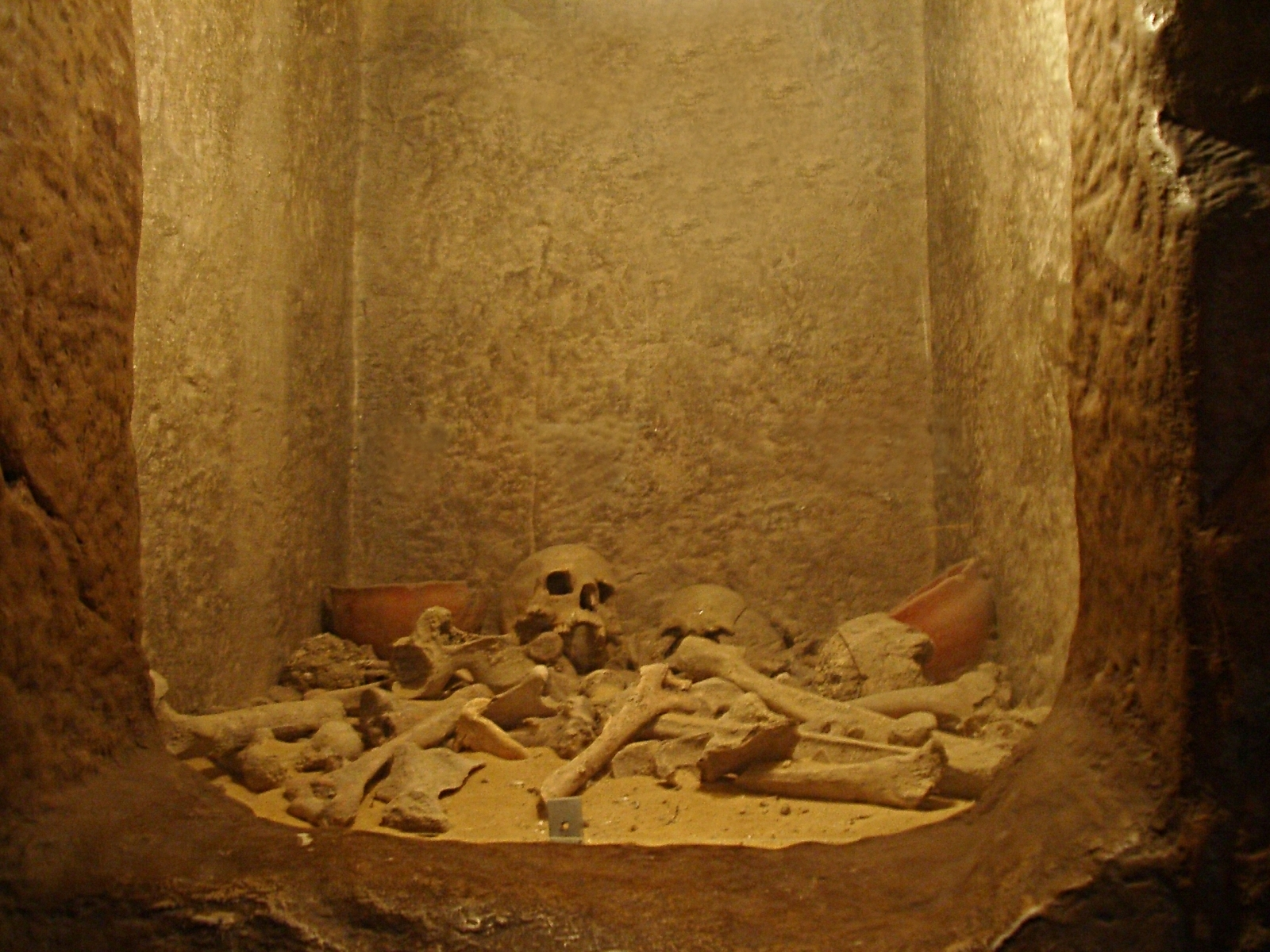
Restes humains et poteries dans le département préhistorique (hanout).

Le département contient aussi des pointes et racloirs des époques moustérienne et atérienne. Cette dernière période a livré des outils qui devaient être emmanchés.

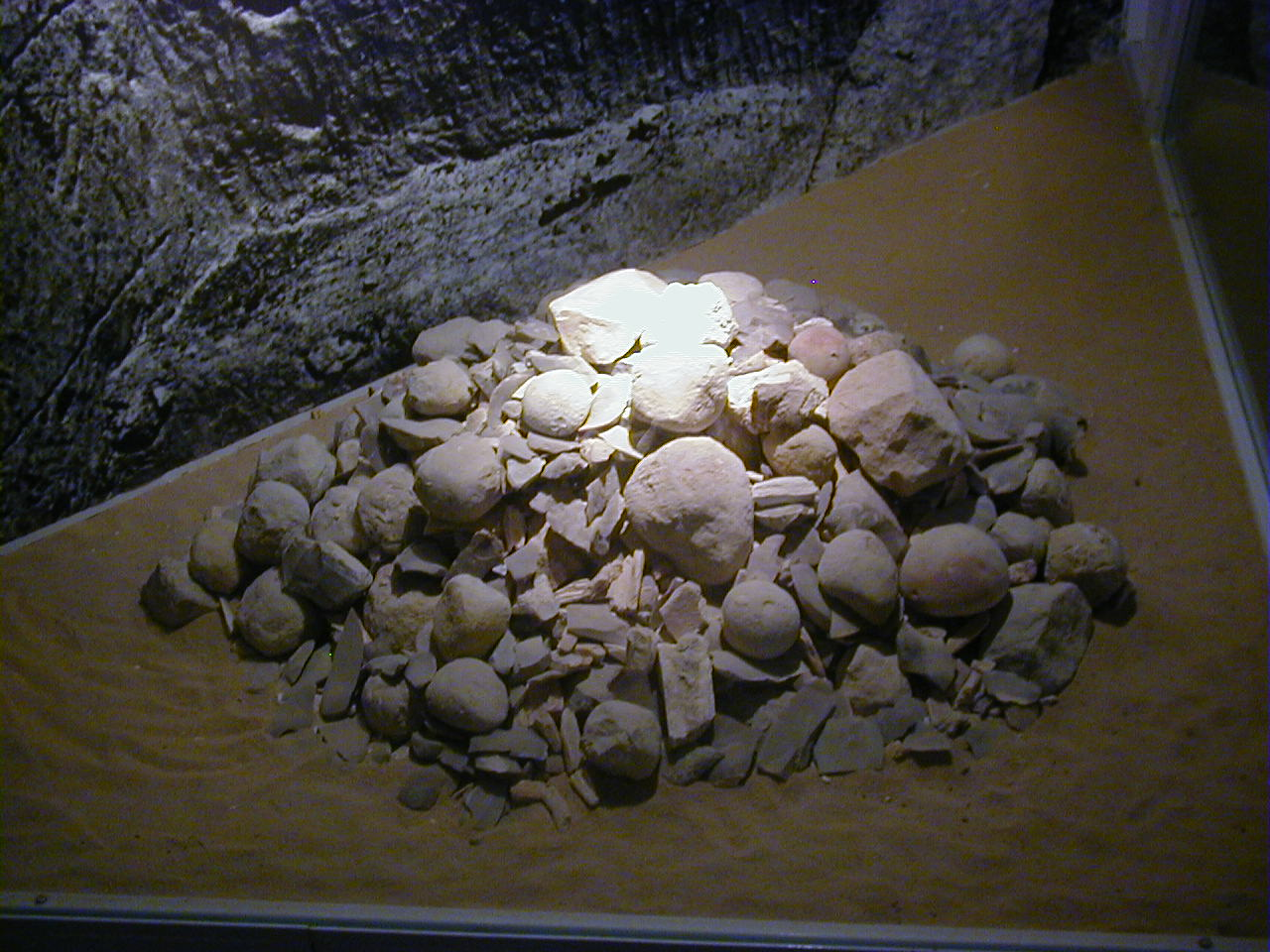
Hermaïon d'El Guettar.

Du site moustérien d'El Guettar provient l'un des vestiges les plus remarquables qu'abrite le département : une structure découverte par Michel Gruet et formée par un amas de plus de 4 000 éléments : pierres rondes disposées en un cône d'environ 75 centimètres de haut pour un diamètre de 130 centimètres. Les pierres sont associées à des ossements d'animaux, des dents et des objets de silex taillé ainsi qu'une pointe pédonculée atérienne.
Cette structure est connue sous le nom d'Hermaïon d'El Guettar, en référence aux tas de pierre édifiés dans l'Antiquité en relation avec le culte d'Hermès. Cette pièce est souvent citée comme la plus ancienne manifestation de religiosité connue à ce jour, de par son âge estimé à 40 000 ans.
Son inventeur l'a interprétée comme une offrande à une source voisine,. Des vestiges de l'Ibéromaurusien et du Capsien, deux périodes uniquement maghrébines, se trouvent rassemblés dans le même département. La première période a livré de nombreux outils. Le site d'El Mekta a ainsi procuré de nombreux vestiges capsiens, dont des outils, des œufs d'autruches gravés et une figurine féminine. Cette pièce majeure n'est pas encore exposée dans le musée depuis la fin des travaux d'extension.
Le Néolithique a abondamment fourni des poteries modelées et décorées et des outils d'os, ainsi que des meules et des colliers.
L'époque protohistorique, qui précède immédiatement l'arrivée des Phéniciens, a livré des monuments funéraires : un hanout est reconstitué ainsi qu'un dolmen. Les sépultures contiennent du mobilier, de la céramique et des parures.

### Art libyco-punique
Le département libyco-punique du musée est regroupé dans un ensemble de salles au rez-de-chaussée : la salle de Ba'al Hammon, la salle de la céramique et un couloir où sont exposées des stèles néo-puniques. Une salle, au premier étage, est aussi consacrée à une précieuse collection de bijoux puniques. Ces objets proviennent notamment des sites de Carthage, Hadrumète, Utique, etc.

#### Stèles et cippes

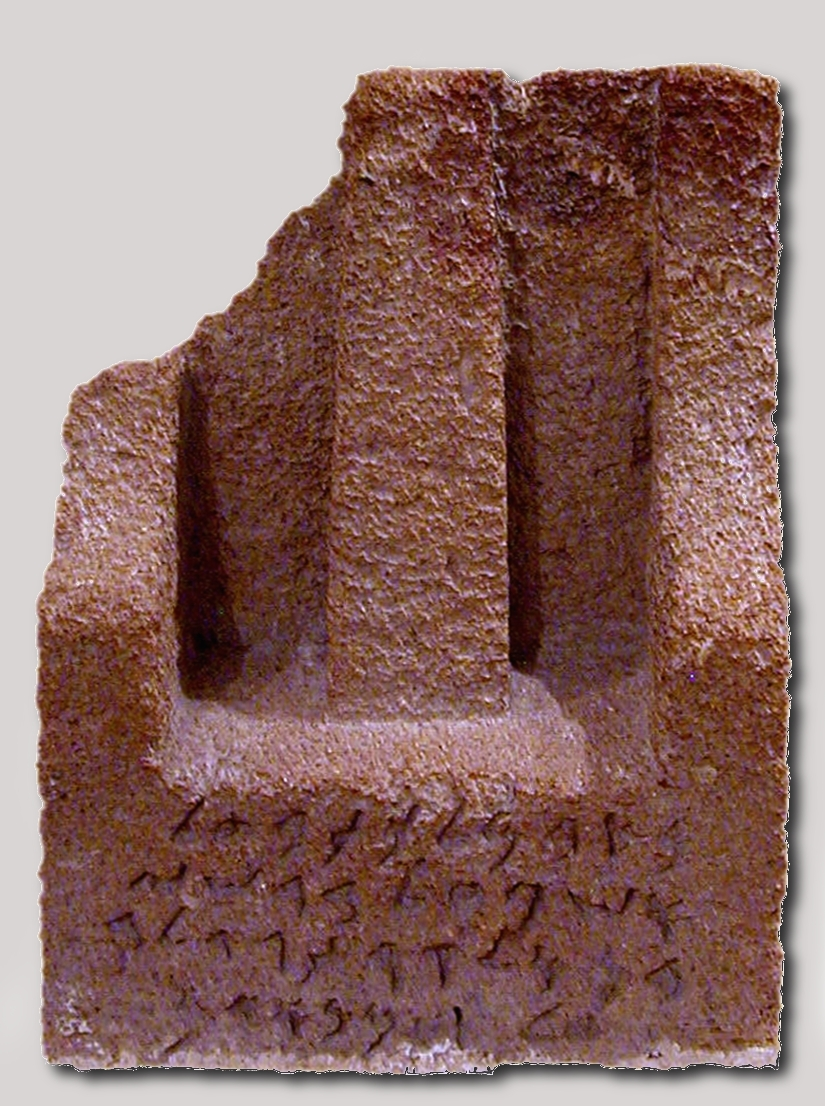
Cippe votif avec inscription, H 0.65 m l 0.42 m ;, CIS I, 5684.

La collection de stèles et cippes compte parmi les pièces les plus importantes pour la connaissance de la civilisation carthaginoise et démontre les contacts de Carthage avec les autres civilisations du bassin méditerranéen. Le Cippe votif à Déméter est un monument à la forme d'une chapelle miniature, dite aussi naïskos, datant de l'époque hellénistique. Le cippe comporte une niche précédée par deux colonnes ioniques ; un entablement la domine où se superposent denticules, rais-de-cœur, oves, frise de perles et pirouettes. Le niveau supérieur possède une doucine qui évoque une gorge égyptienne. L'une des deux colonnes a été restituée alors que la niche possède au centre un sommet arrondi qui s'inscrit dans un fronton triangulaire décoré de deux dauphins affrontés et surmontés d'une rosace. Il subsiste sur la base quelques caractères d'une inscription néo-punique et un verrat est représenté sur un bas-relief. Cette pièce de la première moitié du IIe siècle av. J.-C. provient du site de Thuburbo Majus. La stèle du Prêtre, est une stèle de calcaire découverte en 1921 dans le tophet de Carthage lors de fouilles clandestines, puis remises à François Icard et Paul Gielly. Ayant la forme d'un obélisque, elle figure un prêtre de profil coiffé d'un bonnet cylindrique et vêtu d'une longue robe de lin transparent, retenue à la taille par une ceinture. Il lève la main droite, geste de bénédiction ou de prière, tandis que son bras gauche porte un jeune enfant qu'il s'apprête à « restituer » à la divinité. Dans la partie supérieure de la stèle, on voit une frise de trois rosaces surmontée de deux dauphins évoquant l'océan céleste puis un emblème sidéral constitué par un disque solaire et un croissant lunaire symbolisant le couple divin Tanit et Ba'al Hammon. L'intérêt de cette stèle réside dans le fait qu'elle constitue l'unique document figuré relatif au rituel du molk et alimente la polémique sur les sacrifices des enfants par les Carthaginois, en ce sens qu'elle donne une consistance archéologique aux assertions de certains auteurs antiques. Cette pièce date de la fin du IVe siècle av. J.-C. ou du début du IIIe siècle av. J.-C. et provient du site de Carthage.
Très intéressante également est la Stèle avec prêtre debout devant un autel en calcaire, provenant de Carthage et datant du IVe siècle av. J.-C. Le prêtre porte un signe de Tanit sur sa robe. La Stèle en forme de signe de Tanit, également datée du IVe siècle av. J.-C., est dite aussi Stèle Cintas 1633. La stèle, qui relate une offrande, est remarquable par sa forme très particulière et par l'élégance de son écriture. La forme est inexpliquée, de même que le sens à donner au signe de la bouteille qui est représentée dans sa partie supérieure. Le Cippe votif est, quant à lui, une pièce de grès très ancienne, datée de la fin du VIIe ou du VIe siècle av. J.-C.. La pièce a été dégagée lors des fouilles du tophet de Carthage par Pierre Cintas en 1945-1950. Une sorte de trône est surmontée d'un bétyle ou maison du dieu, « évocation symbolique de la divinité » selon Mohamed Yacoub. Un bétyle surmonte une paroi dotée d'une inscription en lien avec le sacrifice appelé molk.

Stèles et cippes
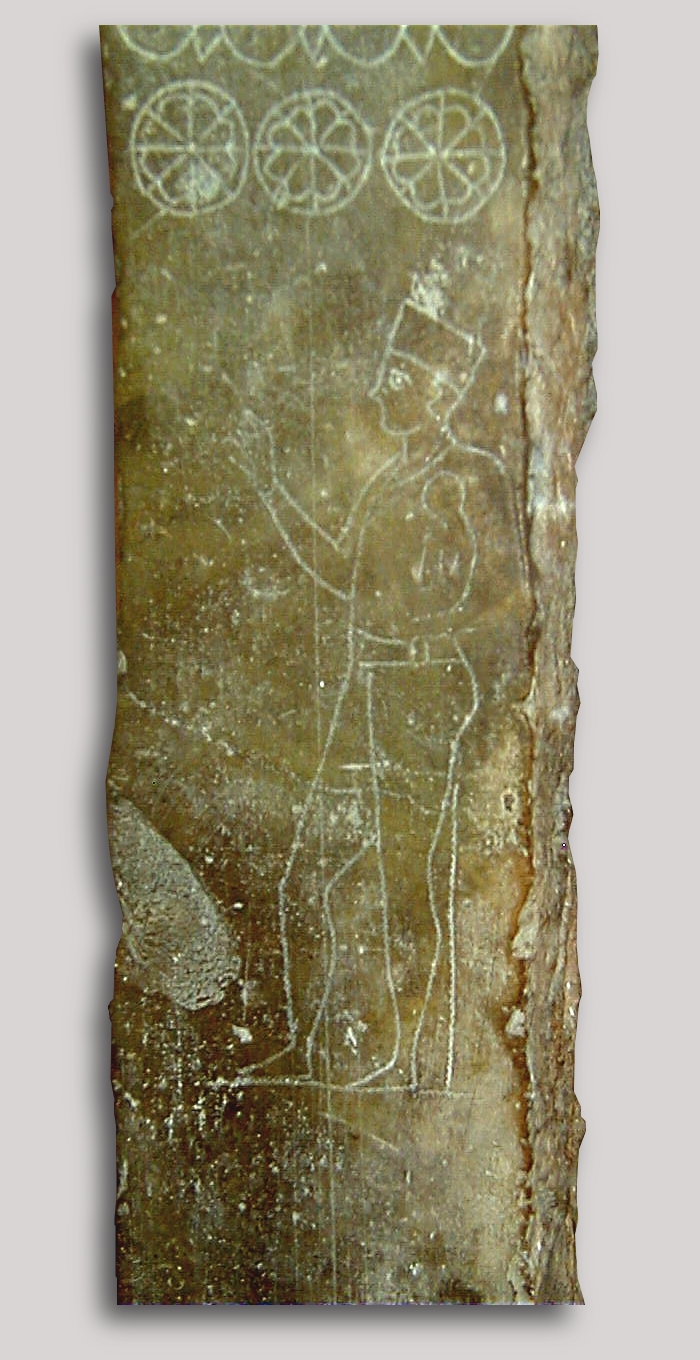
Stèle du Prêtre-à-l'enfant, H 1,08 m, l 0,15 m, calcaire, (IVe siècle av. J.-C.)-(IIIe siècle av. J.-C.).
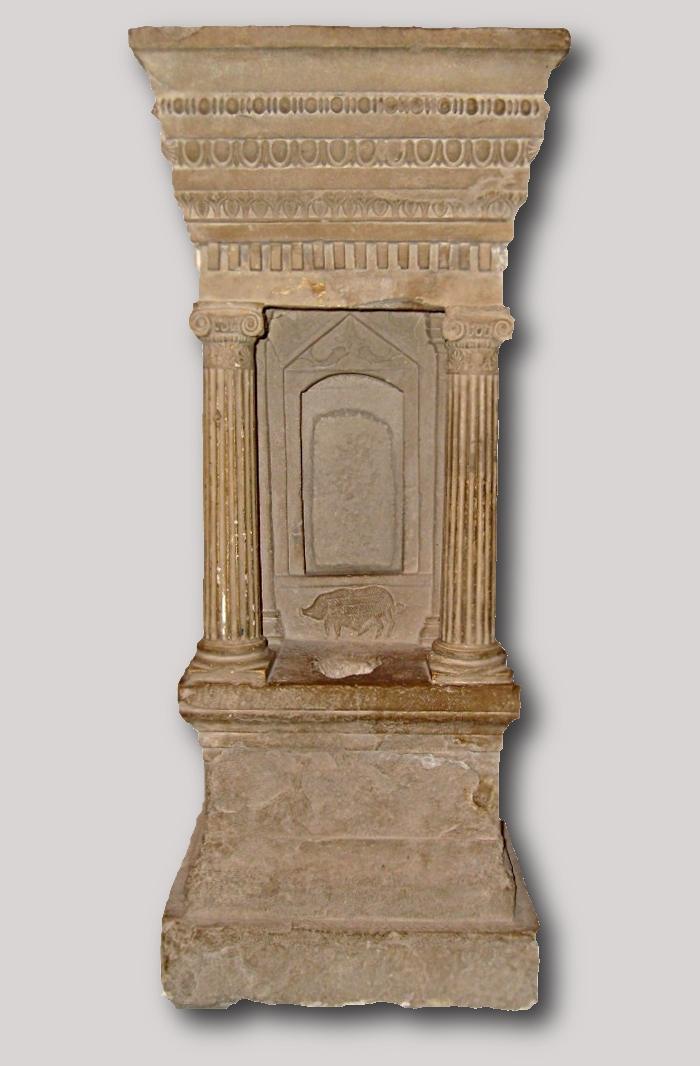
Cippe votif à Déméter, H 1,16 m, l 0,48 m, ép. 0,53 m, grès, (première moitié du IIe siècle av. J.-C.).
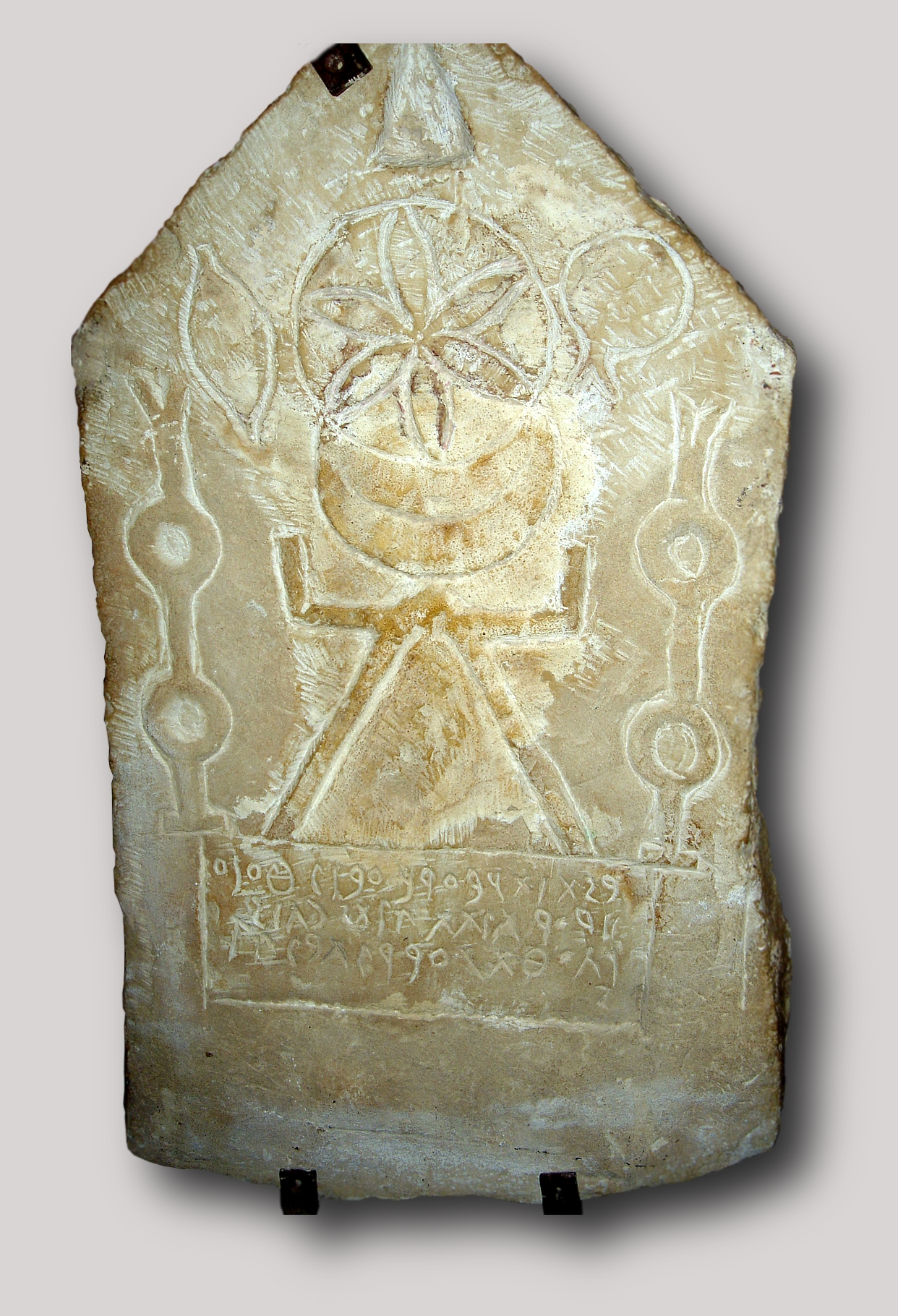
Stèle du tophet de Carthage, ornée du signe de Tanit et de symboles astraux.
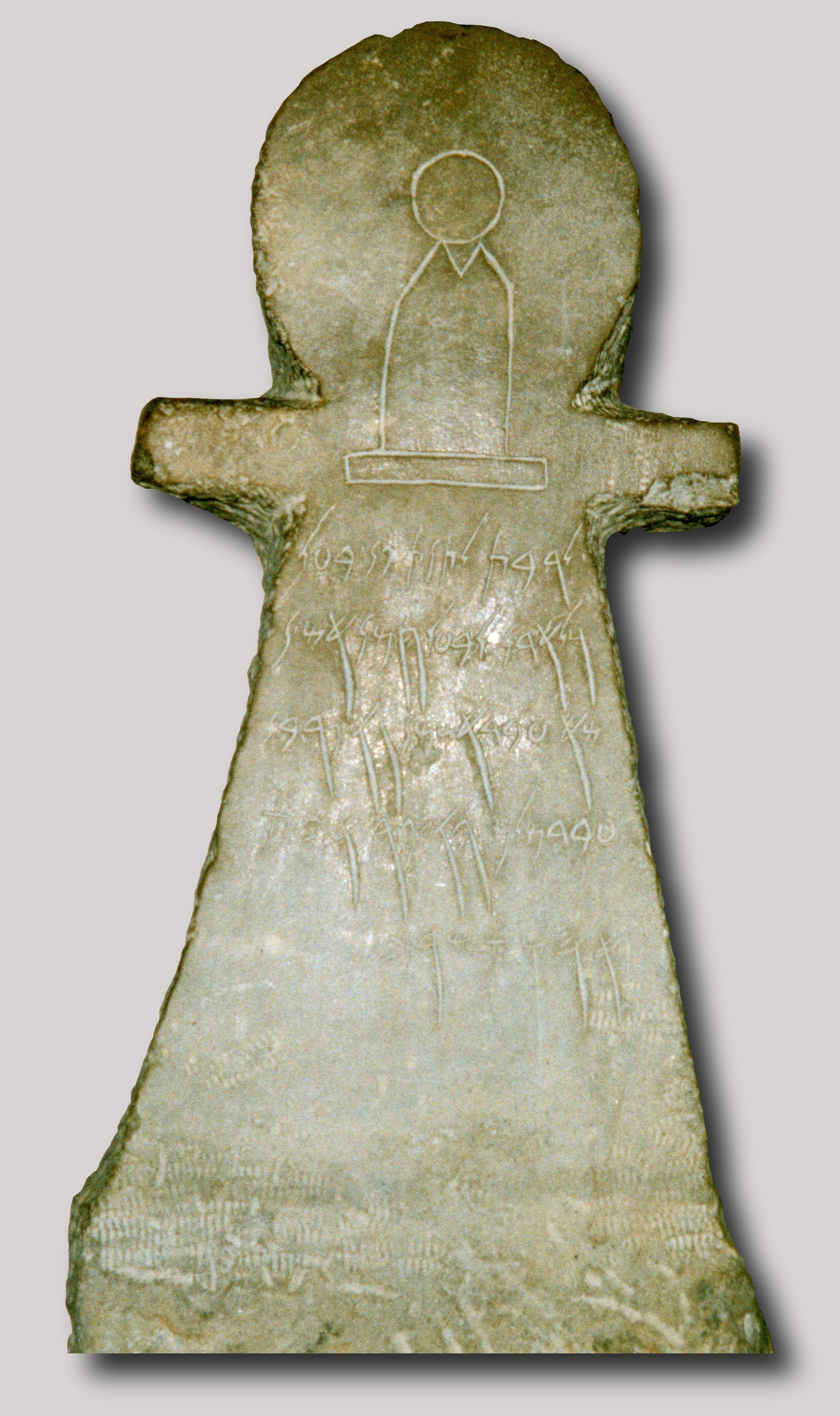
Stèle en forme de signe de Tanit, H 0,62 m, l 0,25 m (IVe siècle av. J.-C.).

#### Statues de terre cuite
Des œuvres de terre cuite ont été dégagées et témoignent tant de la religion des anciens Puniques que de leurs capacités dans le domaine de la coroplathie, même si certaines datent des premiers siècles après la conquête romaine ayant suivi la troisième guerre punique.
La statue de Ba'al Hammon représente le dieu assis sur un trône, dont les accoudoirs sont en forme de sphinx, et qui est vêtu d'une longue tunique plissée ; sa tête est coiffée d'une tiare à plumes dont l'origine est mésopotamienne. Les boucles de sa chevelure encadrent le visage de la divinité qui possède une barbe soigneusement taillée. En outre, une moustache entoure sa bouche qui a des lèvres épaisses. Le dieu a la main droite levée, signe de bénédiction. Ba'al Hammon est avec Tanit une divinité principale du panthéon carthaginois. Cette pièce date du Ier siècle av. J.-C. et provient du sanctuaire rural de Thinissut dans le cap Bon. Il témoigne de la persistance du culte voué à la divinité principale du panthéon punique, y compris après la chute de Carthage à l'issue de la troisième guerre punique.
La représentation de Déméter assise sur un trône est une statuette de terre cuite de taille presque nature, vêtue d'une tunique plissée ; elle porte sur la tête une tiare cylindrique (polos) et encadrée d'un voile rigide. Elle avait un attribut dans la main droite, désormais disparu. Cette pièce date du Ier siècle av. J.-C. et provient d'un sanctuaire des environs de Korba. Avec les deux autres pièces retrouvées sur le même site, elle a été réalisée à partir de moules grecs, dont l'influence doit plus précisément être cherchée en Sicile de la fin du IVe-début du IIIe siècle. On peut rappeler que le culte de Déméter et de Coré a été introduit à Carthage en signe de repentance après la destruction d'un sanctuaire en Sicile au IVe siècle av. J.-C., avec des composantes agraires et mystiques. Avec deux autres statues de terre cuite de Coré et Pluton portant un porcelet, les œuvres témoignent des échanges culturels avec le milieu hellénique.
La Statue dite Tanit léontocéphale date de la fin du Ier siècle. La statue, qui présente des similitudes avec la déesse égyptienne Sekhmet, peut aussi avoir représenté le Genius Terrae Africae (Génie de la Terre d'Afrique). Elle provient de Thinissut et témoigne à la fois des syncrétismes à l'œuvre dans l'ancienne Tunisie et de la continuité des pratiques cultuelles en pleine période romaine.
La statuette de Déesse Mère en terre cuite, haute de 0,25 m, représente la divinité assise, une main sur le ventre. Elle semble enceinte. Le vêtement possède des traces de couleurs noire, bleue et rouge. Originaire de Phénicie où le type est commun, la statuette appartient aux objets les plus anciens découverts à Carthage, datée du VIIIe siècle.
Une statuette de déesse au tympanon figure sans doute Astarté en tant que déesse musicienne ; elle date du VIIe siècle av. J.-C..

Exemples de statues en terre cuite
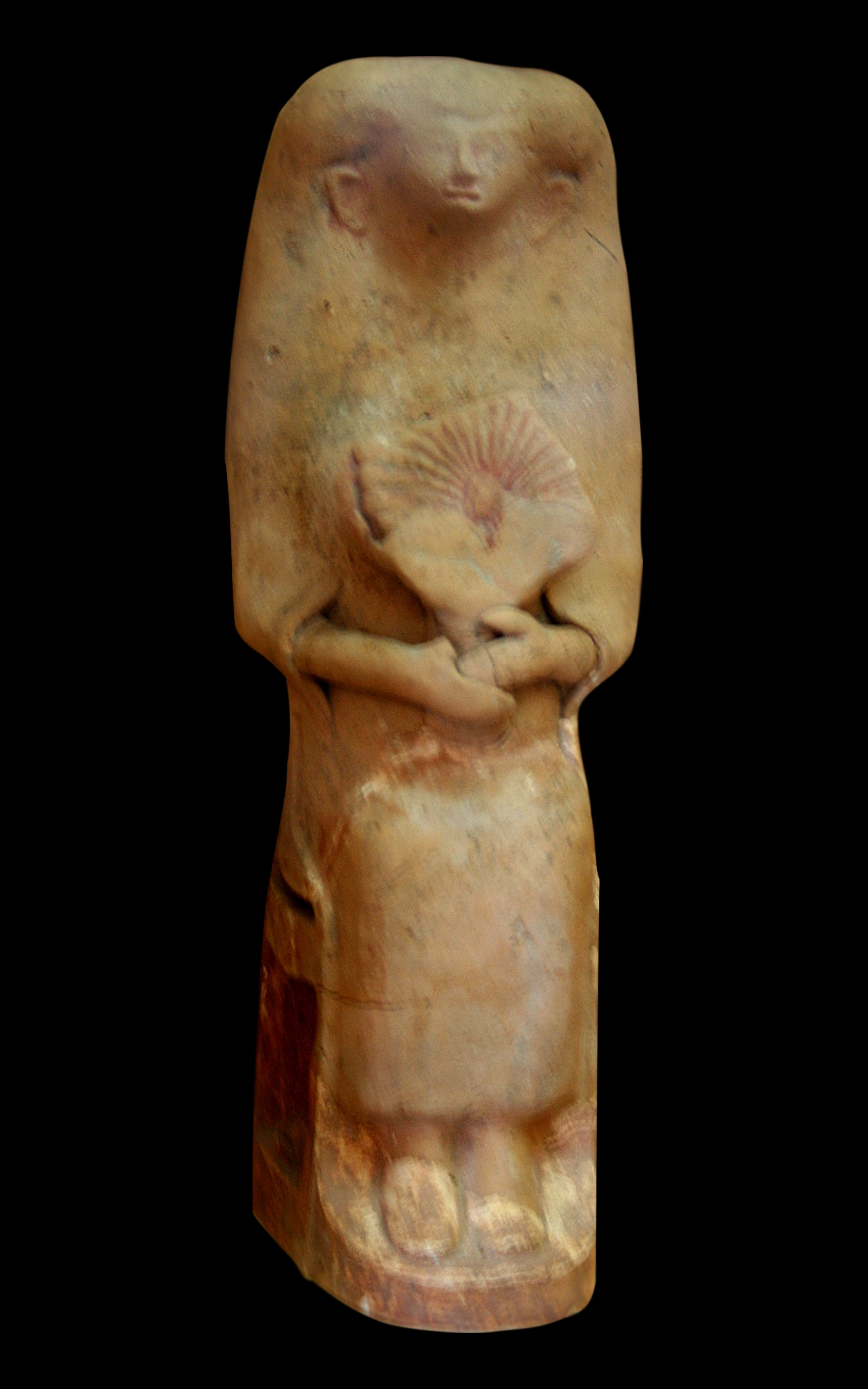
Déesse-mère de terre cuite, terre cuite, 0,25 m.
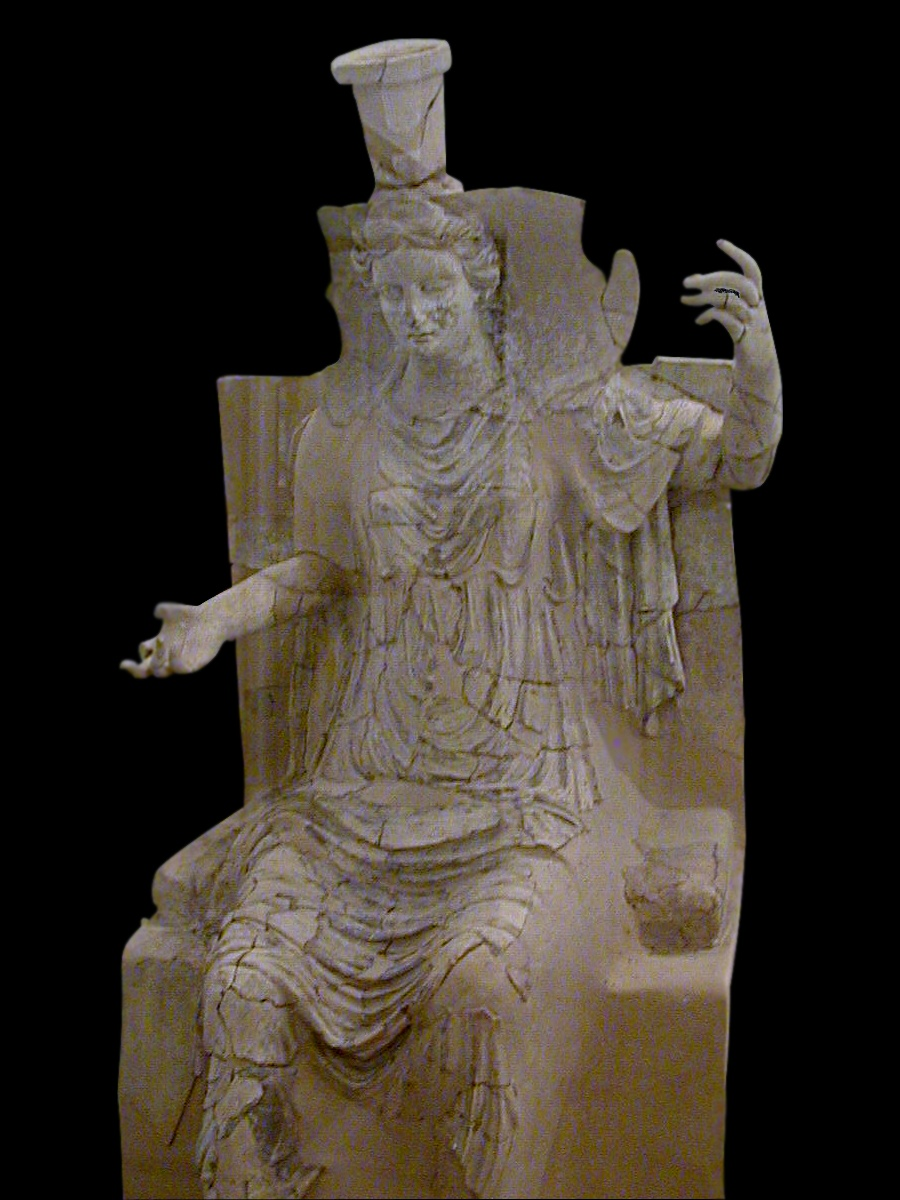
Déméter assise sur un trône, terre cuite.
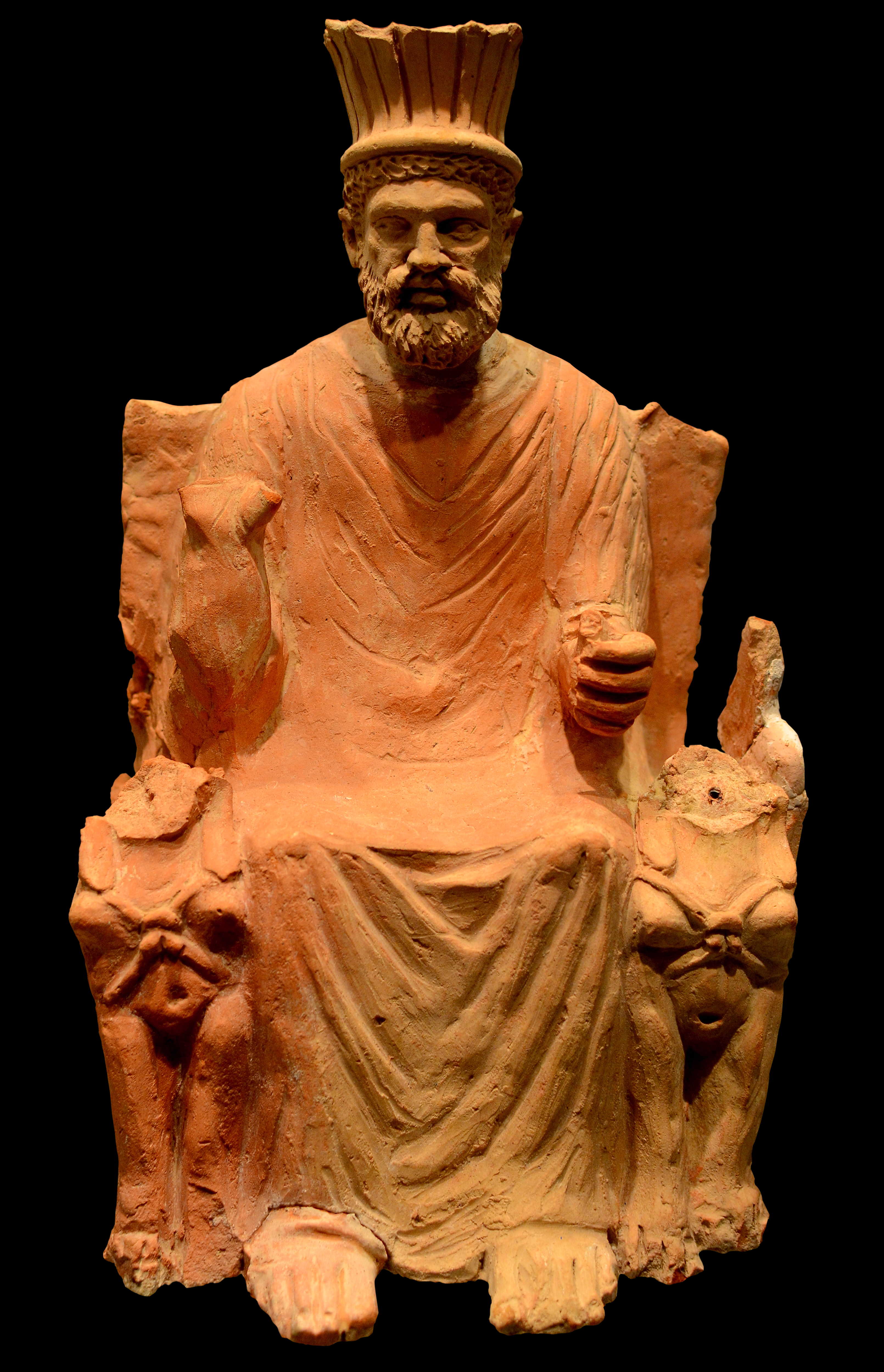
Ba'al Hammon de Thinissut, terre cuite, 0,40 m (Ier siècle).
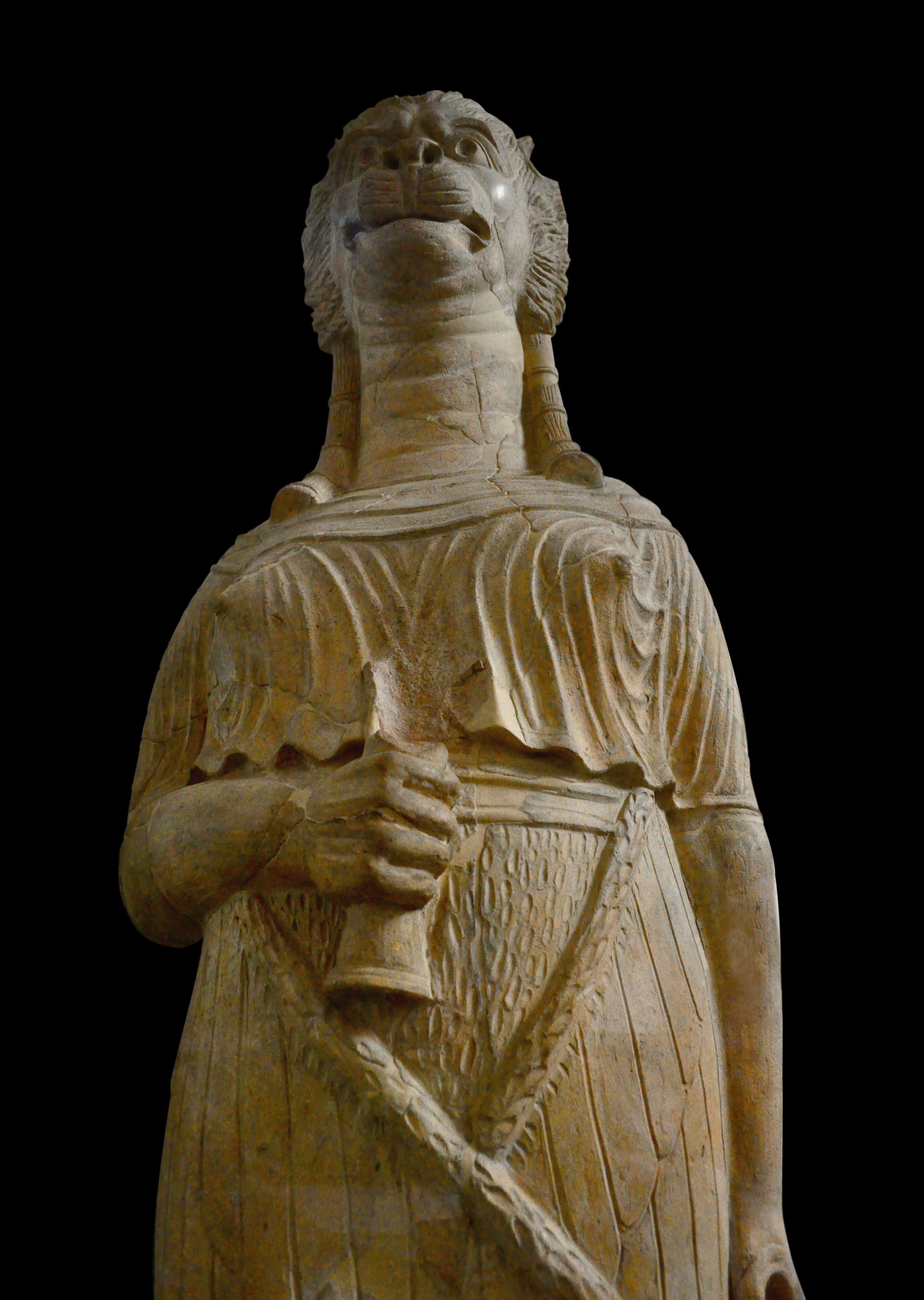
Statue dite Tanit léontocéphale, terre cuite, 1,50 m.

#### Masques grimaçants, protomés et colliers de pâte de verre
Le musée du Bardo possède également dans ce département une belle collection de masques en pâte de verre ou en céramique à la fonction apotropaïque : ils avaient comme finalité d'éloigner les mauvais esprits et de protéger les porteurs de ces bijoux ou leurs demeures. Ces objets proviennent des fouilles des nécropoles puniques.
Certains des masques de pâte de verre émaillée ont appartenu à des colliers, car la suspension en a été conservée. Les plus anciens datent du VIe siècle av. J.-C. et sont surtout diffusés aux IVe – IIIe siècle av. J.-C..
Un certain nombre de masques de céramique sont conservés : ils appartiennent à une même série mais possèdent des variations de détails.

Masques de céramique
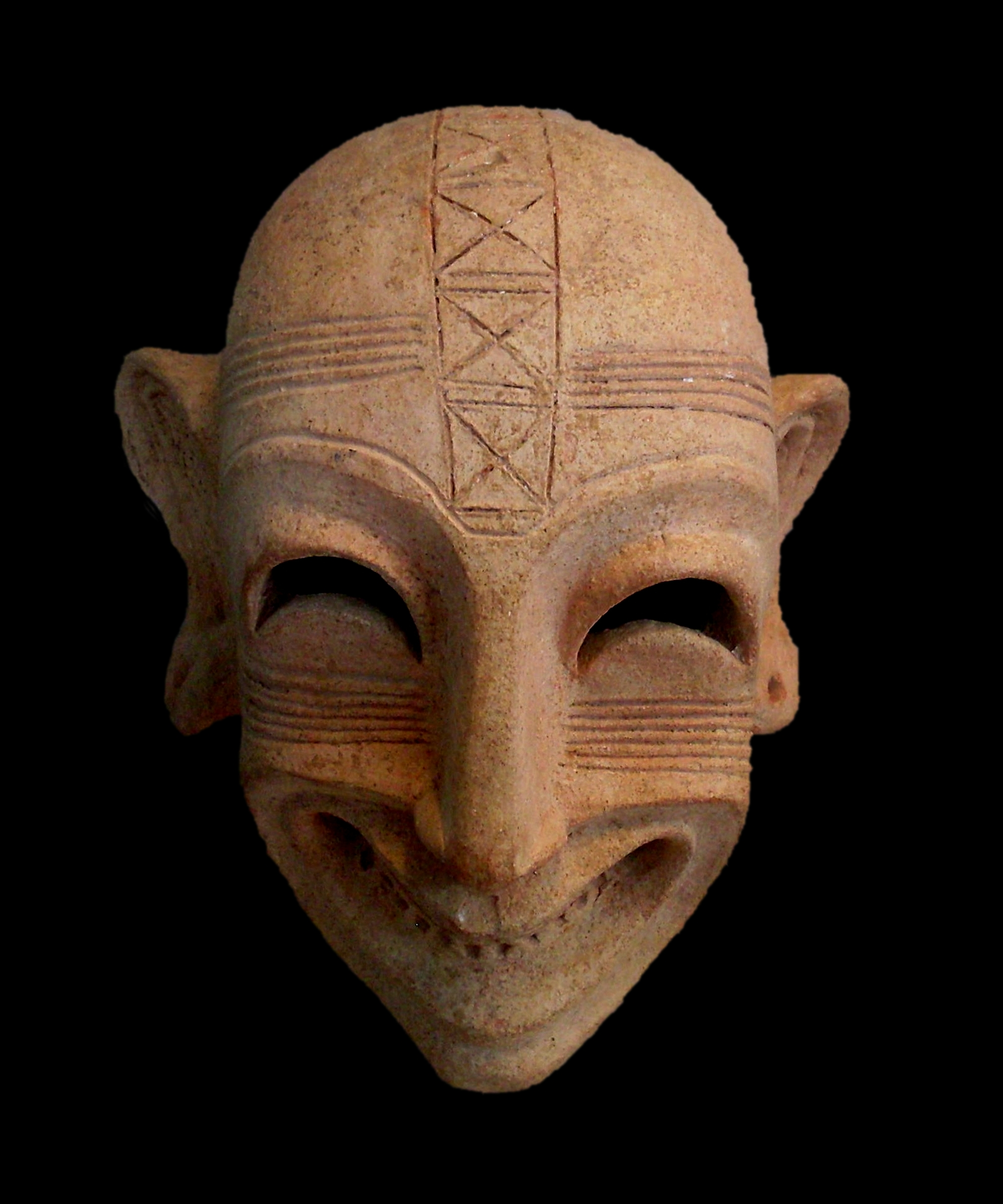
Masque grimaçant, H 0,15 m, terre cuite (Ve – IVe siècle av. J.-C.).
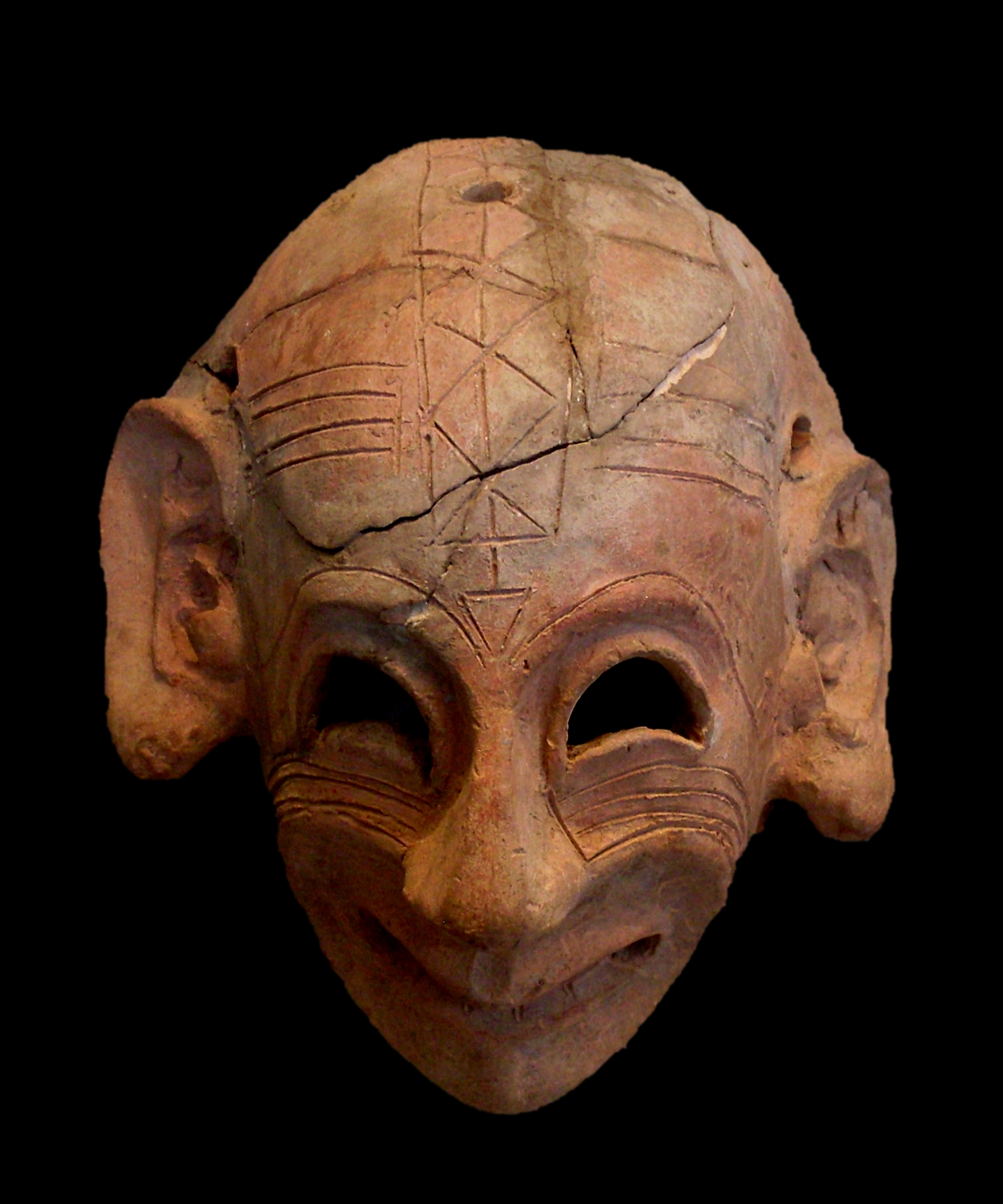
Masque grimaçant, H 0,16 m, terre cuite (fin du VIe siècle av. J.-C.).
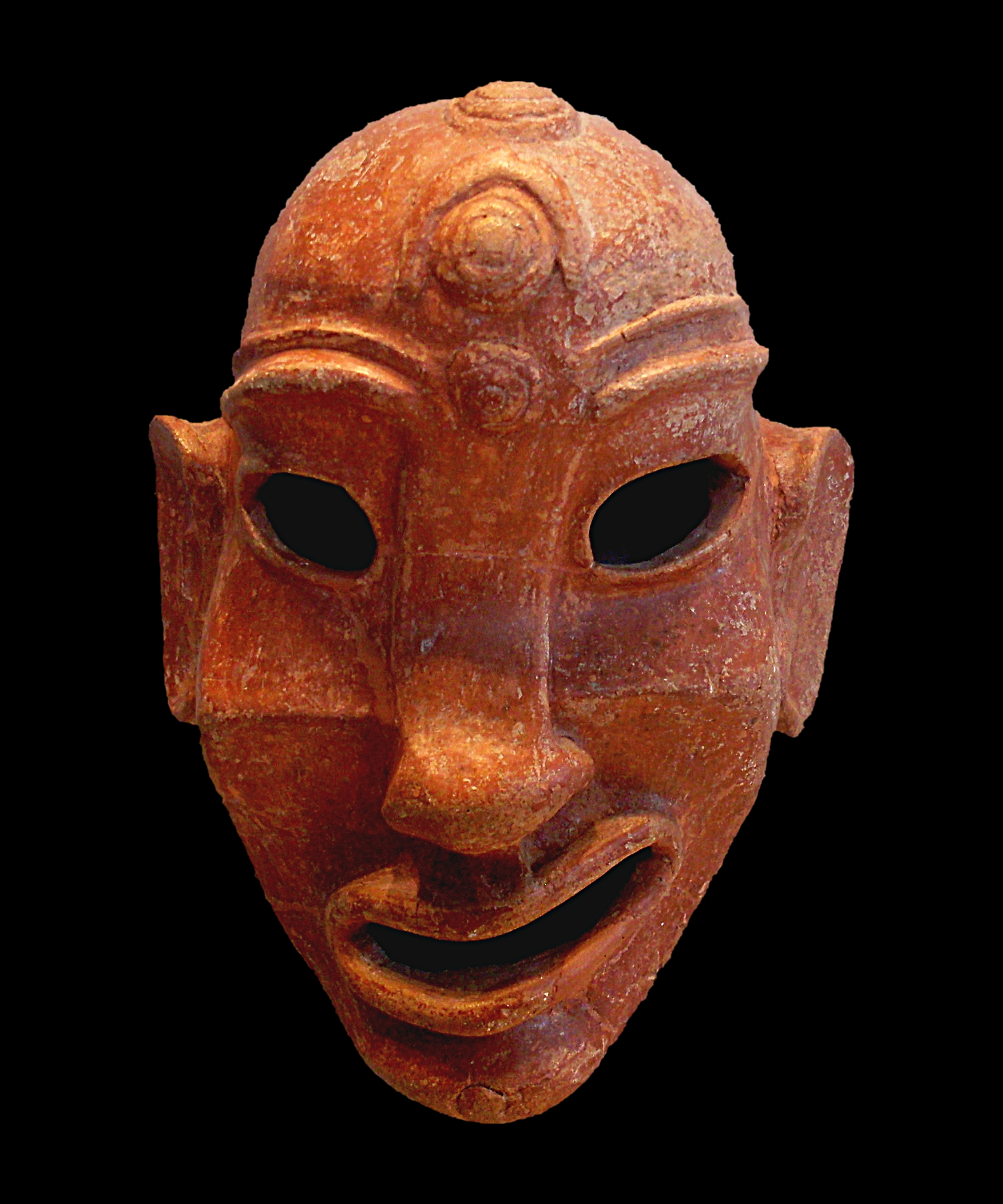
Masque négroïde de Dermech, H 0,19 m, terre cuite moulée et retouchée[63] (VIIe – VIe siècle av. J.-C.).

Un masque grimaçant au crâne dégarni (VIe ou IVe siècle av. J.-C.) possède des incisions sur le visage. Un autre masque possède des yeux en demi-lune et a un rictus, tandis qu'un décor géométrique orne son front. Quatre lignes sont tracées sur les joues. L'objet d'inspiration mésopotamienne et plus précisément assyrienne devait être peint en rouge. Le visage a fait évoquer « une expression d'hilarité sardonique ». Un autre masque (milieu du VIe siècle av. J.-C.) affiche une attitude sereine et souriante. Sur la chevelure et la barbe, des cercles ont été tracés avant la cuisson. Un masque négroïde (fin du VIIe – VIe siècle av. J.-C.) a un rictus et un motif de croissant et de disque sur le front.
Un masque de démon à demi-animal se différencie des œuvres précédentes : la créature a des oreilles taurines, une longue barbe et des trous dans les yeux et la bouche ; un anneau nézem devait également se trouver dans le nez. L'influence grecque est marquée sur cet objet qui date du IIe siècle av. J.-C..
Le département contient également des protomés dont certains ont une influence égyptienne (VIe siècle av. J.-C.), d'autres une influence grecque. Les plus anciens, qui représentent des jeunes femmes au visage ovale et aux yeux en amande, ressemblent aux momies même si le sourire qu'elles arborent fait penser à celui des Corés archaïques.

Échantillon de masques
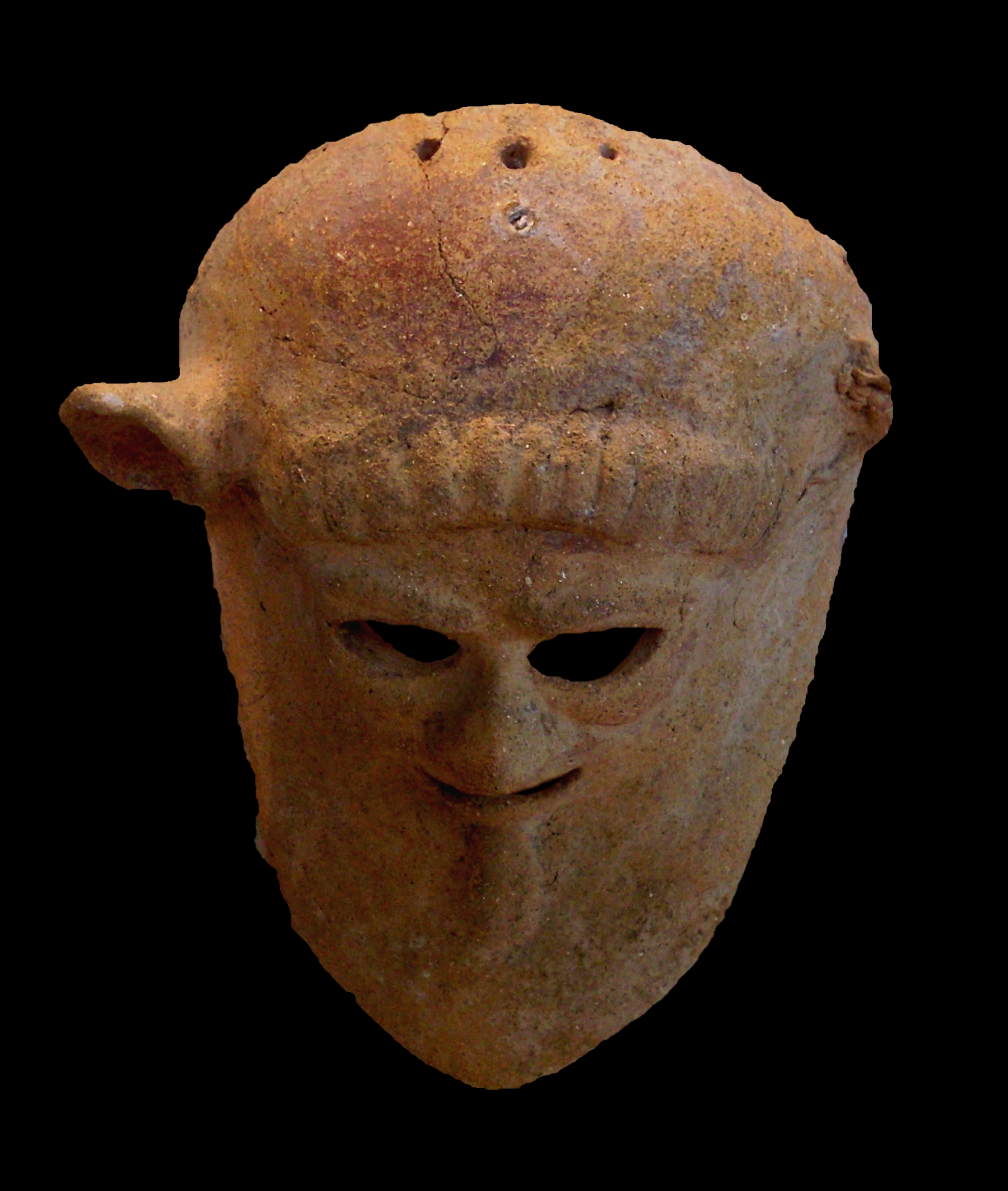
Masque de démon, terre cuite, 0,20 m (IIe siècle av. J.-C.).
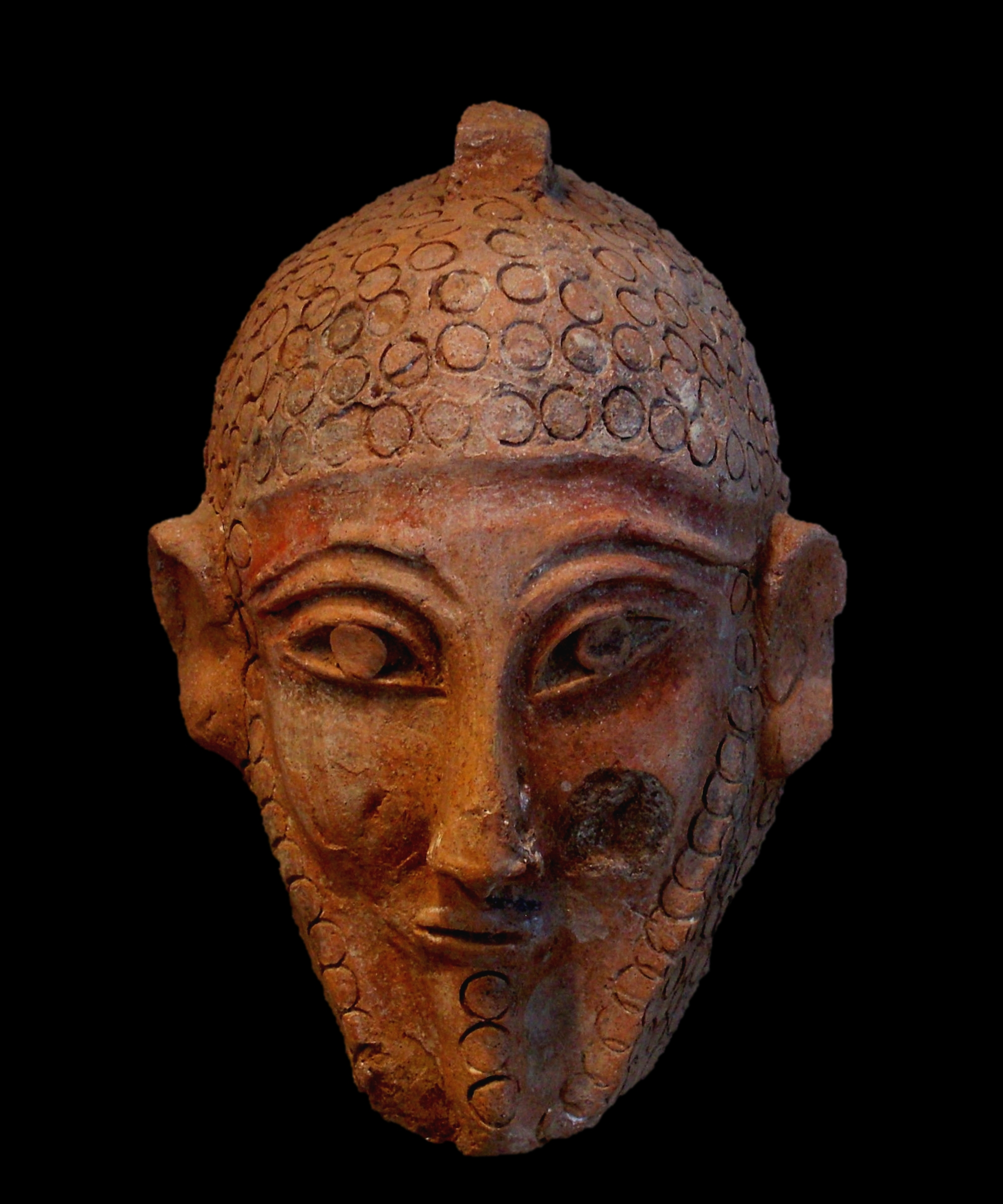
Protomé masculin, H 0,19 m, terre cuite moulée et retouchée (Ve siècle av. J.-C[66].).
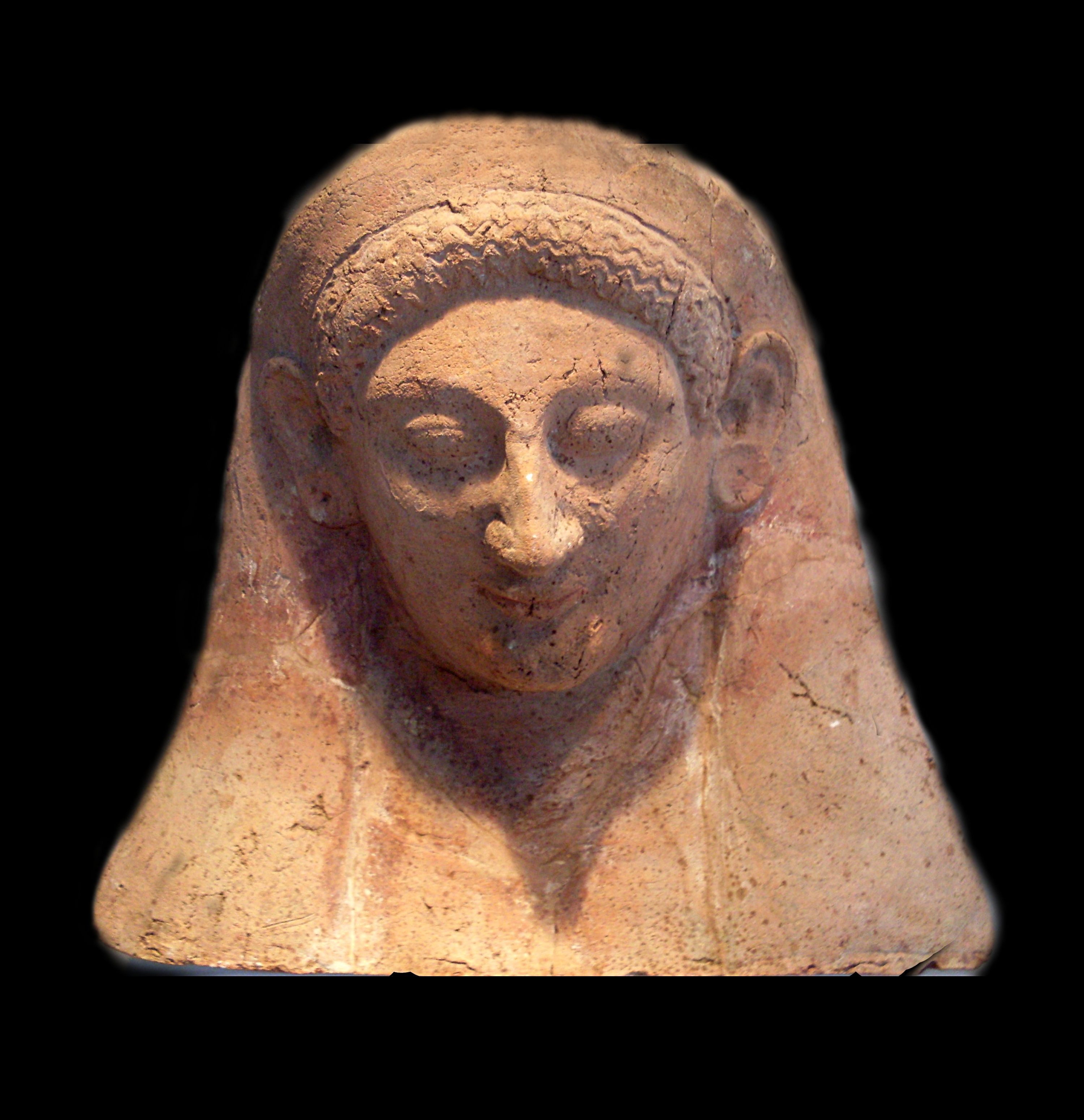
Protomé, terre cuite.
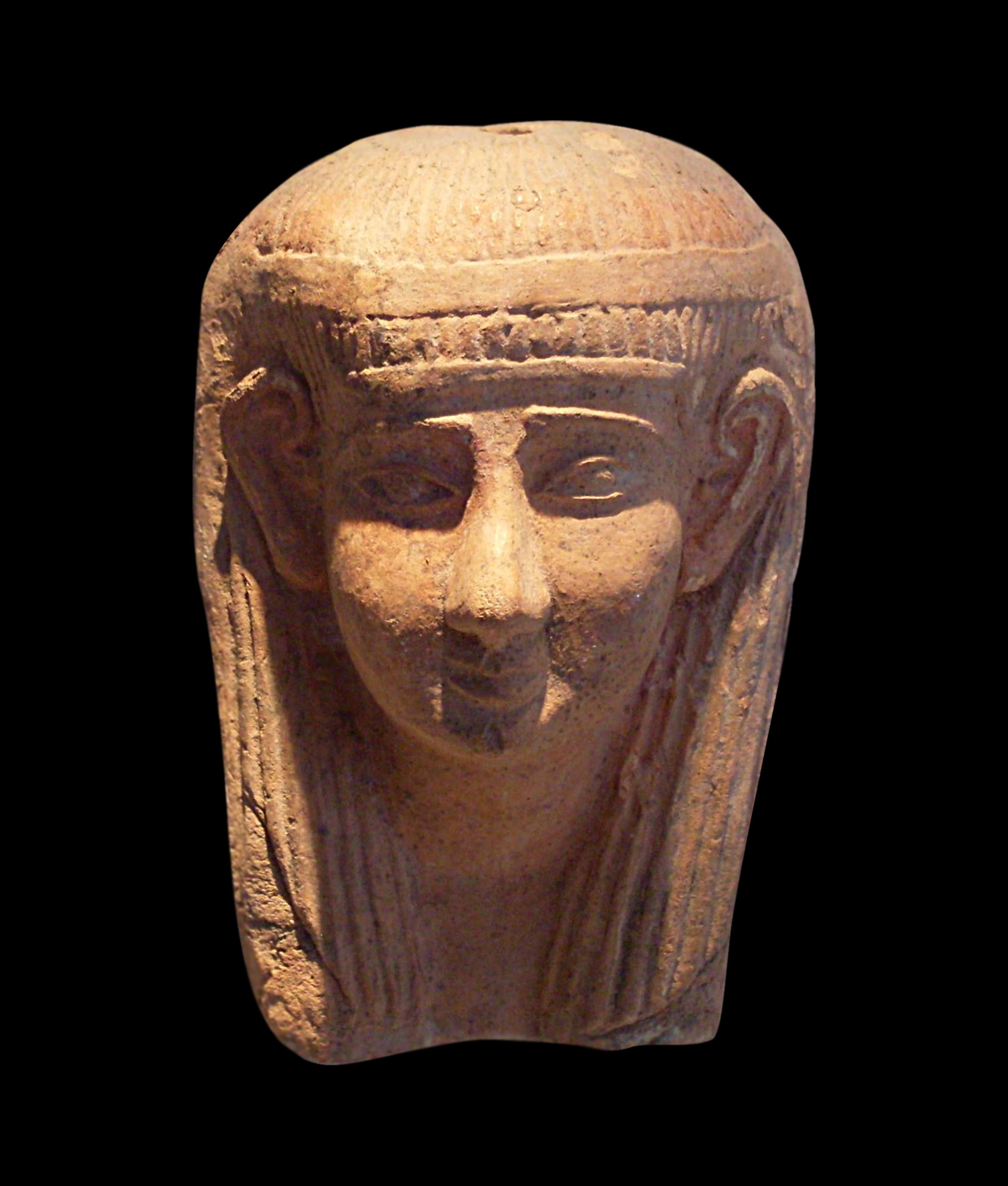
Protomé, terre cuite.

#### Céramiques, bijoux et divers matériels découverts dans les tombes puniques
Le musée possède en outre une collection d'objets artisanaux, des céramiques diverses dont certaines en forme de biberon, des objets en bronze ou ivoire et de somptueux bijoux retrouvés dans les fouilles des nécropoles.

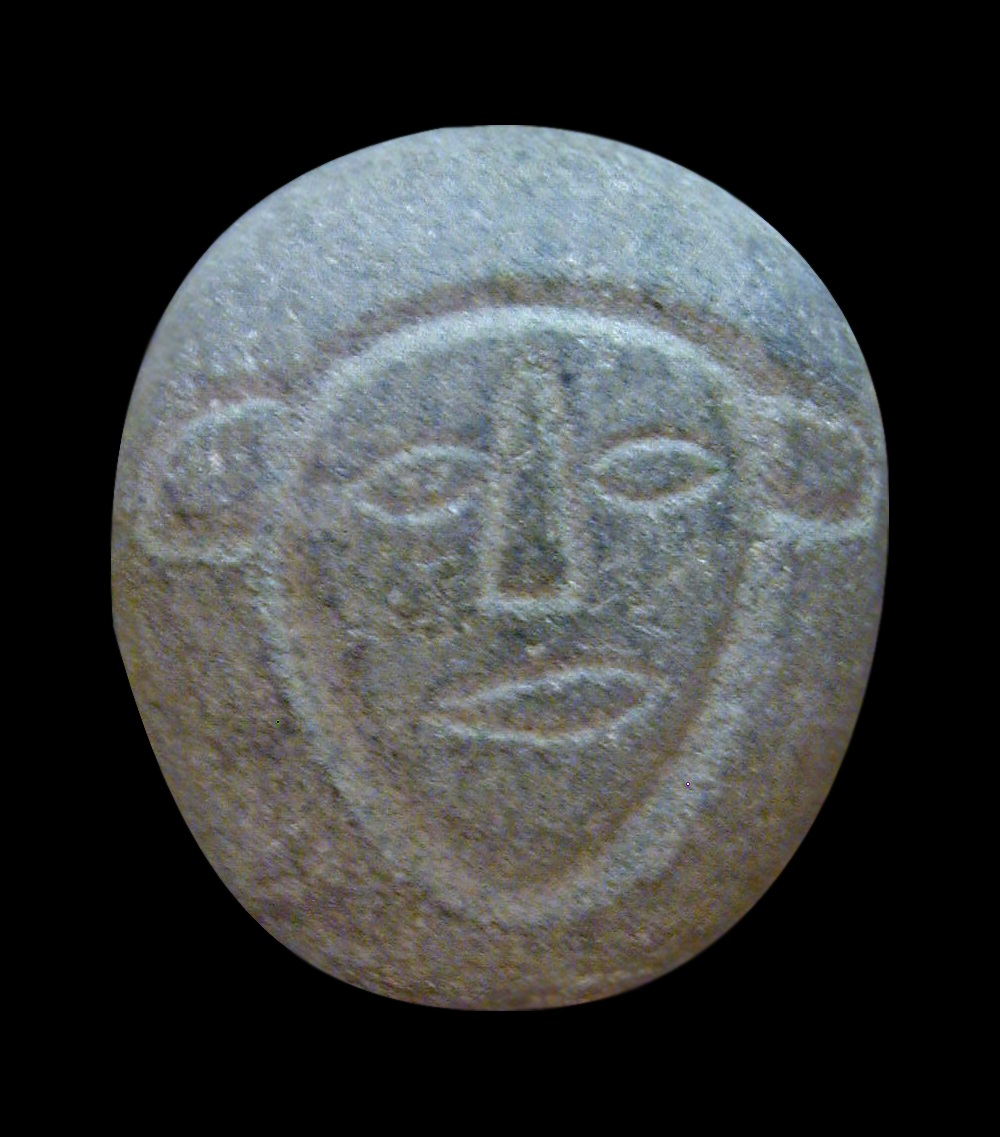
Galet bétyle, granit.

Il s'y trouve une œnochoé anthropoïde avec une tête de femme enceinte, aux cheveux ondulés sous le bec, qui porte un collier et a des bras grêles ramenés sur la panse du vase. Les seins sont en haut de la panse et des traces de peinture évoquent le vêtement et des bracelets. L'œuvre, d'influence chypriote, est datée du IIIe siècle av. J.-C. et a été découverte à Beni Nafaa, près de Bizerte.
Dans une vitrine se trouve un lagynos-askos avec représentation d'une tête de taureau, imitation carthaginoise d'un prototype d'Alexandrie (IVe – IIIe siècles av. J.-C.). Non loin se trouve un vase à onguents en pâte de verre, d'une hauteur de neuf centimètres, daté des VIIe – VIe siècles av. J.-C.. Le musée possède aussi des céramiques fabriquées ailleurs : céramiques étrusques dites bucchero du VIIe siècle av. J.-C. mais aussi des céramiques d'origine grecque et corinthiennes des VIIe – VIe siècles av. J.-C., attique des VIe – Ve siècles av. J.-C.. On y trouve aussi des objets à finalité religieuse flagrante, ainsi un Galet de granit avec tête humaine à fonction de bétyle (demeure du dieu), d'une hauteur de 32 centimètres, d'une épaisseur de 28 centimètres et daté du Ve siècle av. J.-C., mais aussi des amulettes à la forme de divinités égyptiennes chargées de protéger les défunts — Ptah, Isis, Khnoum et Bès — ainsi que des représentations de l'œil oudjat.
Le musée recèle en outre des sceaux en or avec usage de pierres semi-précieuses, jaspe ou cornaline, et décor figurant souvent le dieu Bès. La forme utilisée était souvent le scarabée, avec des importations égyptiennes au VIIe siècle av. J.-C. mais remplacées par des productions locales dès le Ve siècle av. J.-C..
Il s'y trouve aussi un peigne en ivoire d'une largeur de dix centimètres, avec figure de sphinx et fleurs de lotus, daté du VIe siècle av. J.-C.. L'une des pièces maîtresses du musée est la Cuirasse de Ksour Essef datée de la fin du IIIe siècle av. J.-C., une cuirasse campanienne ou apulienne découverte en Byzacène, dans un cercueil d'un vétéran des guerres puniques. Une tête de Minerve y est représentée avec deux boucliers dans la partie supérieure.
Une série de hachettes rasoir en bronze, avec décor religieux, a été découverte dans des fouilles de sépultures. Le manche présente une forme de col de cygne ou de canard, le décor ayant une influence égyptienne marquée et portant des scènes et symboles religieux. L'objet avait sans doute une finalité religieuse et pouvait être porté en pendentif.
Les bijoux puniques sont présentés dans une annexe de la salle de Virgile. Issus de fouilles de nécropoles de divers sites archéologiques (Carthage, Utique et Kerkouane), les bijoux remontent pour certains d'entre eux à une très haute époque (VIIe siècle av. J.-C.) Les plus beaux colliers datent de la deuxième moitié du VIIe siècle av. J.-C. et du VIe siècle av. J.-C. et furent passés de mode au (IVe siècle av. J.-C.), remplacés par des éléments plus simples : on y trouve des colliers, des boucles d'oreilles, des bagues mais aussi des porte-amulettes dont l'un en or d'une hauteur de cinq centimètres possède une tête à effigie de Sekhmet. On y trouve également une bande en or avec une scène égyptisante.

Matériel funéraire punique
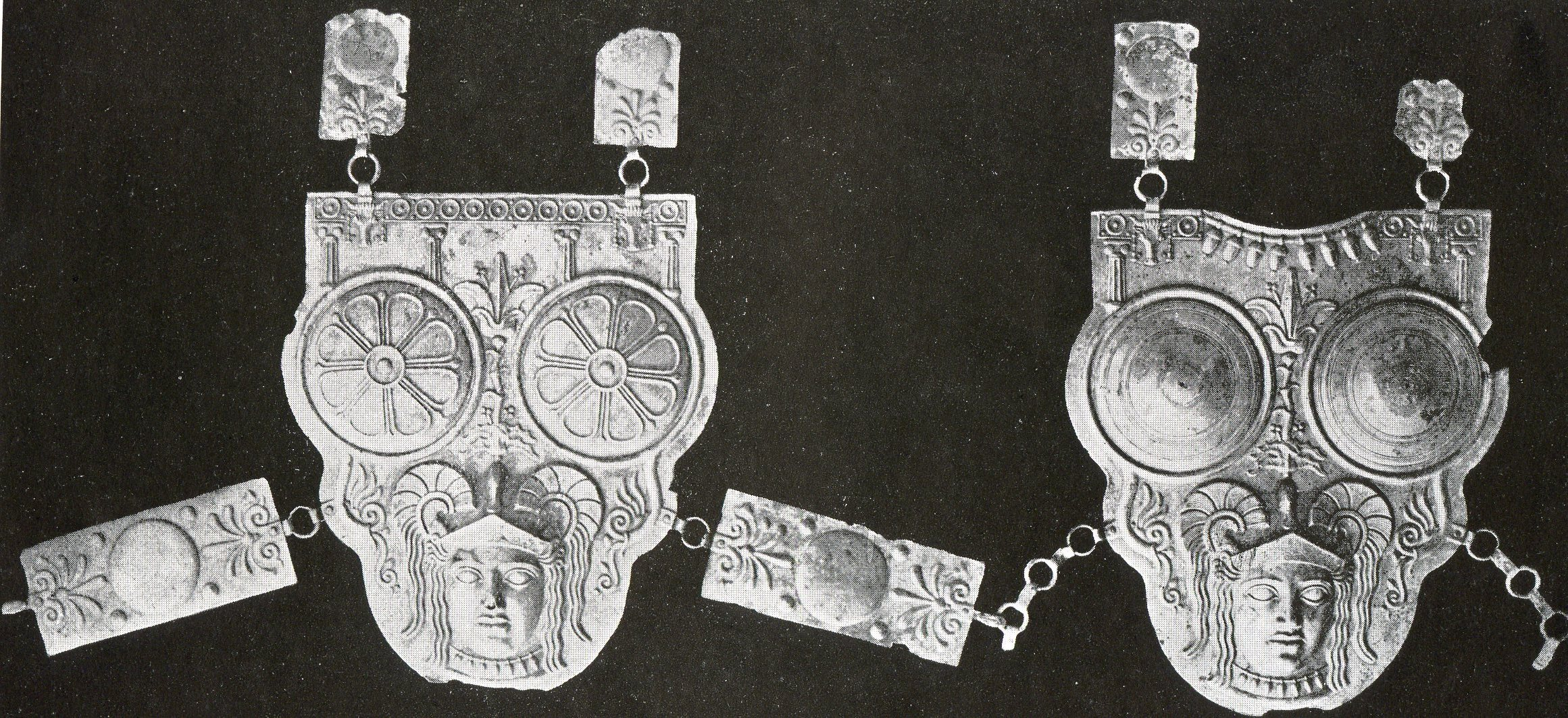
Cuirasse de Ksour Essef, illustration du Catalogue du Musée Alaoui, bronze doré, H 0,42 m, l 0,66 m (IIIe – IIe siècle av. J.-C.).
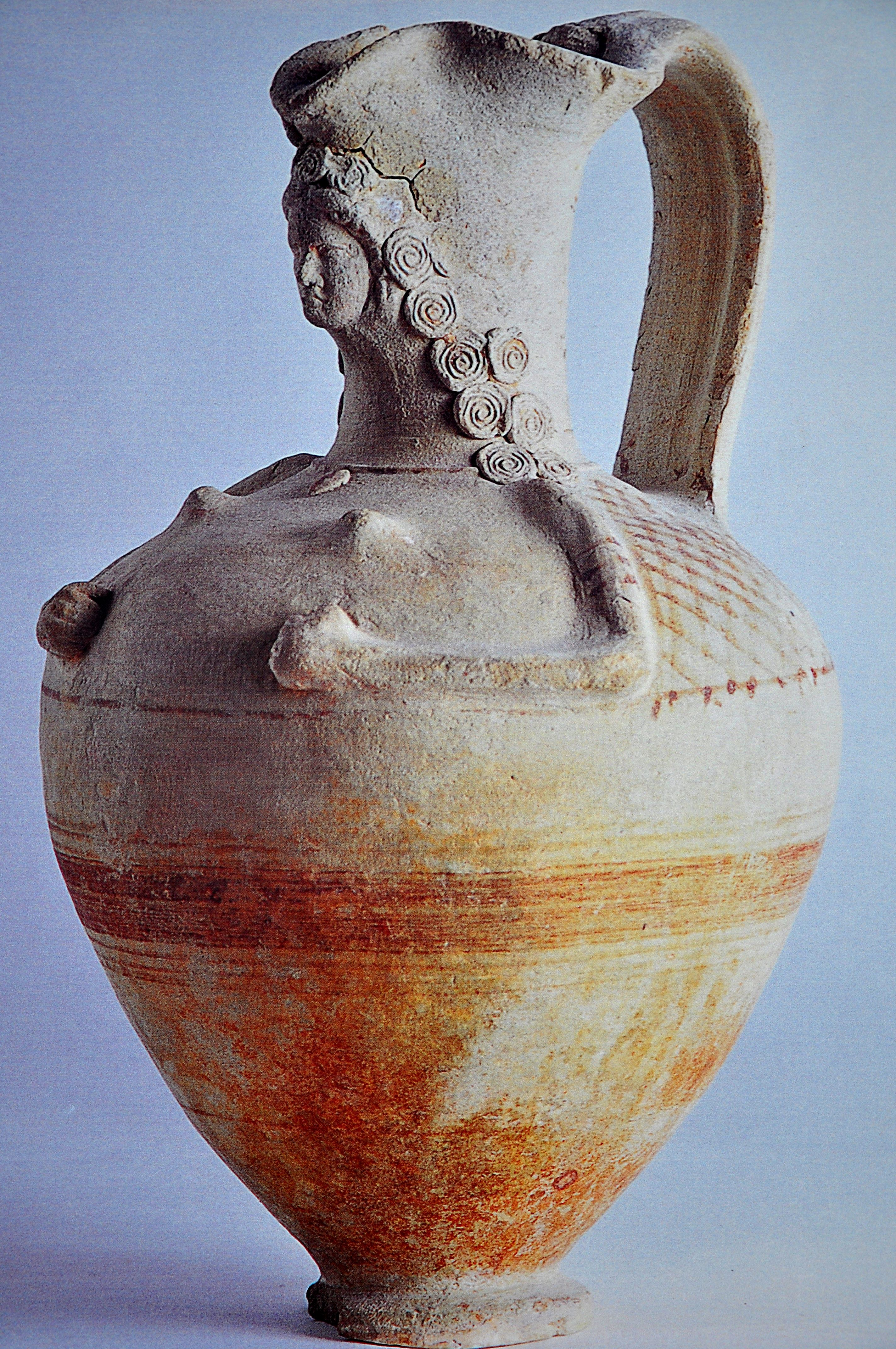
Œnochoé anthropomorphe, H 0,31 m, d 0,19 m (IIIe siècle av. J.-C.).
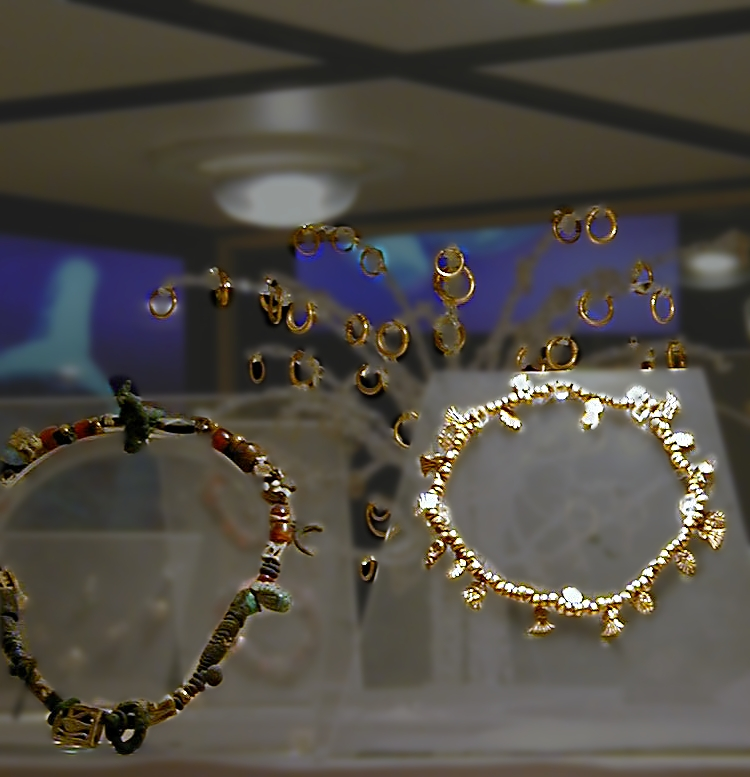
Vitrine de bijoux puniques.
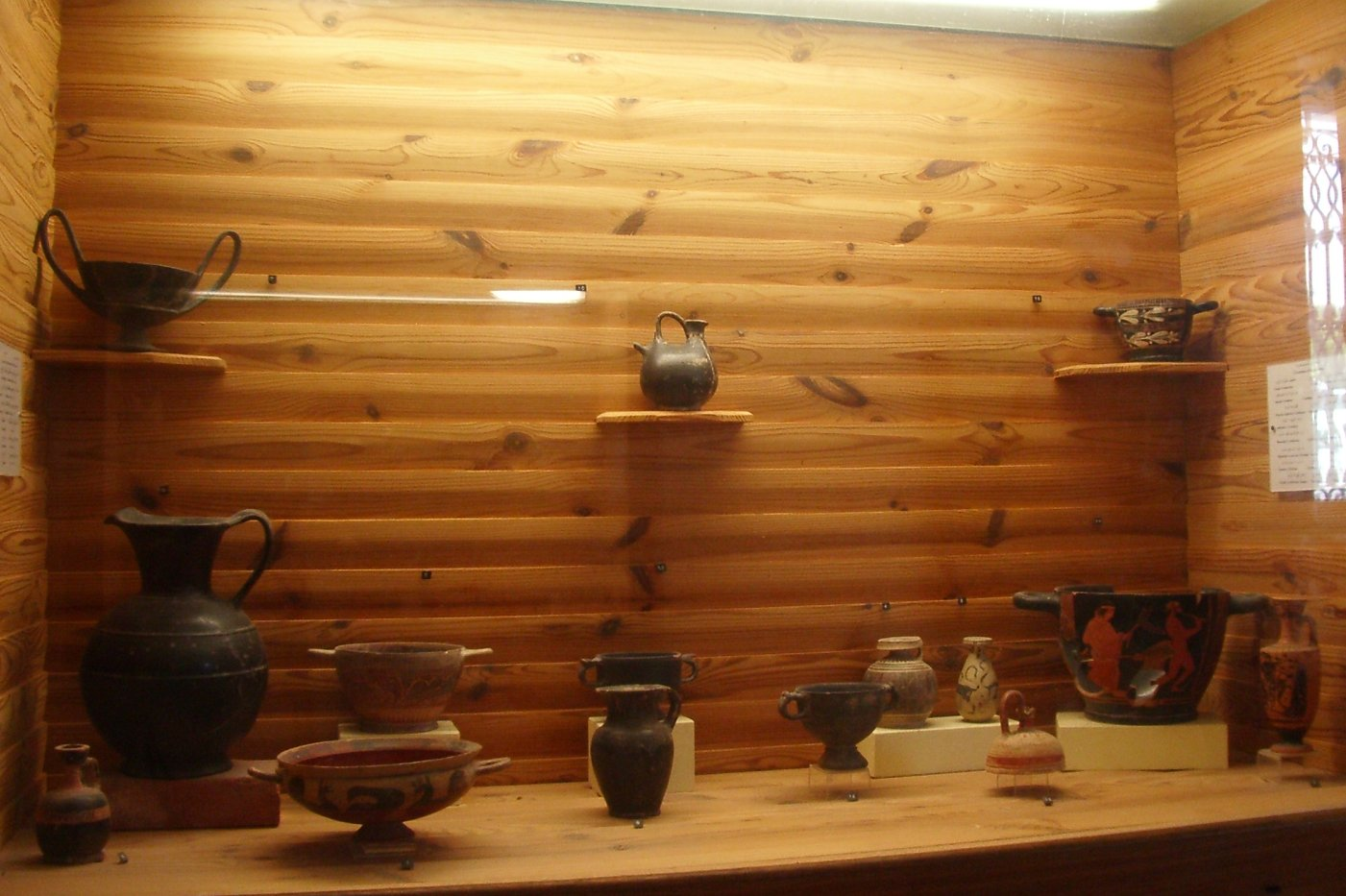
Vitrine de céramiques grecques et étrusques du type bucchero.

#### Inscriptions libyques et éléments architecturaux ou décoratifs
Le musée possède quelques inscriptions et éléments très importants pour la connaissance de l'histoire et de la religion punique.

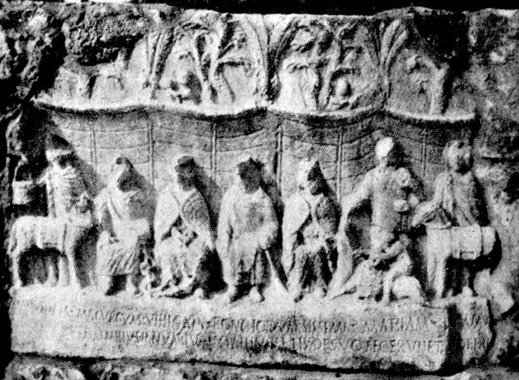
Photographie ancienne du bas-relief des sept personnages dit des Dii Mauri, calcaire,, provenant d'El-Ayaida.

Il contient en particulier une inscription monumentale provenant d'un sanctuaire de Dougga dédié à Massinissa, mise au jour en 1904, et revêtue de cinq lignes en punique et cinq lignes en libyque. Cette inscription, qui mentionne des fonctionnaires avec des charges administratives et militaires, a été datée de 139 av. J.-C., sous le règne de Micipsa. Aïcha Ben Abed propose de la dater de 126 av. J.-C.. Mohamed Yacoub suggère pour sa part la date de 139 av. J.-C. La date de 138 av. J.-C. a elle aussi été avancée.
Le site de l'actuelle Béja, l'antique Vaga, a fourni un bas-relief présentant un groupe de sept divinités libyques, connues aussi sous le nom de Dii Mauri. Cette représentation est rarissime à l'heure actuelle. Des divinités au visage mutilé sont représentées : Bonchor au milieu, Varsissima et Vihinam, Macurgum à droite et Matilam à gauche. Deux dieux cavaliers flanquent le bas-relief : Magurtam à gauche et Lunam à droite. L'œuvre date du IIIe siècle.

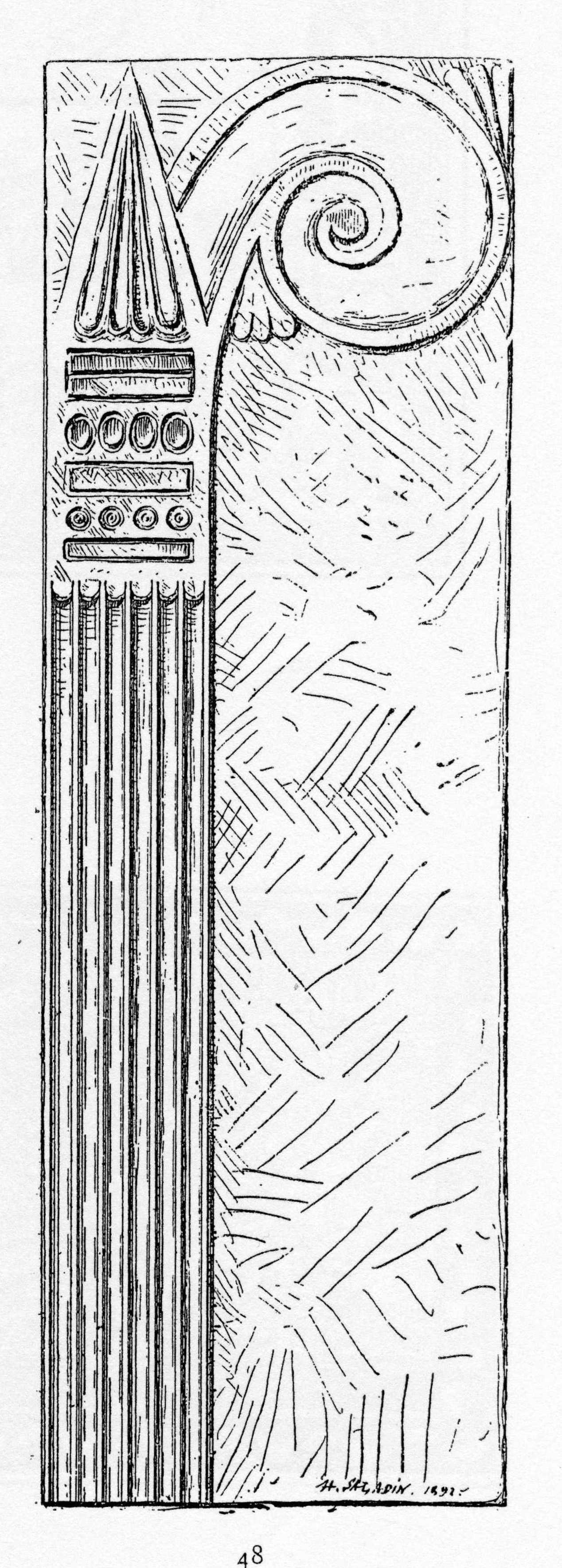
Chambranle de Chaoud El Battan, Catalogue du Musée Alaoui, 1897.

Un chambranle de porte en grès daté du IVe – IIIe siècle av. J.-C. (1,605 mètre de haut, cinquante centimètres de large sur vingt centimètres d'épaisseur), décoré d'un pilastre d'angle éolien, provient d'un mausolée. La pierre a été découverte à Chaoud El Battan, près de Medjez el-Bab.

### Art classique

#### Sculptures
Le musée abrite une importante collection de sculptures romaines qui sont principalement organisées en deux groupes, même si on en trouve dans un grand nombre de salles.

##### Stèles et sculptures entre tradition numide et romanité
Les stèles témoignent de la continuité d'une culture locale, à côté d'un art officiel. Cependant, même si les conventions classiques finissent par se développer à partir du règne des Antonins, les sculptures africaines conservent des spécificités jusqu'à la fin de l'Antiquité.

Partie des stèles dites « de la Ghorfa » exposées au Bardo.

Le protomé de lion est une pièce de calcaire datée du Ier siècle et qui se rattache à la tradition numido-punique. Dégagé en 1952 dans la nécropole nord-est du site archéologique de Makthar, il devait orner un monument funéraire. Par la manière dont le sujet est traité, en particulier la mise en valeur des yeux et de la crinière, c'est un exemple remarquable de la statuaire dans l'espace de la future Tunisie à l'époque pré-romaine. Les stèles dites de la Ghorfa, datées de la fin du Ier siècle au début du IIe siècle, issues d'une large série de stèles de calcaire découvertes à Maghrawa et réparties principalement entre le British Museum, le Bardo et le musée du Louvre, présentent toutes une configuration semblable et témoignent du syncrétisme à l'œuvre dans l'Afrique romaine. Les exemplaires du Bardo proviennent d'une collection privée. Dotées d'un sommet de forme triangulaire, elles sont divisées en trois registres stéréotypés et superposés, « représentation hiérarchisée du cosmos ».
Le registre supérieur laisse apparaître les divinités sous forme humaine, comme Saturne ou Tanit. La partie centrale présente un fronton de temple avec le ou la dédisant, à proximité d'un autel. Le registre inférieur figure une scène de sacrifice, avec l'animal sacrifié et parfois le sacrificateur,.

##### Couloir des sarcophages

Hercule de Massicault, marbre blanc, 2.02 m, seconde moitié du IIIe siècle.

Le couloir contient un certain nombre de stèles et de sarcophages d'époque romaine.
Le sarcophage des neuf Muses provient de Ghar El Melh et date du IIIe siècle. Avec les éléments qui les caractérisent, les Muses sont associées par groupes de deux ou trois, afin d'éviter la monotonie.
Le sarcophage des quatre saisons provient de Carthage et date du IVe siècle. Le sarcophage, très bien conservé, présente deux groupes de saisons avec leurs attributs autour du jeune défunt vêtu d'un pallium et muni d'un parchemin. Il a, à ses pieds, une boîte destinée à ranger son matériel et, proches de lui, des rouleaux de parchemin. Le sarcophage est démuni d'épitaphe. Le défunt est présenté tel un héros et les saisons évoquent une idée de résurrection. Un autre sarcophage figure une porte du tombeau, ou de préférence celle du Paradis selon Yacoub, avec un fronton et deux colonnes à chapiteaux corinthiens. Daté du IIIe siècle, il a été trouvé à Korba. Un homme en toge est figuré à droite, une femme voilée à gauche.
Le sarcophage des trois Grâces provient de Oued Rmel et date du début du IIIe siècle. Les trois Grâces, nues et enlacées, sont entourées de deux groupes de saisons représentées sous forme masculine : le Printemps et l'Été à droite, l'Automne et l'Hiver. Le nombre total de divinités est de sept et l'idée sous-jacente est la résurrection et la survie. Le musée contient par ailleurs des caissons funéraires provenant de Bulla Regia, qui sont de composition maladroite. Il s'y trouve aussi un clipeus avec une couronne de laurier et d'autres éléments de décor, bordé par des sculptures des signes du zodiaque. La pièce provient d'Utique et date du IIe siècle. La statue Hercule dit de Massicault (trouvée à Borj El Amri) est l'une des œuvres les plus réalistes du musée : l'homme est debout, portant une tunique et une peau de lion sur le dos et sur sa tête. Il tient du blé et du pavot ; un chien Cerbère se trouve à ses côtés. Il portait également une massue qui n'existe plus. Gilbert Charles-Picard y a vu un initié aux mystères d'Éleusis, culte à la fois agraire et lié au retour à la vie. Le corps est traité sans relief alors que le visage est d'un réalisme remarquable (deuxième moitié du IIIe siècle).
La stèle à Saturne dite Stèle Boglio a été trouvée à Siliana et datée précisément du 28 avril 195 ou d'une fourchette entre 284 et 310 selon Yacoub. L'œuvre est majeure pour la connaissance du Saturne africain. Elle présente cinq registres superposés : le plus élevé présente le dieu sous forme d'un aigle, en dessous duquel deux Victoires entourent une dédicace à la divinité ; le second registre présente Saturne sur un taureau entouré des Dioscures ; les trois autres registres présentent le dédicant nommé Cuttinus sur une inscription. Cuttinus, accompagné de sa famille, accomplit le sacrifice sur un registre. Les deux dernières scènes présentent l'activité agricole de labours et de moissons, le domaine semblant prospère.
La Stèle de prêtresse des Cereres punicae a été trouvée à Makthar et datée du Ier siècle. La prêtresse y est munie d'attributs du culte, d'épis de blé et d'un caducée. Deux serpents figurent dans le registre inférieur autour d'un panier d'offrandes ; le troisième registre figure une laie destinée au sacrifice ; le dernier figure des instruments nécessaires à la cérémonie.

Échantillon de sarcophages
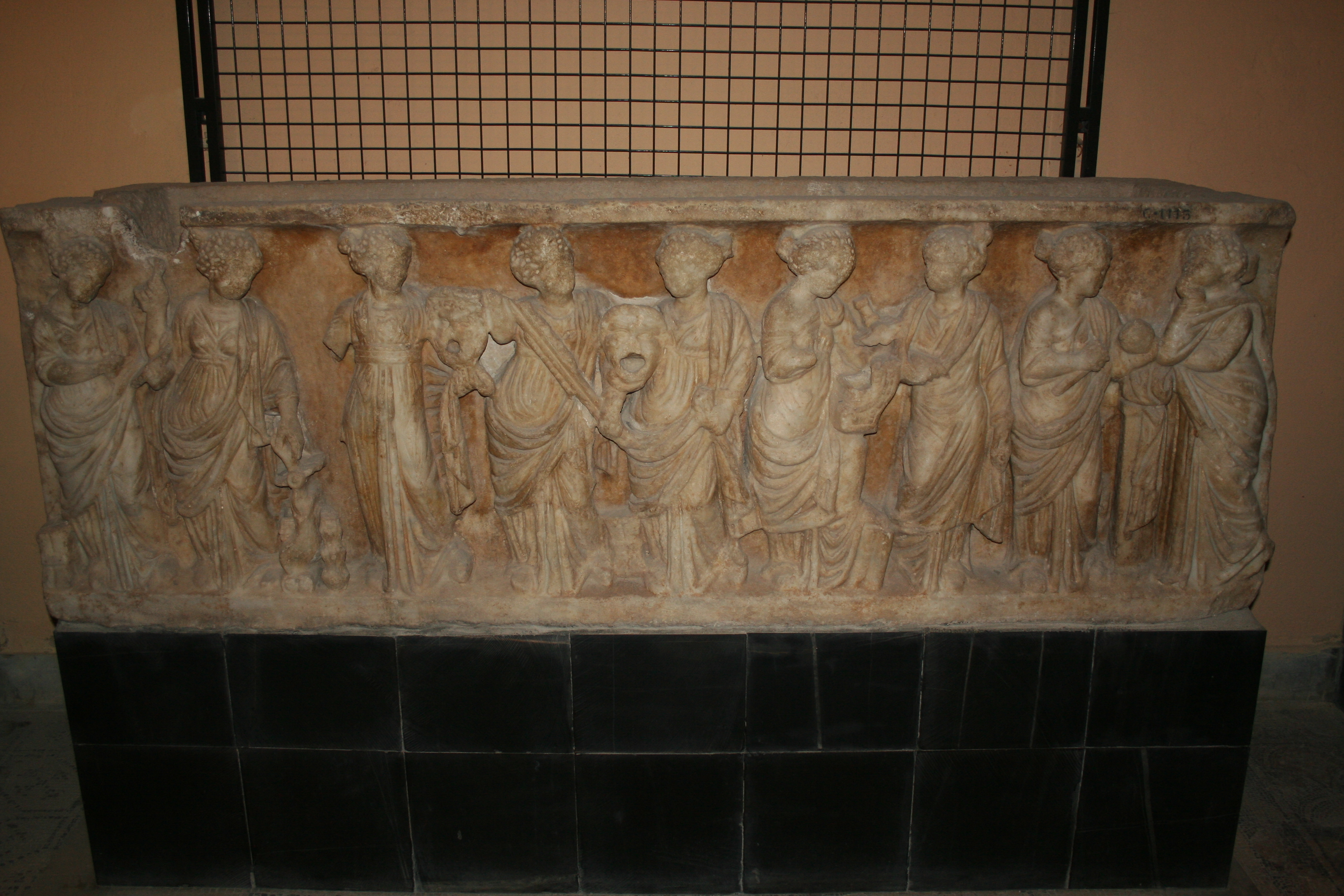
Sarcophage des Muses, marbre.
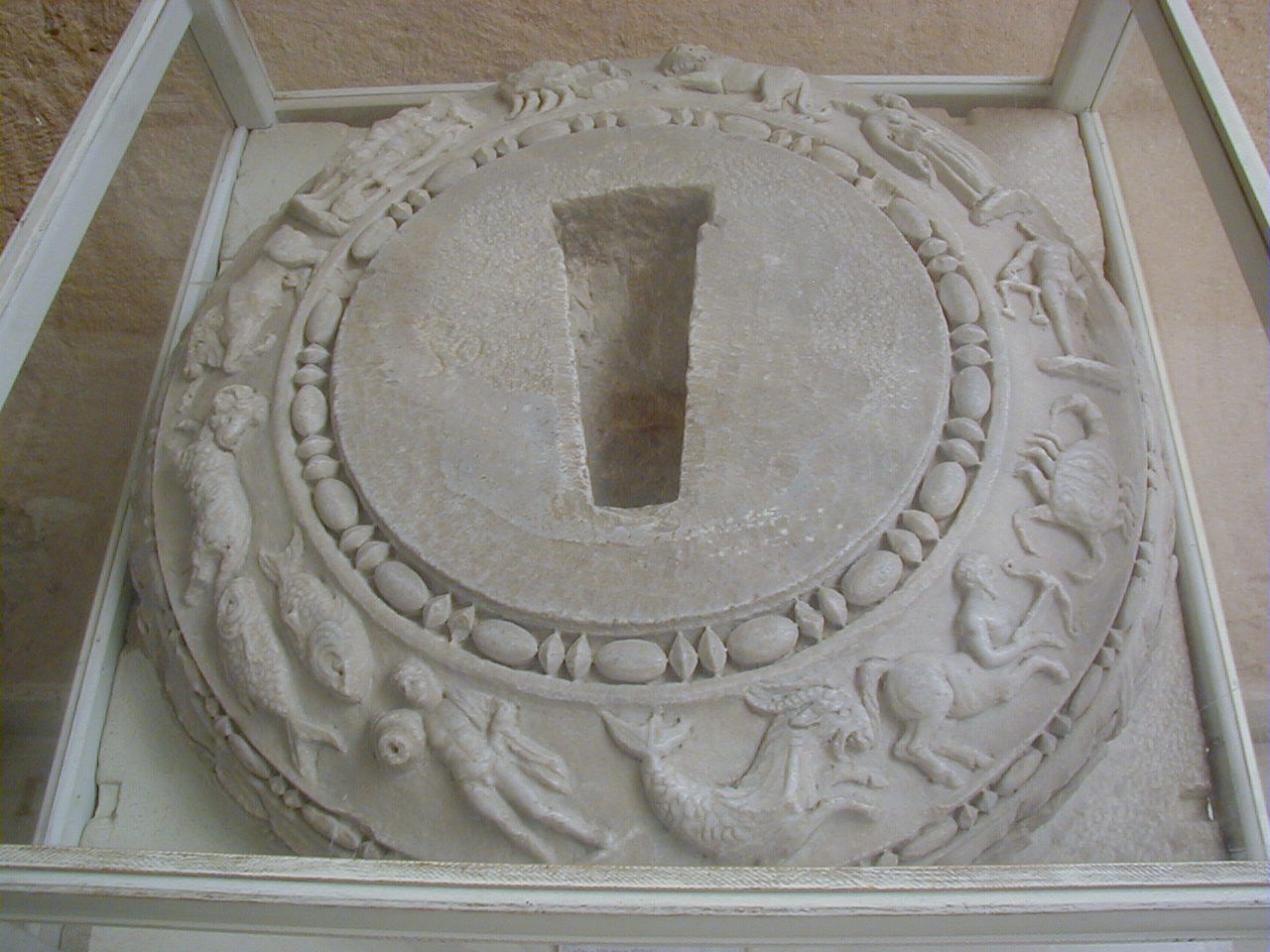
Clipeus avec les représentations des signes du zodiaque sur les côtés, marbre.
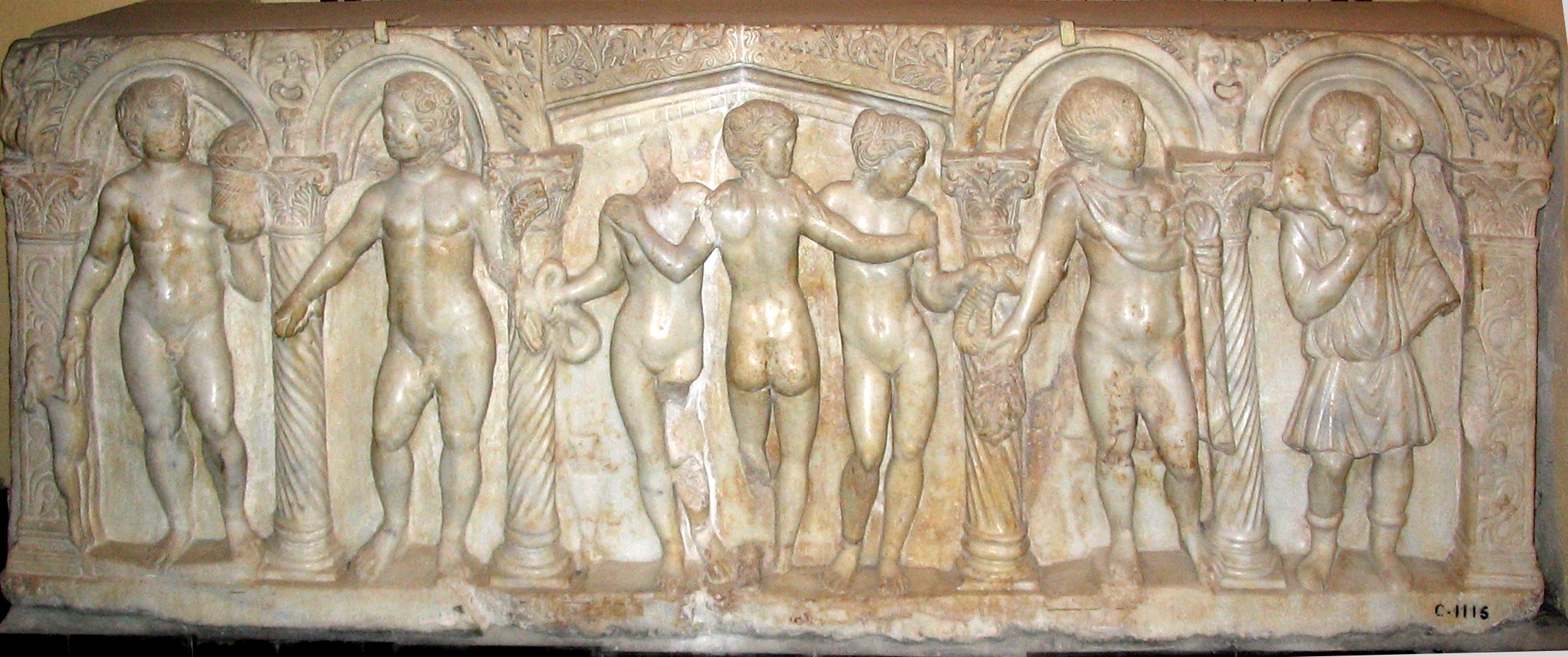
Sarcophage dit Les trois Grâces, marbre.
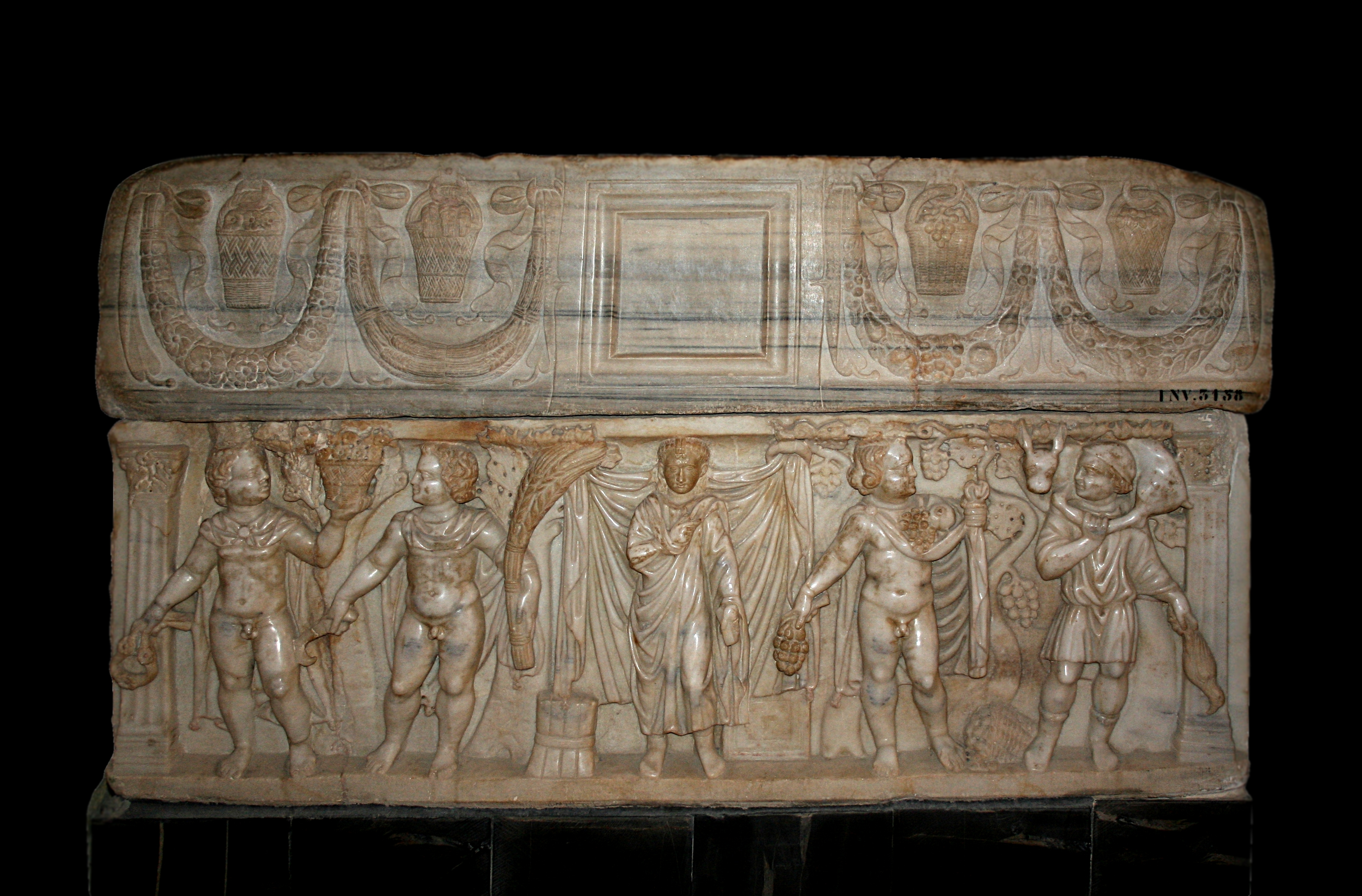
Sarcophage des saisons, marbre.
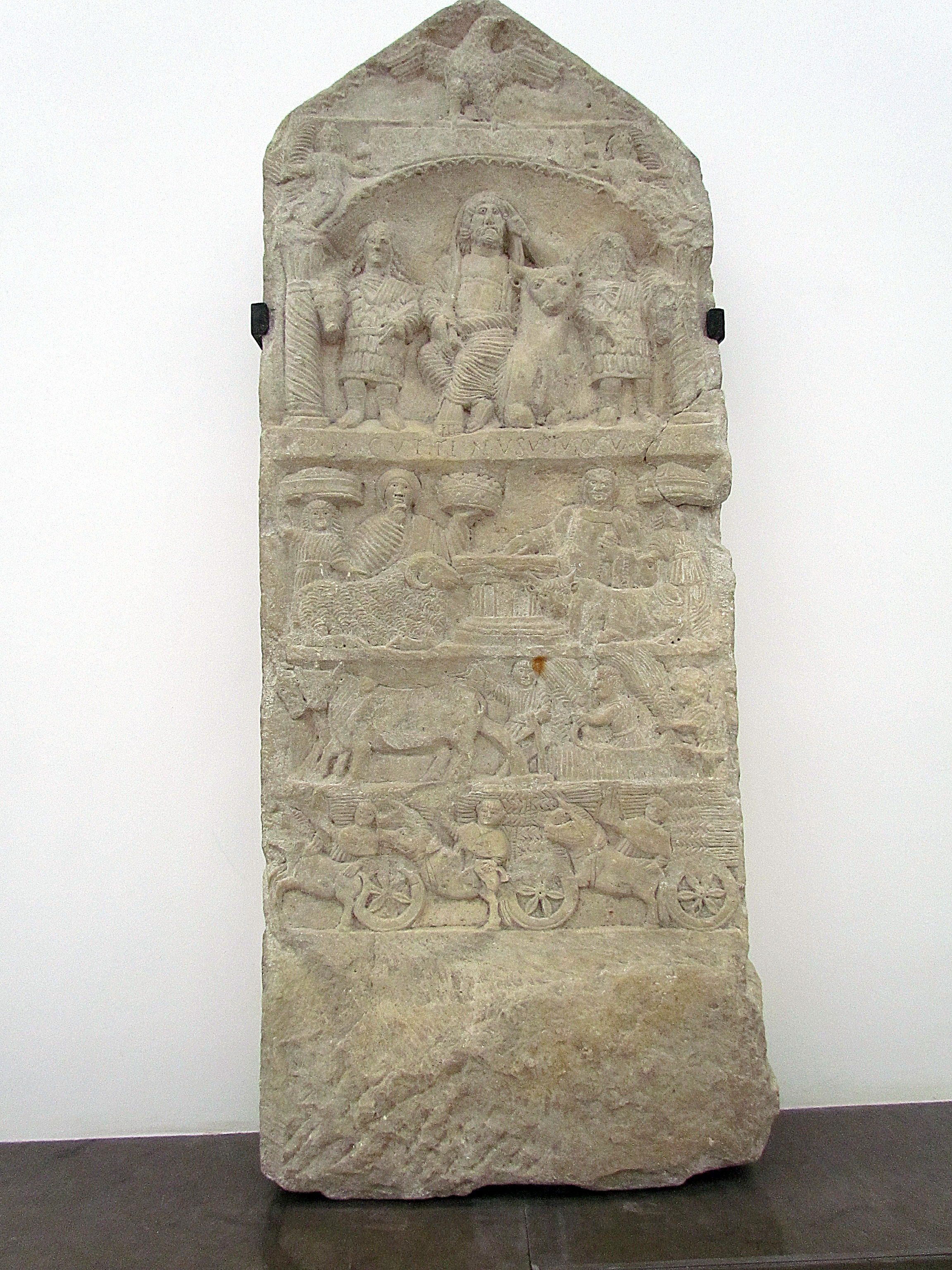
Stèle à Saturne africain dite stèle Boglio, calcaire.

##### Portraits des empereurs romains

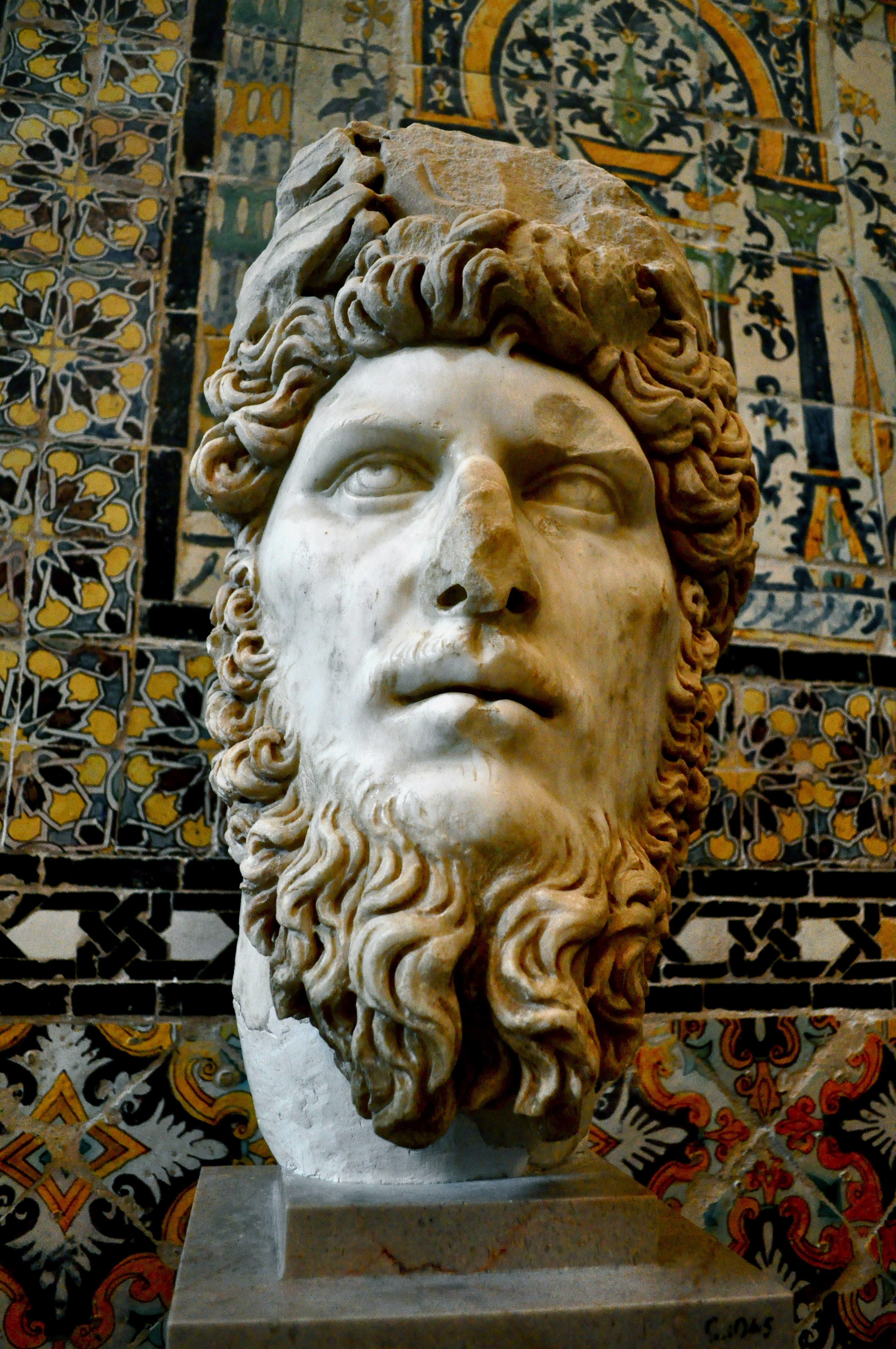
Lucius Verus, Dougga, marbre.

La salle des portraits d'empereurs romains présente, à la différence du portrait grec, la sculpture romaine qui tend à reproduire le modèle sans l'idéaliser ni le diviniser, c'est-à-dire dans sa stricte vérité et avec beaucoup de réalisme.
Parmi les empereurs représentés figurent Auguste, pièce qui provient d'El Jem, dont la coiffure est représentée par des mèches en « queue d'aronde » au milieu de la frange. Le buste de Vitellius trouvé à Althiburos comporte une tête massive, aux joues pleines et à la chevelure courte, et un cou fort. Pour sa part, Vespasien est représenté à la fin de sa vie avec un front dégarni et le visage ridé ; cette pièce provient du site de Bulla Regia et a été retrouvée au fond d'un puits dans la cour du sanctuaire consacré à Apollon. Trajan comporte une tête sculptée en deux morceaux. Sa coiffure est simplifiée avec des mèches épaisses descendant sur le front, une bouche serrée et une courbure caractéristique de ses sourcils ; cette pièce provient du site de Thuburbo Majus. On connaît moins d'éléments sur la représentation d'Hadrien, dont la provenance est inconnue. Marc Aurèle provient quant à lui de Carthage.
Le buste de Lucius Aurelius Verus provenant de Dougga est particulièrement remarquable : il est représenté avec une ample coiffure et une barbe fournie, avec une vivacité dans le regard qui en fait l'une des œuvres majeures de la statuaire découverte à ce jour dans l'Afrique romaine. Réalisée en marbre de Carrare, le buste possède encore des traces de polychromie dans les cheveux.
Pour sa part, Septime Sévère possède quatre mèches sur son front qui rappellent l'iconographie de Jupiter-Sarapis ; sa barbe se divise en deux pointes sous le menton (provenance de Chaoud El Battan). Caracalla est représenté jeune, avec des favoris (provenance de Thuburbo Majus). Enfin, Gordien a sa tête traitée dans un style réaliste et son visage exprime une profonde amertume et une certaine désillusion ; son front est ceint d'une couronne de laurier. Cette pièce a été retrouvée sur le site de Carthage.

Portraits des empereurs
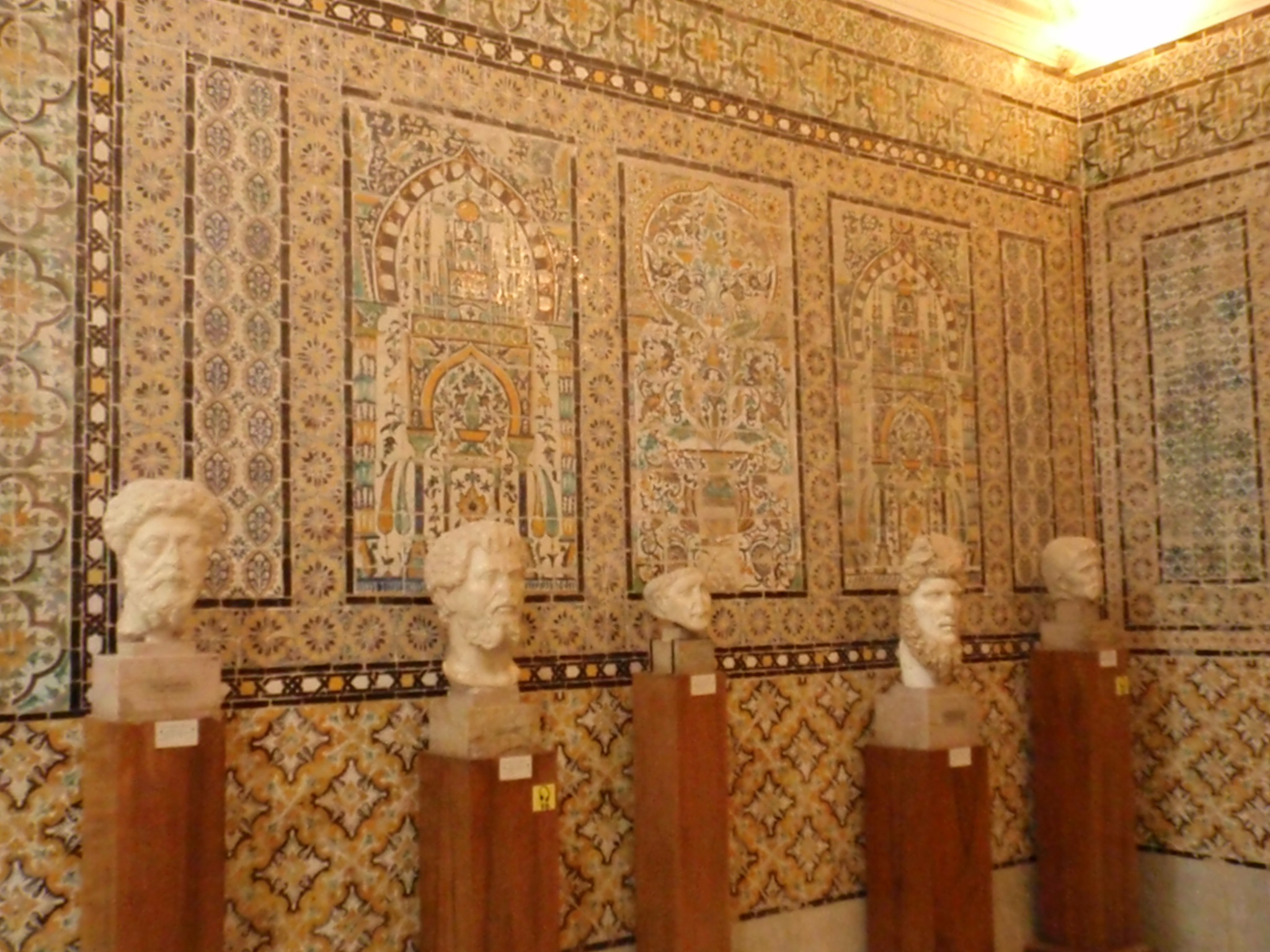
Vue des différents portraits d'empereurs.
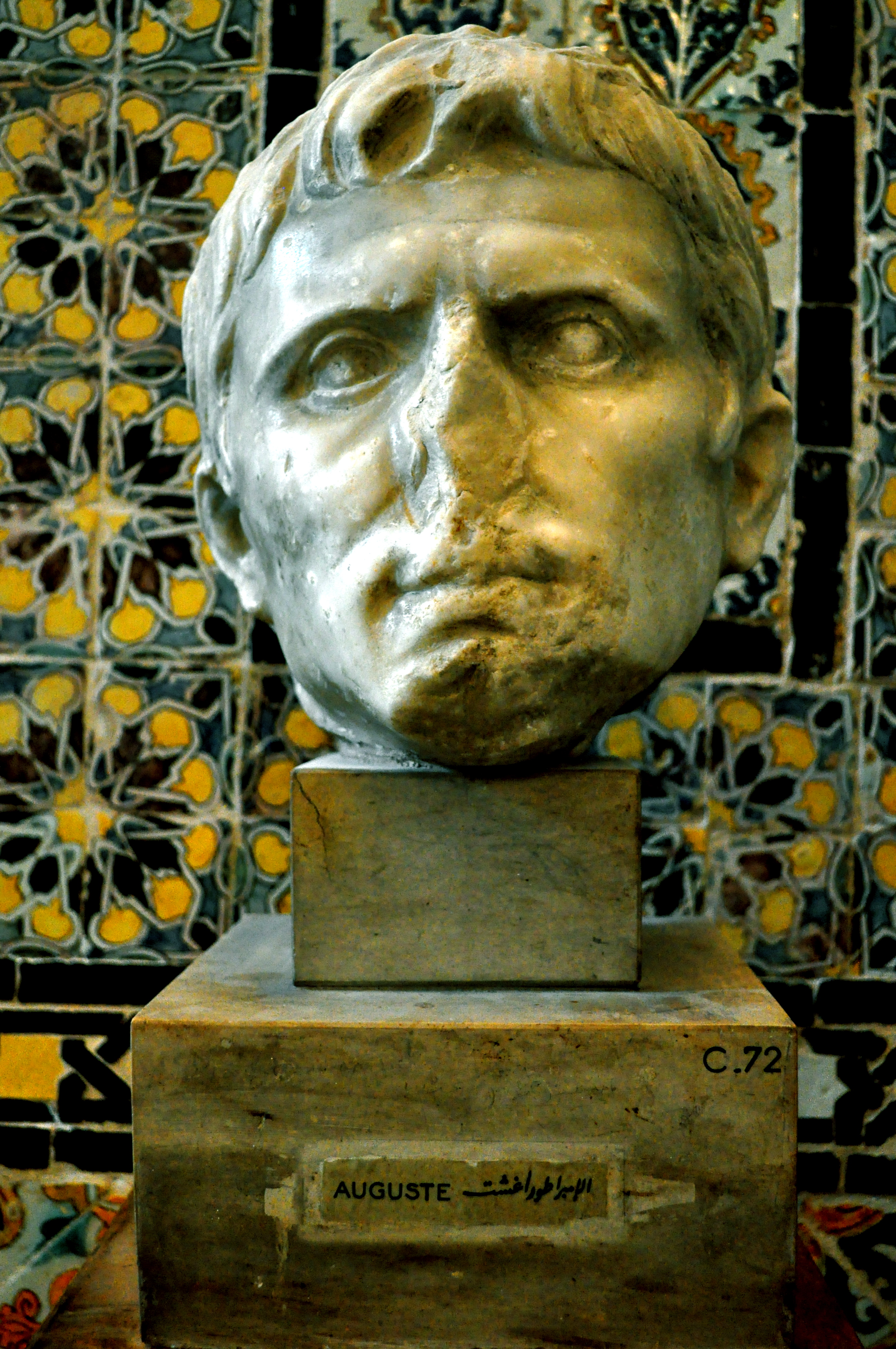
Auguste, El Jem, marbre.
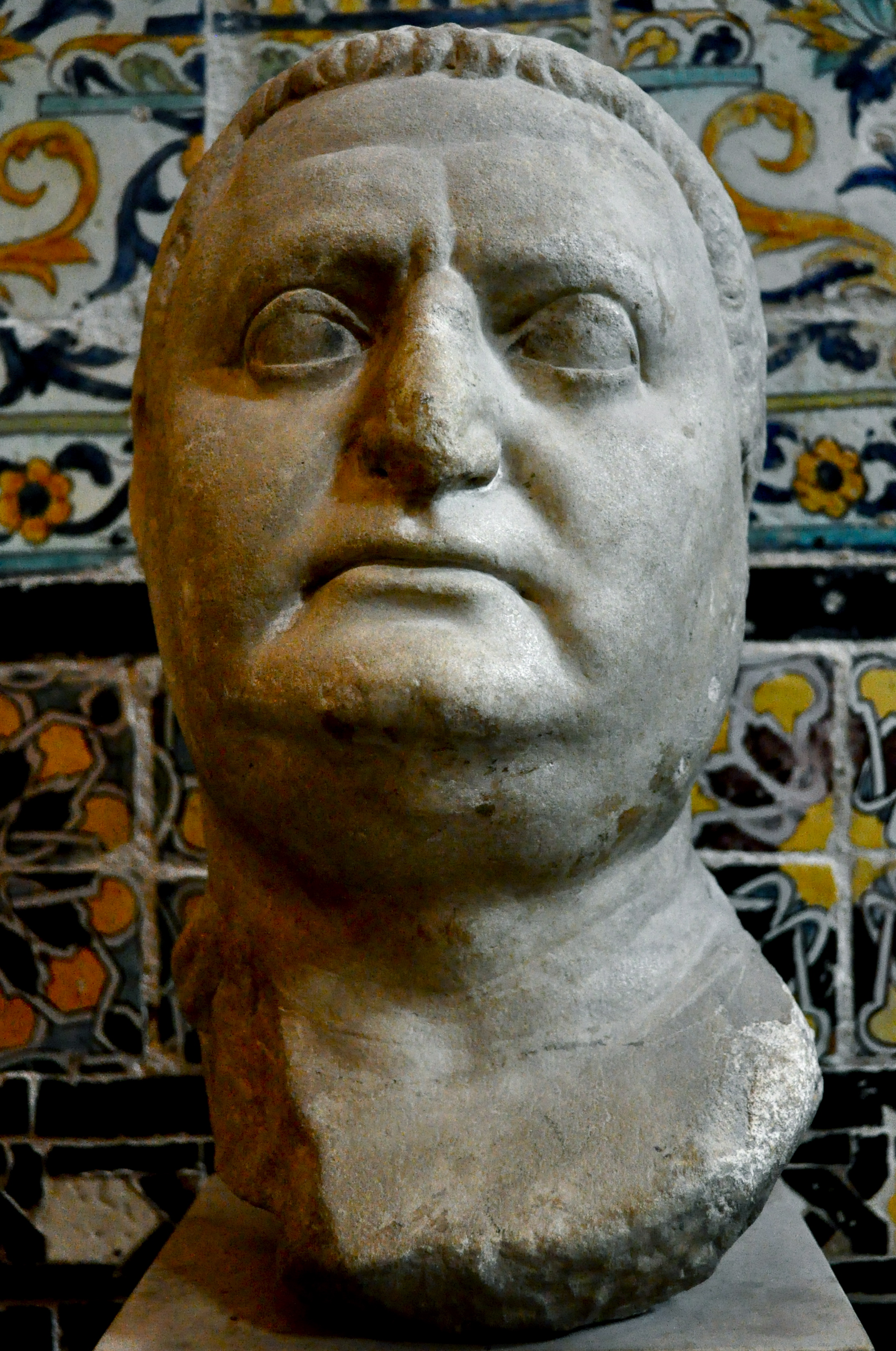
Vitellius, Althiburos, marbre.
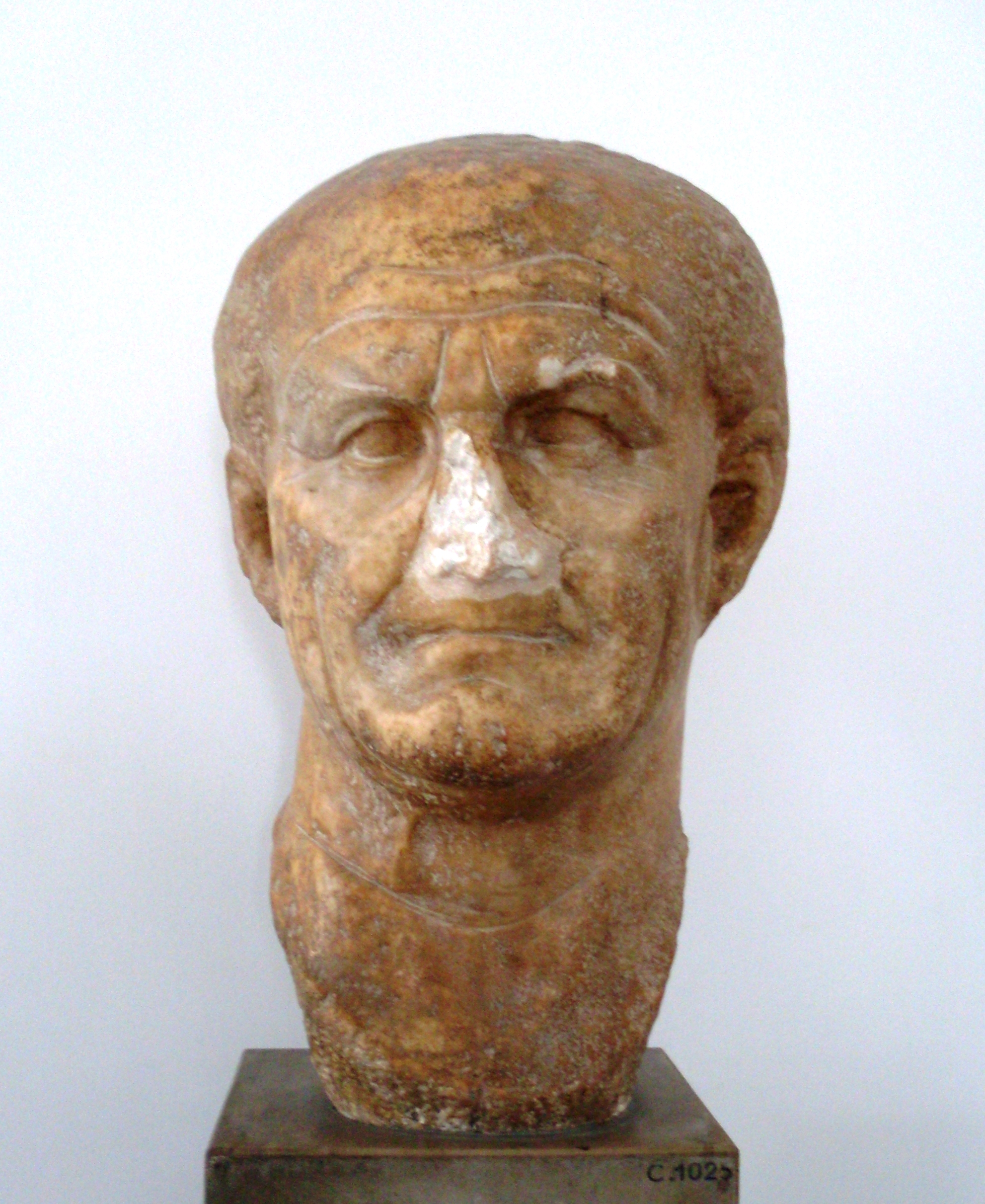
Vespasien, Bulla Regia, marbre.

##### Salle de Bulla Regia

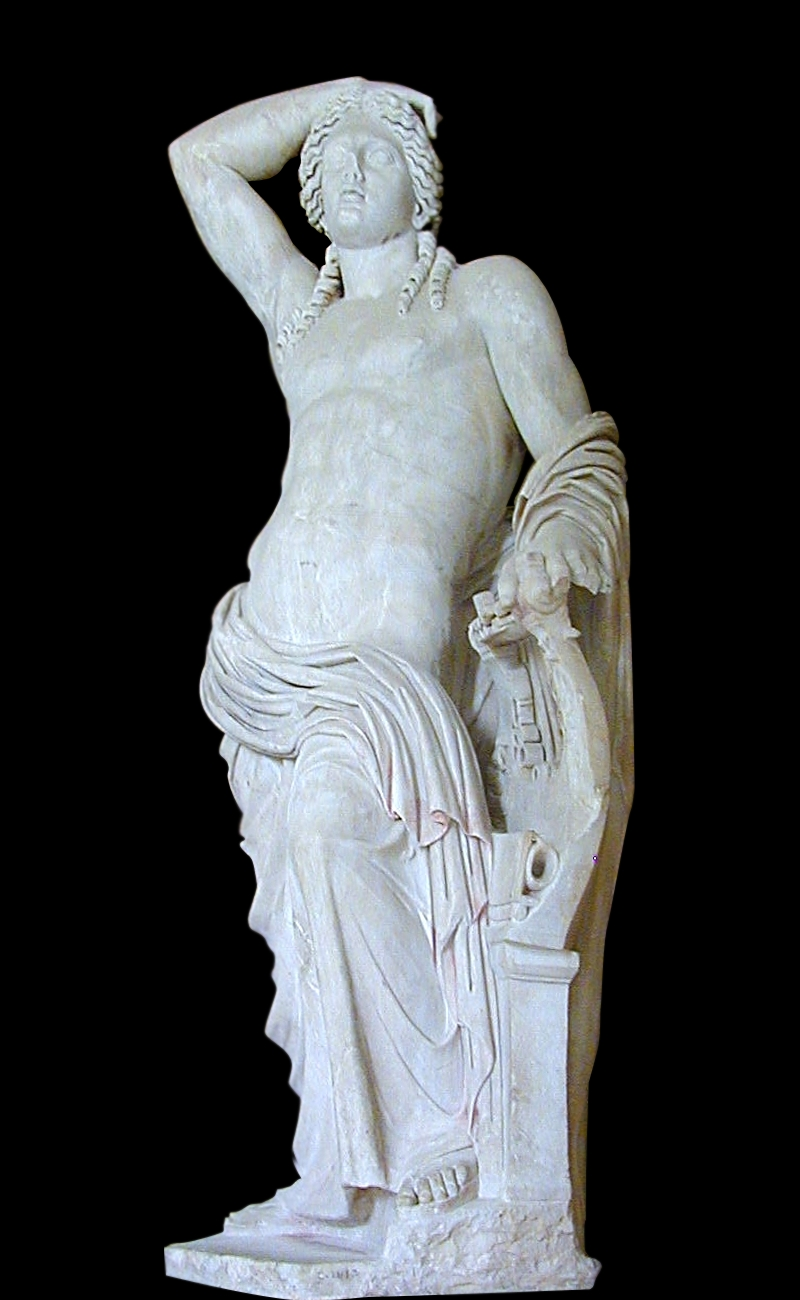
Apollon citharède, 3.07 m, traces de peinture rouge.

Du site de Bulla Regia provient une statue d'Apollon citharède datant du IIe siècle, trouvée dans le temple d'Apollon avec deux autres statues d'Esculape et de Cérès. Le dieu est dans une posture alanguie alors que sur la cithare est représenté un barbare qui aiguise le couteau qui, dans le mythe, servira à punir Marsyas, satyre qui avait osé défier le dieu dans un concours et qui est pendu à un arbre. Sur la statue persistent des traces de peinture rouge ; le dieu est vêtu d'un simple drapé.
Esculape est représenté en homme mûr dans la niche de droite, Cérès pour sa part porte un diadème et une tunique ainsi qu'un manteau ; elle portait des attributs qui ont été perdus.
Une belle statue de Minia Procula, prêtresse du culte impérial, se situe dans la même salle ; elle date de la fin du IIe-début du IIIe.
Au centre de la salle, on trouve également une statue acéphale de Minerve-Victoire vêtue d'une longue tunique à rabat retenue sous les seins par un cordon, le corps en appui sur la jambe gauche. Elle porte une couronne, une corne d'abondance, un bouclier et une lance.
La statue de Saturne porte une couronne tourelée et une corne d'abondance.
Il s'y trouve aussi une petite Herculanaise, statue à but funéraire, avec une tunique et le bras enveloppé par un manteau.
La salle contient aussi des statues de Marc Aurèle et de Lucius Aurelius Verus, laurés et dans une attitude héroïque. Les deux épouses des empereurs étaient représentées en Cérès, vêtues d'une tunique et d'un manteau (deuxième moitié du IIe siècle apr. J.-C.).
Le musée abrite enfin une statue de citoyen, revêtu d'une toge ou togatus, datée du second quart du IIIe siècle et provenant de Dougga : l'homme représenté est relativement âgé et la statue est sans doute une œuvre ancienne remise au goût du jour. La jambe gauche est fléchie, l'homme en appui sur sa jambe droite. À ses pieds se trouve un coffre contenant des parchemins. Sa barbe est rendue par un piquetage du marbre et son âge par des yeux enfoncés de façon réaliste.

Marbres de la salle de Bulla Regia
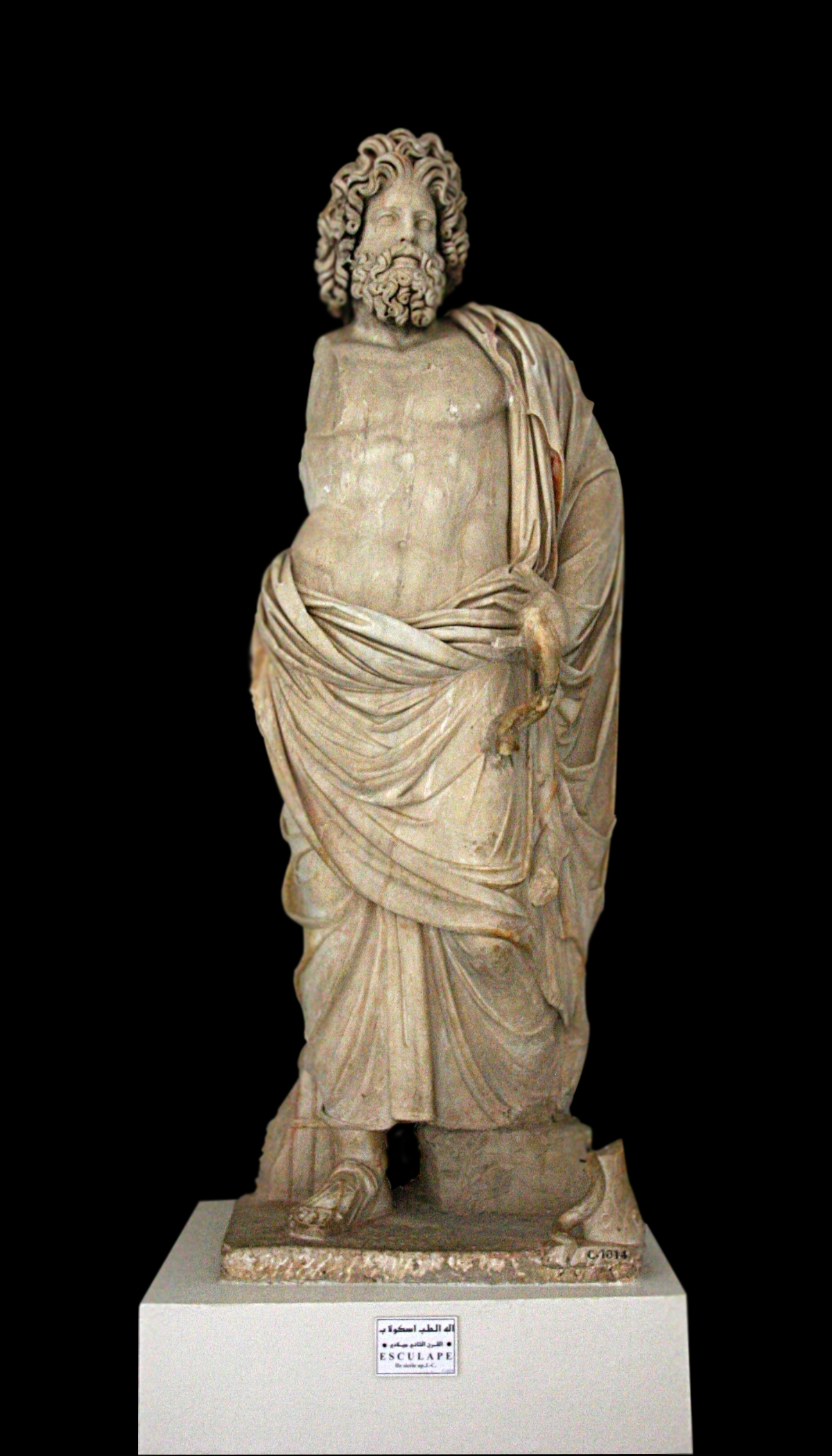
Esculape, marbre.
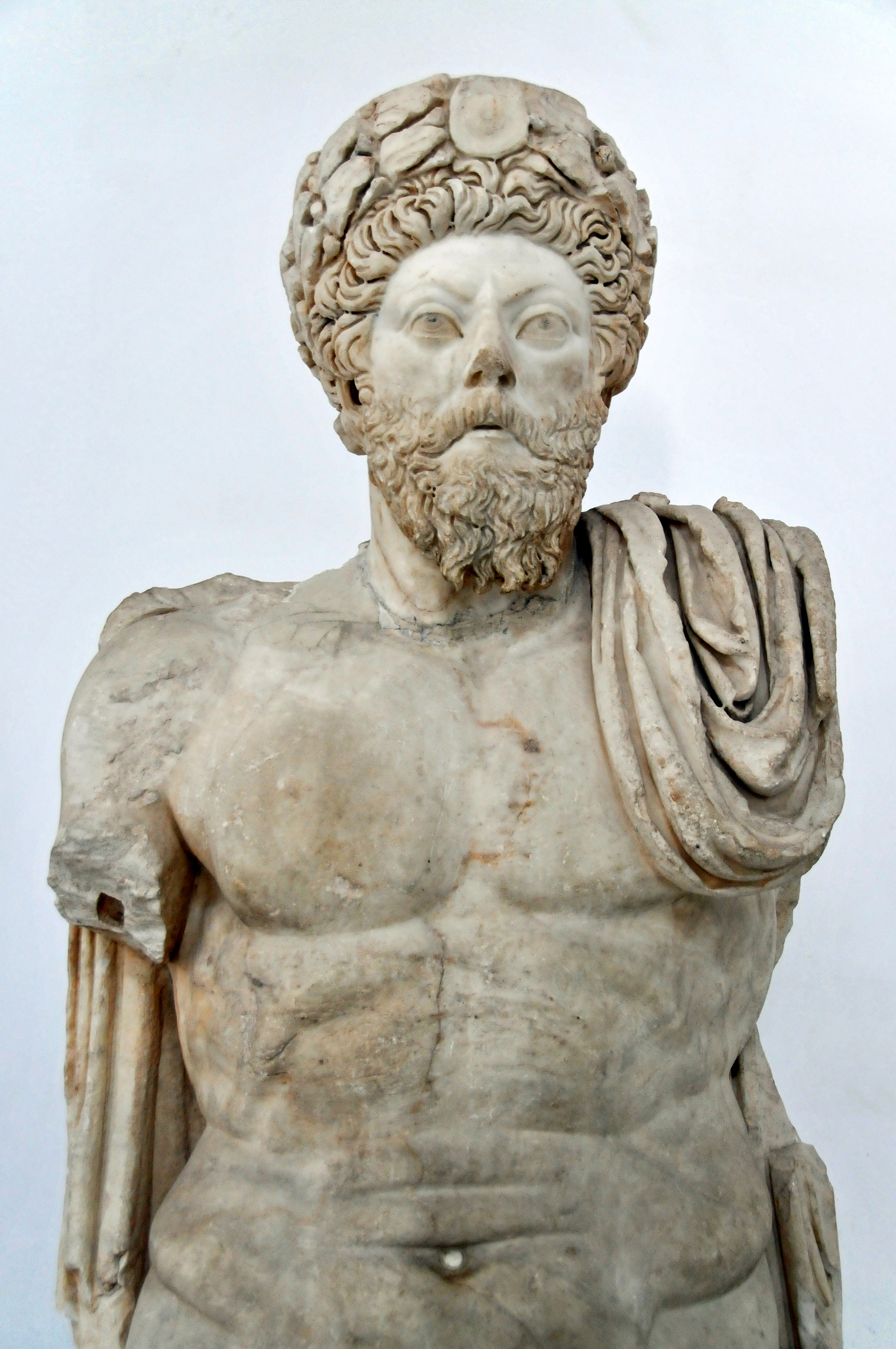
Marc Aurèle, marbre.
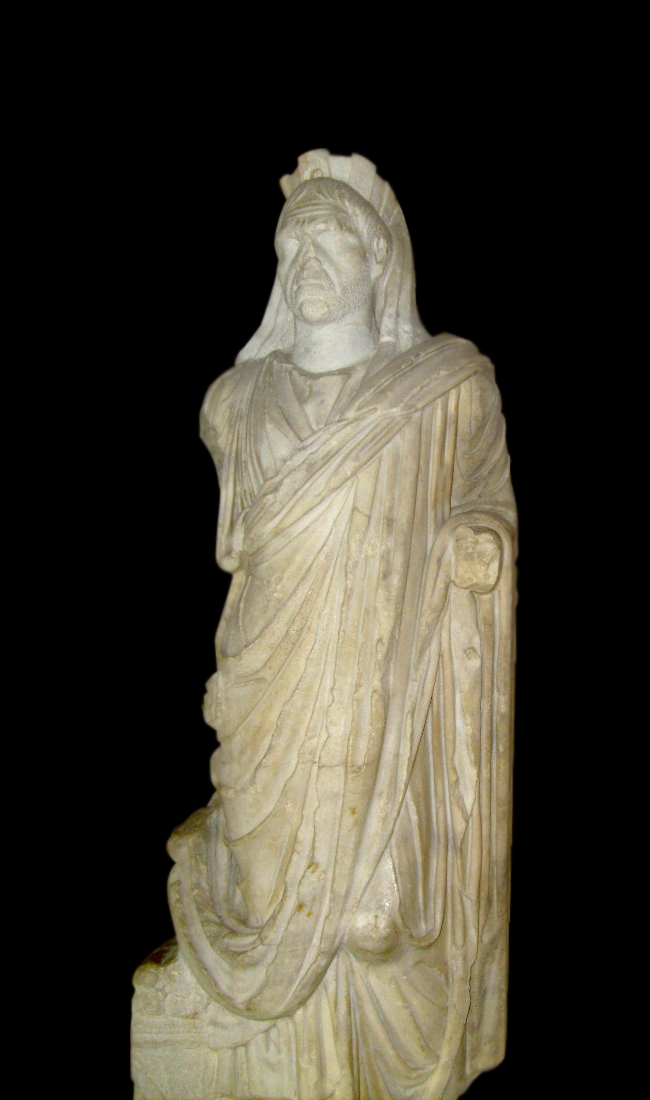
Togatus de Dougga, marbre.

##### Carthage romaine

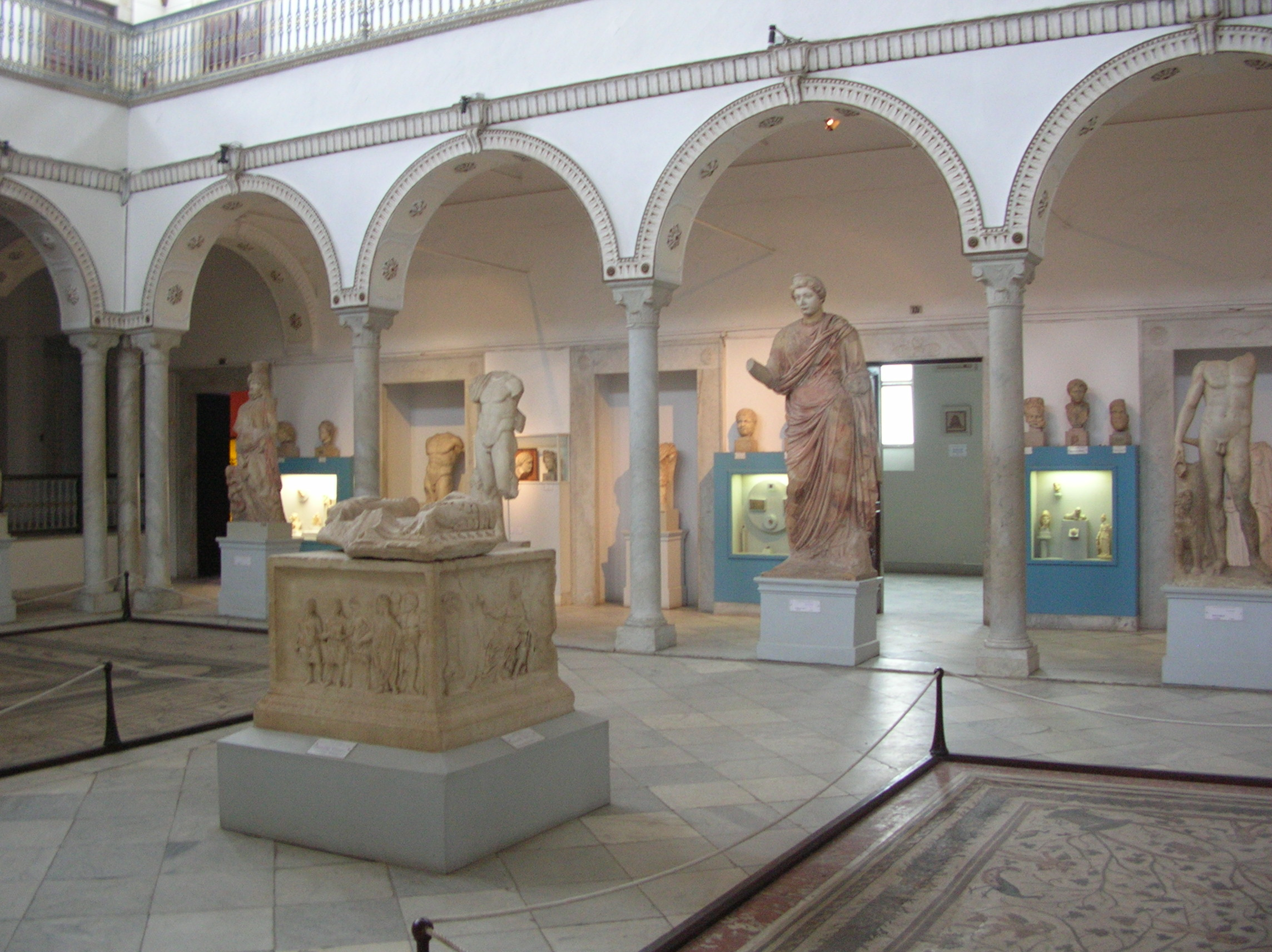
Salle de Carthage.

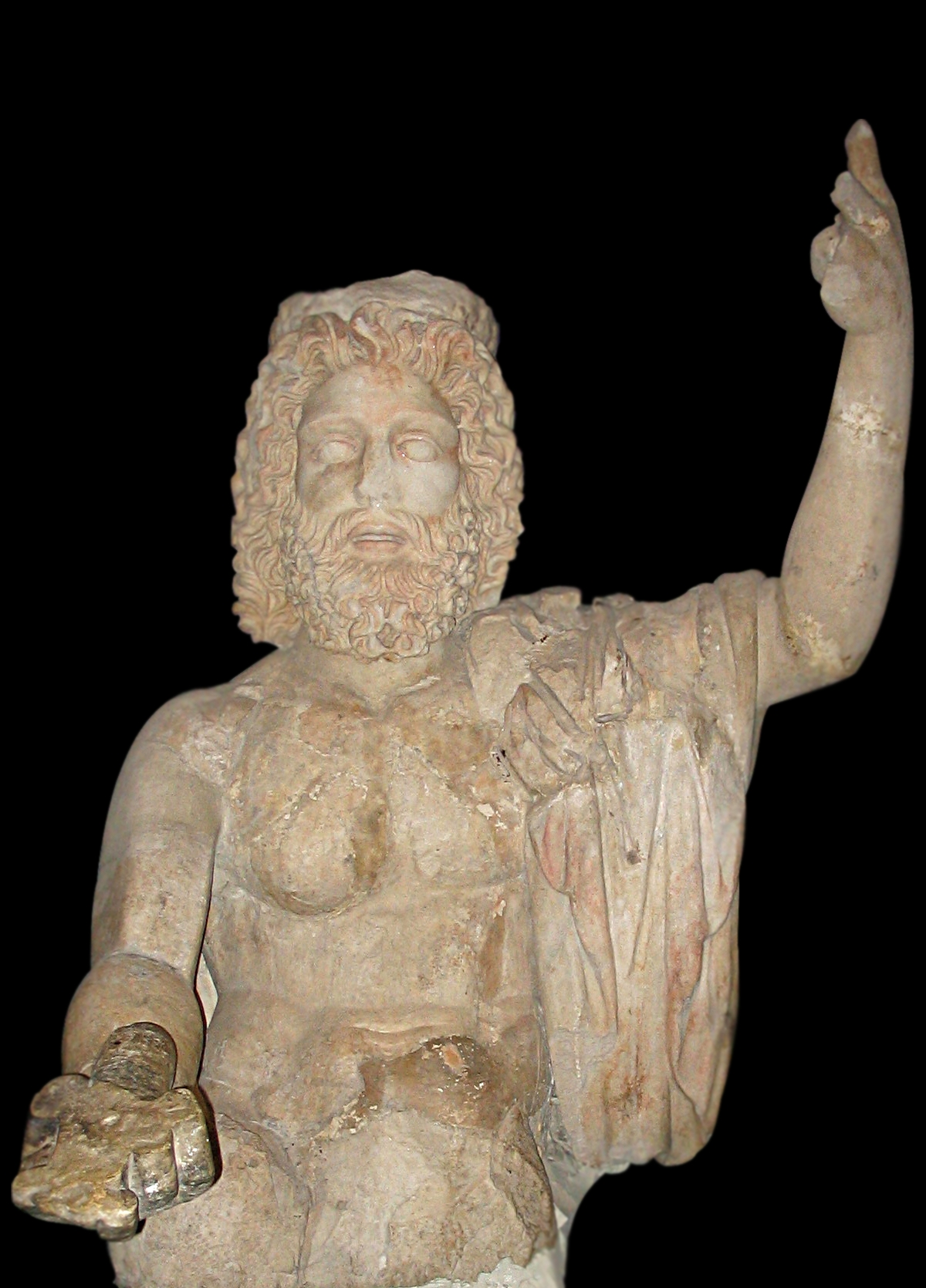
Jupiter capitolin, marbre.

La salle de la Carthage romaine, constituant à l'origine le patio du palais, occupe une importante superficie où sont exposées de nombreuses statues en provenance de Carthage et datées pour la plupart des IIe et IIIe siècles. Cependant, on y trouve également des statues en provenance d'autres sites, comme Utique, Oudna ou Dougga, de même que des pièces telles que des pavements de mosaïques et des bas-reliefs.
La statue d'Apollon de 2,40 mètres de haut provient du théâtre de Carthage (IIe siècle). Placée dans l'escalier reliant le rez-de-chaussée au premier étage, le représente le dieu couronné de lauriers et près duquel se trouve le trépied delphique. La statue porte des traces de peinture rouge. La divinité, aux cheveux ondulés et ornés d'une couronne ainsi que d'une gemme, a une jambe fléchie et un drapé sur l'épaule.
La Statue colossale de Jupiter capitolin est une réplique de Zeus brandissant le foudre et tenant vraisemblablement à la main gauche un sceptre ; elle provient de l'odéon de Carthage. Une Grande statue en terre cuite de l'époque tétrarchique ou de Constantin, a été fortement restaurée : elle représente un officier romain en costume militaire, revêtu d'une cuirasse de cuir à manche courte sans décoration avec deux rangs de ptéryges avec, par-dessus la cuirasse, un manteau noué sur l'épaule droite et recouvrant en diagonale la poitrine. Ses pieds sont chaussés de sandales décorées. L'homme a une tête puissante couverte d'une chevelure bouclée. Elle a été retrouvée à Oued Zarga dans le gouvernorat de Béja.

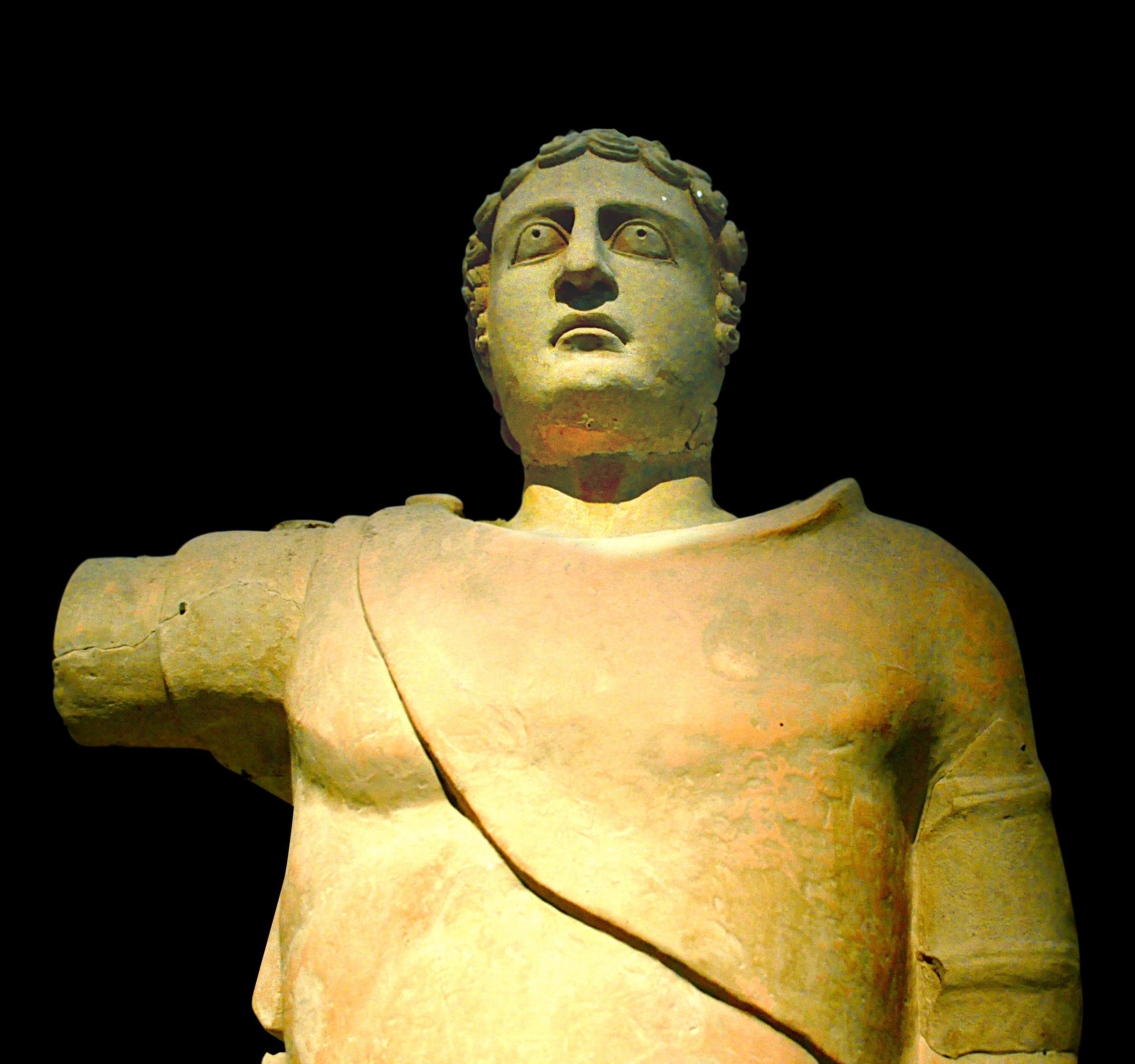
Grande statue de terre cuite, terre cuite.

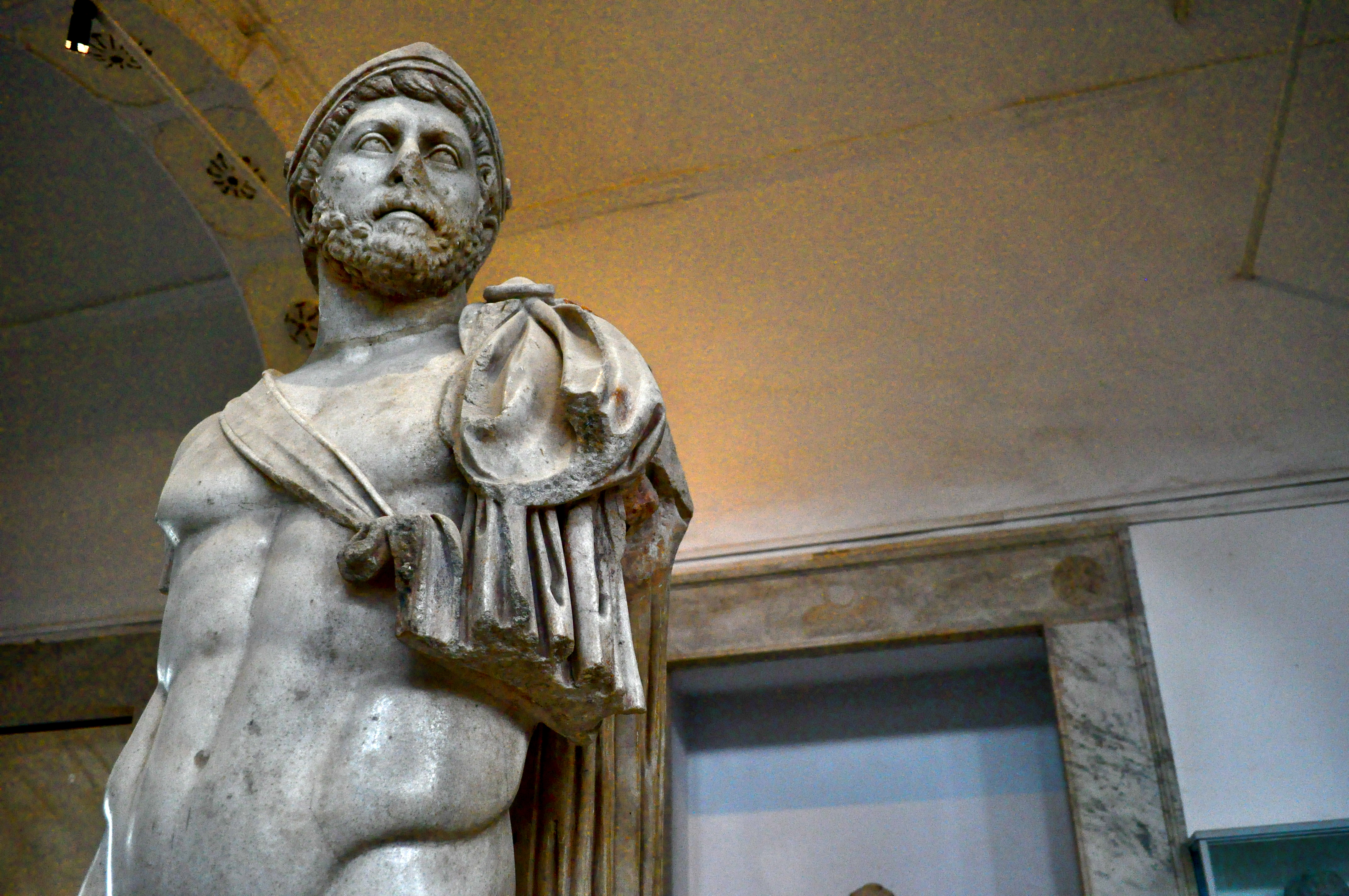
Hadrien héroïsé, marbre.

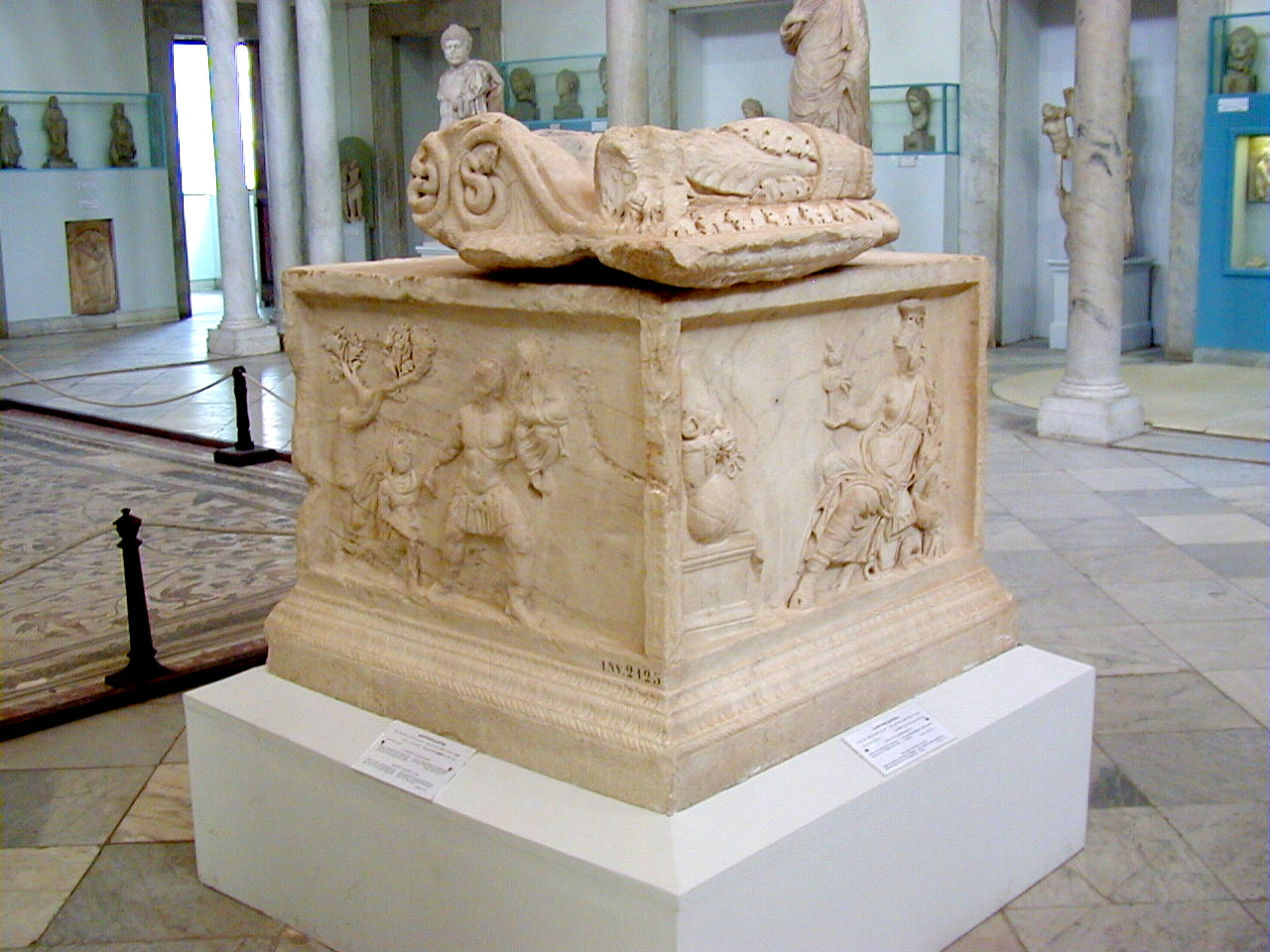
Autel de la Gens Augusta, marbre.

Le musée abrite également des œuvres de bronze dont Bacchus en bronze qui provient de Thibar et qui représente Bacchus en enfant ; le dieu est nu, debout et déhanché en prenant appui sur la jambe droite, la gauche étant légèrement fléchie. Il tient d'une main une corne à boire et de l'autre un sceptre. Sa chevelure retombe sur les épaules en mèches souples et longues. Hercule en bronze, pour sa part, date de la fin du IIe-début du IIIe siècle et représente Hercule ivre ; ce dernier est nu avec des formes massives. Il brandit d'une main une grande massue et, de l'autre, tient son pénis en arrosant le sol. Son torse est renversé vers l'arrière, sa tête est massive et carrée et sa chevelure courte et dense est ceinte d'un ruban. Hercule est souvent représenté ivre et en train d'uriner car le fils de Zeus et d'Alcmène a toujours oscillé entre la vie vertueuse et un penchant vers la débauche. La statue de Déméter provient de la maison dite « de la cachette » et date du IIe siècle. Mesurant 1,05 mètre de haut, le lot avait été mis à l'abri dans une cachette, recouverte d'une mosaïque, dans le parc archéologique des thermes d'Antonin de Carthage. Par ailleurs, une impératrice romaine représente sans doute Faustine II, épouse de Marc Aurèle, sous les traits de la déesse de l'amour. Il manque les mains et les avant-bras à cette statue de 2,65 mètres de haut.
L'empereur Hadrien héroïsé montre l'empereur Hadrien représenté nu, un large manteau drapé (en principe rouge) jeté sur l'épaule en signe de pouvoir suprême ; la statue provient de l'odéon de Carthage. La même salle contient une statue d'Isis, provenant de Carthage, avec un diadème en forme de disque au-dessus de la tête et un Hercule vêtu de la peau du lion de Némée provenant du théâtre de Carthage. La Vénus pudique représente la déesse de l'amour se cachant le sein avec sa main droite et relevant sa toge avec la gauche. Elle a été trouvée à l'odéon de Carthage et peut s'apparenter à la célèbre Vénus de Milo. Le même lieu a aussi livré un Jupiter-Sarapis et une statue de Junon qui utilise la technique de la draperie mouillée.
L'autel de la Gens Augusta est un autel sacrificiel situé au centre de la pièce. Découvert sur le flanc de la colline de Byrsa, il a été daté du Ier siècle av. J.-C.-Ier siècle ap. J.-C.. Il est orné de bas-reliefs sur ses quatre côtés ; il est possible de relever sur l'un d'entre eux une représentation de la préparation d'un taurobole et sur un autre la fuite d'Énée, ancêtre mythique des Romains, accompagné de son père Anchise et de son fils Ascagne. Les deux derniers côtés représentent pour l'un une représentation de Rome casquée faisant face à des armes et à un autel orné d'une corne d'abondance, pour l'autre Apollon, divinité protectrice de la gens, assis sur un trépied. L'autel provient d'un atelier de Rome ; il est datable de la même époque que l'Ara Pacis. C'est aussi un manifeste de l'art augustéen, « alliance entre le réalisme romain et l'idéalisme grec » selon Mohamed Yacoub.
La Statue d'une défunte est une œuvre de qualité située hors du patio. Elle représente une femme debout au corps légèrement déhanché ; cette attitude est habituellement désignée par le terme de « petite herculanaise ». Sa coiffure est combinée suivant le mode en vogue pendant la deuxième moitié du IIe siècle. Cette statue, qui a été dressée sur un socle comprenant une épitaphe, où on reconnaît le nom de la défunte Innula (petite biche) et de son mari Titus Arranius Commodus, provient du site antique de Haïdra et a sans doute été réalisée à Rome.

Sculptures de la salle de Carthage
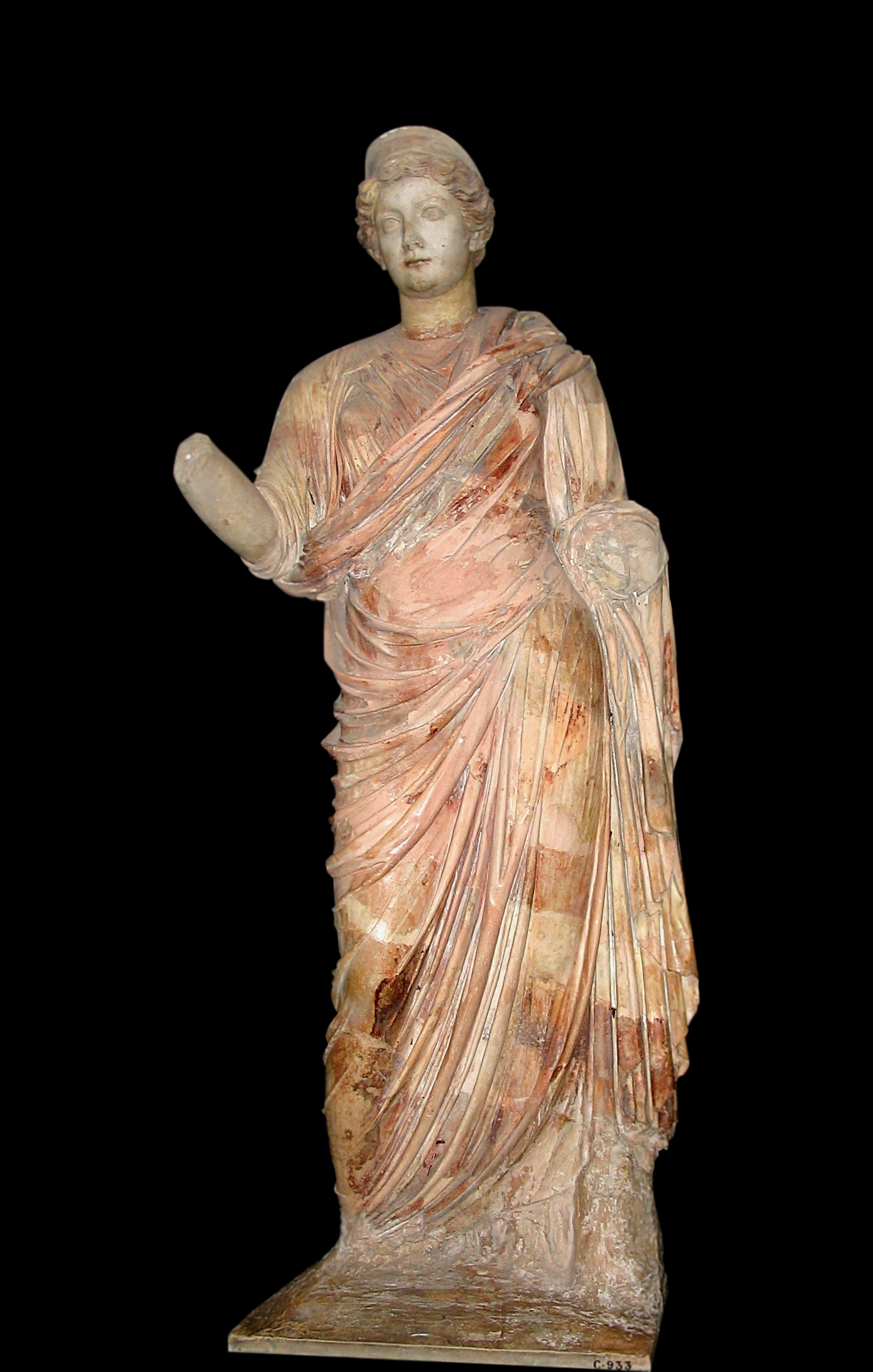
Faustine II, marbre.
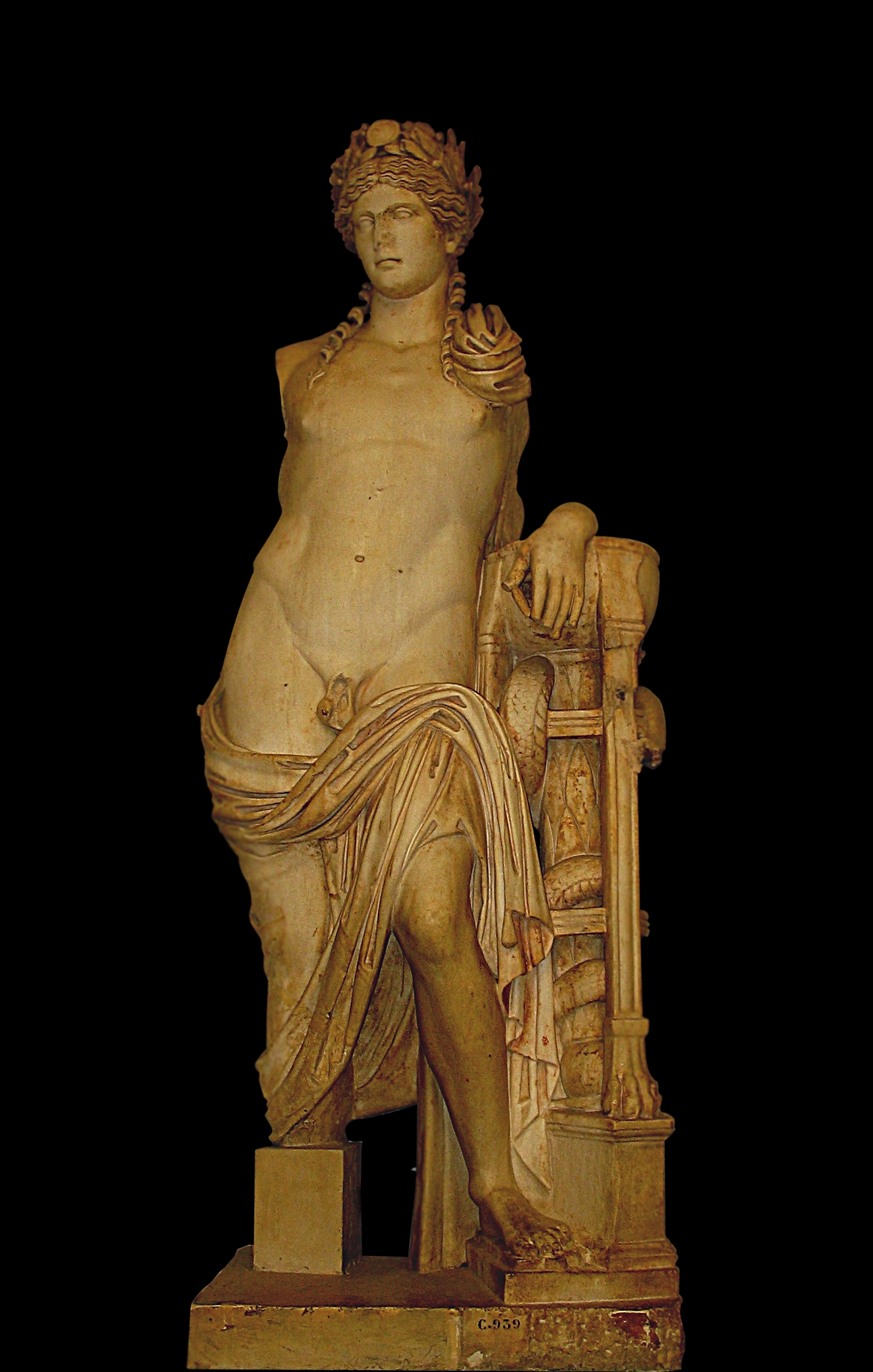
Statue d'Apollon, marbre.
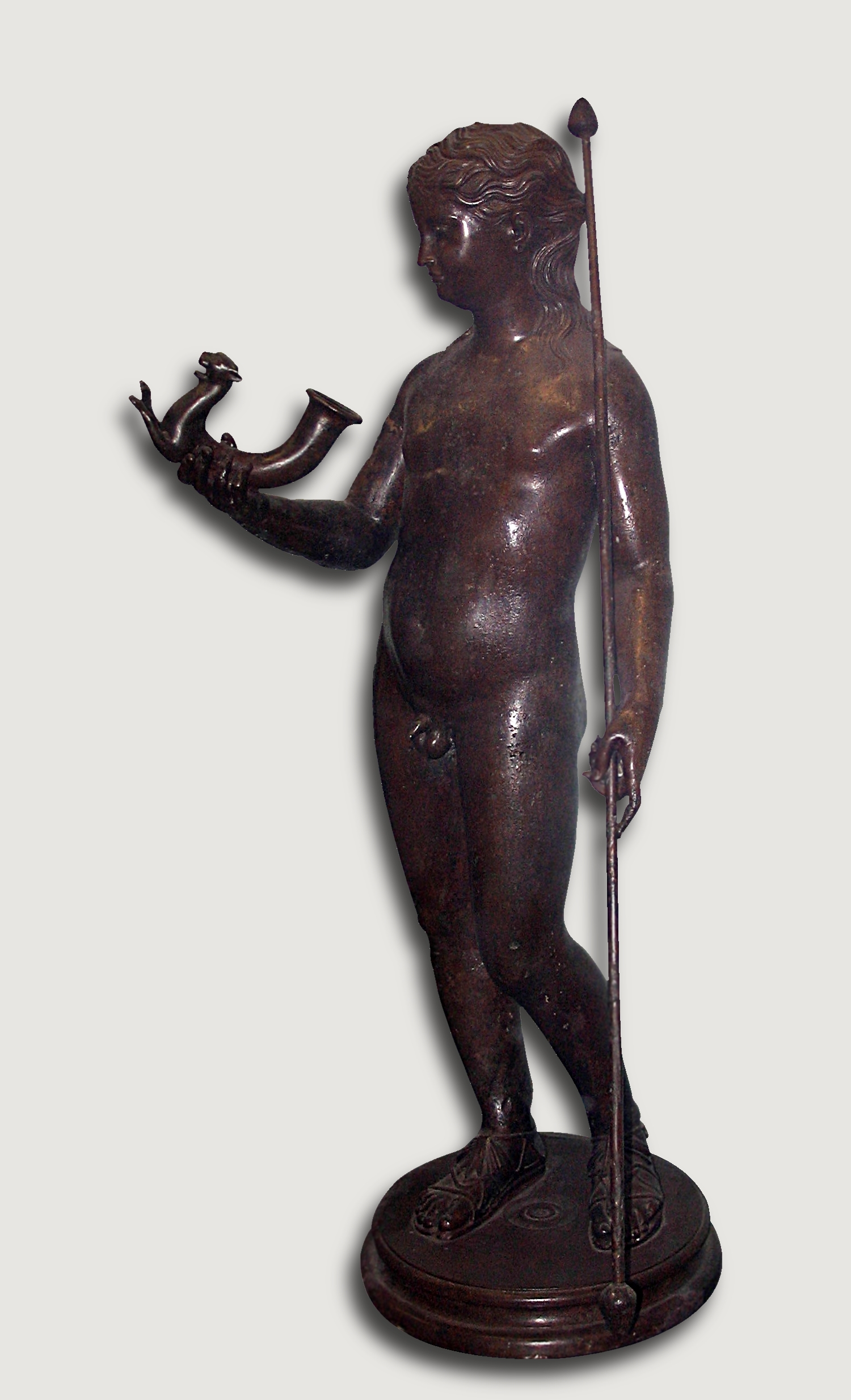
Bacchus en bronze, bronze.
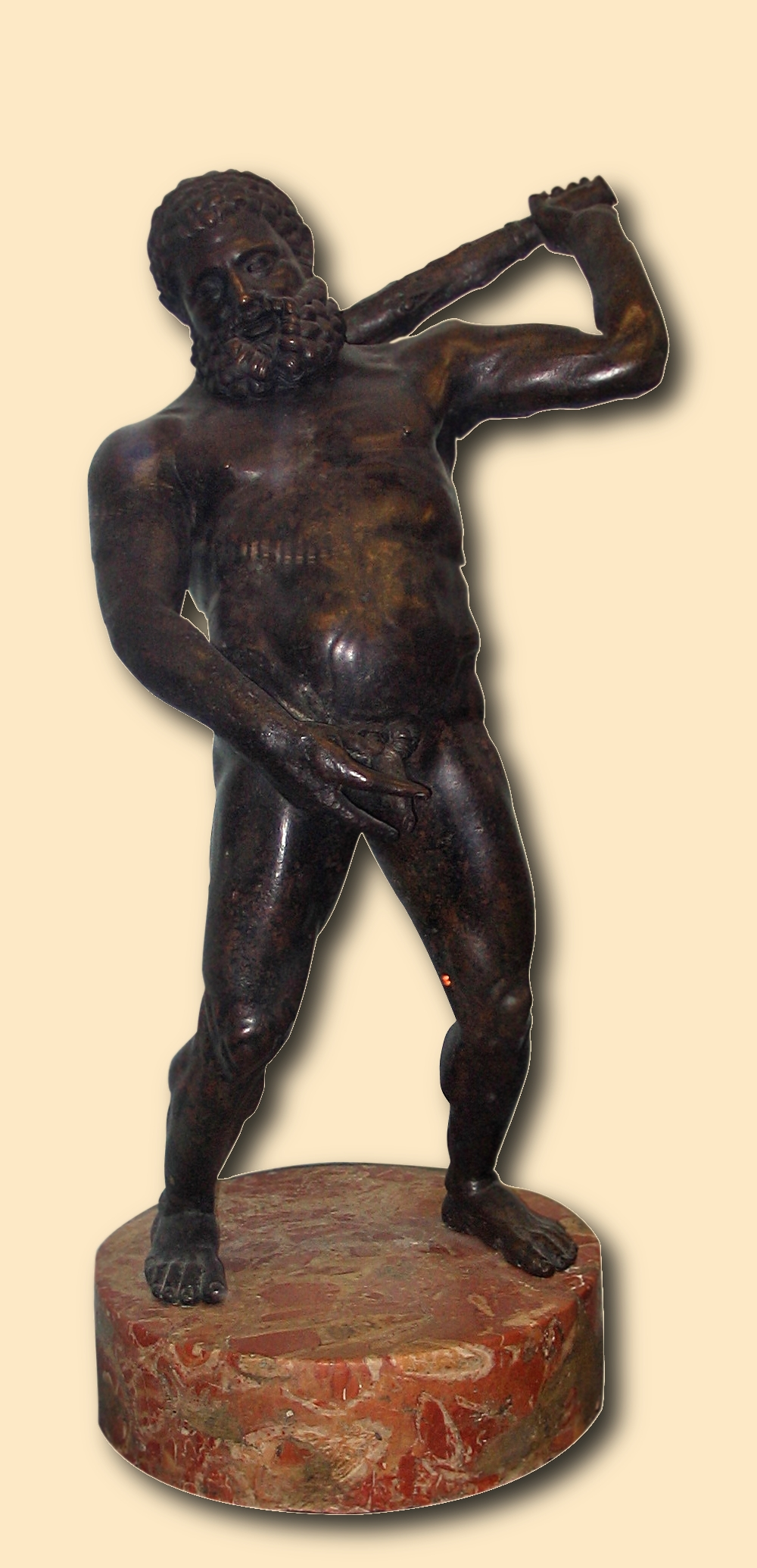
Hercule en bronze, bronze.
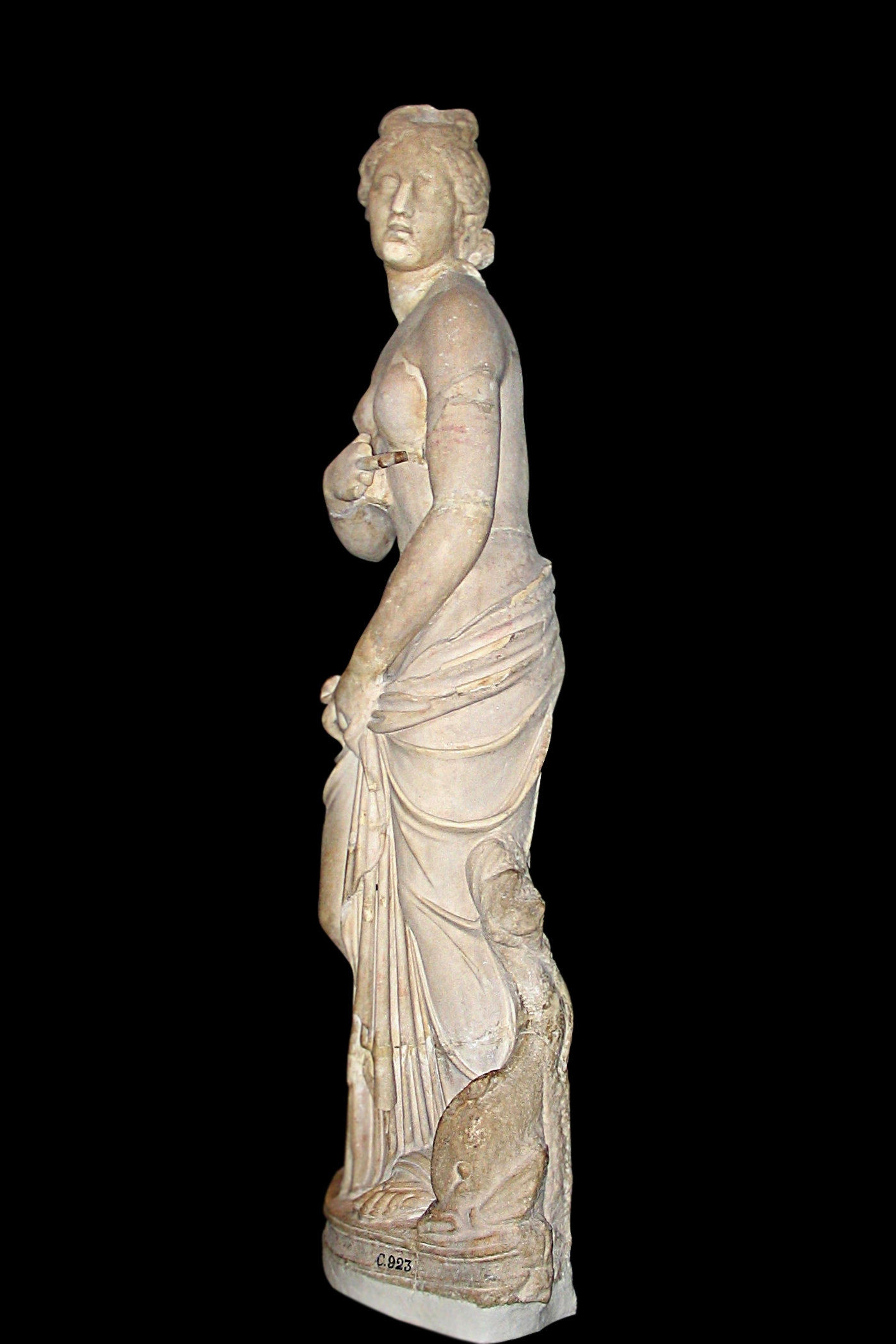
Vénus pudique, marbre.
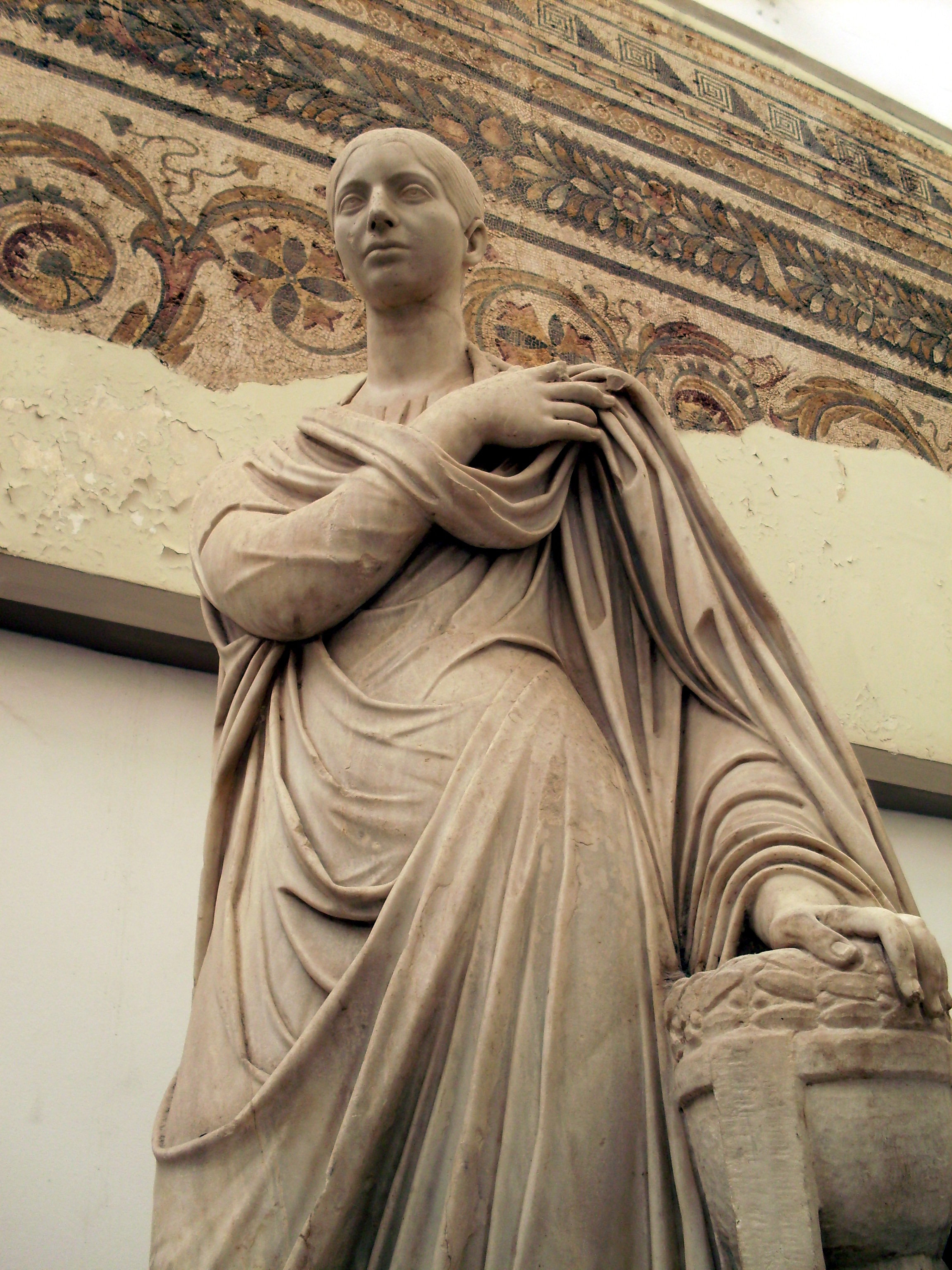
Crepereia Innula provenant du site d'Ammaedara, marbre blanc, 1,82 m, vers 150-175.

##### Autres œuvres éparpillées dans le musée

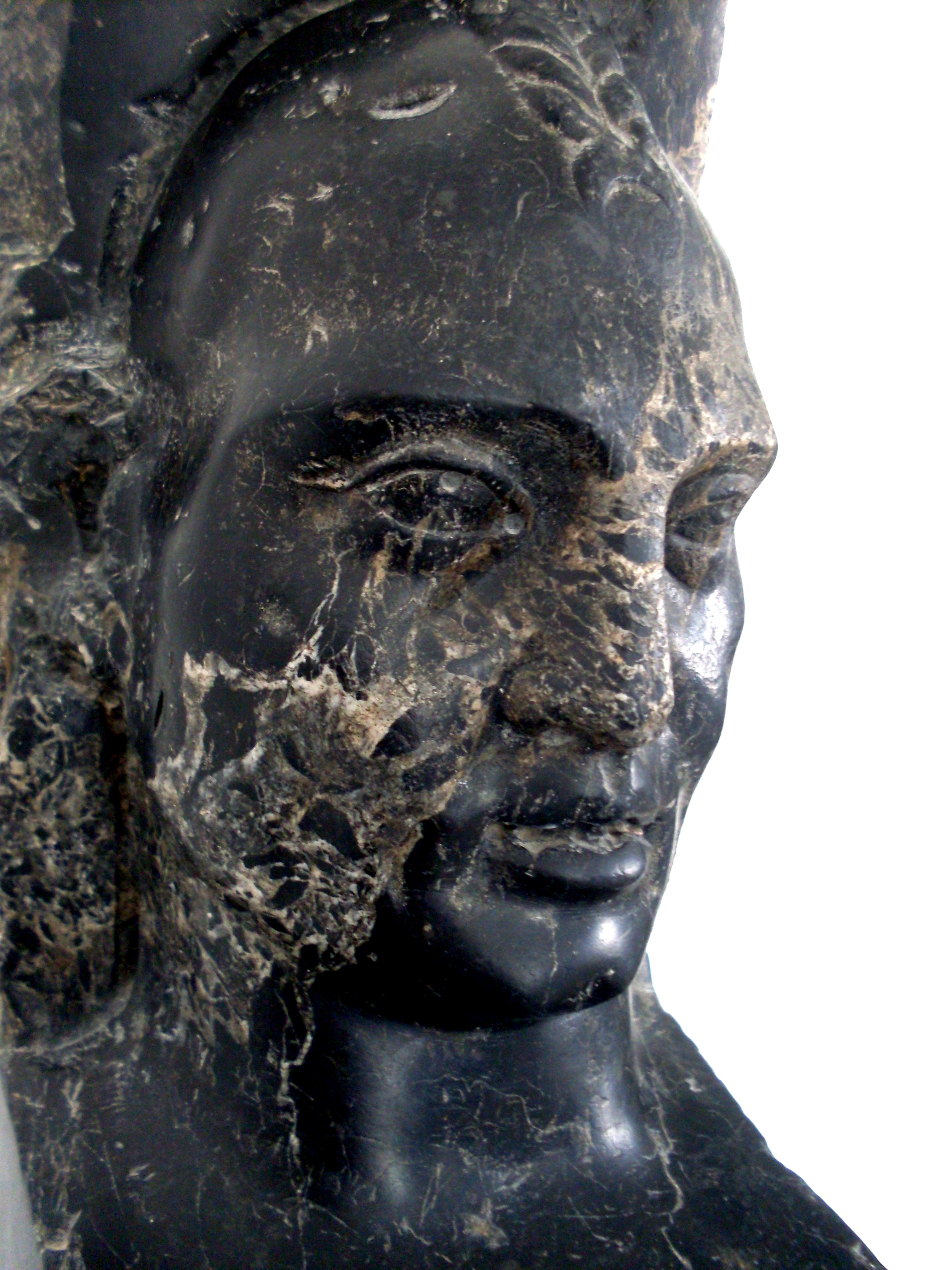
Tête de Libyen en schiste.

Les diverses pièces du musée contiennent des sculptures romaines, qu'il est difficile de citer dans leur ensemble.
La salle de Sousse accueille une Tête colossale de Jupiter, mesurant 1,35 mètre pour 1,2 tonne, et un pied géant chaussé d'une sandale. Tous deux appartiennent à une statue de Jupiter atteignant sept mètres de hauteur et ont été retrouvés dans les ruines du capitole de Thuburbo Majus. La statue date du IIIe siècle.
Autre élément important en taille, le Mausolée de stuc et de plâtre des officiales de Carthage (milieu du IIe siècle). Retrouvé dans le cimetière des officiales de Carthage, il possède des ornements sur ses côtés : une scène d'adventus de légat, des faisceaux et chaises curules ainsi qu'un Éros funèbre,,.
Les thermes d'Antonin à Carthage ont aussi livré deux piliers hermaïques de schiste noir ornés d'une tête de Libyen, dont l'un possède une natte et l'autre une tête aux caractères négroïdes marqués (milieu du IIe siècle).

Œuvres diverses
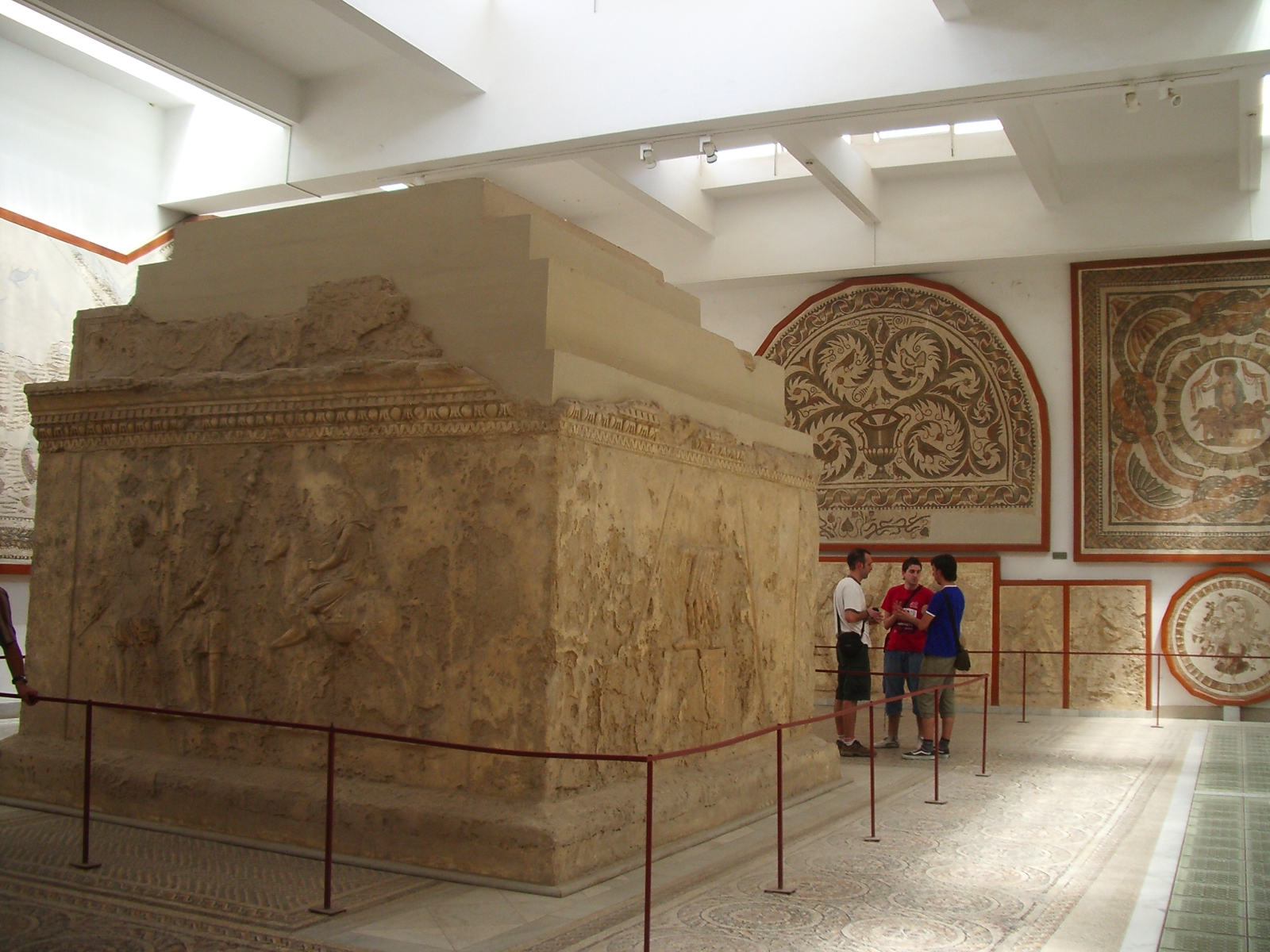
Mausolée de stuc et de plâtre des officiales, stuc et plâtre.
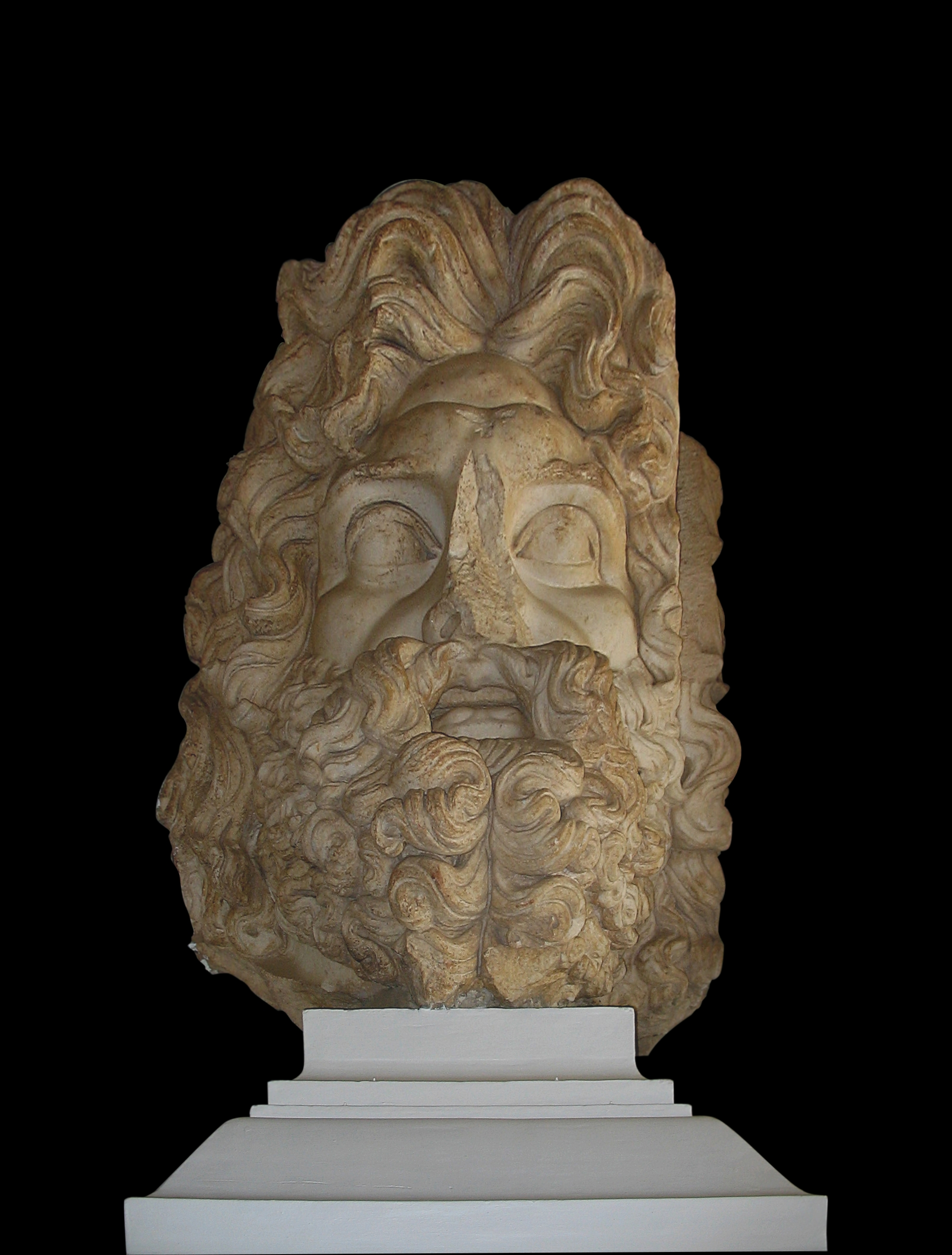
Tête colossale de Jupiter, marbre.
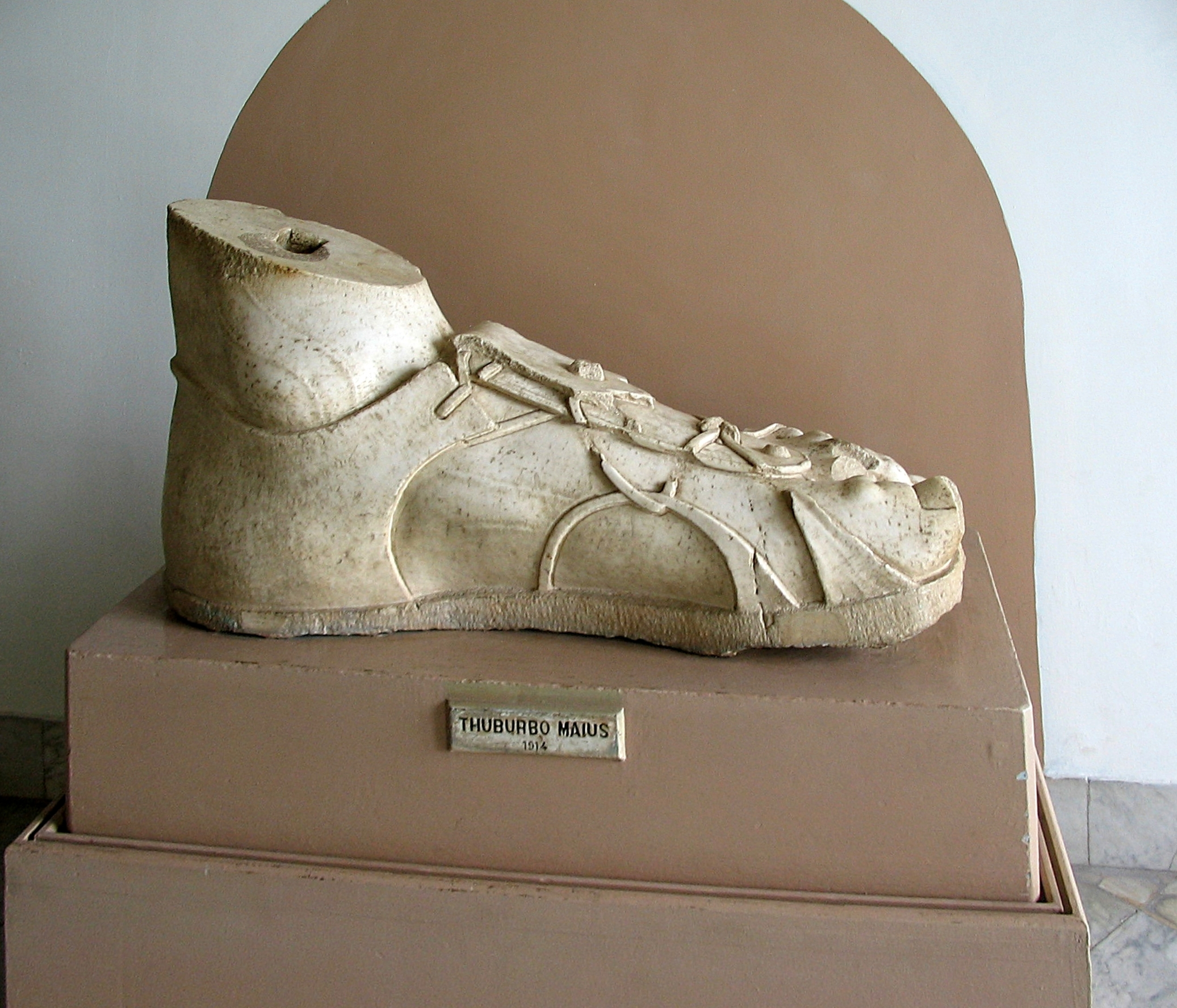
Pied de la statue de Jupiter, marbre.

#### Mosaïques

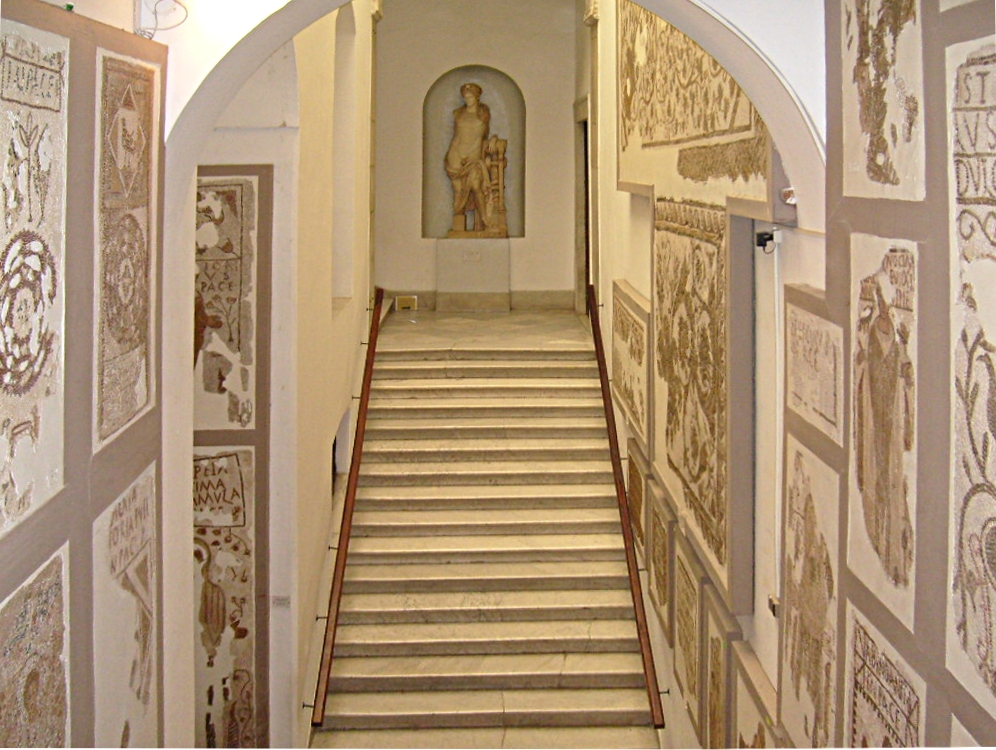
Perspective dans le département des mosaïques romaines.

Le musée est connu dans le monde entier pour abriter l'une des plus importantes collections de mosaïques romaines. Les œuvres exposées témoignent des thématiques développées par les mosaïstes : les thèmes religieux et mythologiques cohabitent avec des thématiques profanes, ainsi de nombreuses scènes de la vie quotidienne.

##### Vie quotidienne

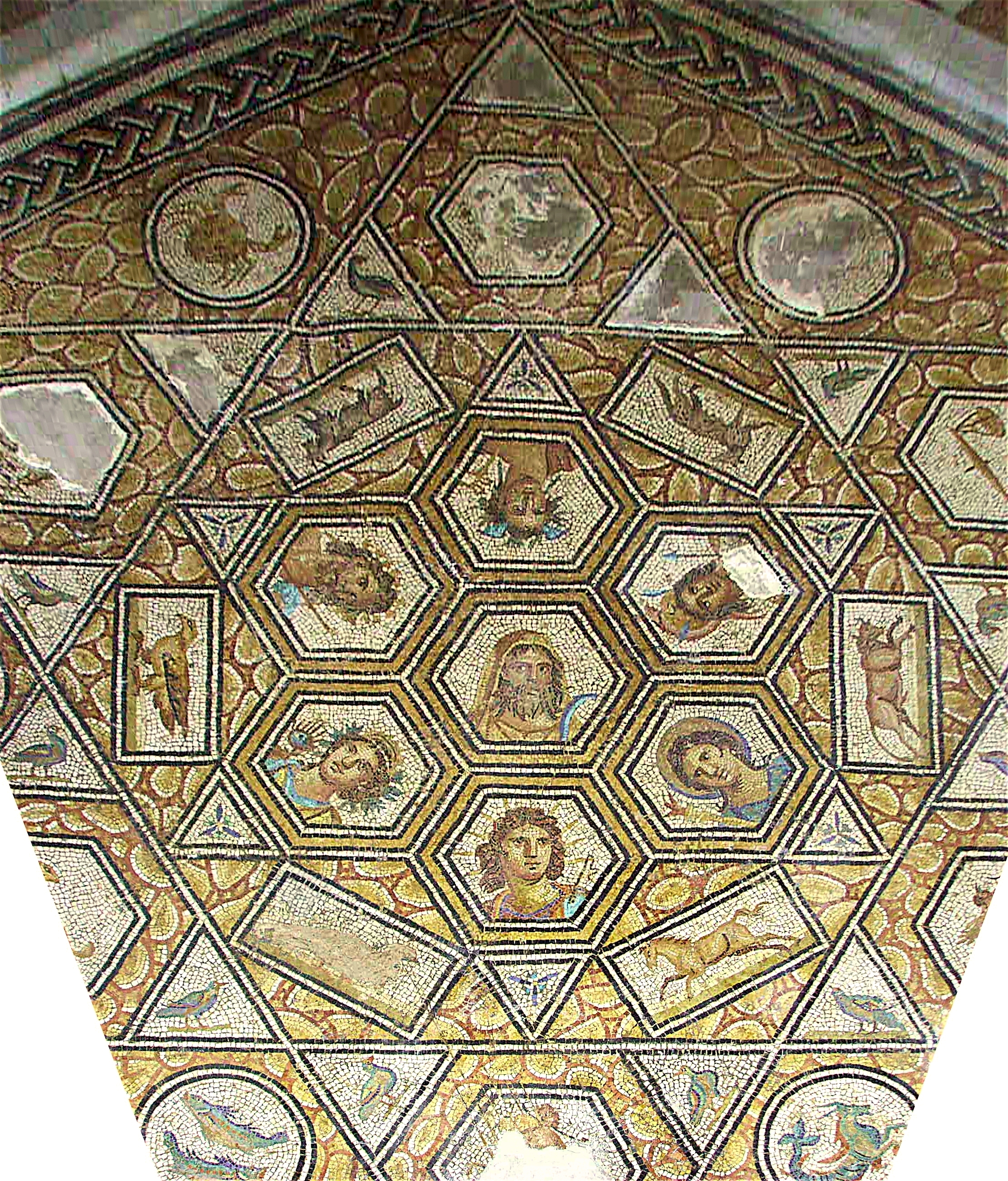
Mosaïque des jours et du zodiaque.

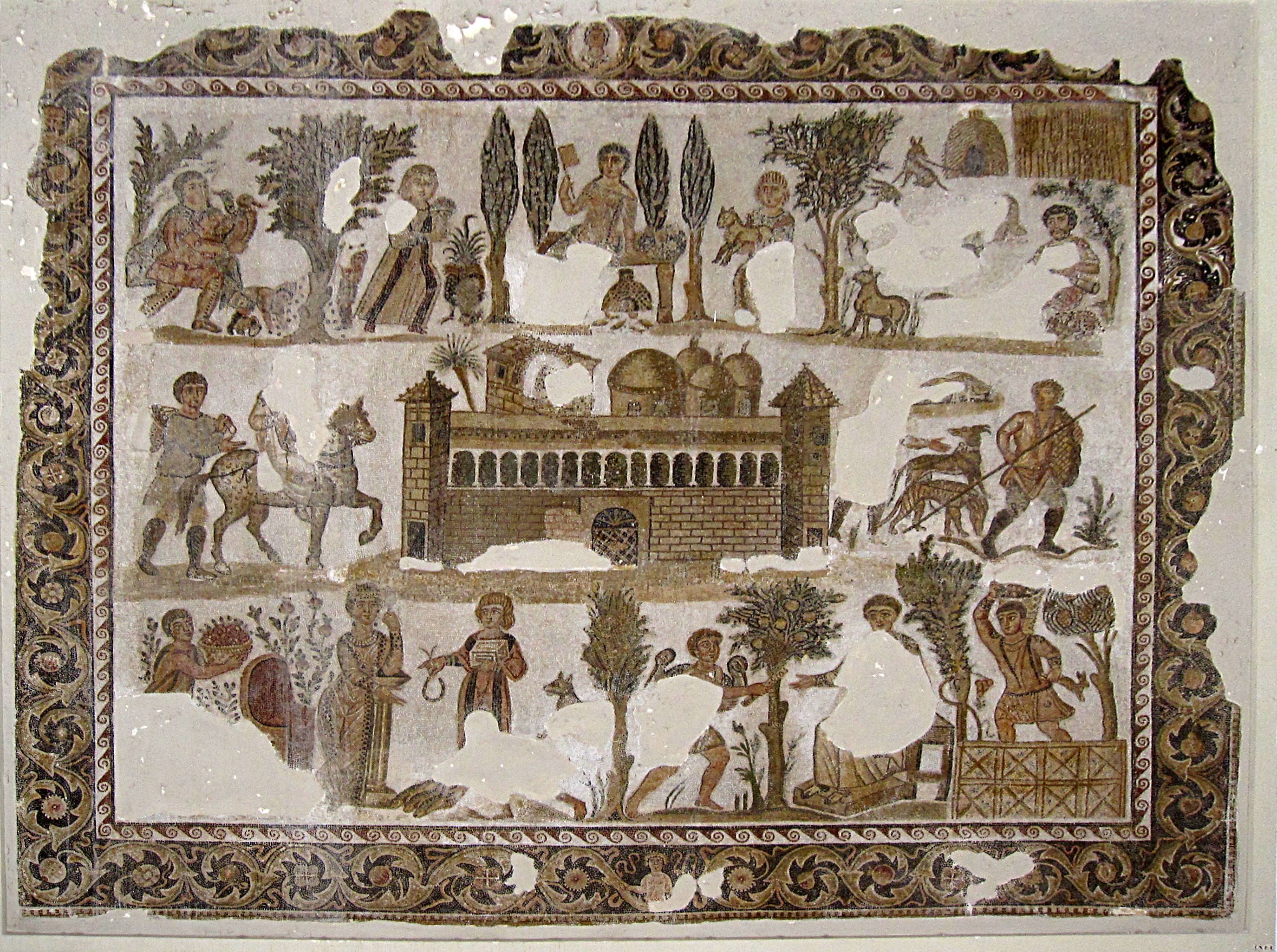
Domaine du seigneur Julius.

Matrone à sa toilette.

Le musée contient des mosaïques avec des scènes rurales et des représentations de riches domaines agricoles. Les Mosaïques de la villa des Laberii à Oudna, exposées dans la salle de Carthage, datent du début du IIIe siècle. L'une des mosaïques, trouvée dans l'atrium d'une villa romaine, représente diverses scènes de la vie rurale : un troupeau avec un berger, une scène de puits et une scène de labour. D'autres scènes rurales et de chasse y sont également présentées, offrant un exposé remarquable de la vie rurale dans la Tunisie romaine. L'autre mosaïque représente un thème mythologique avec Dionysos faisant le don de la vigne à Ikarios ; le reste du pavement montre un riche décor végétal et de petits Amours, chaque angle étant occupé par un cratère d'où sortent des troncs.
La Mosaïque d'El Alia, qui représente un paysage champêtre italien et un paysage égyptien, provient d'un œcus. Le pavement décrit un paysage autour du fleuve, une plaine inondée et des fermes, enclos, huttes et sanctuaires. Il y a aussi des scènes de pêche et rustiques. Parmi les détails figurés se trouvent une hutte en paille et un sanctuaire aux pieds d'un rocher. Datée de 110-120 et considérée par Gilbert Charles-Picard comme l'une des plus anciennes mosaïques conservées sur le territoire de l'actuelle Tunisie, elle a été restaurée pour partie au IIIe siècle.
La Mosaïque des jours et du zodiaque de Bir Chana (proche de Zaghouan) est datée du début du IIIe siècle. Au milieu du pavement de la mosaïque de forme hexagonale sont représentés les sept jours de la semaine, les côtés étant occupés par des représentations des signes du zodiaque sur un fond jaune. Au centre se trouve figuré Saturne, seule représentation assurée de la divinité sur ce type de support. Tous les dieux à part Mercure ont à leur côté un animal symbolique.
Le Domaine du seigneur Julius est l'une des pièces maîtresses du musée. Elle représente un grand domaine au milieu duquel se dresse une villa entourée de scènes réparties sur trois registres, évoquant à la fois les activités du domaine agricole aux différentes saisons et celles des propriétaires des lieux. Sur le registre central, à gauche, le propriétaire arrive à cheval suivi d'un valet. À droite, un départ pour la chasse est aussi représenté. Dans le registre supérieur, le tableau offre des scènes évoquant l'hiver et l'été. Au centre, on voit la femme du propriétaire dans un bois ombragé de cyprès. Enfin, dans le registre inférieur, on voit la maîtresse appuyée à gauche sur une colonne et le maître du domaine assis à droite dans un verger qui reçoit de la main d'un serviteur une lettre sur laquelle on lit D(omi) no Ju(lio) (Au seigneur Julius).
Cette œuvre date de la fin du IVe siècle ou du début du Ve siècle et provient de Carthage. L'œuvre a pu être considérée comme le document le plus complet sur l'économie et la société de l'Afrique romaine. La taille de la bâtisse représentée au centre de la composition évoque la concentration du pouvoir économique dans les mains d'un petit nombre de propriétaires terriens dans l'Antiquité tardive : la bâtisse est fortifiée avec un rez-de-chaussée dépourvu de fenêtres et possède des tours d'angle carrées. Derrière la villa, des coupoles évoquent des thermes privés. Le symbolisme issu de l'œuvre évoque la richesse et la prospérité du propriétaire du domaine.
Le site des thermes de Sidi Ghrib a livré un panneau de marbre et de calcaire, montrant l'activité d'une matrone au sortir du bain, précédemment exposé au musée national de Carthage. Assise sur un siège luxueux, elle est occupée à sa toilette et entourée de deux servantes dont l'une tient un miroir et l'autre un panier contenant divers bijoux. Aux extrémités de la mosaïque, l'artiste a représenté les accessoires nécessaires au bain : une paire de sandales, un panier de linge, un broc, etc.
Un autre panneau mosaïqué représentant le maître de maison partant à la chasse a été déposé pour sa part au palais présidentiel de Carthage. Ces représentations à but d'affirmation sociale sont fréquentes à la fin de l'Antiquité. Les mosaïques de Tabarka, représentant des domaines et provenant d'une exèdre trilobée, datent de la fin du IVe siècle. L'une représente la maison du maître, haute d'un étage, agrémentée de deux tours et d'un portique et entourée d'un jardin. Une autre représente des écuries (un cheval est attaché) et une femme filant tout en gardant des moutons. La dernière représente des ceps de vigne, montés sur cerceaux entourés d'arbres fruitiers, ainsi que trois bâtiments dont une ferme,.

Mosaïques de Tabarka
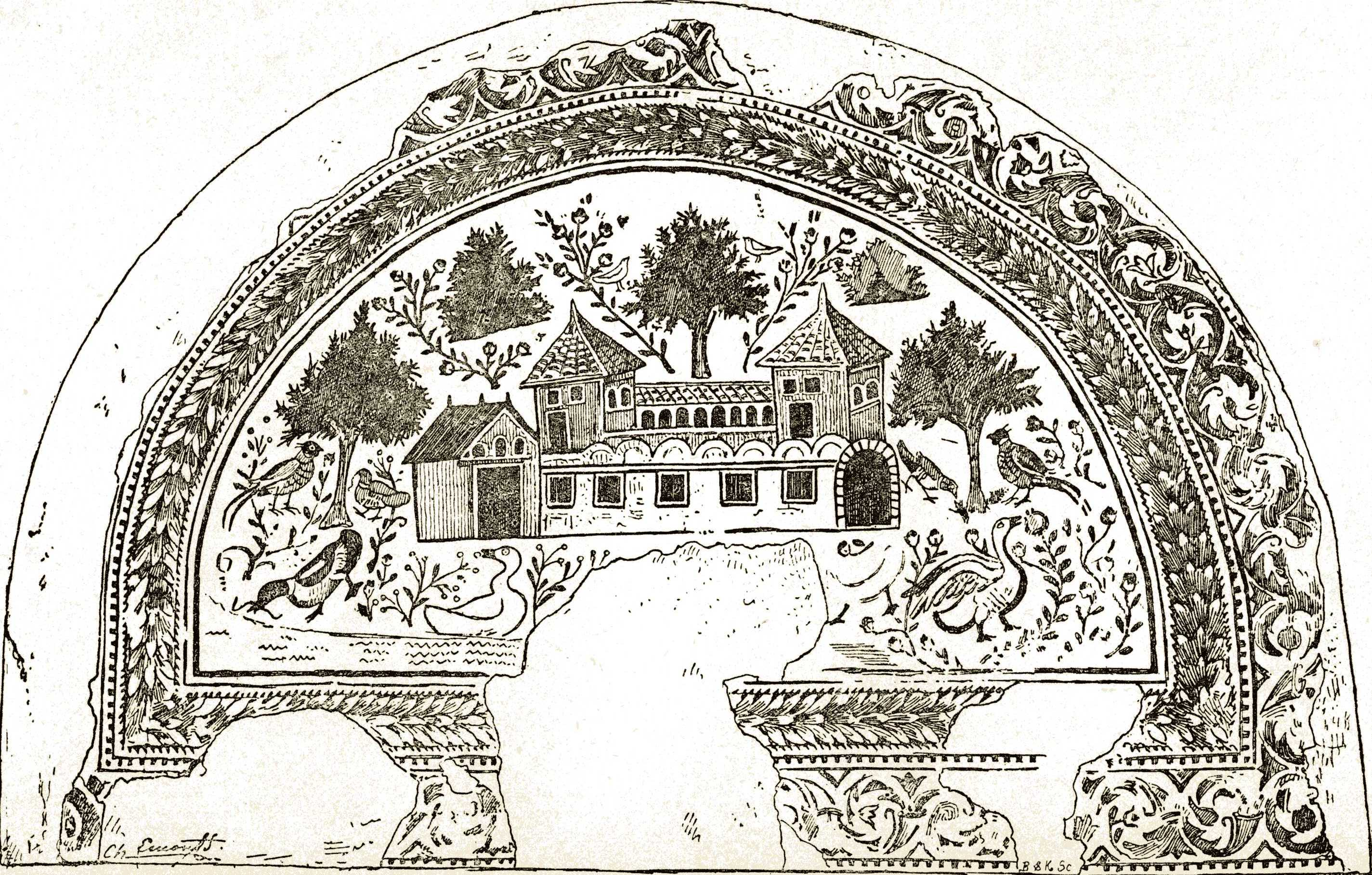
Maison du maître.
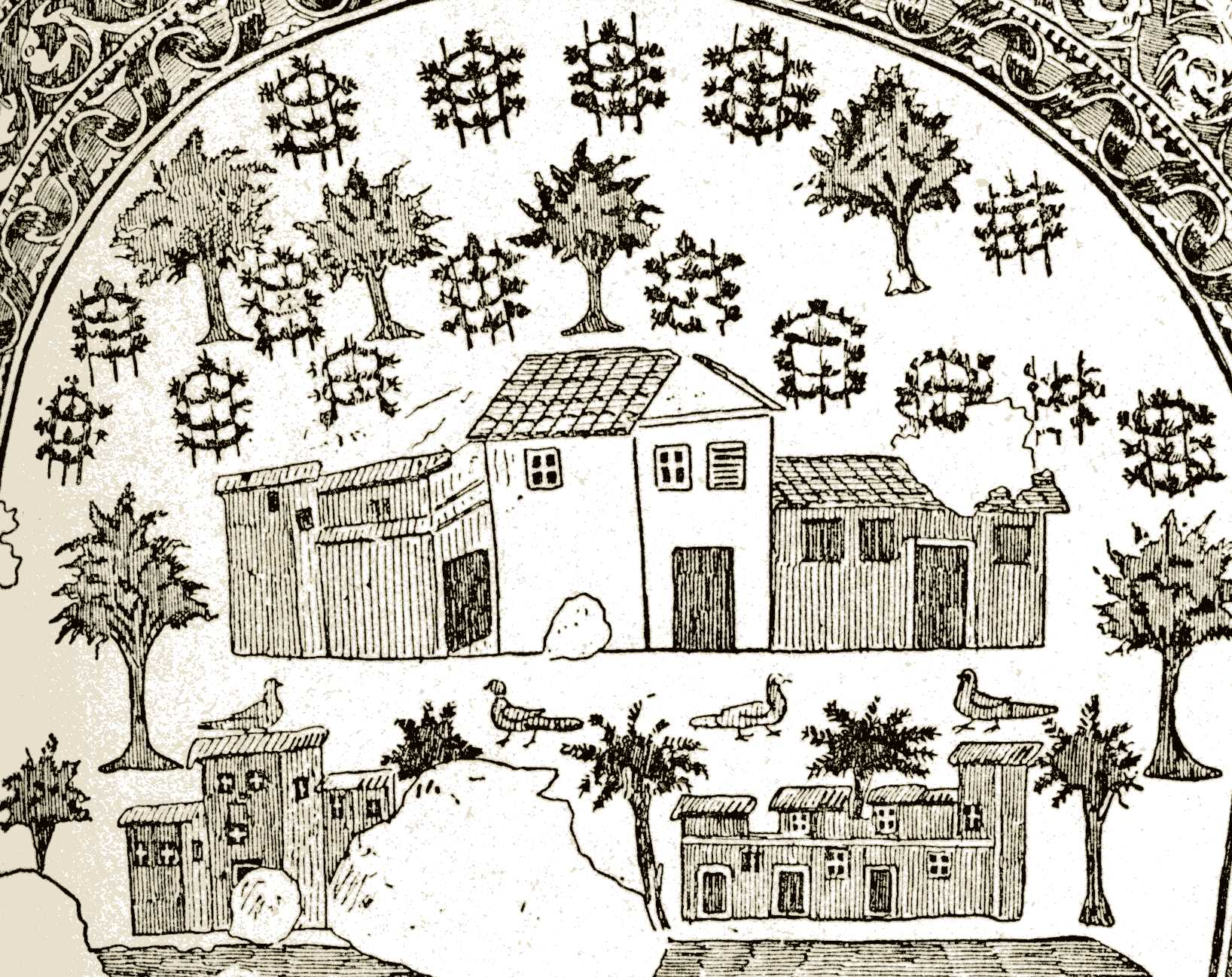
Vignes, arbres fruitiers et bâtiments d'exploitation agricole.
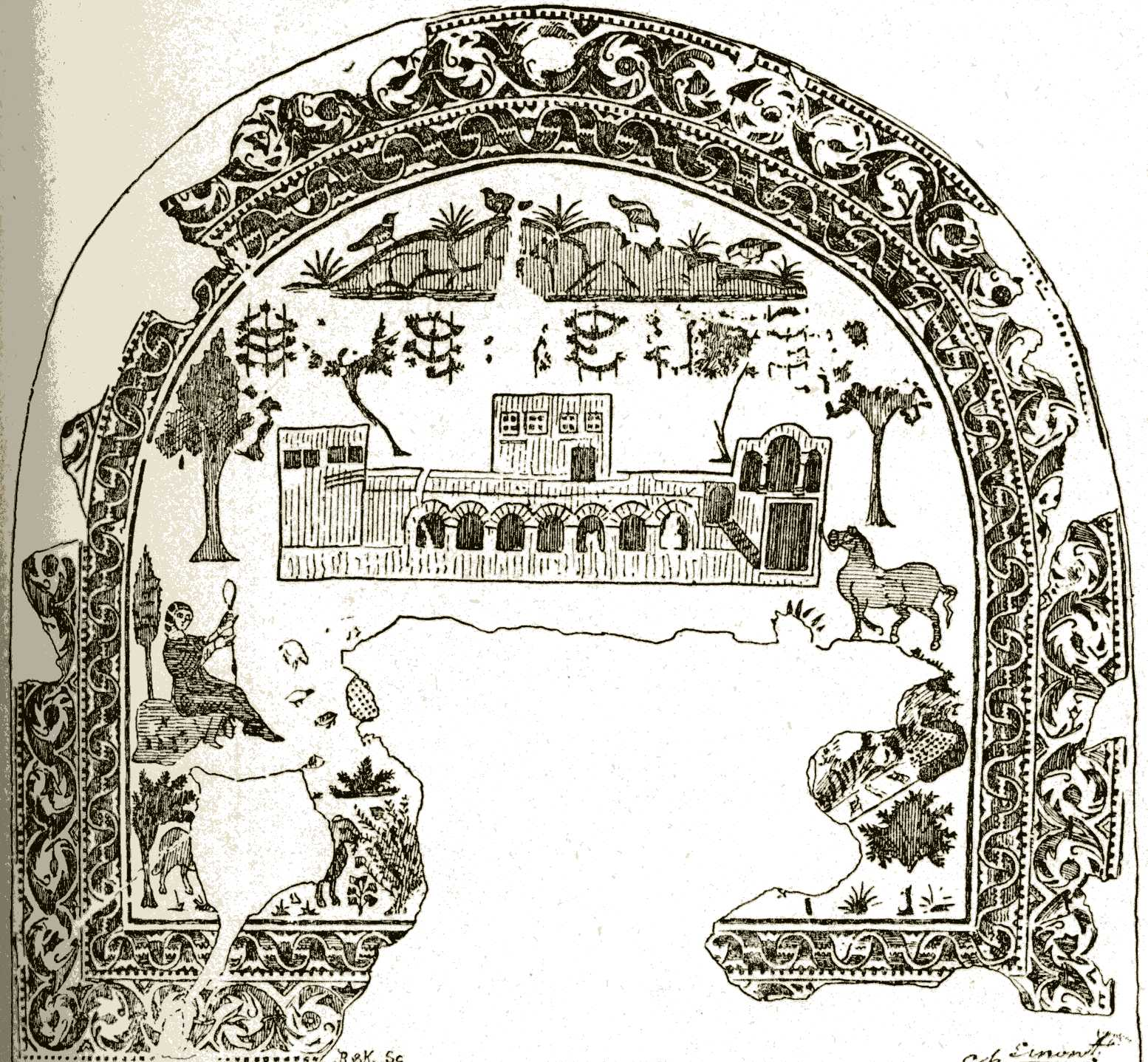
Écuries et femme filant tout en gardant des moutons.

La salle du jardin de Mahdia contient un immense pavement des mosaïques qui représente des villas maritimes ; il a été réalisé au début du IVe siècle et retrouvé à Carthage. Y sont représentés des bâtiments, des statues, des tourelles et des portiques. Un autre fragment représente une mer poissonneuse avec une Néréide. D'autres fragments représentent des Amours et une autre Néréide.
Pour sa part, le Catalogue de bateaux gréco-romains provient d'un atrium d'Althiburos. Daté de la fin du IIIe-début du IVe, le pavement représente une mer poissonneuse et des navires qui sont nommés en grec ou en latin. Un dieu Fleuve et un dieu Océan sont situés sur chacun des deux côtés.

Mosaïques montrant la vie quotidienne
Villas maritimes avec monstres marins, Carthage.
Mosaïque d'El Alia avec scènes de pêche et de vie campagnarde.

##### Jeux du cirque et de l'amphithéâtre
Le thème des jeux du cirque et de l'amphithéâtre est fréquent, démontrant ainsi l'importance de ce caractère du mode de vie dans l'Afrique romaine jusqu'à une époque tardive.

Mosaïques liées aux cirques
Course de char dans un cirque, Gafsa, VIe siècle.
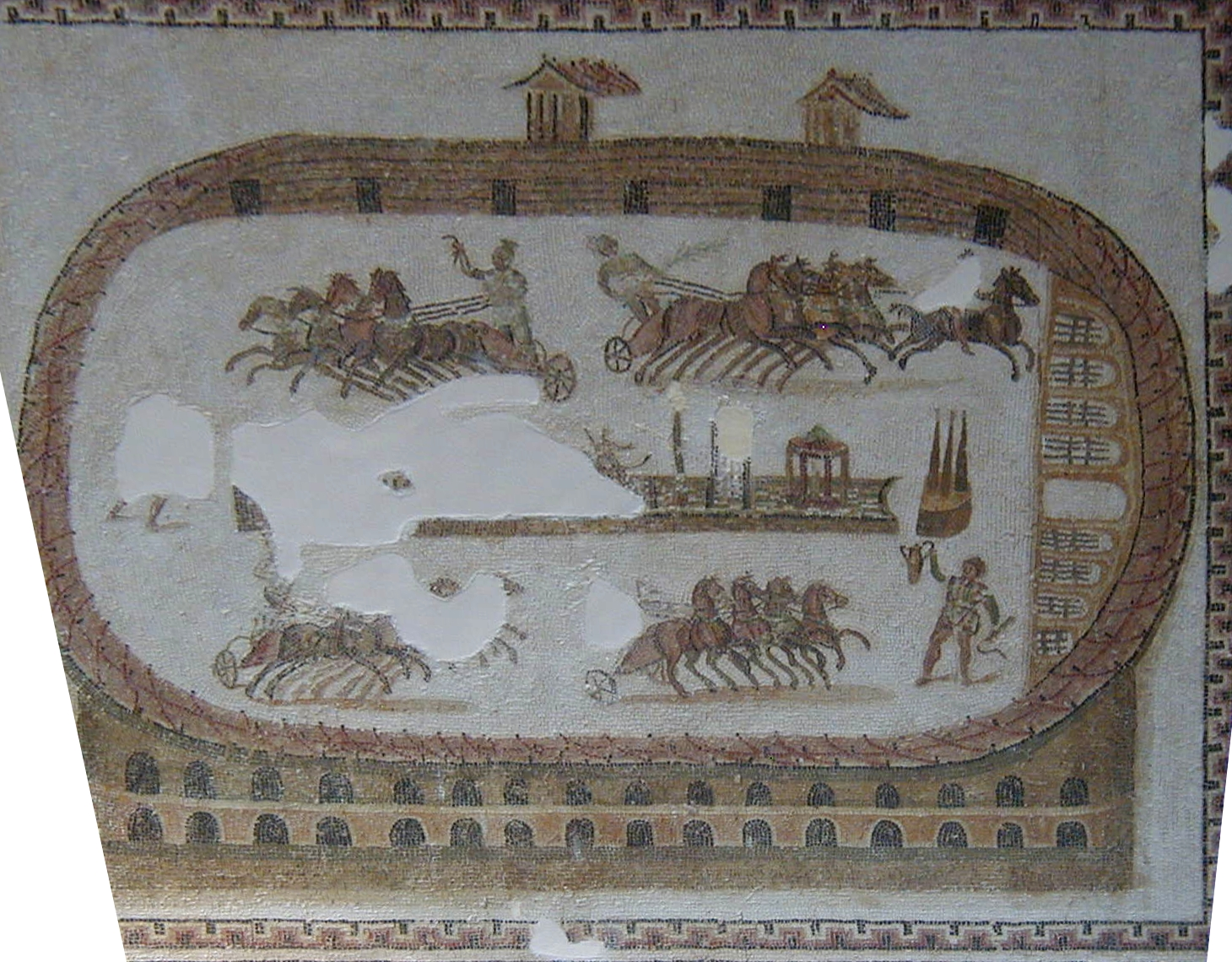
Course de char dans le cirque de Carthage, Carthage, IIe – IIIe siècle.
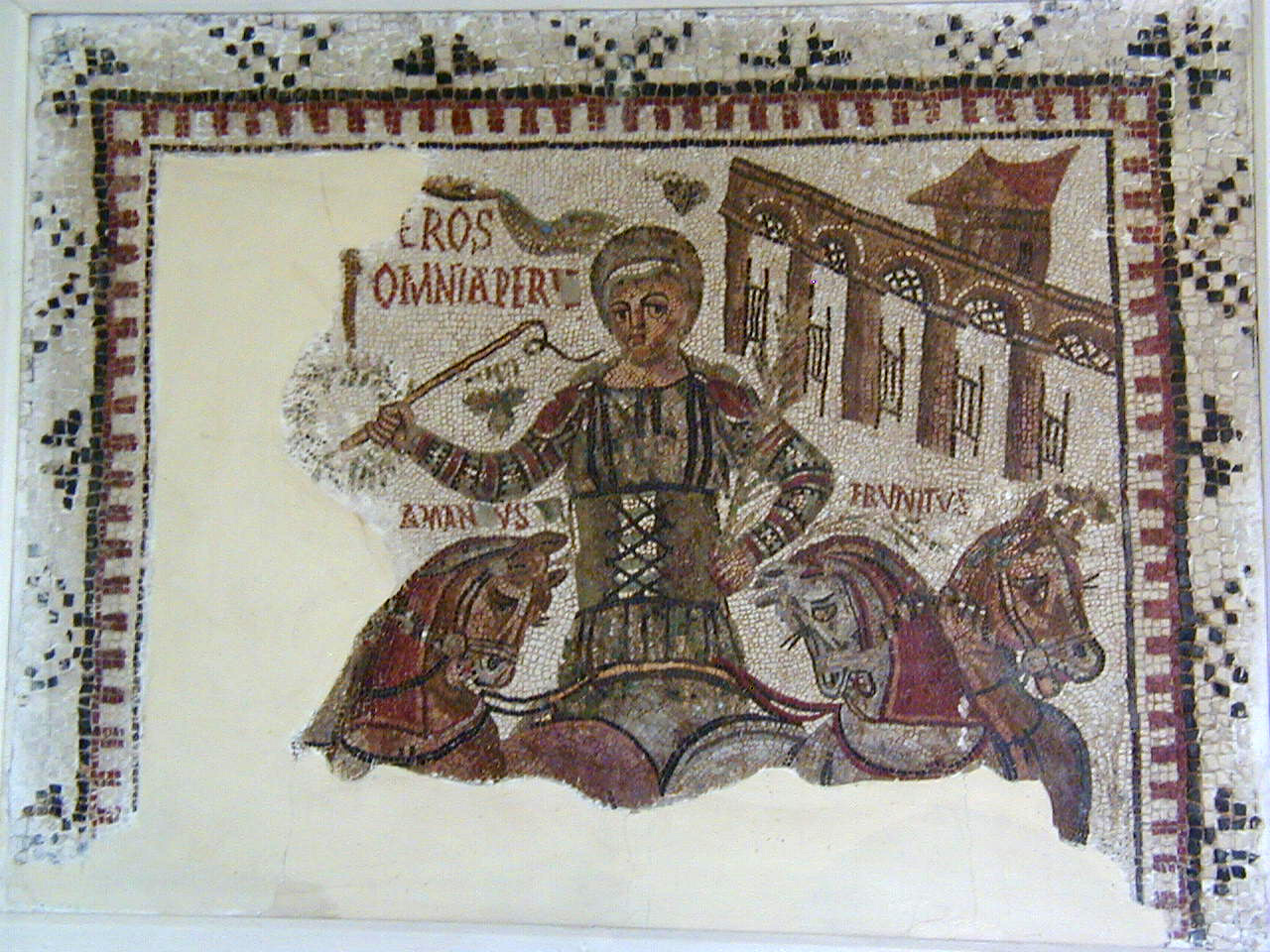
Aurige vainqueur, Dougga, IVe siècle.
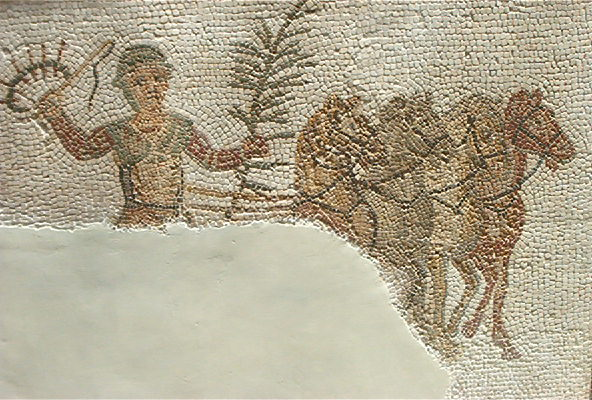
Aurige vainqueur, Thuburbo Majus, IVe siècle.

La Course de char dans un cirque représente le cirque romain pourvu d'un portique à arcades où s'entassent des spectateurs : quatre loges (carceres) à droite avec, à leurs entrées, quatre personnages en bronze et, au milieu, le socle de la spina autour duquel tournent les chars concurrents. La scène de la course représente la phase finale de la compétition entre quatre quadriges aux couleurs des factions, le juge au milieu de la piste s'apprêtant à remettre la palme de la victoire tandis qu'un musicien joue la fanfare. Dans le reste de l'arène, divers employés du cirque sont présents : sparsores qui aspergent d'eau les chevaux et les chars et propulsores qui activent le train des attelages. Cette mosaïque, datant du VIe siècle, provient de Gafsa et avait un but commémoratif.
Plus soignée, la Course de char dans le cirque de Carthage provient de Carthage et date de la fin du IIe-début du IIIe. Elle poursuit néanmoins le même but que la mosaïque précédente : l'enceinte sur deux niveaux est figurée en partie ; un velum protège les spectateurs sur trois des côtés ; les sept vomitoria permettent l'accès des spectateurs et deux édifices étaient peut-être destinés aux arbitres. Sur l'un des côtés sont figurés les carceres et la porte principale. Au milieu de l'arène se dresse la spina. L'un des quatre quadriges va en sens inverse : c'est le vainqueur qui parade avec une palme dans la main. Le personnage avec une amphore tente d'arrêter l'un des quadriges puisque le vainqueur est connu.

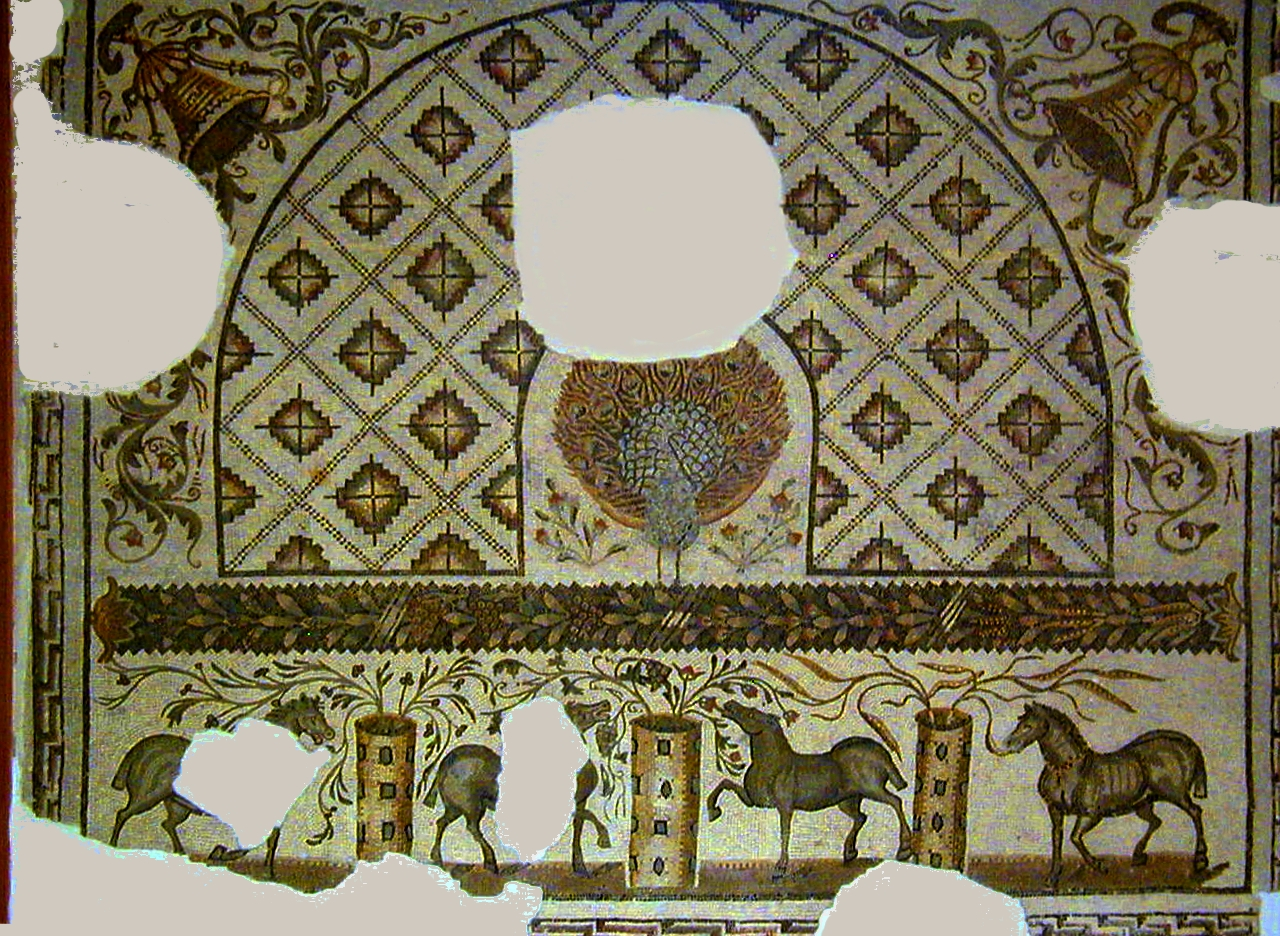
Paon faisant la roue, chevaux des quatre factions du cirque et cylindres de prix, Carthage, IVe siècle.

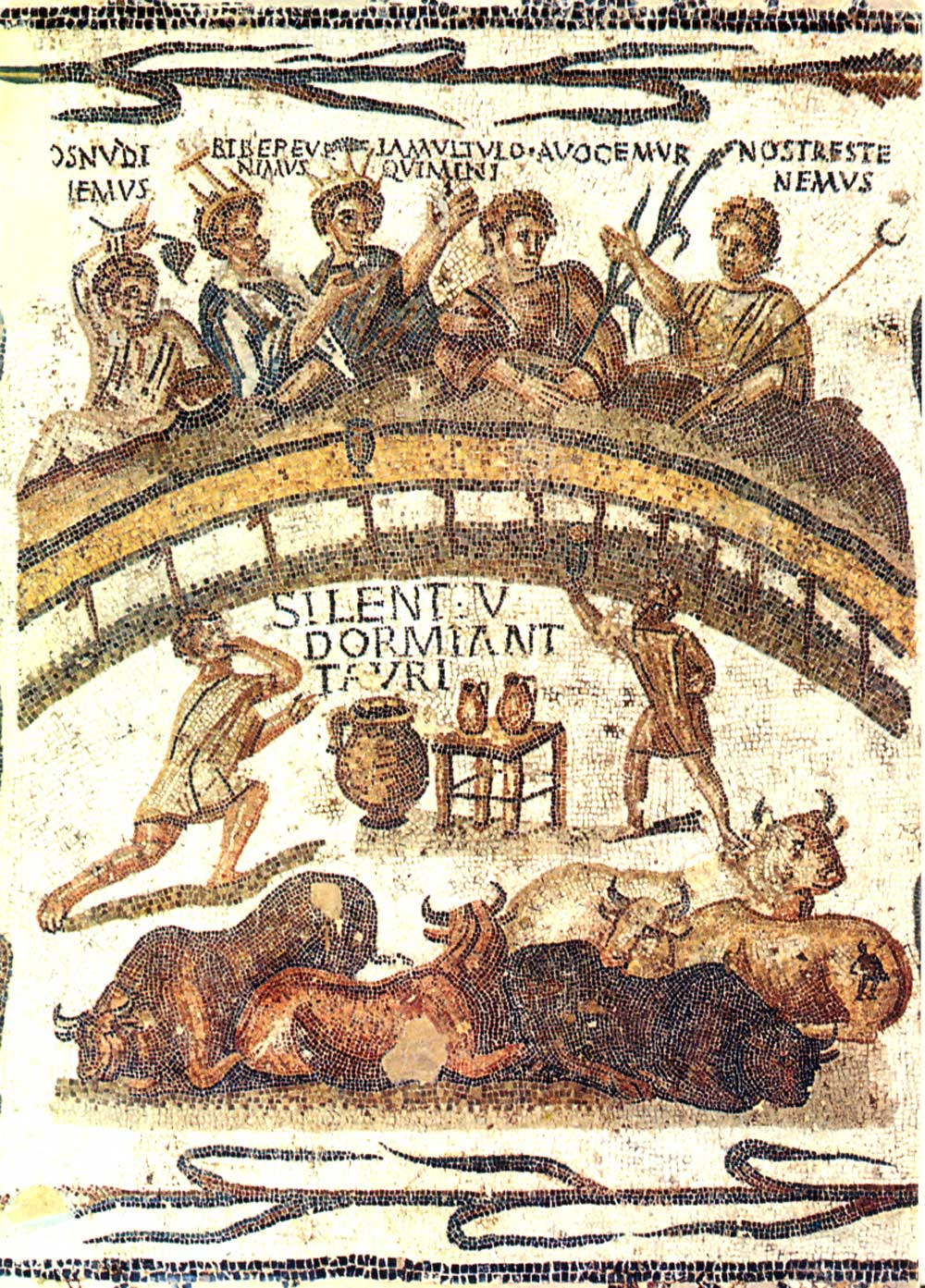
Bestiaires festoyant dans l'arène, El Jem, IIIe siècle.

Le Paon faisant la roue, chevaux des quatre factions du cirque et cylindres de prix a été trouvé à Carthage et daté de la deuxième moitié du IVe siècle. Le paon symbolisant la voûte du ciel y est représenté au milieu d'un damier oblique ; des cratères sont figurés et des rinceaux d'acanthe en sortent. Quatre chevaux sont aussi représentés, séparés par des cylindres de prix d'où sortent des végétaux qu'ils broutent. Le cirque était perçu comme une vue réduite de l'univers et l'aurige perçu comme une personnification du Soleil.
La mosaïque dite Bestiaires festoyant dans l'arène est une œuvre datée du début du IIIe siècle provenant d'El Jem. Des convives sont représentés autour d'une table avec des domestiques devant eux dont l'un dit Silentiu(m) dormant tauri (« Silence ! Les taureaux dorment »). Au premier plan, des taureaux sont allongés. Les convives du banquet ont divers symboles à leurs côtés ; le bruit de la discussion aboutit au réveil de quelques animaux qui portent tous des symboles sur leur croupe. Cette mosaïque symbolise le poids des associations chargées d'organiser les jeux, dénommées sodalités, dans l'Afrique romaine. Le même thème est également présent dans la mosaïque représentant un lion entouré de tiges de millet découverte à Uzita et datée de la première moitié du IIIe siècle. Les Protomés d'animaux d'amphithéâtre, datés de la seconde moitié du IVe siècle et provenant de Thuburbo Majus, se veut autre chose qu'un catalogue d'animaux de jeux. Elle avait un but commémoratif, afin de rappeler un spectacle offert par un riche notable. Dans la série à laquelle appartient la mosaïque, le motif végétal est très présent. Représentés dans des médaillons, le spectateur a l'impression qu'ils s'affrontent.
La mosaïque de l'aurige vainqueur, datée de la seconde moitié du IVe siècle, figure l'inscription Eros omnia per te (Éros tout grâce à toi). L'aurige est figuré de face, avec un grand souci de réalisme, ainsi que des chevaux dont deux sont nommés Amandus et Frunitus, du nom de leur caractère. Ils sont placés de façon symétrique, position très fréquente à l'époque. Le personnage tient un fouet, une couronne végétale et une palme ; à l'arrière-plan se trouvent les grilles de départ du cirque. Cette œuvre retrouvée dans une demeure privée semble devoir être interprétée comme une commémoration de jeux offerts par le propriétaire et en particulier d'une victoire d'un aurige dont le nom est Éros,. Le même thème figure sur l'aurige vainqueur de Thuburbo Majus, fragment d'une mosaïque du début du IVe siècle figurant un aurige portant d'une main une couronne et un fouet, et tenant de l'autre une palme ; le personnage a les rênes du quadrige fixés à son corps. Il appartenait à la faction rouge et possède le casque utilisé dans les cirques romains. Parfois l'affrontement est représenté de manière brutale, comme dans Affrontement entre un bestiaire et un lion trouvé à Thélepte et daté du IVe siècle. Des spectateurs situés dans un registre supérieur assistent à la scène alors qu'un venator vêtu d'une cuirasse combat au corps au corps un lion qui, bien que blessé, cherche à le tuer. Le pavement comportait un autre félin détruit. Les pugilistes aux prises, une mosaïque de la fin du IIIe siècle trouvée à Thuburbo Majus, représente deux pugilistes nus qui portent des gants et se battent alors que, de la tête de celui de gauche, plus âgé et dans une attitude défensive, coule du sang. Celui de droite, plus jeune, s'apprête à en finir avec lui.
Parfois ce sont les préparatifs qui ont été figurés, comme dans l'œuvre dite Préparatifs d'une chasse à l'amphithéâtre retrouvée au Kef et datée du IVe siècle. Si le pavement est fragmentaire, on identifie cependant les préparatifs d'une venatio avec, à l'intérieur d'un filet, des autruches et des daims. Le filet possède trois ouvertures gardées par des chiens tenus en laisse par un valet.

Scènes des jeux du cirque
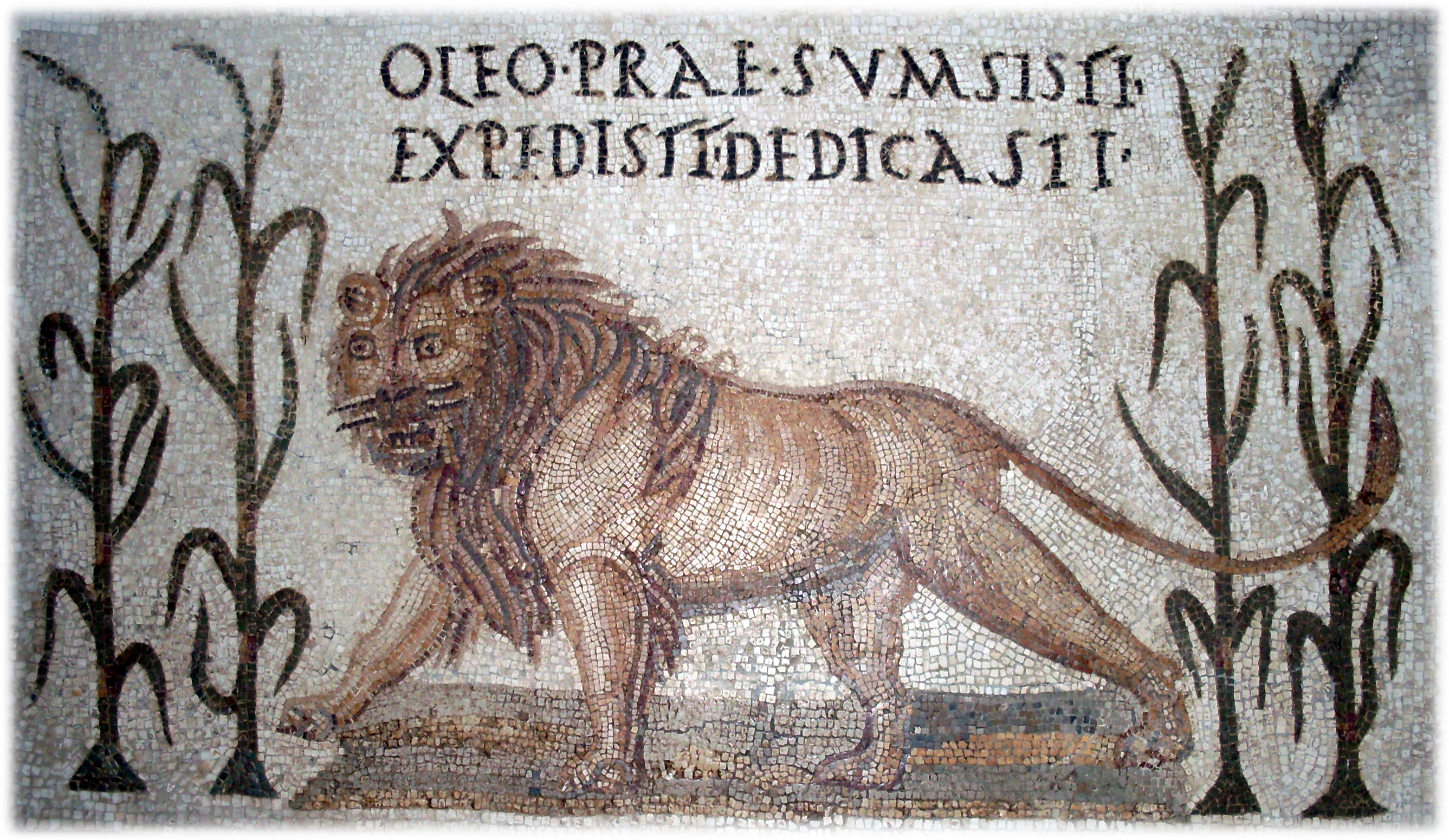
Lion entouré de tiges de millet, Uzita.
Détail de la mosaïque représentant des protomés d'animaux d'amphithéâtre, Thuburbo Majus.
Affrontement entre un bestiaire et un lion, Thélepte.
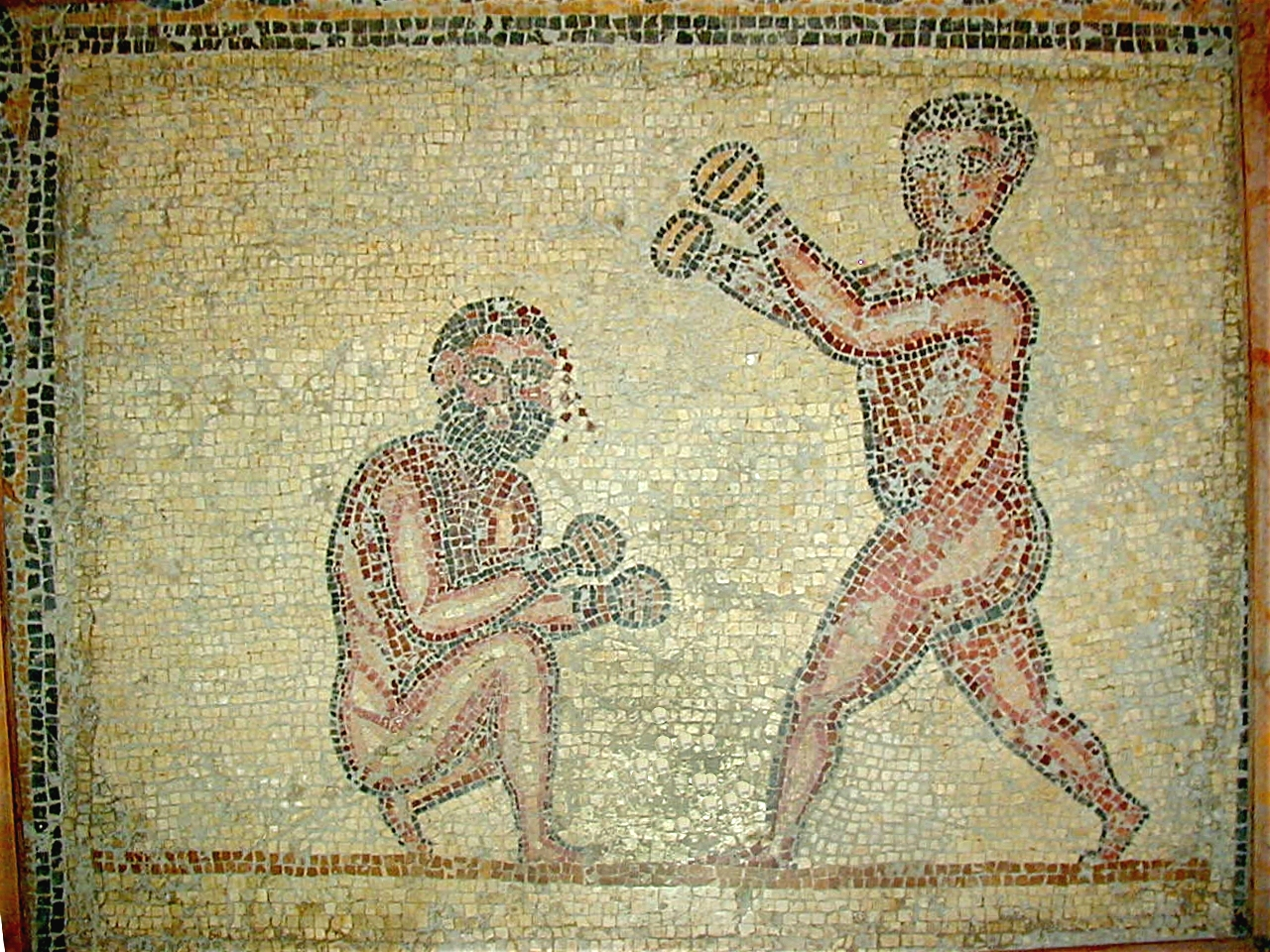
Pugilistes aux prises, Thuburbo Majus, IIIe siècle.

##### Scènes de chasse

Chasse à la Grue, Carthage, fin du IVe siècle.

La thématique de la chasse est fréquente sur les mosaïques africaines.
La mosaïque de la Chasse à la Grue provient du site de Carthage-Salammbô : la mosaïque, tardive car datée de la fin du IVe siècle selon Mohamed Yacoub ou des Ve – VIe siècles selon Aïcha Ben Abed, représente une scène de chasse au centre de laquelle se trouvent Apollon et Diane. Sur cinq registres sont représentés des cavaliers partis pour la chasse avec leurs valets puis aux prises avec des tigres. Une scène pieuse est figurée au centre, avec un temple de Diane et Apollon devant lequel est exposée une grue en guise d'offrande. Les deux derniers registres présentent des chasses au sanglier, au cerf et au lion. Le pavement illustre la continuité de motifs païens en pleine période chrétienne. Le même site a livré une Chasse au sanglier, datée du début du IVe siècle. Sur trois registres, la mosaïque dont le bas est endommagé représente le départ pour la chasse, la capture de l'animal et le retour avec le gibier. Sur la partie inférieure, le gibier est attaqué par un chien lâché par un chasseur. On y trouve aussi deux autres chasseurs dont l'un tient un épieu et l'autre retient un chien. Au milieu, un chasseur lâche un chien sur un sanglier afin de le prendre au piège d'un filet derrière lequel se trouve un valet. En haut, le sanglier abattu est ramené par deux valets et deux chiens.
La chasse à courre de Thuburbo Majus, datée du IVe siècle et très mutilée, conserve sur deux registres deux personnages à cheval poursuivant un lièvre, accompagnés d'auxiliaires et d'une chienne ; les chevaux et la chienne sont nommés.
La Dépouille de panthère, datée du IIIe – IVe siècle et retrouvée à Carthage, représente la peau de l'animal exposée en rappel de l'exploit de la prise d'un tel animal, comme une distraction de l'aristocratie. En outre, un lien existe avec la thématique dionysiaque et de protection de la maison face au monde sauvage.
La Chasse aux lièvres, dite aussi Mosaïque du cavalier vandale, provient de Carthage ; elle est tardive car datée du Ve ou du début du VIe siècle. Le pavement, d'époque vandale, présente un cavalier au galop. Vêtu d'un pantalon, d'une tunique et d'un manteau, il est aidé dans la chasse aux lièvres de chiens et d'un faucon. L'une des proies est sur le point d'être prise par le rapace, une autre attendant le même sort de la part d'un chien.
La Scène de pêche et xenia provient de Chebba et date du début du IIIe siècle. Le pavement a une composition complexe : deux coussins possèdent des représentations d'Orphée et d'Arion, entourés d'animaux divers. Parmi les motifs de xenia se trouvent des représentations de fruits et légumes. Le centre de la mosaïque est occupé par une scène de pêche à la ligne : un pêcheur se trouve sur un rocher au premier plan, d'autres étant situés sur une barque à l'arrière-plan. L'ensemble avait sans doute une symbolique de joie.

Scènes de chasse
Chasse au sanglier, début du IVe siècle.
Dépouille de panthère, IIIe – IVe siècle.
Chasse aux lièvres, Carthage, Ve – VIe siècle.
Chasse à courre, El Jem.

##### Scènes de banquet et liées à l'hospitalité

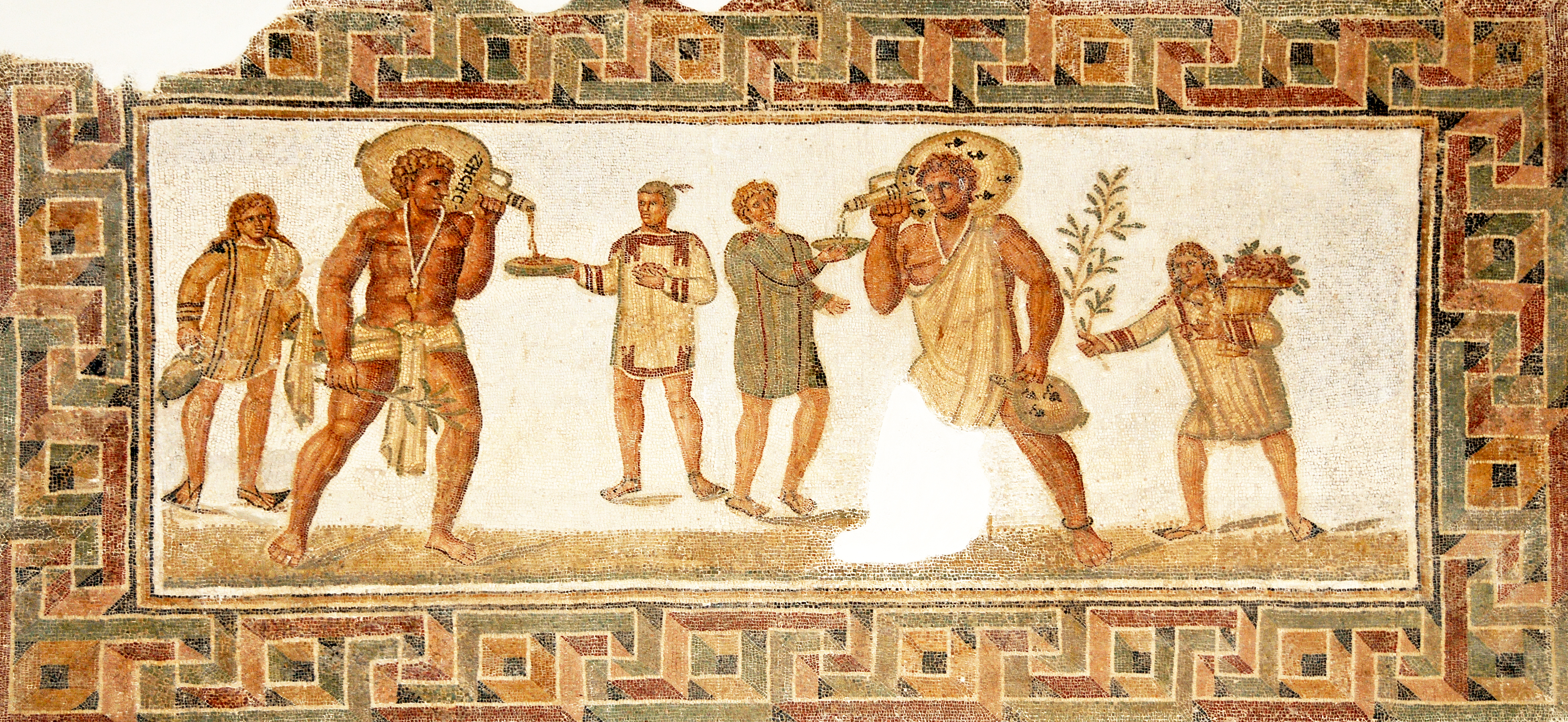
Mosaïque des échansons.

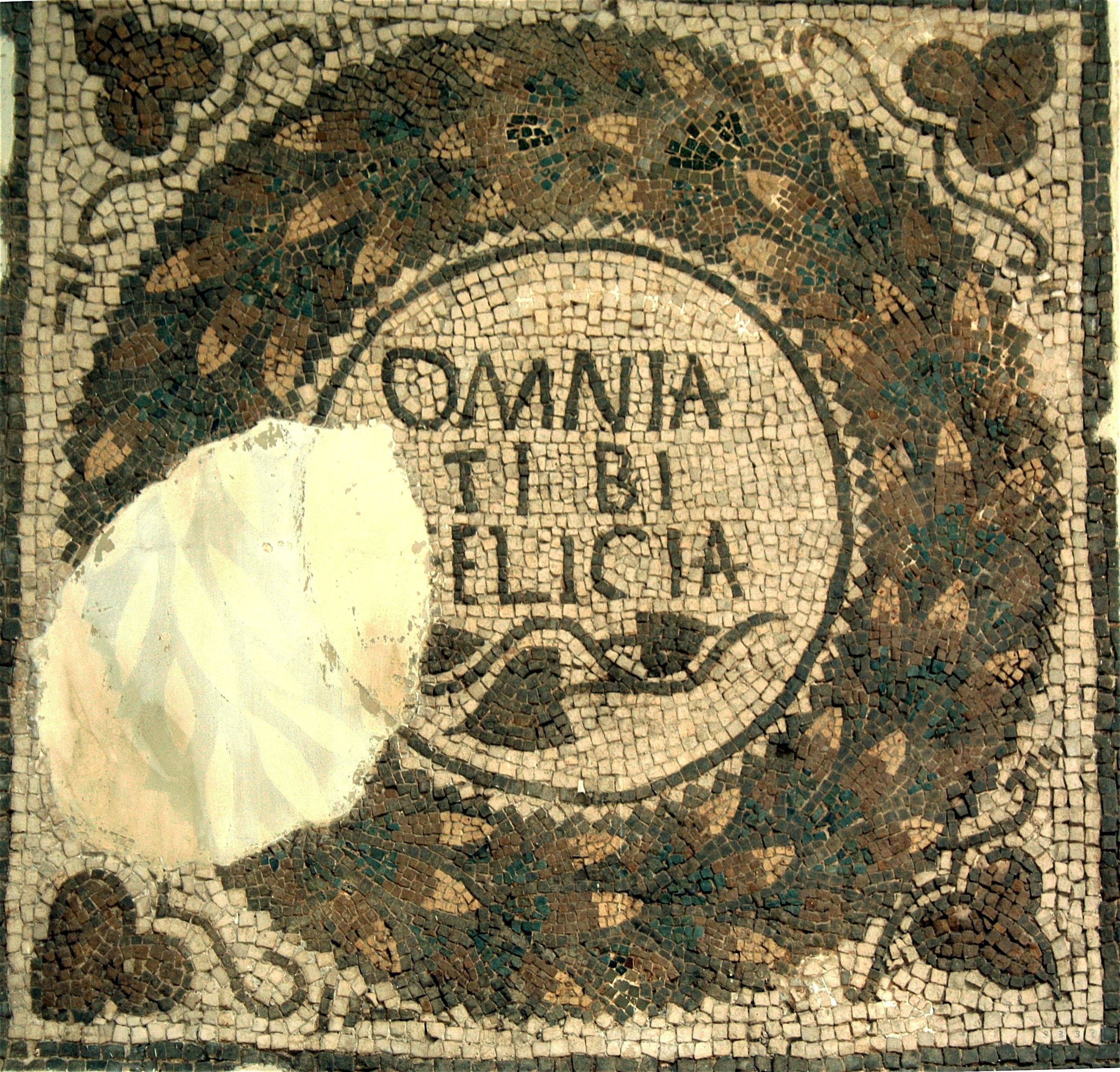
Mosaïque dOmnia tibi felicia.

Un certain nombre de mosaïques reflètent le désir des propriétaires d'exposer leur générosité et leur hospitalité. Les Mosaïques des échansons, datées du milieu du IIIe siècle et retrouvées à Dougga, figurent une scène de beuverie : deux personnages servent à boire à deux autres, beaucoup plus petits, à partir d'une amphore posée sur leur épaule. Sur les deux amphores se trouvent inscrites les formules PIE (« bois ! » en latin) et ZHCHC (« Tu vivras » en grec). Sur les côtés se trouvent deux autres personnages apportant une autre amphore pour l'un, un branchage de laurier et un panier de roses pour l'autre. Cette représentation est une forme de bienvenue pour les invités et une promesse d'un bon accueil.
La même thématique se retrouve sur un médaillon de mosaïque également déposé au musée et baptisé Omnia tibi Felicia (« Puisses-tu te réjouir de tout ») ; il provient de Dougga et date du IVe siècle.
Dans le même esprit, la Scène de banquet de Carthage datée du IVe siècle expose divers personnages : les convives sont assis et des serveurs passent entre eux munis de plateaux pleins ; le repas bénéficie d'animations de danseuses et de musiciens. Le document est important pour connaître la vie sociale des classes aisées de Carthage.
Une thématique bien représentée également est celle des xenia, « présents d'hospitalité » destinés à signaler la générosité du maître de maison envers ses invités. Le Pavement de Xenia, trouvé à Oudna et daté de la seconde moitié du IIe siècle, figure les reliefs d'un repas selon des canons esthétiques connus dès l'époque hellénistique, à la suite de Sôsos de Pergame selon Pline l'Ancien, et traduits en art mosaïcal. Sont figurés une coquille d'œuf, des têtes de poisson, des cosses de légumes, etc.
La Mosaïque à xenia d'El Jem datée du début du IIIe siècle représente des animaux, du poisson, des fruits et des légumes, ainsi que des fleurs. En outre on y trouve des animaux d'amphithéâtre et des masques d'inspiration dionysiaque.
Le thème est parfois utilisé en liaison avec des représentations mythologiques. Un beau Bassin avec pavement de xenia et avec le dieu Océan, datée du IVe siècle et trouvée à Thuburbo Majus, représente la tête du dieu Océan avec des pattes de homard dans ses cheveux. La paroi est occupée par des Néréides, des Tritons et des motifs divers de xenia. Les xenia ou natures mortes étaient un symbole de fécondité, en association avec la thématique de l'Océan. Ce type d'équipement était situé face à l'œcus dans les maisons particulières d'Afrique romaine.
Le musée renferme aussi, provenant d'Acholla, une Mosaïque de triclinium avec xenia et avec les travaux d'Hercule. Seule la partie destinée à être vue était décorée, la partie sous les lits étant constituée en mosaïque simple.

Scènes de banquet
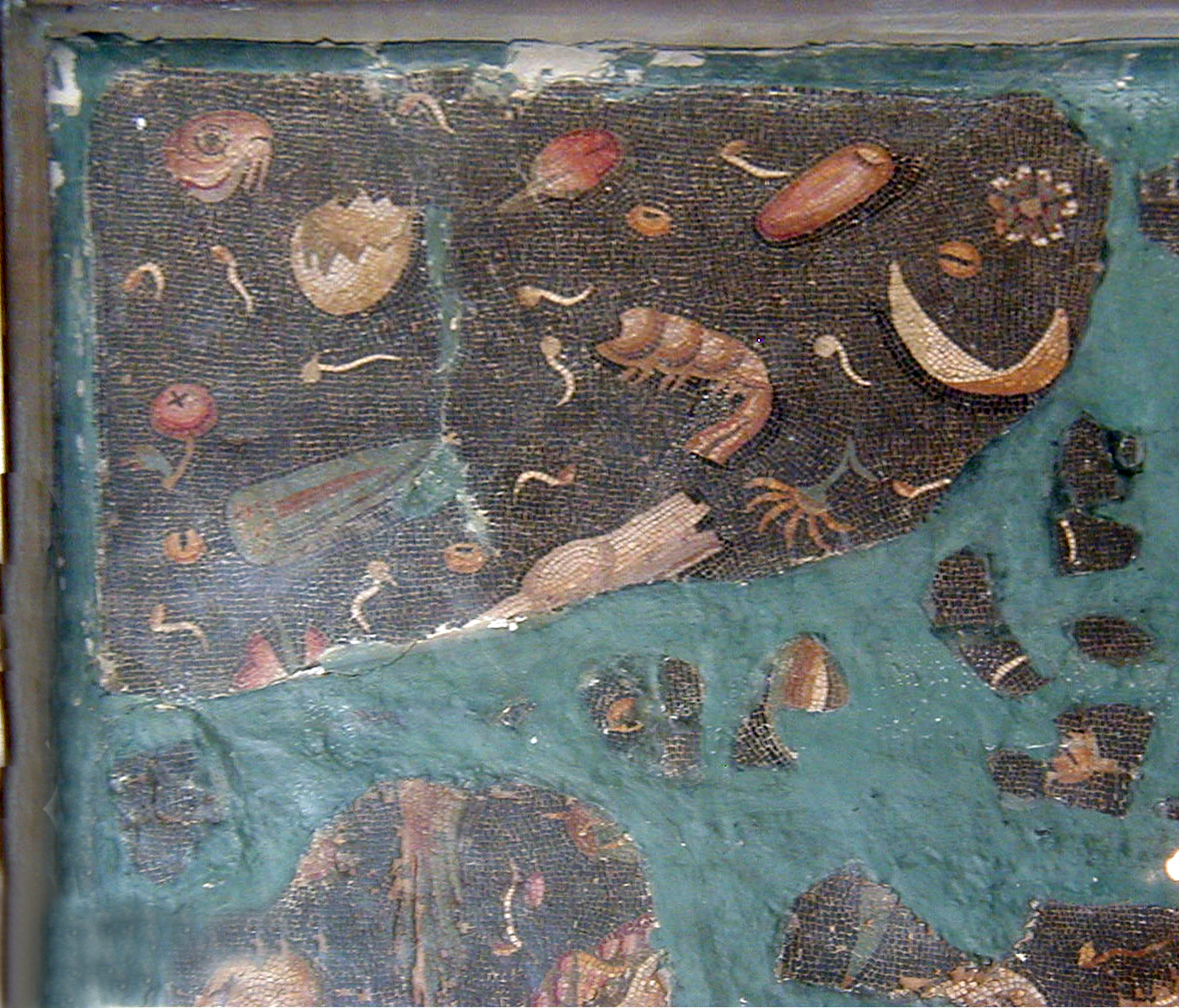
Pavement de Xenia, Oudna.
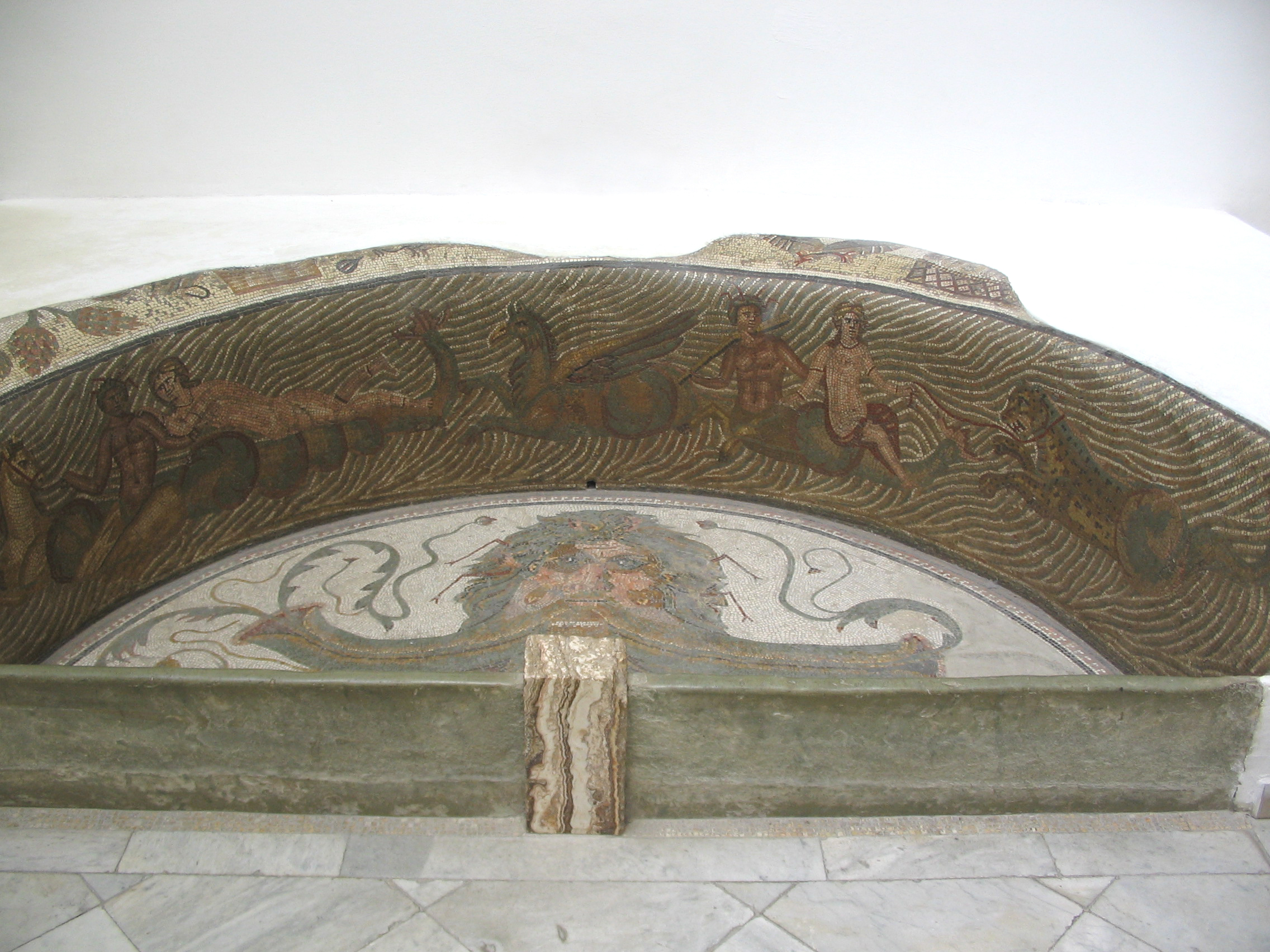
Bassin avec pavement de xenia et avec le dieu Océan, Thuburbo Majus.
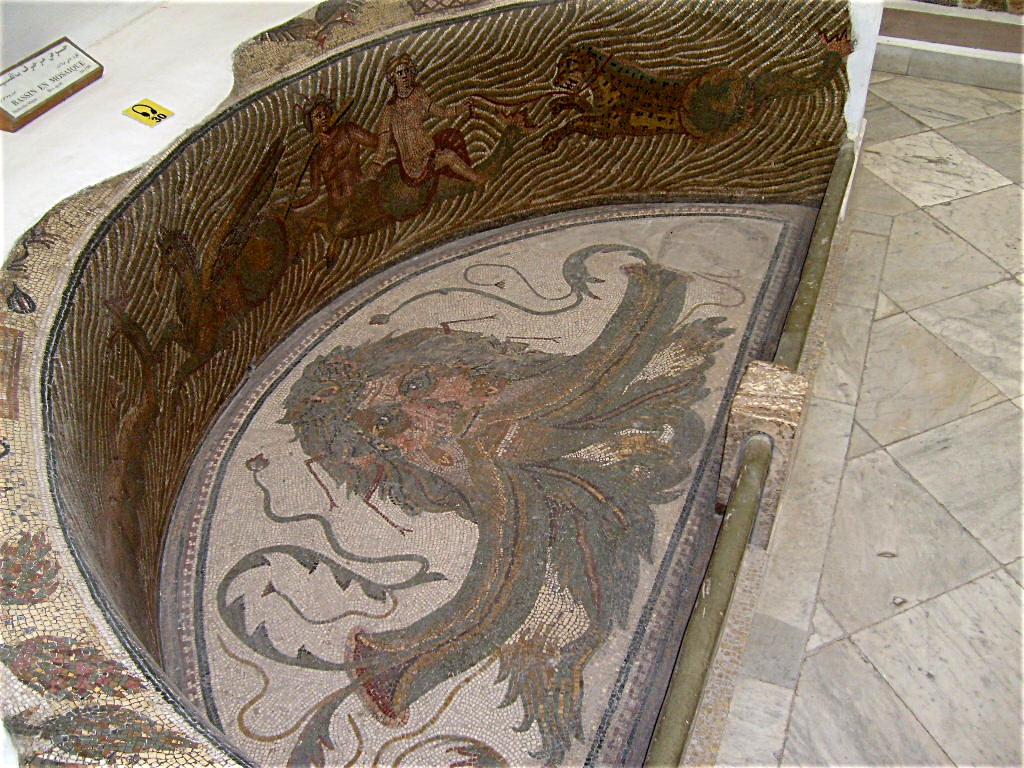
Autre vue du même pavement.
Mosaïque de triclinium avec xenia et avec les travaux d'Hercule.

##### Scènes liées à la poésie

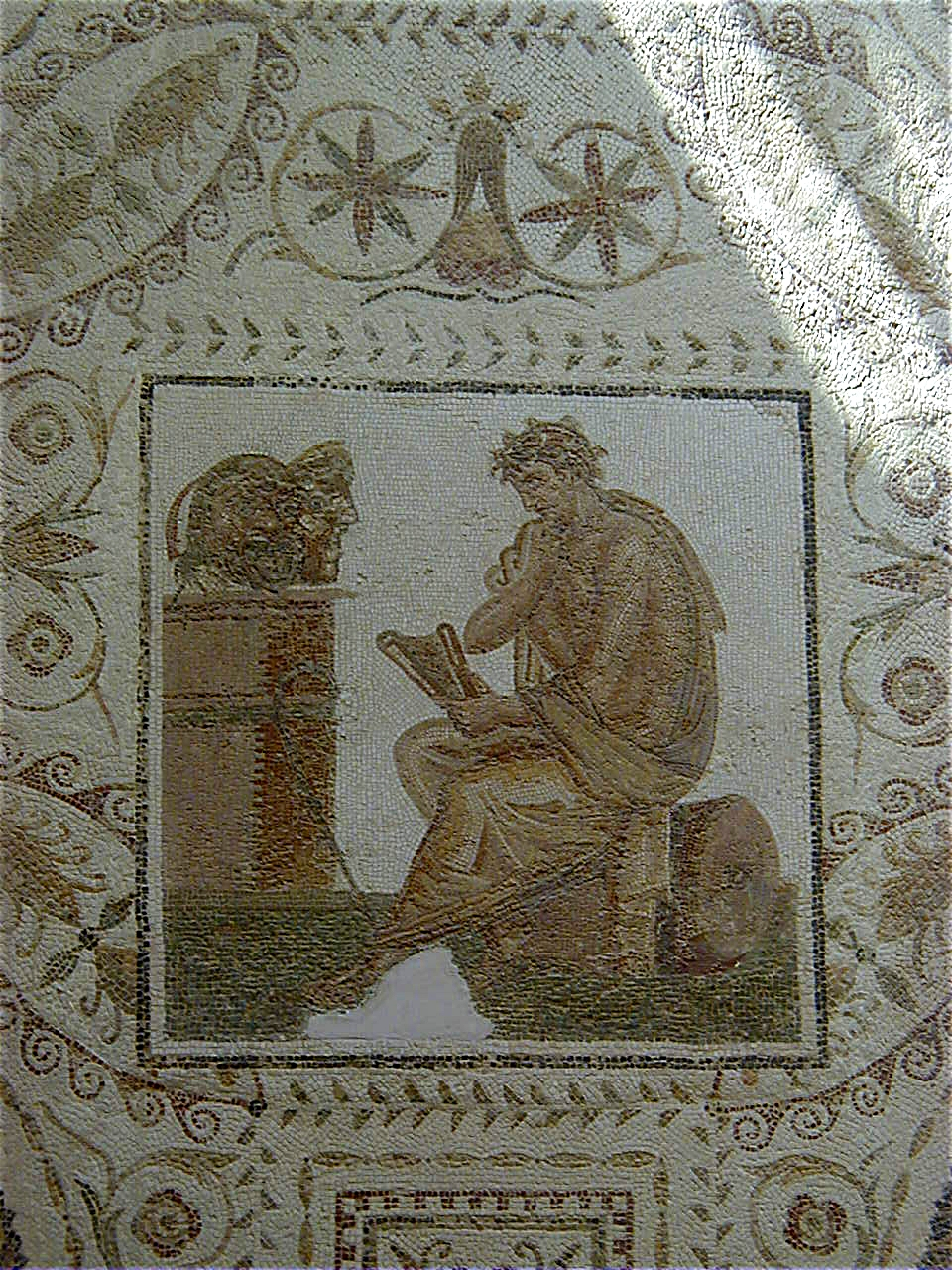
Poète aux masques de théâtre, Thuburbo Majus, fin du IIe siècle.

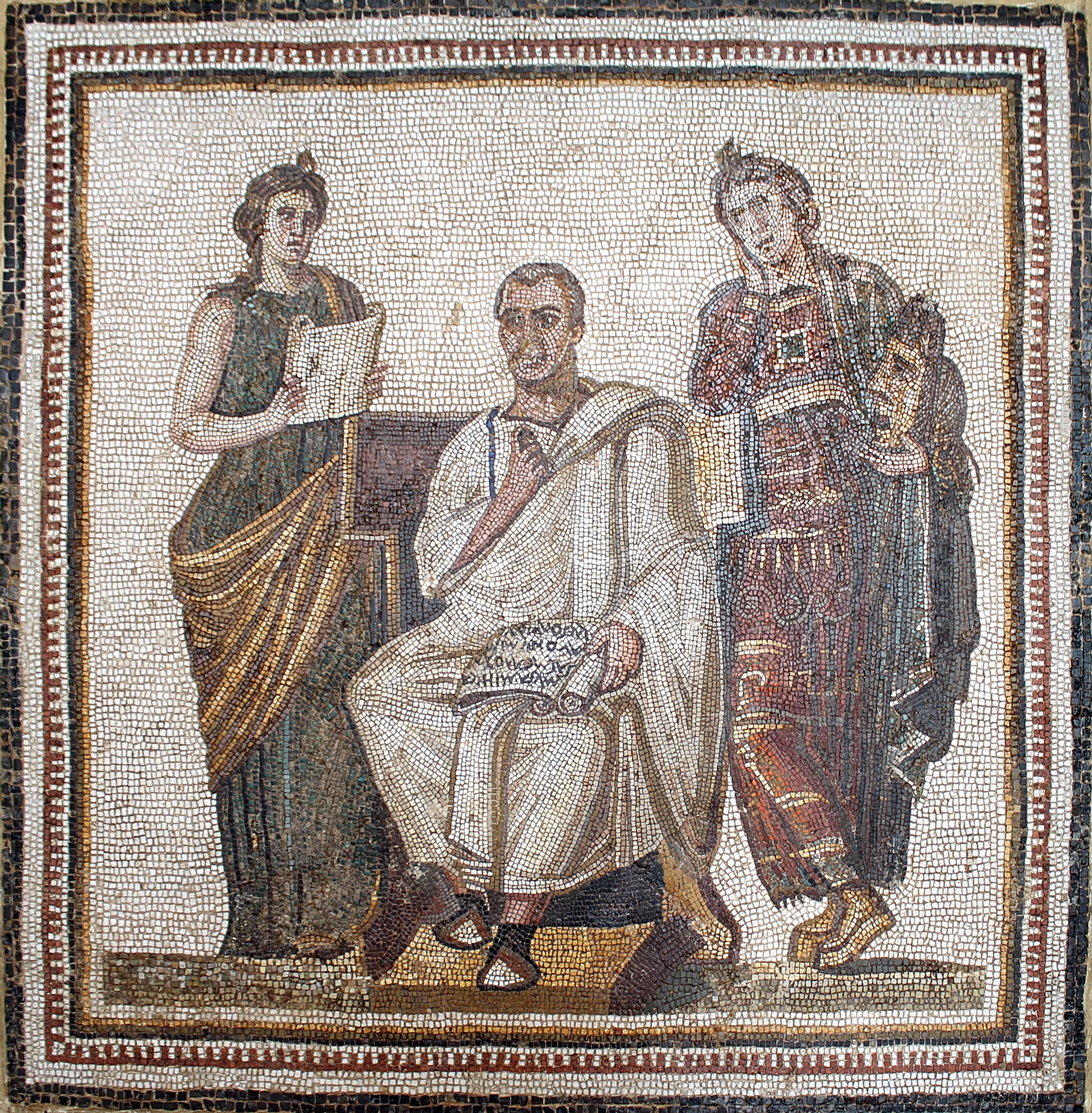
Virgile écoutant Clio et Melpomène, Sousse, entre Ier siècle et IVe siècle.

La mosaïque représentant un Poète aux masques de théâtre, découverte à Thuburbo Majus et datée de la fin du IIe siècle, est située au deuxième étage du musée. Le personnage, identifié parfois à Ménandre même si cette identification n'est pas certaine, médite sur un volumen au milieu d'un décor de feuillages, assis sur un tronc avec une couronne sur la tête. Face à lui se trouvent deux masques de théâtre tragique. Le reste du pavement possède des ornements d'octogones occupés par des végétaux, dont des couronnes de laurier. L'œuvre se veut une exaltation des arts.
L'emblema de mosaïque représentant Virgile écoutant Clio et Melpomène, découvert à Sousse (antique Hadrumète) en 1896, est située dans la salle éponyme et incluse dans un cadre de 1,22 mètre de côté. Elle constitue l'un des joyaux du musée car c'est l'un des plus remarquables portraits de l'illustre poète romain Virgile vêtu d'une ample toge blanche décorée de broderies.
Entourée des muses Clio et Melpomène, il tient, dans sa main posée sur ses genoux, un rouleau de parchemin où sont écrits des extraits de l'Énéide, plus précisément le huitième vers : Musa, mihi causas memora, quo numine laeso, quidve... (« Muse, rappelle-moi les causes, dis-moi pour quelle atteinte à ses droits sacrés, pour quelle... »).
L'œuvre est la plus ancienne représentation connue à ce jour du poète. Certains y ont vu selon Mohamed Yacoub une représentation du propriétaire de la maison, passionné du poète. Clio, à gauche du poète, lit alors que Melpomène tient un masque tragique. La datation du pavement a varié du Ier au IVe siècle mais ne peut dépasser le IIIe siècle au vu le contexte archéologique de sa découverte selon Yacoub.

##### Scènes religieuses: mise en scène de triomphes de divinités

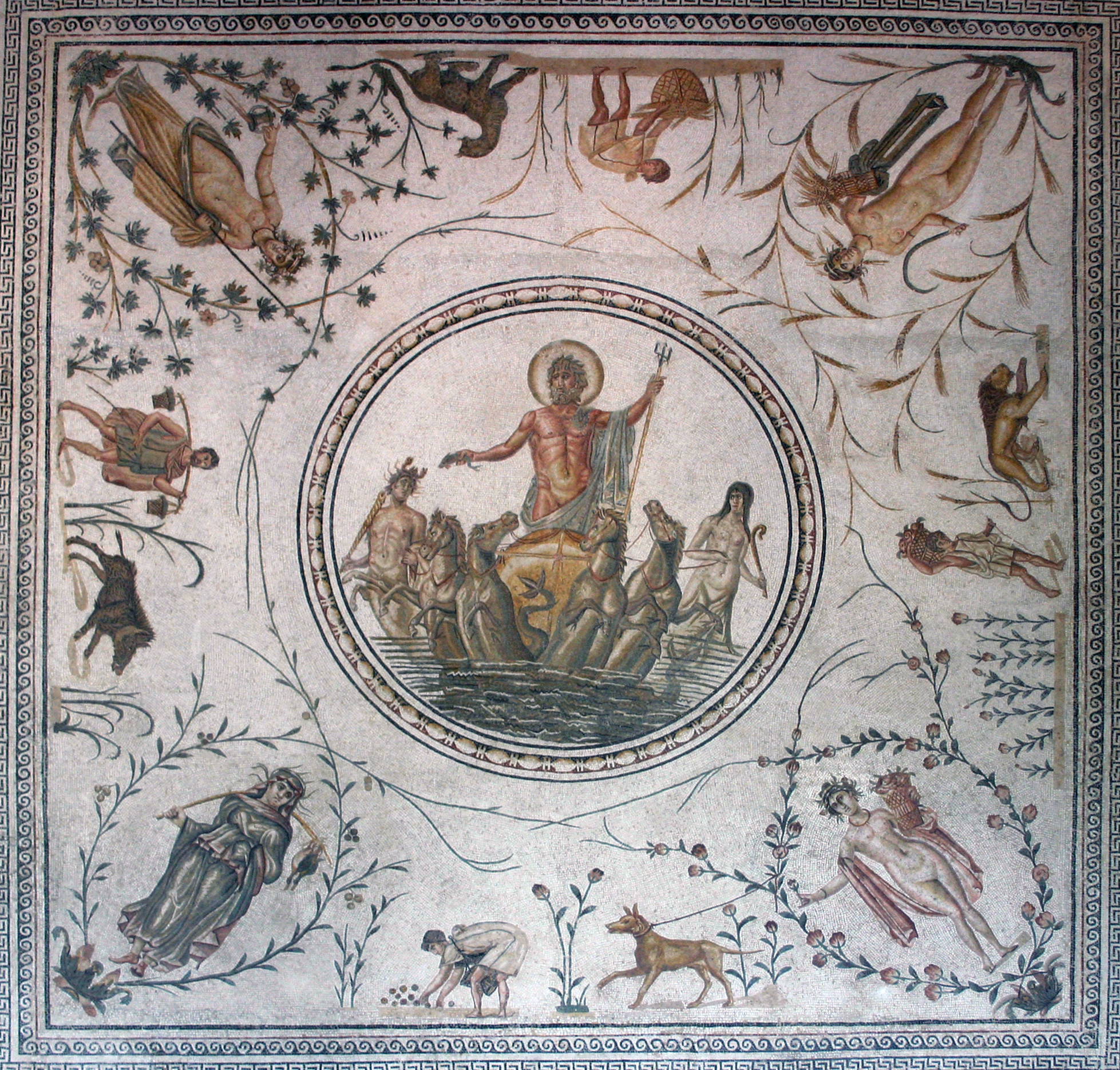
Triomphe de Neptune de Chebba.

Vénus et les Centauresses.

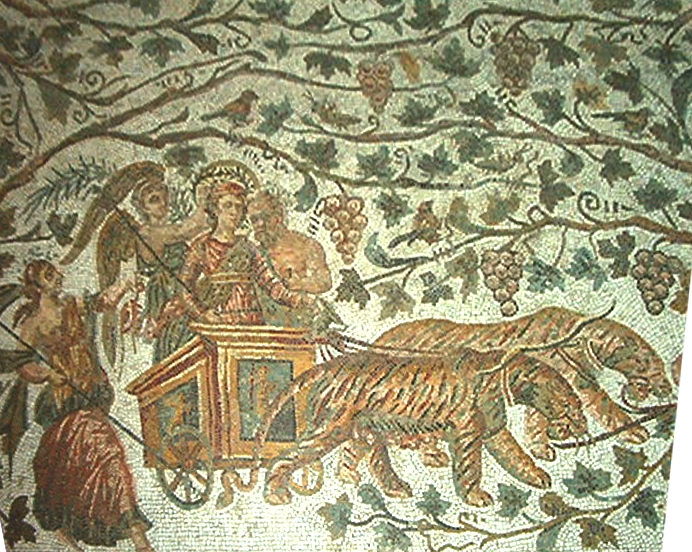
Triomphe de Bacchus, El Jem, détail.

De nombreuses mosaïques mettent en scène le triomphe de certaines des divinités principales du panthéon romain.
Le Triomphe de Neptune provient de la maison de Sorothus à Sousse et date de la fin du IIe ou du IIIe siècle. Cet immense pavement d'œcus avec 56 médaillons représentant sirènes, Néréides et ichtyocentaures, montre en son centre un triomphe de Neptune avec son cortège dans un médaillon hexagonal. La qualité des divers médaillons est inégale. La même divinité est représentée sur le Triomphe de Neptune et les quatre Saisons de Chebba qui fait partie des principales pièces exposées au Bardo : il s'agit d'un pavement d'atrium au centre duquel figure, dans un médaillon, Neptune la tête nimbée et monté sur un quadrige traîné par quatre hippocampes. Aux angles figurent, sous des berceaux de feuillages variés, quatre figures féminines symbolisant les saisons et associées à des quadrupèdes et des serviteurs qui accomplissent des travaux agricoles. La mosaïque date du milieu du IIe siècle et provient de Chebba. Neptune est la divinité fécondatrice de la nature dans le tableau.
De la maison d'Ariadne du site de Carthage, sur le flanc de la colline de Byrsa, a été extrait un Couronnement de Vénus daté du IVe siècle. Assise sur un trône couronné d'un dais, à moitié dénudée et portant de somptueux bijoux, la déesse se pose une couronne sur la tête. Des musiciens et des danseurs sont situés à proximité du trône et le fond du pavement est constitué d'une mer poissonneuse. Vers elle voguent deux barques occupées chacune par trois naines difformes. L'œuvre est riche du fait des couleurs et du sens à donner à Vénus, divinité de la fécondité, en pleine majesté. La déesse de l'amour est aussi représentée sur Vénus et les Centauresses datable du début du IVe siècle et provenant d'Ellès : la déesse, les yeux maquillés de khôl, est de face tout comme le devant de son corps. Elle porte un diadème et une rose. Les deux centauresses portent une couronne immense et une guirlande ; leurs yeux sont maquillés comme ceux de la divinité, créant un effet de symétrie. Une inscription surplombant la scène, Polystefanus rationis est Archeus, est complexe à traduire. La mosaïque comprenait des représentations de chevaux de course et la symbolique serait à chercher dans la commémoration d'une victoire d'un quadrige.
Le dieu de la vigne est assez souvent représenté, comme dans le Triomphe de Bacchus, également de la fin du IIIe siècle et provenant de l'œcus d'une villa d'El Jem. Il représente la divinité sur un char tiré par deux tigresses, avec un cortège de Satyres et de Ménades. Des ceps de vigne sortent de cratères et des Amours vendangent. Aux côtés de la divinité se trouve une Victoire lui posant une couronne sur la tête.
Le même site a livré un Apollon au gecko daté de la fin du IVe siècle. L'œuvre est ceinte d'une tresse et des animaux d'amphithéâtre, zébus, sangliers et ours, s'y affrontent. Le dieu tient un thyrse et trouve à ses pieds une panthère et un cratère d'où sort une vigne. Il tient un gecko en laisse, animal perçu comme lié au mauvais œil. Le pavement célèbre donc en quelque sorte la victoire sur les forces du mal ; la même thématique orne un pavement de Dougga mais dans lequel ce sont des Amours qui tiennent en respect l'animal.
Du site de Thuburbo Majus provient Diane chasseresse et animaux d'amphithéâtre, datée du milieu du IIIe siècle. La déesse chevauchant un cerf ou un daim est entourée d'animaux d'amphithéâtre et de deux personnes dont un gladiateur, l'autre effectuant une libation. Les animaux sont représentés dans des médaillons et de multiples espèces présentes sont destinées aux jeux. Diane a probablement été placée, à une époque postérieure, dans un pavement dont l'objectif originel était sans doute commémoratif d'une venatio.
Enfin, et de manière non exhaustive, on peut évoquer Diane chasseresse datée de la fin du IIe-début du IIIe siècle et retrouvée à Utique. Il s'agit de l'emblema d'un pavement au centre duquel se trouve un arbre dont les branches s'étendent sur la mosaïque. On y voit aussi des rochers situés à l'arrière-plan. Diane, vêtue d'une tunique et chaussée de bottes, est sur le point de tirer une flèche sur une biche.

Scènes religieuses
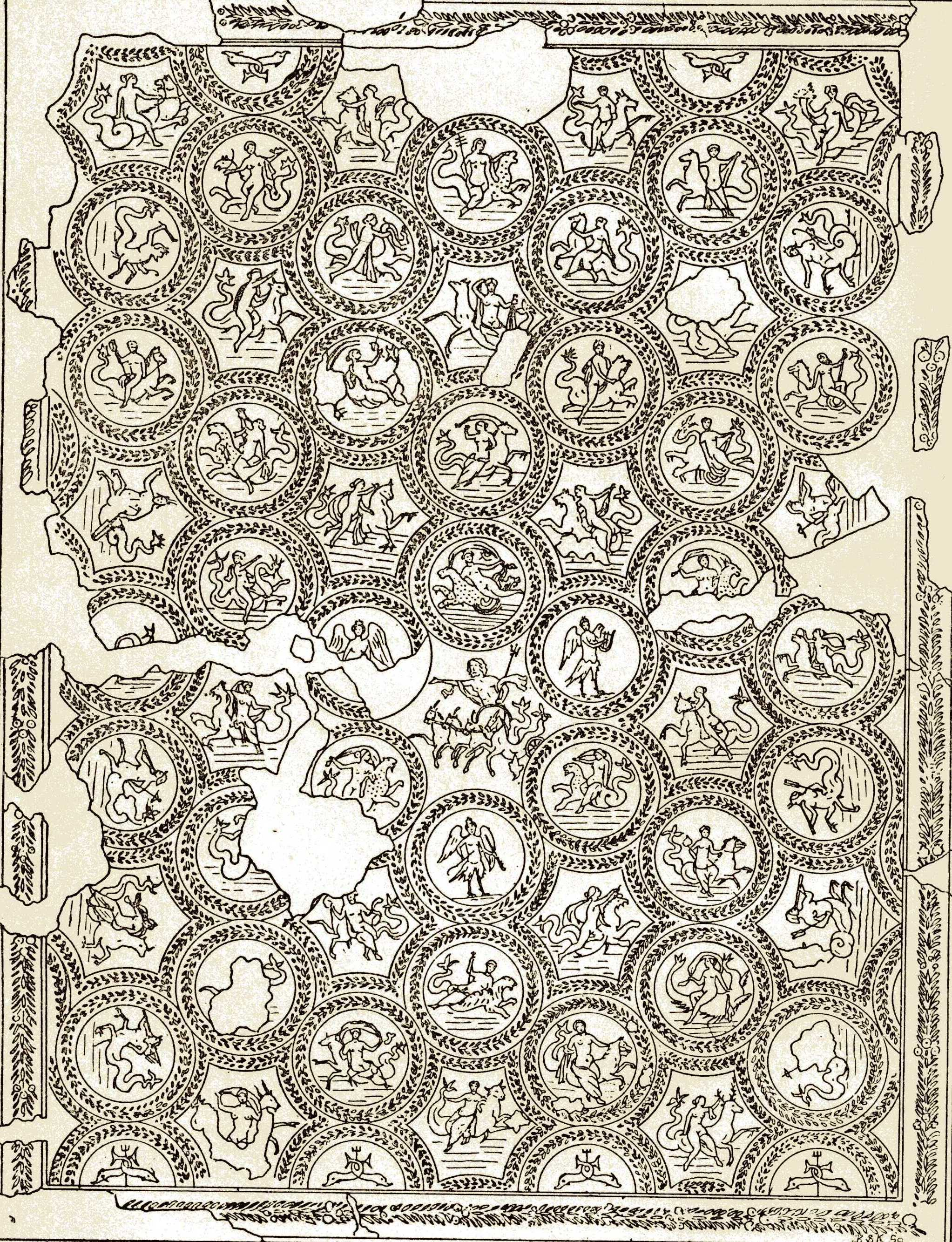
Triomphe de Neptune, Sousse, Catalogue du Musée Alaoui.
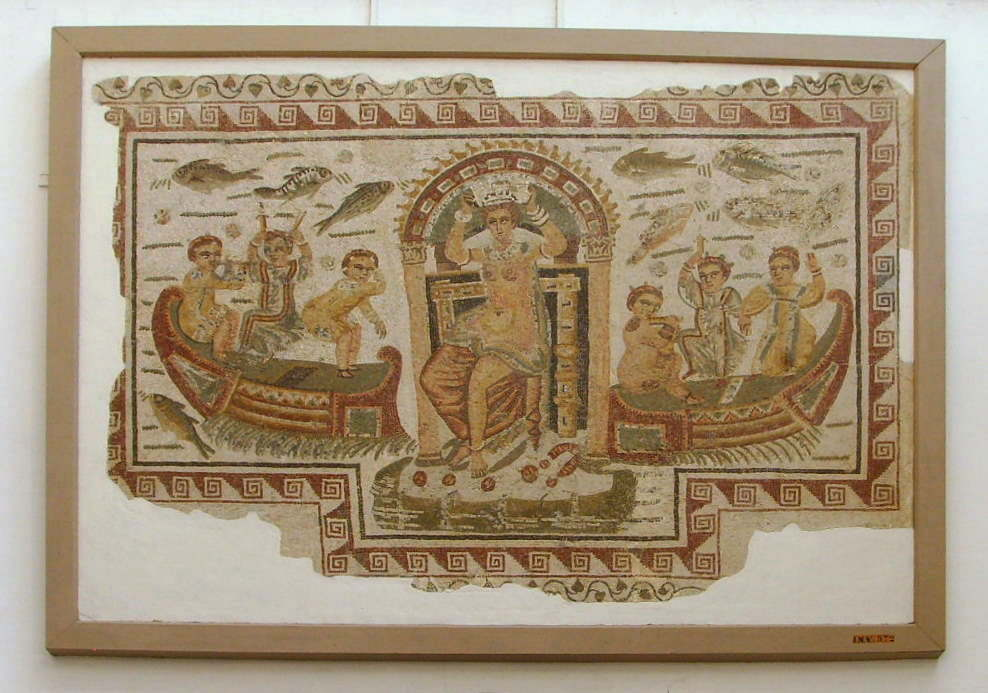
Couronnement de Vénus.
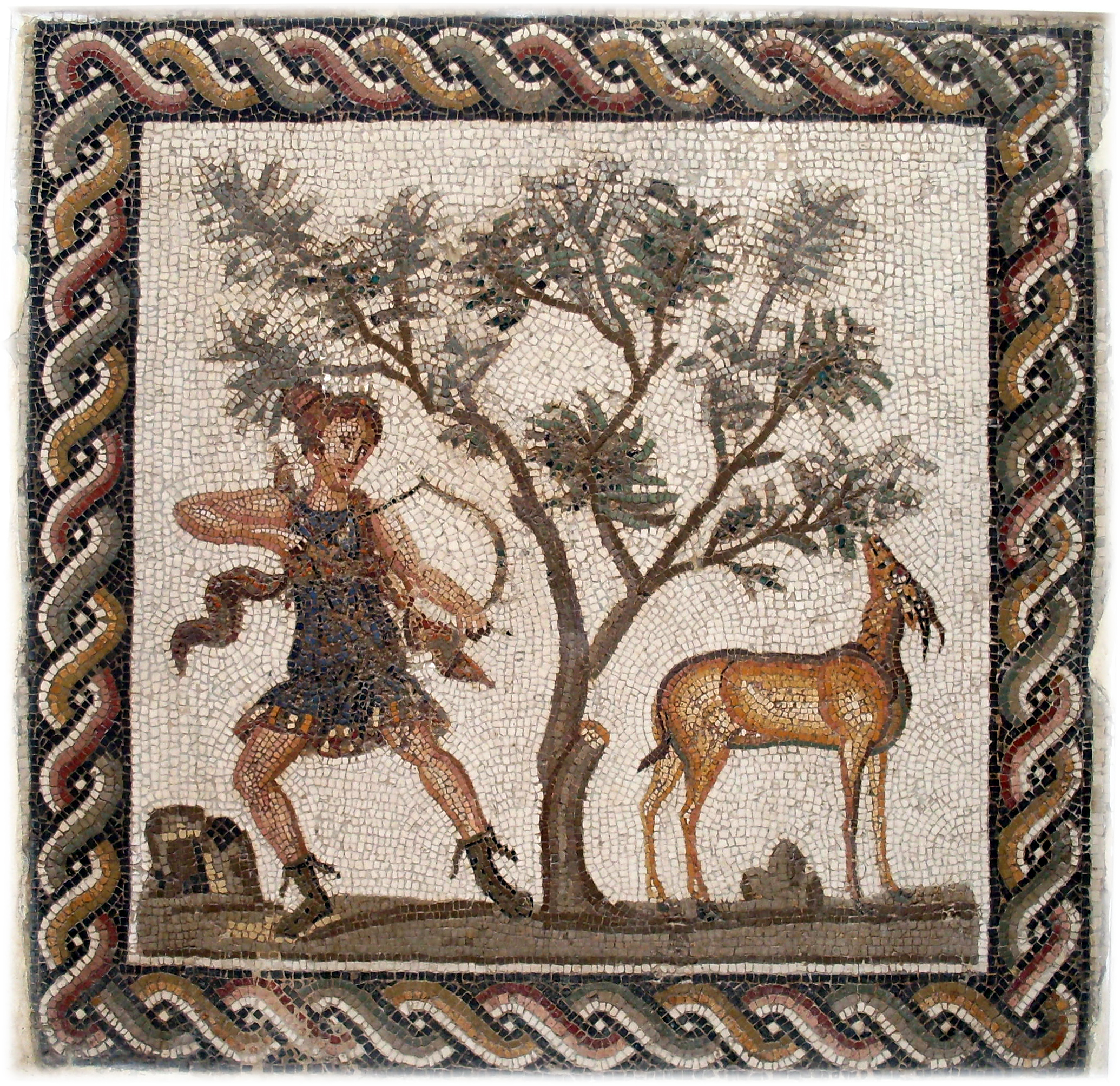
Diane chasseresse, Utique.
Apollon au gecko, détail.

##### Scènes mythologiques et allégoriques

Triomphe de Dionysos d'Acholla.

Détail de la mosaïque d'Hercule d'Acholla.

Le site d'Acholla a livré de très beaux pavements qui font partie des fleurons du musée. Le pavement dit Décor de voûte réfléchie, triomphe de Dionysos provient du frigidarium des thermes de Trajan, au moins dans la partie qui est conservée, et reprend la forme d'une voûte. Il décline sur des bandes des combats de centaures et autres animaux, avec Satyres et Ménades, le tout avec un riche arrière-plan végétal. Le décor ressemble aux stucs conservés de la Domus aurea de Néron. Les grotesques alternaient avec des éléments végétaux et des figures de Victoires et de Satyres appuyés sur des rinceaux végétaux. Le triomphe de Dionysos figuré de façon diagonale est la représentation la plus ancienne de ce thème d'Afrique : la divinité se trouve sur un char tiré par des Centaures, il a un thyrse et un cratère d'or. Il est vêtu d'une robe et a un voile dressé par le vent au-dessus de sa tête. Les centaures, un jeune et un vieux, tiennent l'un une torche et l'autre une corbeille de fruits et de fleurs. Dans deux médaillons se trouvent deux bustes du Printemps et de l'Hiver. Dionysos est donc le dieu de la fécondité, le maître des saisons et le maître de l'espace grâce au cortège marin figuré sur la frise bordant la bordure de l'œuvre.
Le même site a livré un Décor de voûte réfléchie : combat de Centaures et de fauves, mosaïque centrale du frigidarium. La composition en forme de voûte prend l'aspect sur le sol de bandes diagonales au centre desquelles se trouvait un motif central perdu. Les éléments conservés montrent un combat très violent de centaures et de divers fauves. Sur une frise intérieure, on peut voir les ébats d'un Satyre et d'une Nymphe. L'alliance des deux thèmes évoque selon Mohamed Yacoub « la maîtrise de Dionysos sur les forces sauvages et [...] la joie de vivre qu'il procure à ses fidèles ». La mosaïque des Travaux d'Hercule d'Acholla, datée de 184, provient précisément de la maison d'Asinius Rufinus, consul sous l'empereur Commode, dont elle ornait un triclinium. Dans un quadrillage, on trouve des représentations des travaux d'Hercule, qui est représenté pour sa part au centre, muni de la peau du lion de Némée, d'une massue et d'un arc. Les médaillons sont ornés des ennemis du héros. Commode, l'empereur que servait Rufinus, avait Hercule comme modèle ; l'œuvre est donc un témoignage de fidélité à son encontre.
La Mosaïque des saisons sur un guillochis de laurier provient de la maison dite « des Colonnes rouges ». Sur les six médaillons circulaires, quatre représentent des Saisons munies de leurs attributs et deux possèdent des fleurons cruciformes. Au centre se trouvent un vase avec des rinceaux d'acanthe et un panier avec des éléments des saisons. Une mosaïque du même fond prend comme thématique des xenia,. Les mosaïques dégagées sur ce site ont permis d'élaborer selon Gilbert Charles-Picard une « chronologie complète de la mosaïque romaine au IIe siècle ».
La maison des Laberii d'Oudna, datée du IIIe siècle, a livré deux beaux pavements. Dans Bacchus faisant don de la vigne à Ikarios, le tableau est bordé par des vignes ainsi que des Amours vendangeurs. Une seconde mosaïque provenant de la même villa représente les diverses activités du domaine agricole.
La délivrance d'Andromède par Persée représente le héros qui vient de tuer un monstre marin et aide d'un geste majestueux la princesse qui était enchaînée à un rocher ; un dieu Fleuve se trouve aux pieds des deux protagonistes. La scène qu'évoque Ovide remonte à un prototype peut-être conçu par le peintre grec Nicias. Cette œuvre est remarquablement bien exécutée avec un effet d'ombre et de lumière et une maîtrise de la notion d'espace. Elle constitue à l'origine le tableau central d'une salle de réception d'une riche villa de Bulla Regia (milieu du IIIe siècle).
Vénus à sa toilette est une mosaïque datée du IIIe siècle et provenant du site de Thuburbo Majus. La déesse à moitié nue tient d'une main sa chevelure et de l'autre un miroir qu'elle prend d'une boîte ouverte à ses pieds. Deux Amours lui apportent un collier pour l'un, une corbeille et des bijoux pour l'autre. La même divinité est figurée dans Vénus à sa toilette d'Industri, datée de la fin du IIIe siècle et retrouvée à Oudna : la déesse est dans les flots entourée de nymphes qui la servent. Les cyclopes forgeant les foudres de Jupiter sont issues d'un pavement de « frigidarium » illustrant trois cyclopes : Brontès, Stéropès et Pyracmon. Nus, ils forgent les foudres de Jupiter que Vulcain, assis en face d'eux, maintient sur l'enclume ; cette dernière scène a disparu. La mosaïque datée de la fin du IIIe siècle ou du IVe siècle provient des thermes dits « des Cyclopes » à Dougga,,.

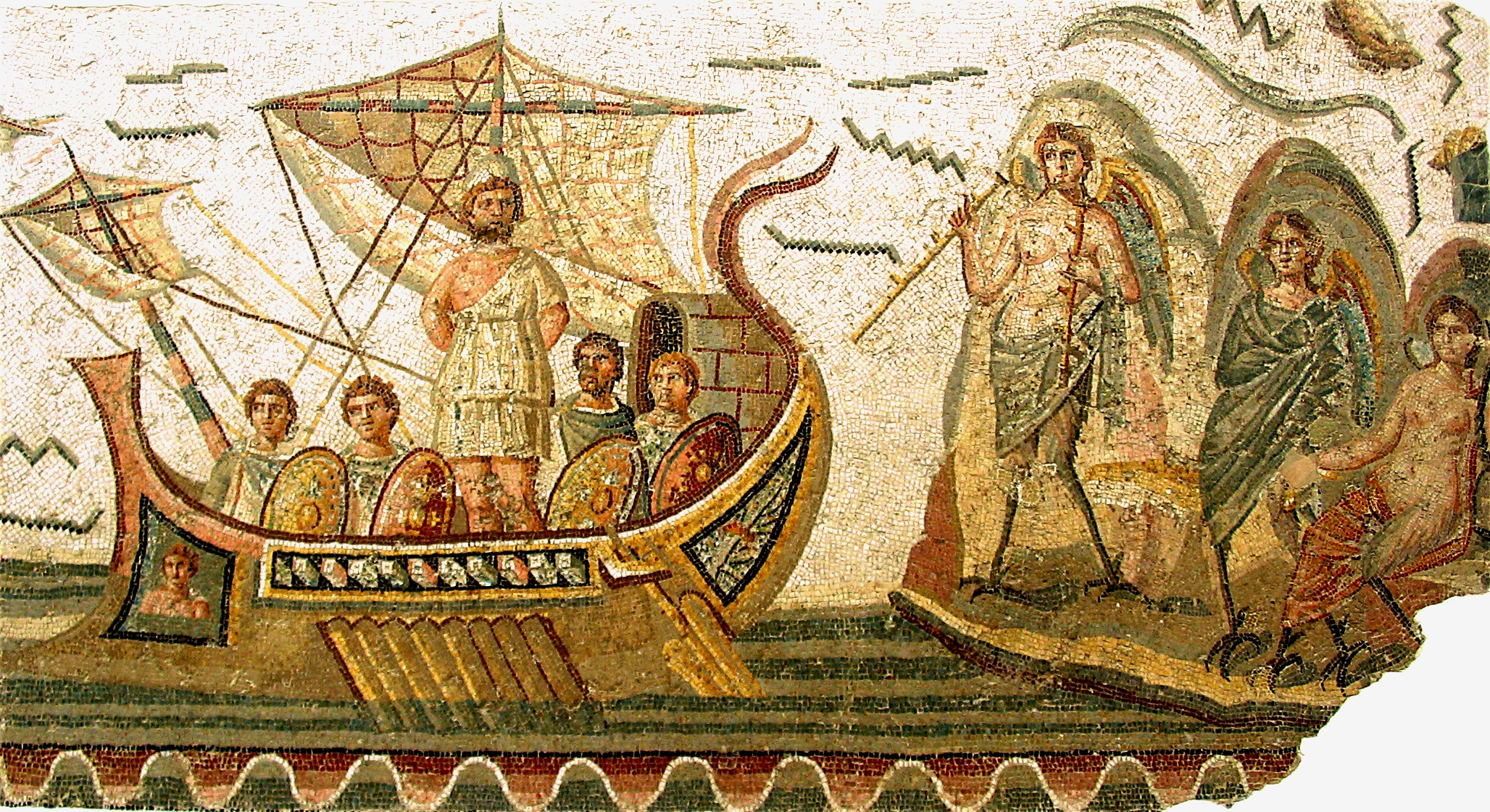
Ulysse et les sirènes.

Une villa de Dougga a aussi livré deux très belles pièces : Ulysse et les sirènes, un tableau inspiré de l'Odyssée. Sur un bateau à deux voiles et à un rang de rame, orné d'une tête humaine et d'une palme, le héros grec apparaît debout, les mains attachées au grand mât pour éviter de succomber au charme fatal de la musique des sirènes. Autour d'Ulysse sont assis ses compagnons les oreilles bouchées de cire comme le relate la légende. Au pied d'un escarpement rocheux se tiennent trois sirènes représentées avec un buste de femme auquel s'attachent des ailes et des pattes d'oiseaux ; l'une d'elles tient une double flûte, l'autre une lyre, la troisième sans instruments est considérée comme la sirène chanteuse. Devant le bateau se trouve une petite barque dans laquelle se situe un pêcheur tenant une langouste au format exagéré. L'œuvre datée des environs de 260-268 a été découverte dans une maison à laquelle elle a donné son nom,.

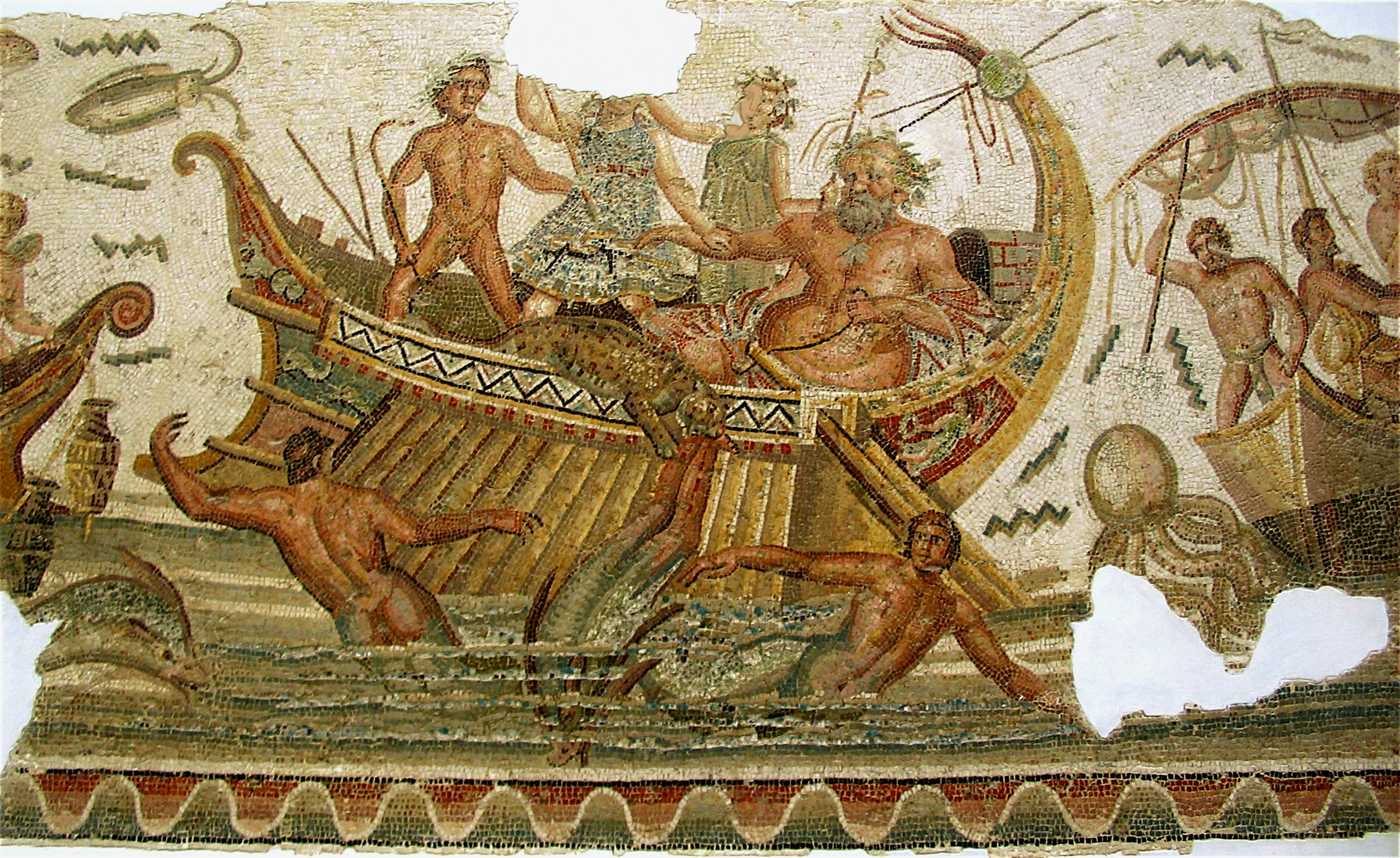
Neptune et les pirates.

Neptune et les pirates provient du même péristyle que la mosaïque précédente. Le thème en est le châtiment des pirates de la mer Tyrrhénienne, mêlant la thématique dionysiaque à des thèmes marins plus fréquents. Le dieu se trouve debout, prêt à jeter sa lance, et se voit soutenu par une bacchante, un Satyre et un vieux silène qui tient le gouvernail du navire ornementé de motifs de tritons et de dauphins, ainsi que d'une Victoire. Une panthère se jette sur un membre du groupe de pirates qui sont transformés en dauphins lorsqu'ils reconnaissent la nature divine de leur adversaire.
À gauche, de petits génies ont embarqué sur un autre navire, tandis que sur la droite est figurée une scène de pêche au poulpe à l'aide d'un harpon ; une autre scène de pêche avec un filet est représentée,. Mohamed Yacoub accorde à ces deux scènes une fonction apotropaïque, un moyen de conjurer le sort, remontant vraisemblablement à un modèle hellénistique.

Noces de Dionysos et d'Ariane, fin du IIIe siècle.

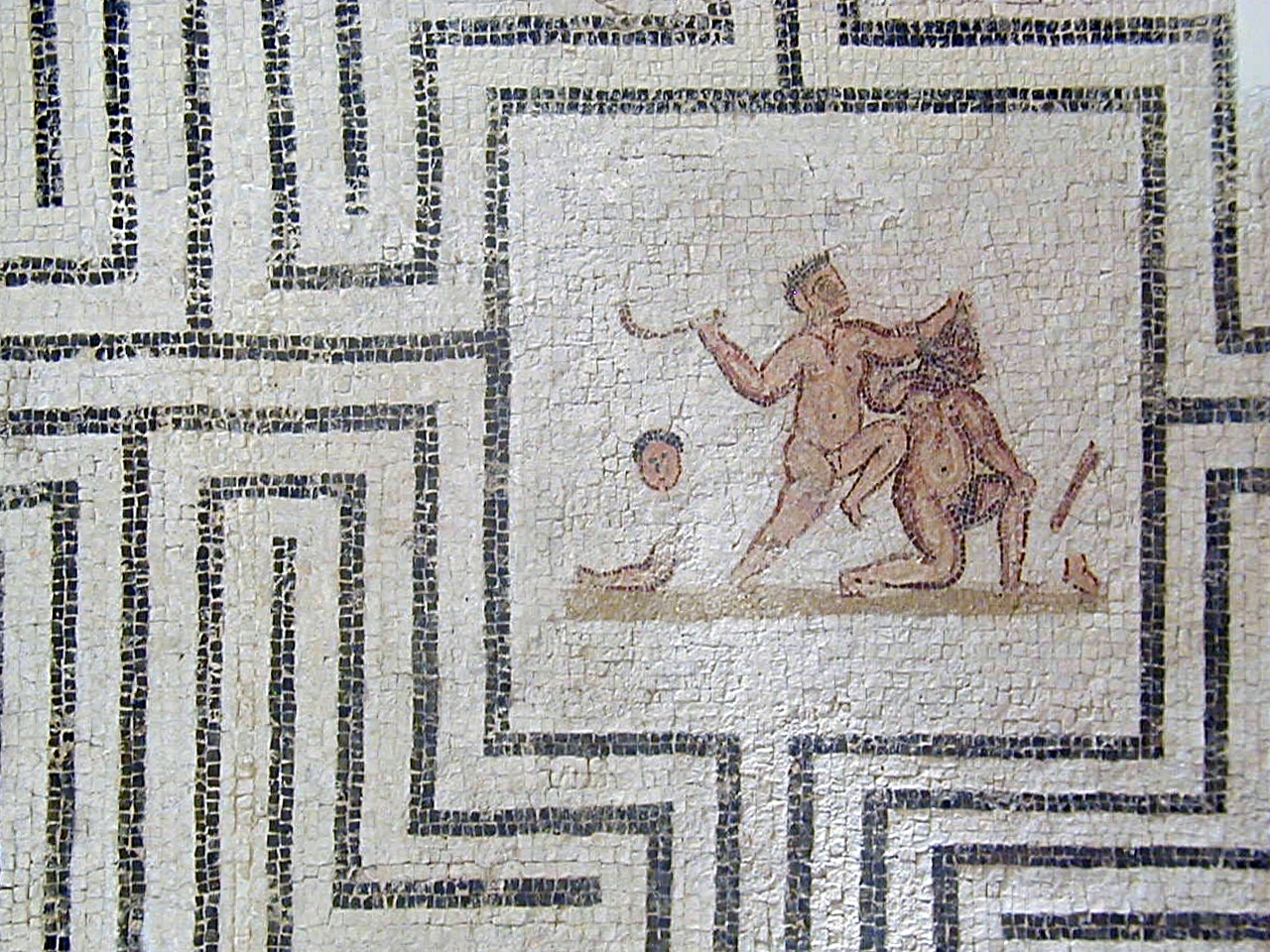
Thésée et le Minotaure.

Dans Les noces de Dionysos et d'Ariane, trouvée à Thuburbo Majus et datée du IVe siècle, le décor est réparti en trois registres. En haut, Dionysos et Ariane sont à demi étendus sur une peau de panthère à l'ombre d'une vigne. Le dieu complètement nu est muni d'un thyrse et d'un cratère d'or alors qu'Ariane est figurée de dos, une ample draperie ne lui couvrant que les jambes. Le décor, inscrit dans un triangle, est selon Mohamed Yacoub à relier à un « décor conçu pour un fronton de temple ». Dans le registre central, un personnage barbu, peut-être Hercule, saisit de la main un cratère que lui tend un Satyre ; cette scène se retrouve sur les cratères retrouvés lors des fouilles de l'épave de Mahdia. Enfin, dans le registre inférieur, des bacchantes, des Satyres et un dieu Pan animent la fête,.
Dans Fresque de Dionysos sur une panthère, provenant du plafond d'une chambre de Thyna et datée de la fin du IIe-début du IIIe siècle, la divinité présentée comme un enfant est entourée de bacchantes. L'œuvre témoigne de la peinture africaine.
Thésée et le Minotaure représente l'instant où Thésée décapite le Minotaure, au centre du labyrinthe, alors qu'il cherche se dégager de son emprise ; les restes des victimes jonchent le sol. Sur les bords se trouvent représentés des remparts et des portes. L'entourage de l'emblema figure le labyrinthe, l'architecture des lieux et les portes d'accès. Cette mosaïque de Thuburbo Majus, qui recouvrait le sol d'un frigidarium, date du IVe siècle ou de la fin du IIIe siècle selon Yacoub.
Orphée à la lyre, bordée d'animaux divers, provient de la maison des Laberii à Oudna. Orphée, à moitié nu, charme à l'aide de sa musique divers animaux : lion, tigre, gazelle, singe, oiseaux, etc. La dégradation du visage est selon Yacoub datable de l'Antiquité et sans doute le fait des chrétiens. Le même site a livré un Endymion et Séléné, une mosaïque géométrique avec des motifs floraux dont l'emblema figure Séléné admirant Endymion en train de dormir sur un rocher placé sous un arbre. Dans le Concours entre Apollon et Marsyas, une mosaïque d'El Jem datée de la fin du IIe siècle, Minerve assure l'arbitrage une lance à la main. La scène figure la victoire d'Apollon qui tient une cithare et une couronne ; Marsyas est nu et souffle dans une flûte, soutenu par Olympos. Sur les angles se trouvent des représentations de saisons et des cratères avec des éléments végétaux,.
Le Cortège de divinités marines, trouvée à Utique et datée de la fin du IIe-début du IIIe siècle, est un grand pavement avec une partie rectangulaire et l'autre en abside. L'abside possède une tête d'Océan, avec des pinces de homard et deux Amours sur ses côtés, avec en dessous une scène de noces de Neptune et Amphitrite munis de leurs attributs.
La partie inférieure est ornée de barques occupées par des Amours ainsi que par Vénus, Ariane et Dionysos ; ces deux dernières identifications sont moins évidentes. De plus, la mer est peuplée de nombreuses créatures, dauphins et cygnes, ainsi que de créatures marines chevauchées de Néréides. Le musée abrite également de grandes mosaïques marines (IIIe – IVe siècle) : des Néréides portant des bijoux chevauchent des animaux marins, dont des dauphins, dans un paysage fantastique,.

Scènes mythologiques
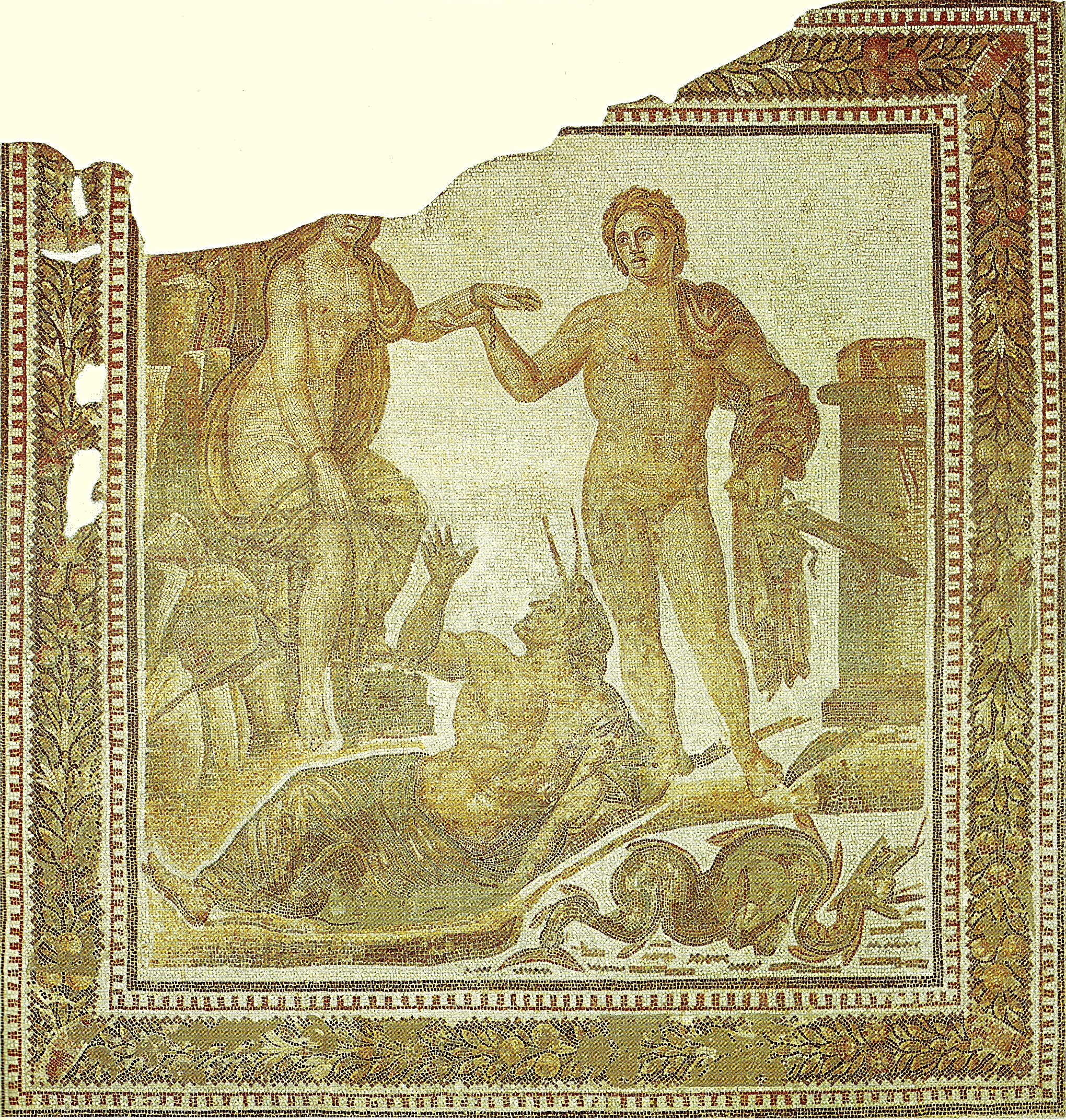
La délivrance d'Andromède par Persée.
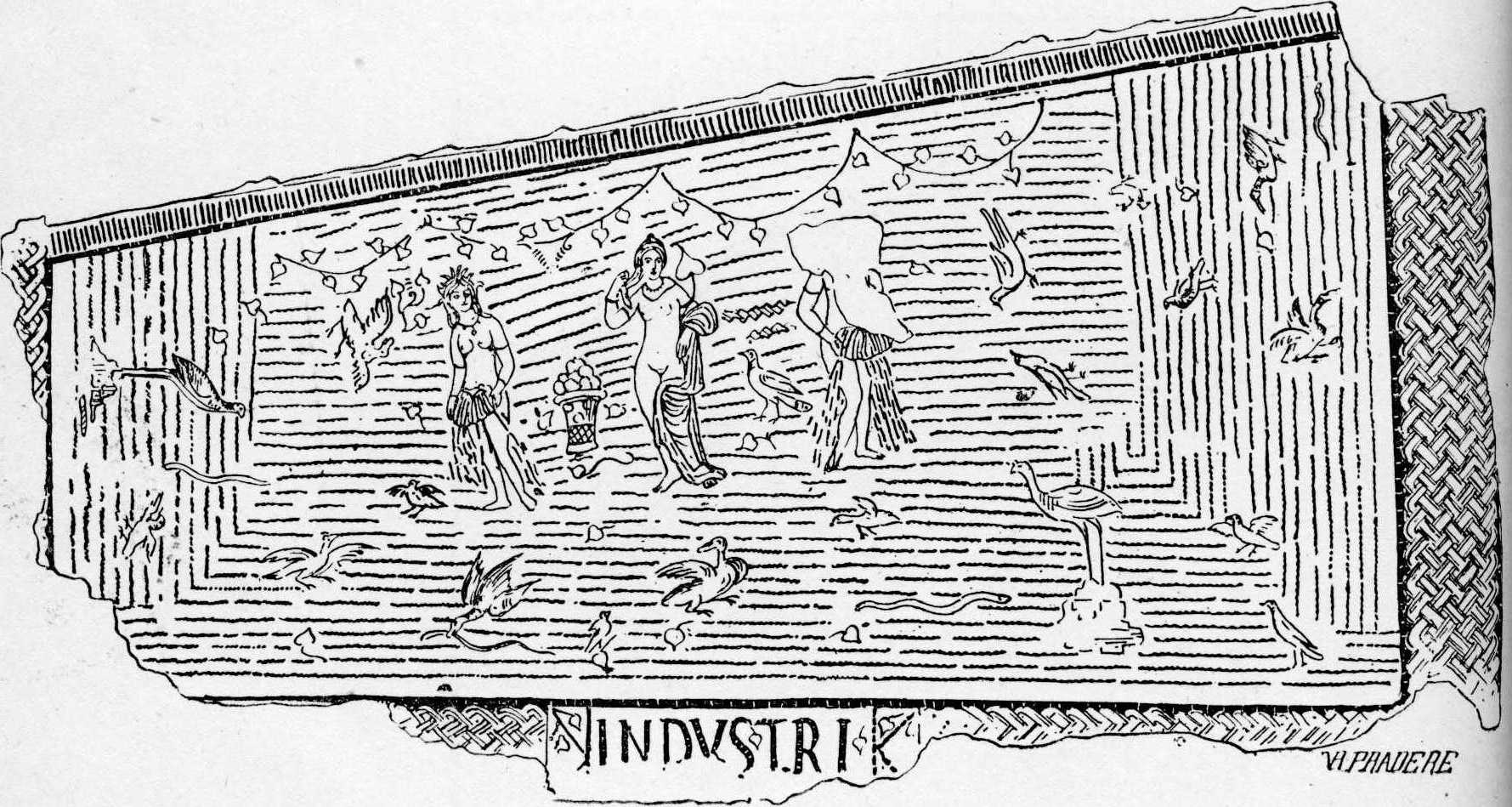
Vénus à sa toilette d'Industri, Catalogue du Musée Alaoui.
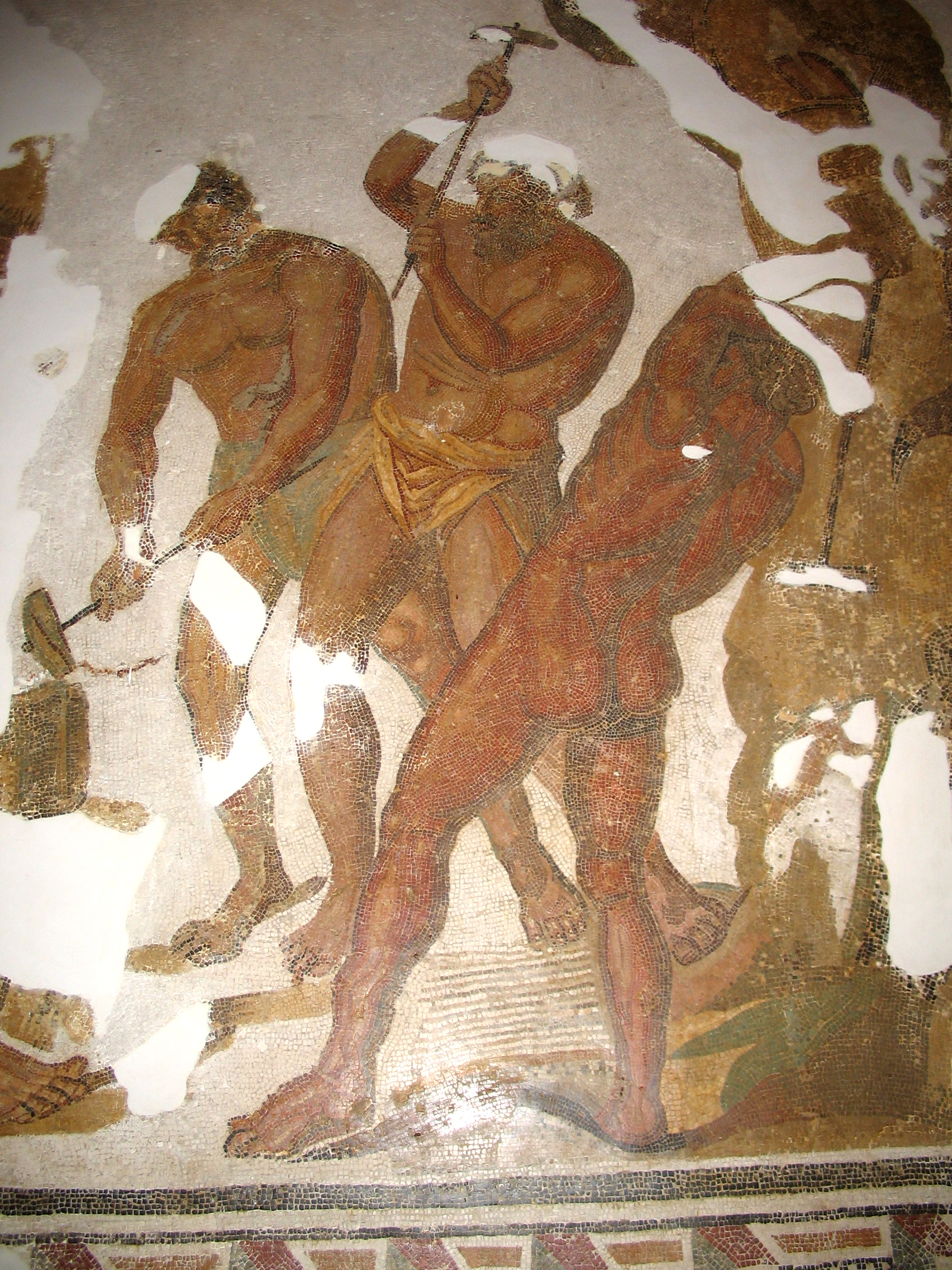
Les cyclopes forgeant les foudres de Jupiter.
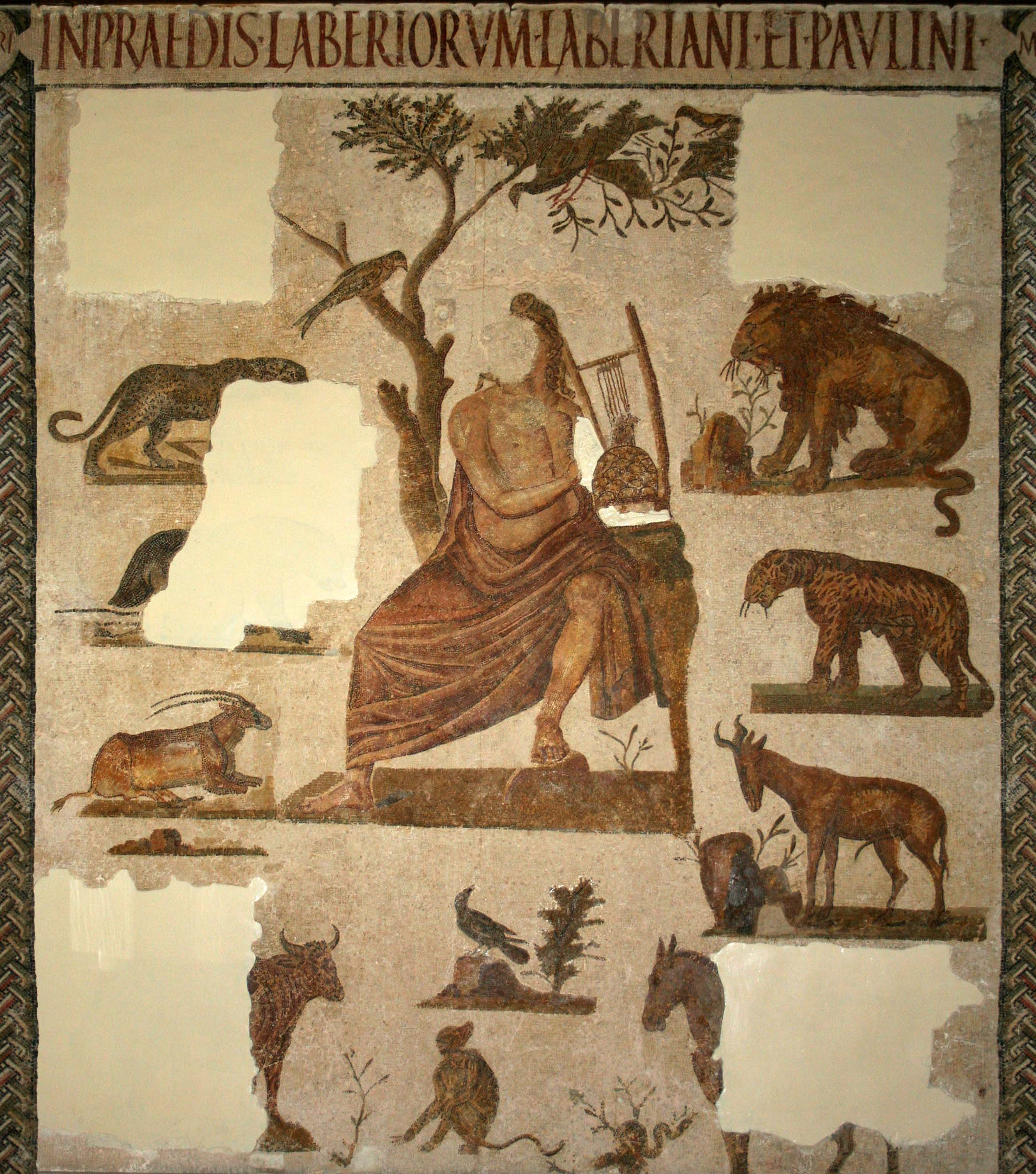
Mosaïque d'Orphée charmant les animaux.

#### Art chrétien
Le musée abrite également une salle rassemblant des œuvres de la période chrétienne de la Tunisie. Parmi les quelques pièces figurent un certain nombre de mosaïques tombales qui proviennent en particulier d'une chapelle de Tabarka et datent du Ve siècle. Les représentations en sont naïves, avec souvent le défunt figuré entre deux cierges, et témoignent de la production d'un atelier local. Les représentations sont très importantes pour la connaissance des populations chrétiennes du lieu.

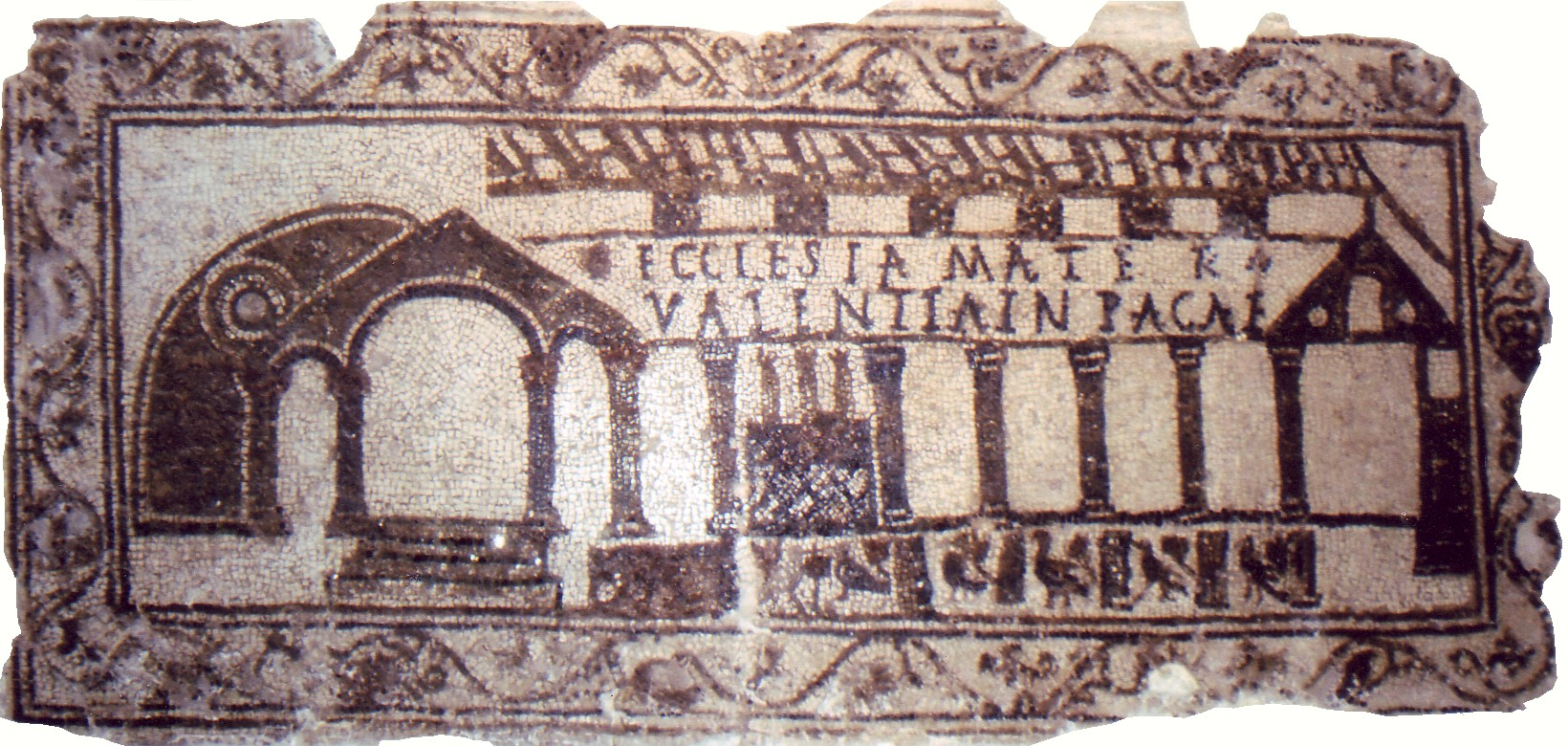
Mosaïque dite de l'Ecclesia Mater.

La Mosaïque tombale dite d'Ecclesia mater est une représentation schématique d'une église. L'édifice est composé d'un grand arc supporté par trois colonnes, donnant accès par un escalier de cinq marches à une abside voûtée, d'une façade avec un fronton triangulaire percé de trois fenêtres, d'une ligne de colonnes au centre de la basilique, d'une nef centrale où se trouve l'autel sur lequel brûlent trois cierges, d'un toit à double inclinaison couvert de tuiles plates et demi-cylindriques et d'une inscription en deux lignes : Ecclesia mater (Église mère), le refuge des fidèles et Valentia in pace (Valentia en paix), le nom de la défunte. Les éléments sont vus de l'extérieur et de l'intérieur. Cette pièce, qui date du IVe siècle selon Aïcha Ben Abed ou du Ve siècle selon Mohamed Yacoub, a été retrouvée à Tabarka et constitue un témoignage fondamental pour expliquer le passage d'un christianisme intimiste qui se déroulait dans des lieux souvent privés à une architecture appelée à un vif succès, celui de la basilique chrétienne, après l'édit de Constantin en 312.

Pavement de chapelle.

Un Pavement de chapelle, qui représente une scène de construction, est extrêmement intéressant pour comprendre le mode de construction. Bien que la mosaïque soit incomplète, on peut y voir un conducteur de travaux qui donne ses ordres à un ouvrier qui taille une colonne. Au centre, deux ouvriers font du mortier. Sur le registre inférieur, la colonne est transportée sur un chariot à deux chevaux. L'inscription qui se trouvait au milieu, portée par deux anges dont l'un a disparu, est perdue. L'œuvre représente sans doute le chantier de construction de la chapelle où elle fut découverte. Cette pièce du Ve siècle provient d'Oued Remel dans le gouvernorat de Zaghouan.
Le musée abrite de nombreuses mosaïques de sépultures de Tabarka des IVe – VIe siècles : la mosaïque possède un monogramme, l'identification à un individu de confession chrétienne ne fait donc aucun doute. Le défunt est représenté en orant et l'épitaphe est riche d'enseignement sur son âge et sur l'étude des populations, outre son intérêt artistique à proprement parler. L'escalier qui mène au premier étage en contient un bon nombre, de même que des œuvres d'autres sites, dont certaines provenant de Lamta et datées du Ve siècle, d'autres de Sfax datables d'époque plus ancienne selon Yacoub.
La Tombe double de Victoria est une mosaïque qui a recouvert un sarcophage de plomb renfermant deux squelettes. En haut de la mosaïque, un scribe barbu et portant une tunique richement brodée est assis à un pupitre et tient une plume. En bas, une femme âgée, peut-être son épouse nommée Victoria, est figurée en orante, vêtue en religieuse flanquée d'oiseaux et d'un cierge. Cette pièce du Ve siècle a été retrouvée à Tabarka. Sur la Tombe en caisson de Dardanius, trouvée à Tabarka et datée du Ve siècle, le défunt est figuré entre deux cierges, symbolisant l'éternité.

Mosaïques tombales chrétiennes
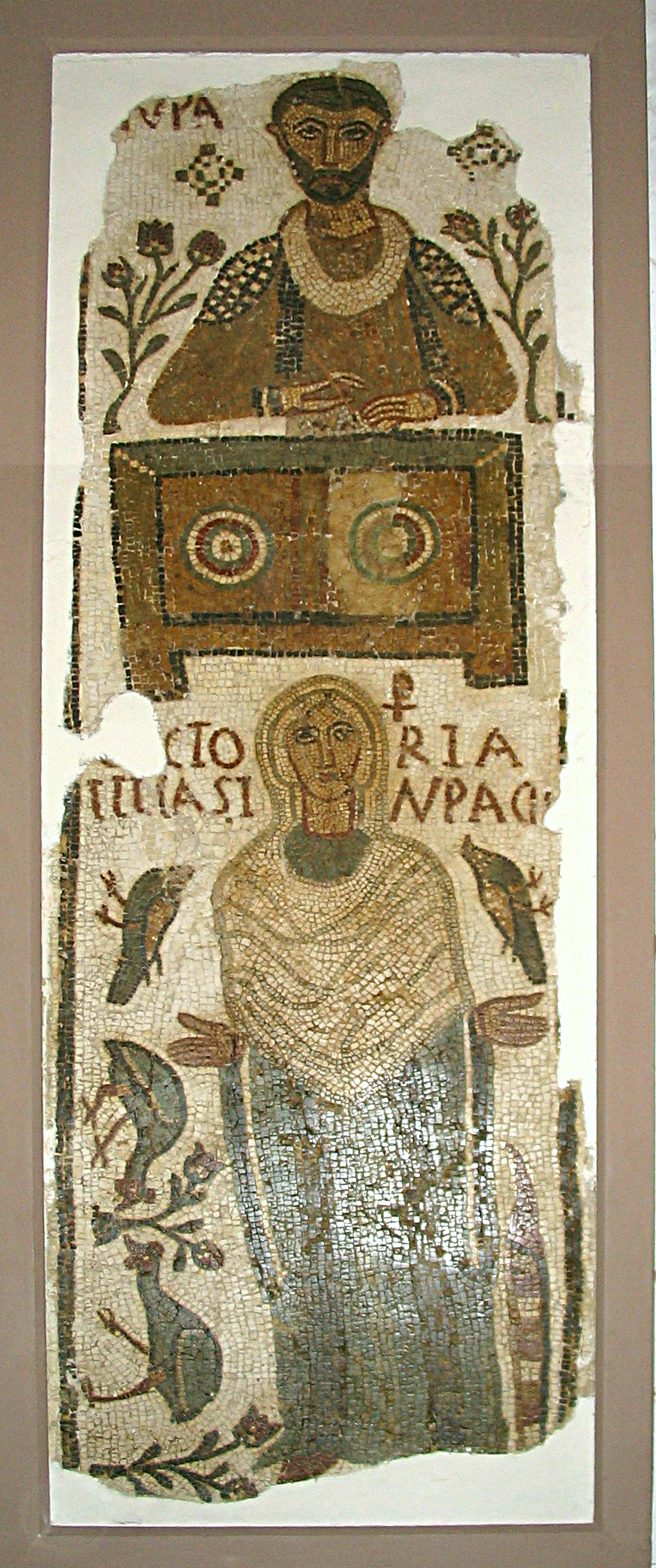
Tombe double dite de Victoria.
Tombe en caisson de Dardanius.
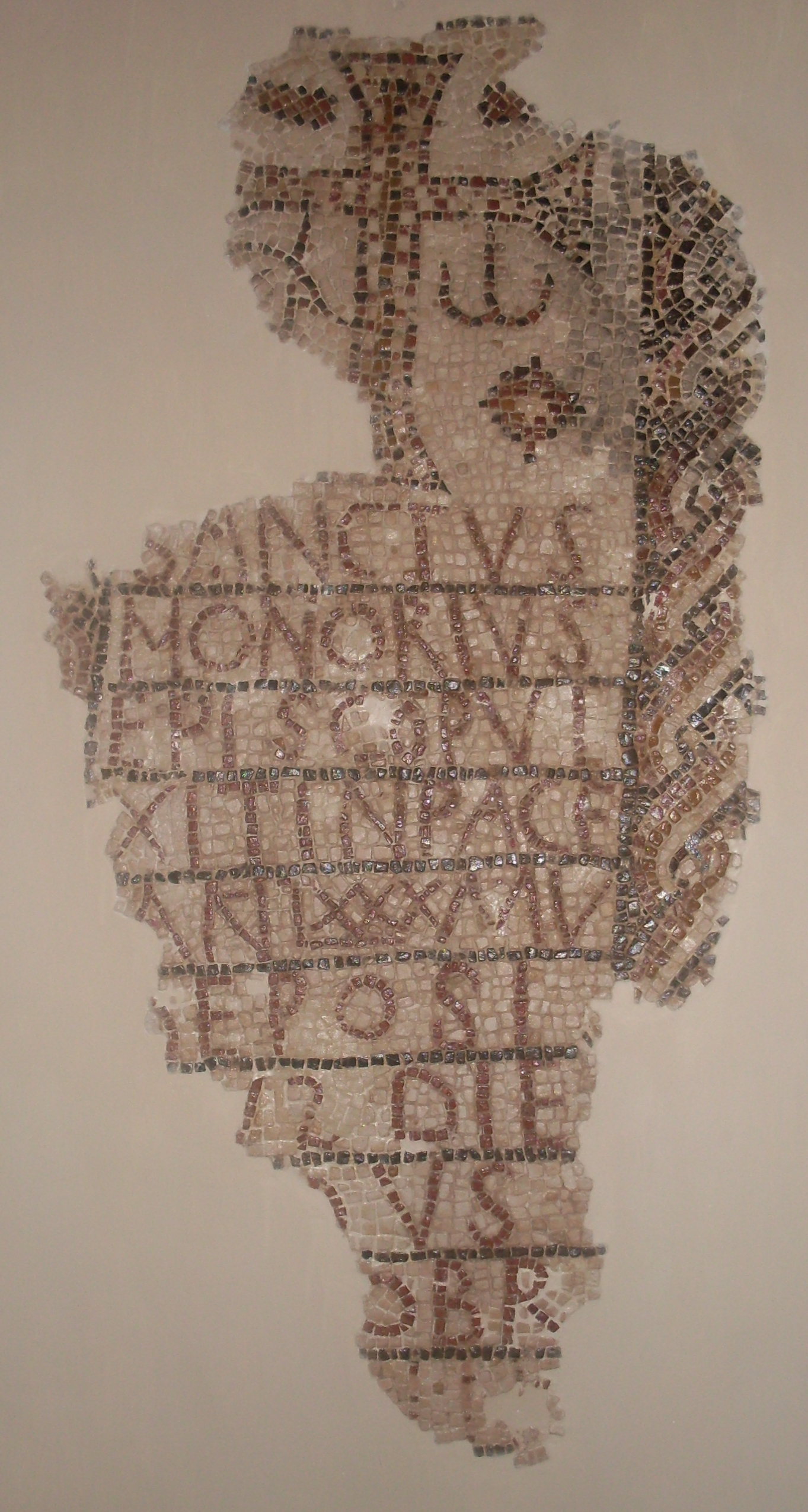
Mosaïque d'Honorius.
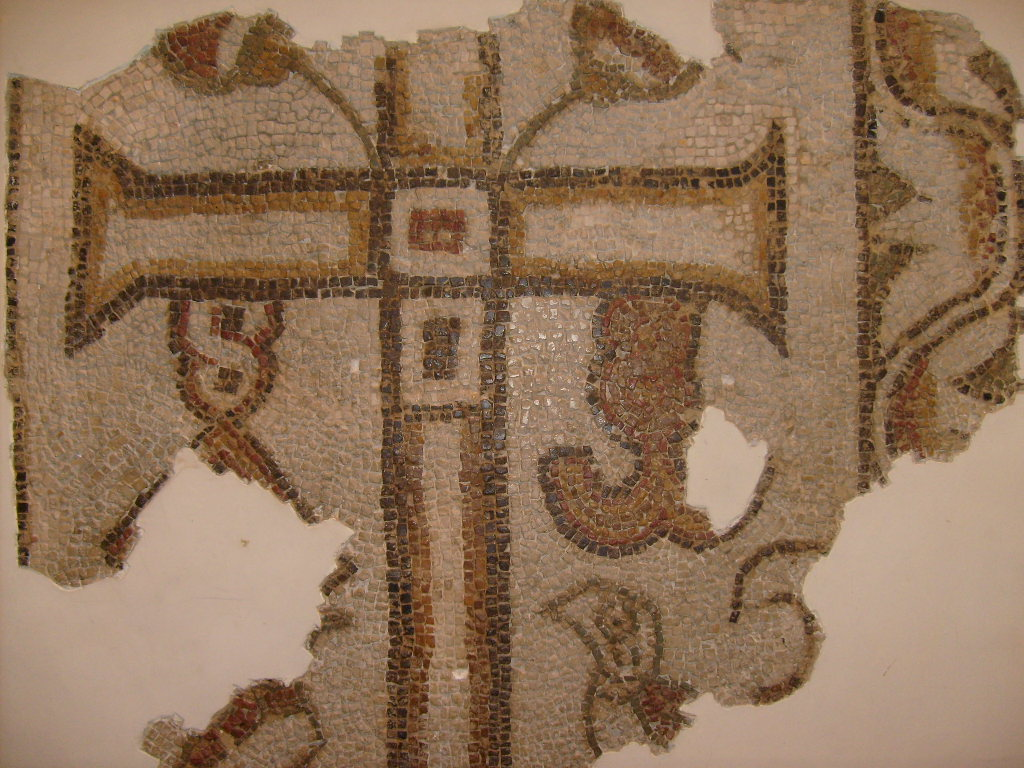
Détail d'une croix sur une mosaïque tombale du musée.

Les œuvres exposées figurent aussi des scènes religieuses. Ainsi, le Pavement de mausolée est une composition de losanges et de carrés avec de larges fleurons et délimités par des tresses. Au centre figure un octogone qui renferme une scène biblique montrant Daniel nu dans l'attitude d'un orant dans une fosse aux lions. Ce pavement appartient au mausolée d'une grande famille romaine, les Blossi, et date du Ve siècle. Le Relief du Bon Pasteur porte une brebis sur les épaules, avec une scène de banquets à ses côtés. Devant les convives se trouve un guéridon avec des gâteaux déposés au-dessus. Le repas est interprété comme celui des élus au royaume de Dieu. Trouvé à Carthage, il date du début du IVe siècle.
Le pavement dit des Médaillons des sept saints (VIe siècle) provient de Carthage. Au centre, le pavement est celui consacré à saint Étienne. La mosaïque représente sept couronnes avec les noms de sept martyrs et en fait un document important concernant le christianisme africain.
Le musée possède une collection de carreaux en terre cuite, mesurant 25 centimètres sur 28, utilisés sur les murs et plafonds des édifices chrétiens ; ils datent du VIe voire du VIIe siècle. Les thèmes sont bibliques mais aussi empruntés à l'hagiographie voire à des thématiques païennes.

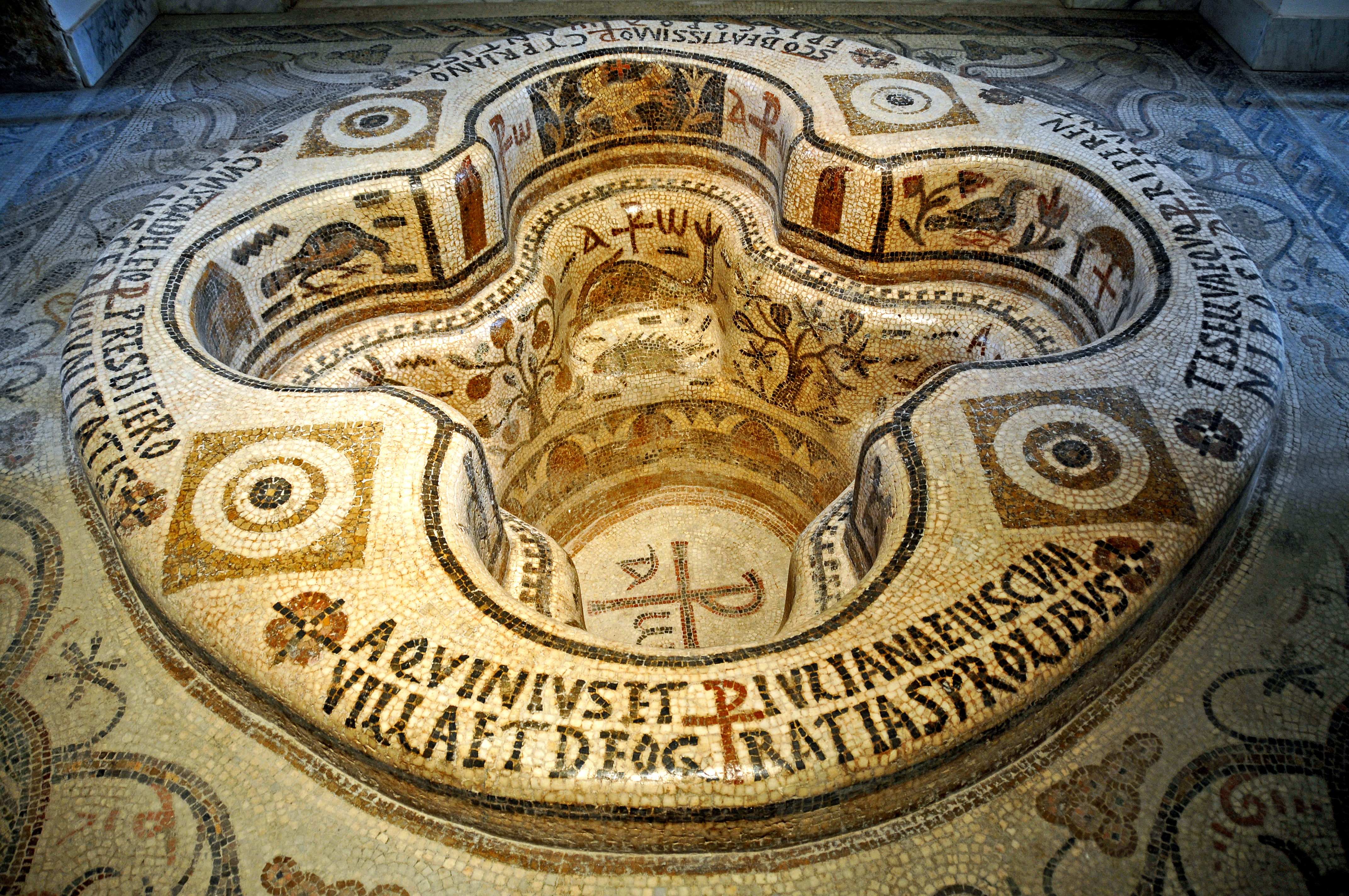
Baptistère de Kélibia.

Deux baptistères sont également déposés au musée. Le baptistère dit de Gigthis (VIe siècle), trouvé à El Kantara sur l'île de Djerba, a été placé dans le sol ; il s'agit d'une cuve en forme de croix selon un type fréquent en Afrique. La pièce maîtresse est toutefois le Baptistère de Kélibia trouvé dans l'église du prêtre Félix et datée de la deuxième moitié du VIe siècle. La cuve est élevée sur un pavement de mosaïque de forme carrée, décorée sur les angles par quatre cratères desquels s'échappent des rinceaux de vigne. Le pavement comporte un seuil sur lequel est inscrit : Pax fides caritas (Paix, foi, charité).
La cuve possède un bassin quadrilobé dont chaque bras comporte un degré pour la descente. Tout le rebord est décoré par deux lignes de textes : « En l'honneur du saint et bienheureux évêque Cyprien, chef de notre église catholique avec le saint Adelphius, prêtre de cette église de l'unité, Aquinius et Juliana son épouse ainsi que leurs enfants Villa et Deogratias ont posé cette mosaïque destinée à l'eau éternelle » ; les dédicants et dédicataires sont ainsi nommés.

Lions affrontés.

L'intérieur polychrome est richement décoré : colombe porteuse de rameau d'olivier, coupe de lait et miel, caisse, baldaquin abritant la croix, dauphins supportant un chrisme, image du Christ, poissons, cierges, arbres et fleurs. La valeur symbolique est forte, témoignant du triomphe du Christ et de la croix ainsi que du Paradis promis aux fidèles. La mosaïque tardive des Lions affrontés a été trouvée à Carthage et date du VIe siècle. Sur ce pavement d'abside, sous une bordure végétale, deux lions s'affrontent de part et d'autre d'un pin parasol. Les lions sont très stylisés. Dans la partie supérieure, deux lièvres s'affrontent alors que deux colombes occupent la partie supérieure. L'arbre symbolise l'arbre de vie et les couleurs ainsi que le mode de traitement du sujet témoignent d'une influence byzantine.

Œuvres de l'art chrétien
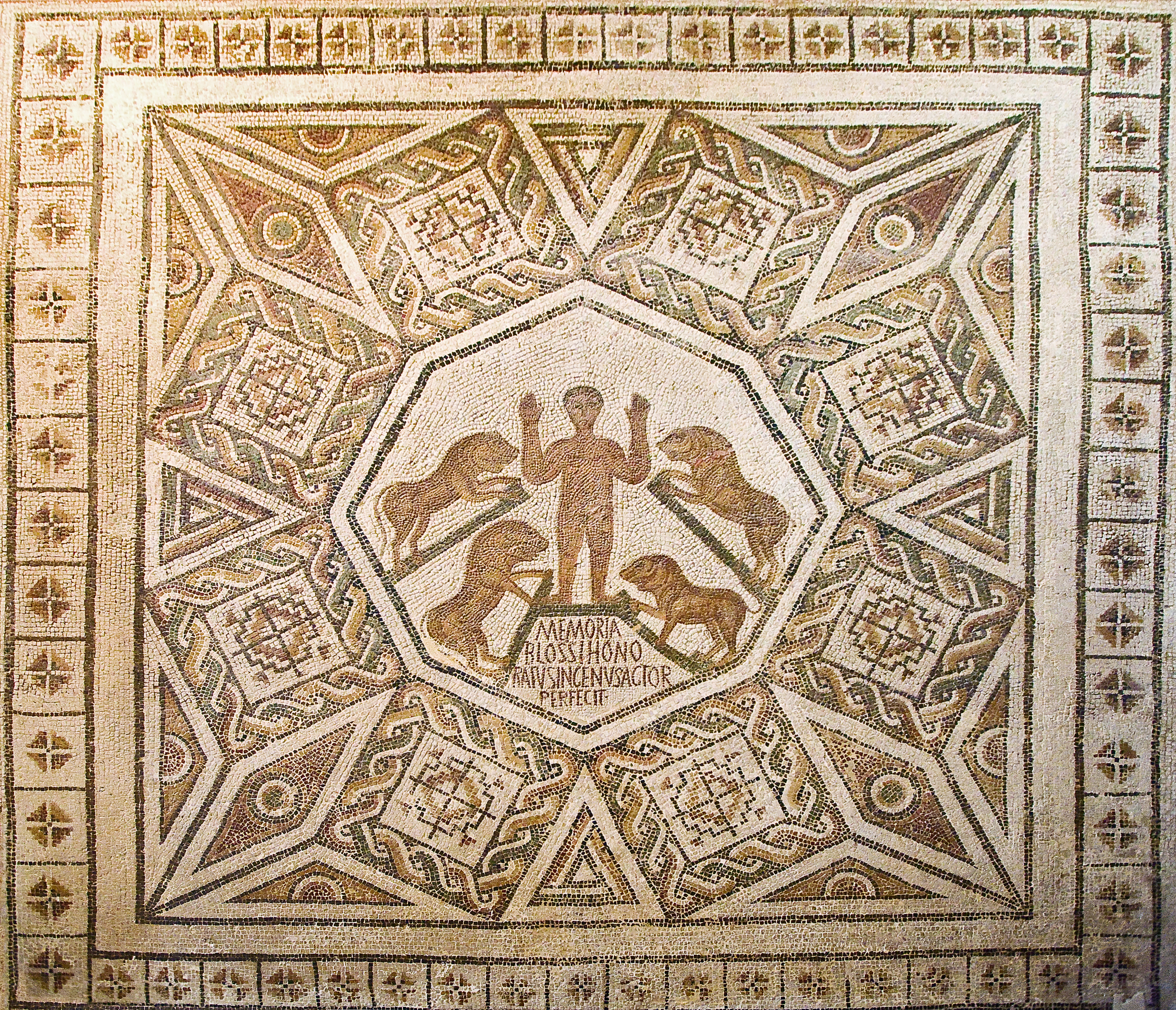
Pavement de mausolée (Daniel dans la fosse aux lions).
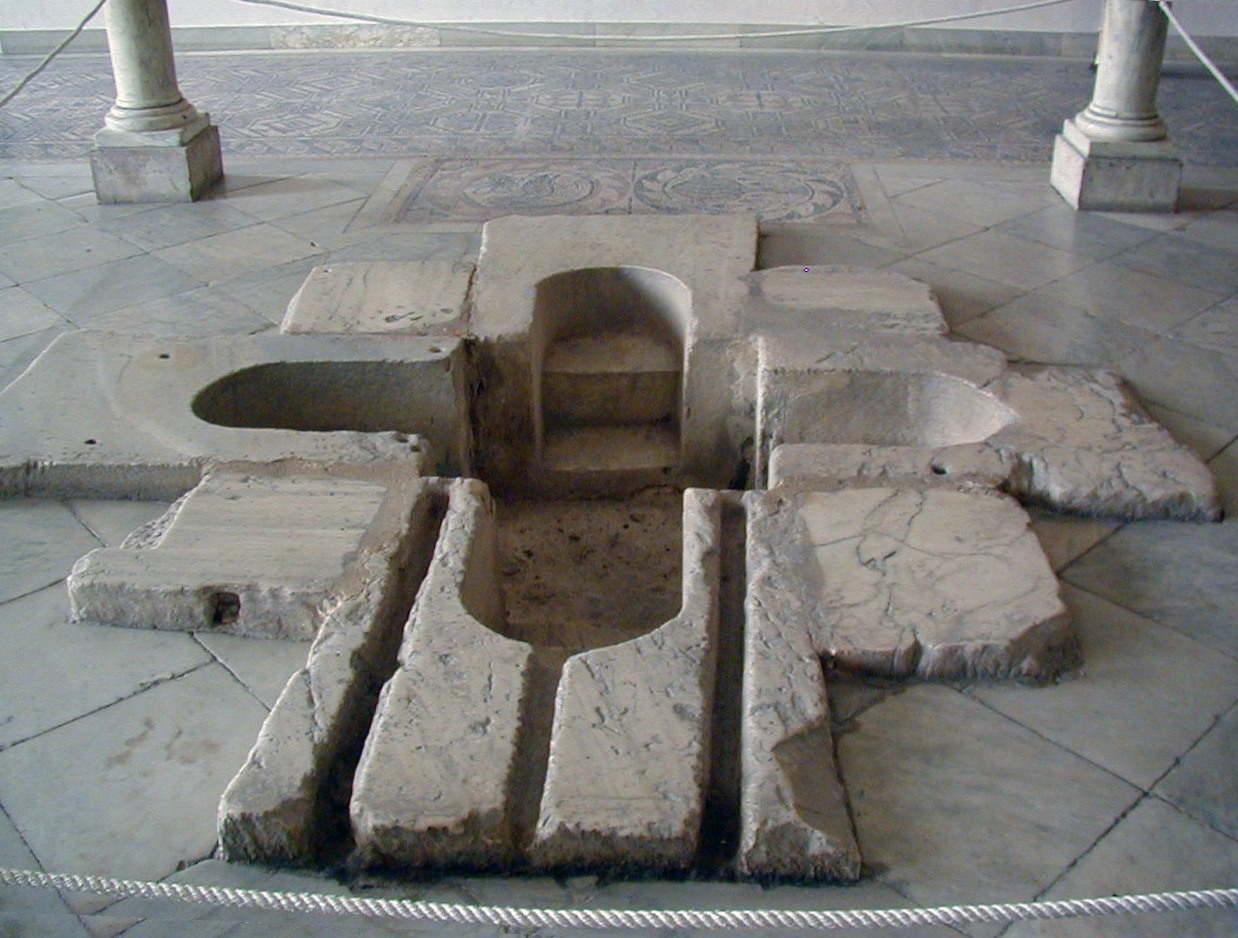
Baptistère d'El Kantara, cuve baptismale du VIe siècle.
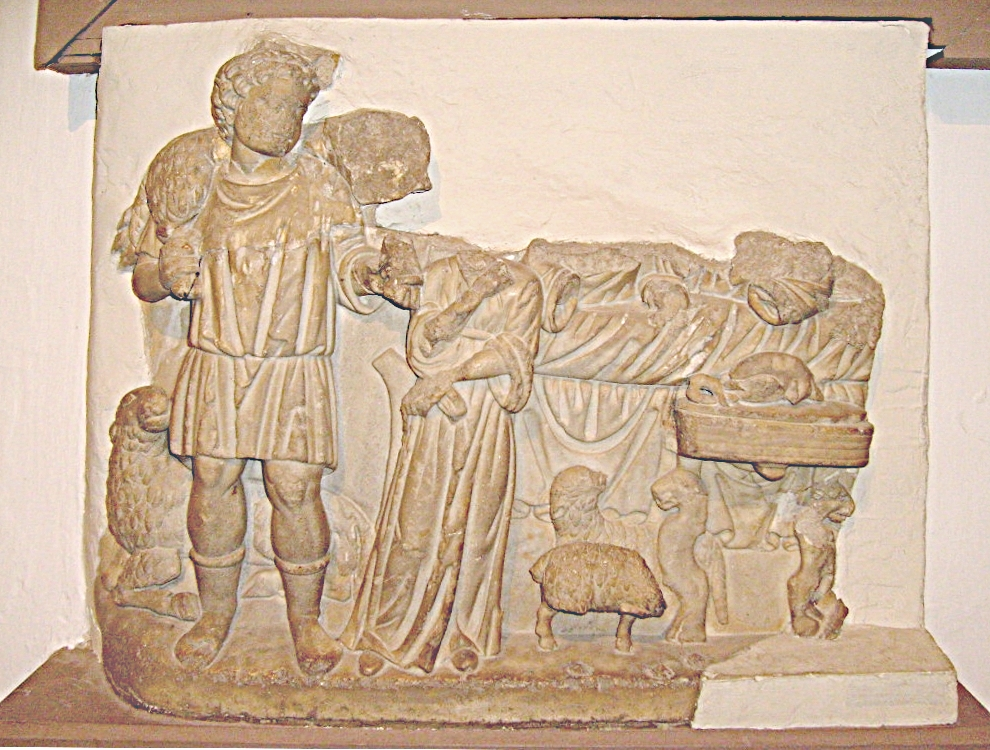
Relief du Bon Pasteur.
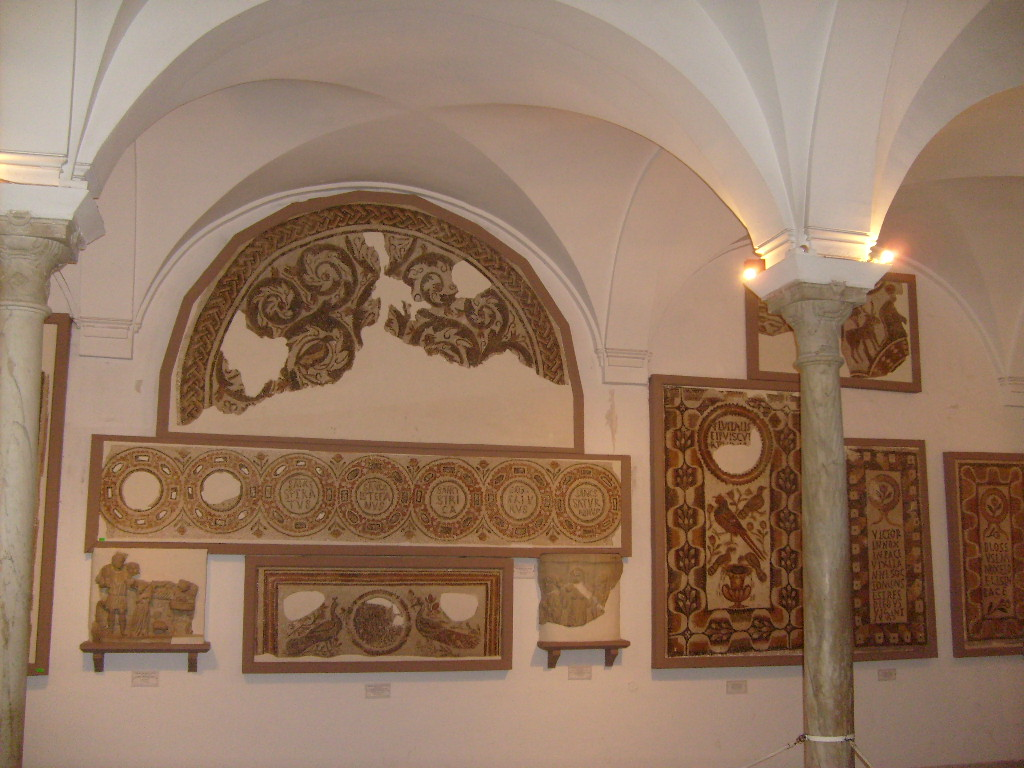
Mosaïques paléochrétiennes avec au centre la mosaïque des médaillons des sept saints.

### Numismatique
Le département de numismatique, comparativement aux autres départements, est relativement modeste.

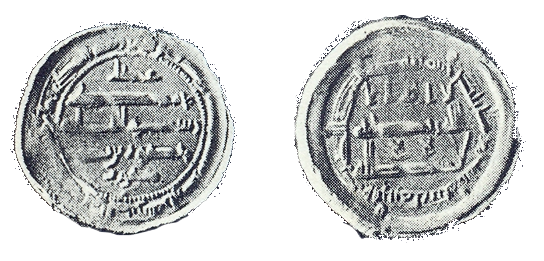
Monnaie hafside du Bardo.

Le musée du Bardo accueille une collection importante de monnaies constituée entre la fin du XIXe siècle et le début du XXe siècle. Dans cette collection figurent 29 pièces de monnaie en or, dont huit aurei du Haut-Empire romain représentant Auguste, Tibère, Faustine, Vespasien et Marc Aurèle ont été frappées à Rome et Lugdunum ; un autre aureus représentant Gordien III a aussi été frappé à Rome. Une pièce unique frappée dans l'atelier de Carthage — marquant sa réouverture entre 296 et 297 — et représentant l'empereur Galère et, sur le revers, l'Afrique tenant un étendard et une défense d'éléphant avec un lion capturant un taureau, fait partie du trésor de Beaurains.
Par ailleurs, 18 solidi représentant Constance, Constance II, Valentinien Ier, Honorius, Valentinien III, Théodose II, Eudoxia, Marcien, Léon Ier, Basiliscus et Marcus sur une même pièce, et Zénon ; ils ont été frappés dans différents ateliers dont ceux de Ravenne, Antioche, Aquilée et Constantinople. Un tremissis représentant Valentinien III a été frappé en Gaule. Les pièces de cette collection proviennent de plusieurs sites dont Carthage, Dougga, El Jem, Jebiniana et La Goulette. Le trésor de Chemtou est prévu y être conservé en novembre 2018.
Les collections de monnaies de l'époque arabe comportent en particulier de belles monnaies en or aghlabides et fatimides.

### Art islamique
Les collections d'art islamique sont réparties en deux sections : une section du Moyen Âge islamique et une section d'arts et traditions populaires.

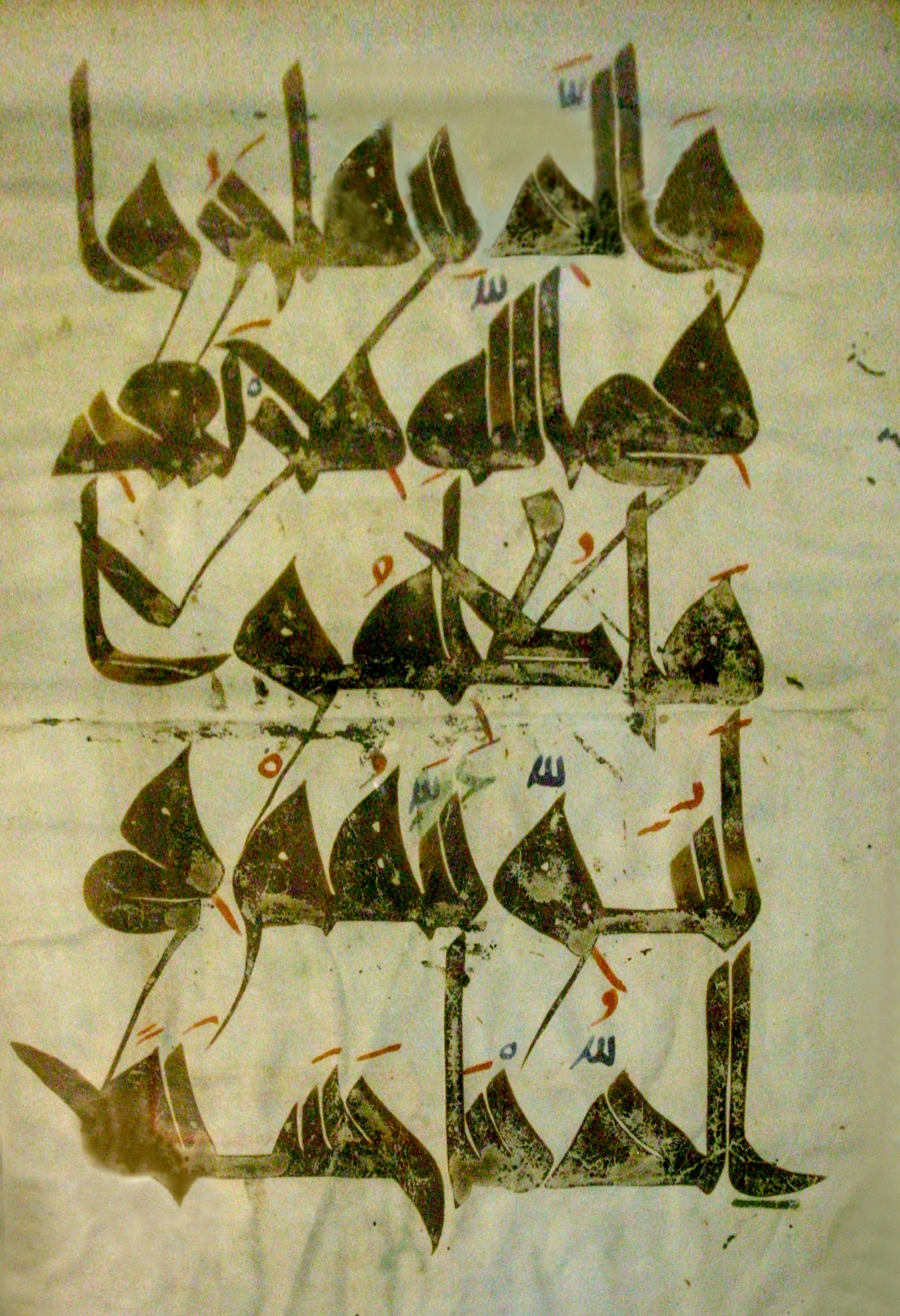
Calligraphie de type coufique sur un feuillet du Coran.

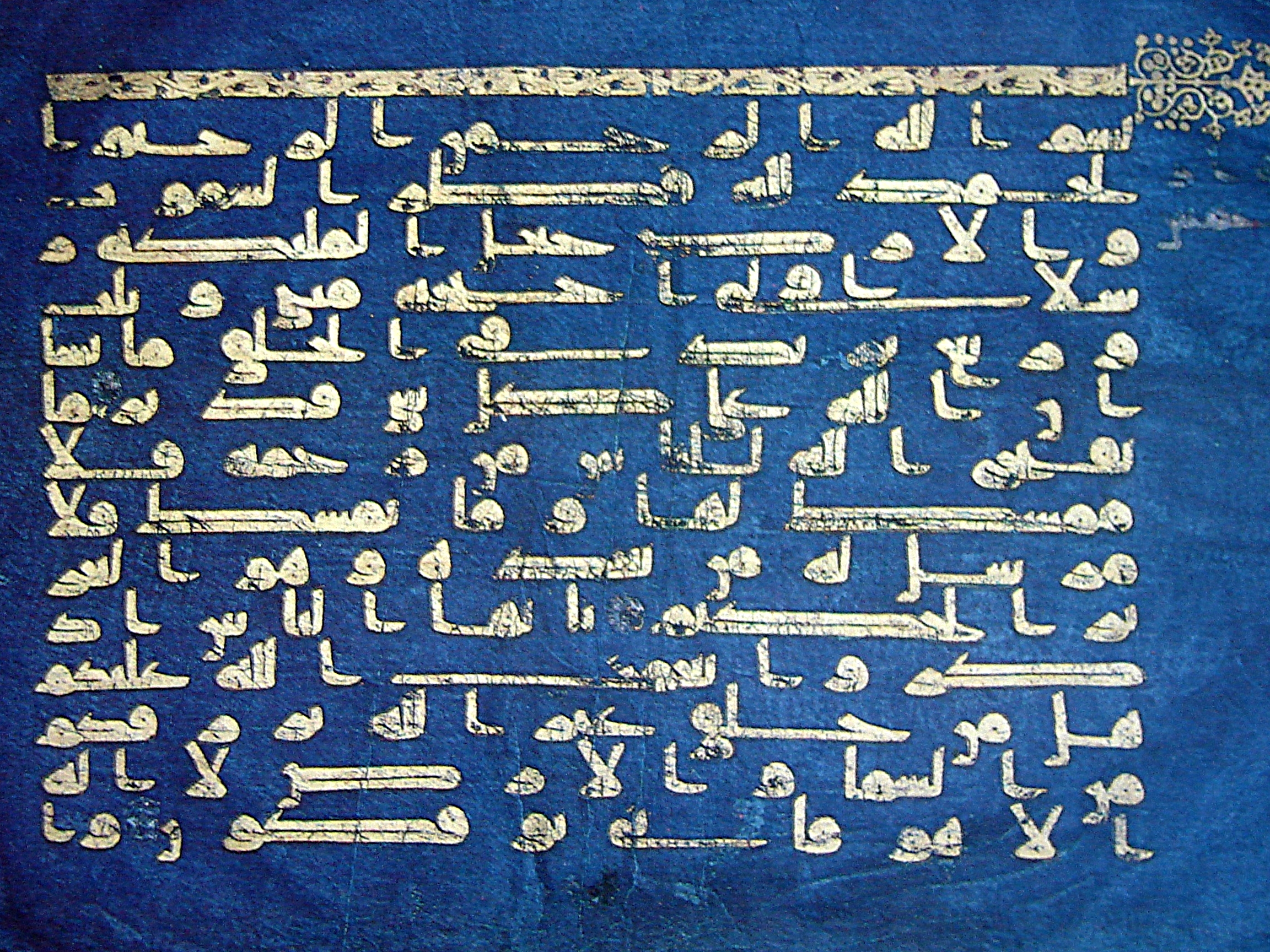
Coran bleu de Kairouan.

La salle du Moyen Âge abrite divers objets provenant des fouilles des sites de Raqqada et Sabra (gouvernorat de Kairouan) dont des Corans sur parchemin datant des IXe, Xe et XIe siècles parmi lesquels figure des feuillets du Coran bleu de Kairouan calligraphié en lettres d'or de type coufique sur un fond bleu du XIe siècle. Le manuscrit est partagé entre de nombreuses collections publiques et privées. Il est originaire d'Ifriqiya même si une origine iranienne a été avancée. Les sourates sont séparées par une bande dorée avec des motifs floraux et des arabesques. Des feuillets du Coran de Fatma Al Hadhna sont aussi exposés au sein de ce département. Les écrits sont aussi profanes car sont exposés des manuscrits de traités en médecine.
La salle abrite également une importante collection de tissus brodés d'Égypte ainsi que des bois sculptés provenant de la grande mosquée de Kairouan (IXe siècle). Les tissus fatimides provenant d'Égypte sont ornés d'une riche calligraphie et des textes religieux ou des louanges au prince.
Non loin se trouvent des instruments de musique : tambourins, rbab (sorte de violon), cithares et oud. On y trouve aussi un bas-relief en marbre de l'époque des Fatimides (Xe – XIe siècle) qui montre un musicien jouant face à un prince. L'œuvre possède des points communs avec des représentations humaines des stèles à Saturne tout en étant marquée par son temps en particulier du fait des costumes. Le département contient aussi deux sièges offerts par Napoléon III au bey de Tunis ainsi que du mobilier de marqueterie divers : miroirs et coffres avec de la nacre.
Des pièces de monnaie en or et en argent depuis l'époque omeyyade et des astrolabes, des cadrans solaires et des boussoles datant du XIVe au XIXe siècle sont également présentés.
Dans la seconde section, on peut admirer des objets en cuivre martelé et des objets en argent. Les objets de cuivre sont divers : coupes, plateaux, chaudrons, vases, lampes et brasero. Une collection d'armes est également visible : sabres, épées, poignards mais aussi armes à feu parmi lesquelles des pistolets et des fusils. Le musée expose en outre des objets de verre et de céramique des époques abasside, aghlabide et fatimide.
Les objets égyptiens sont en os, ivoire et verre. Il y a aussi des bijoux, comme le trésor fatimide de Tarabia (Le Kef) du XIe siècle, des éléments de parures citadines et rurales ainsi que des vêtements d'apparat de diverses régions de la Tunisie.

Échantillon de la collection islamique
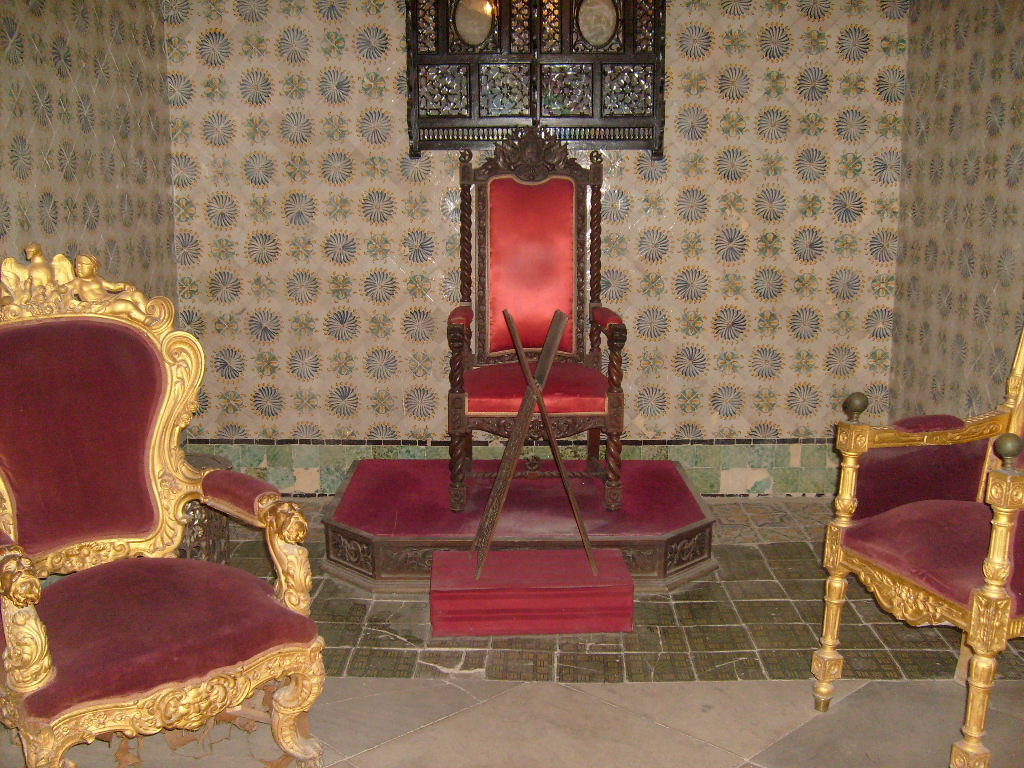
Trône des beys husseinites.
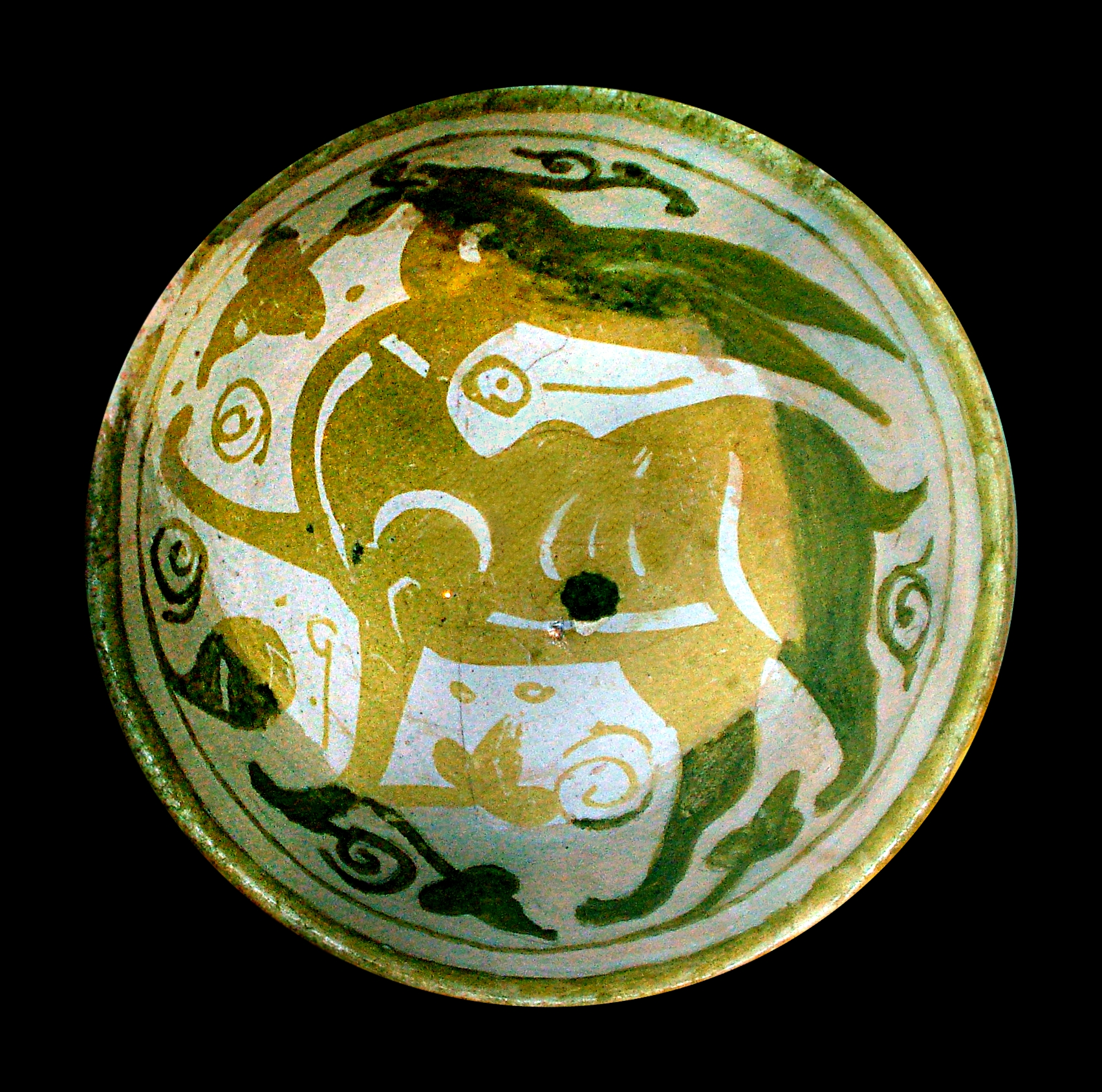
Céramique fatimide à décor animalier.
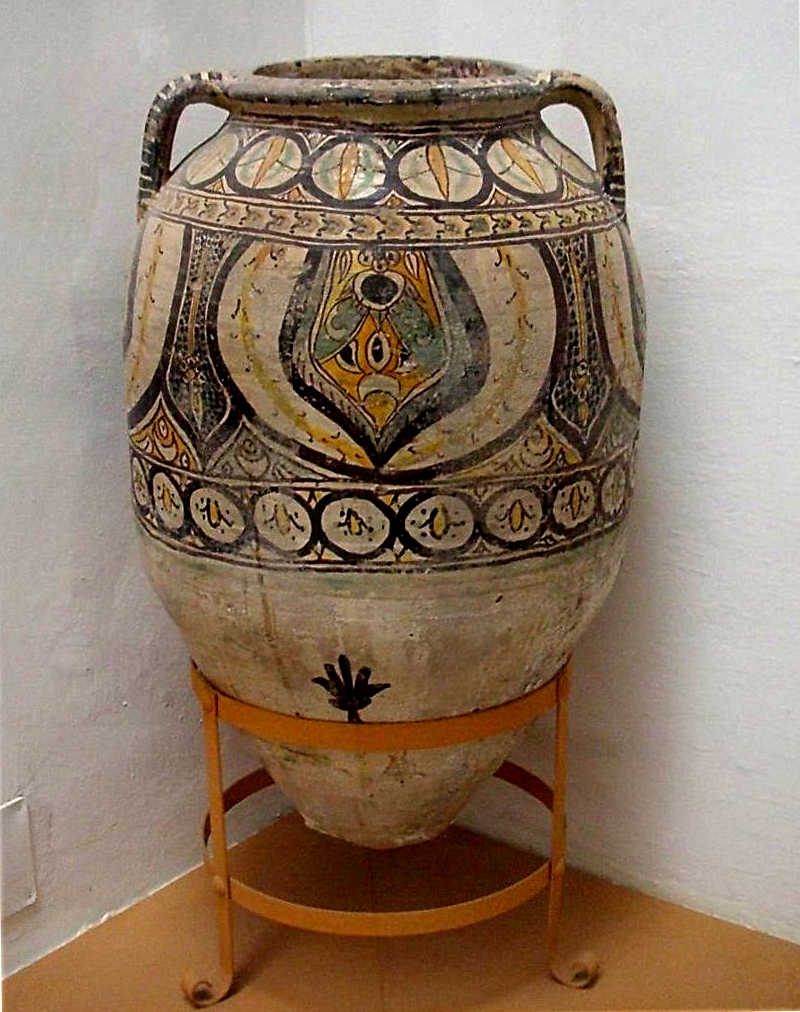
Poterie traditionnelle colorée et à motifs géométriques.
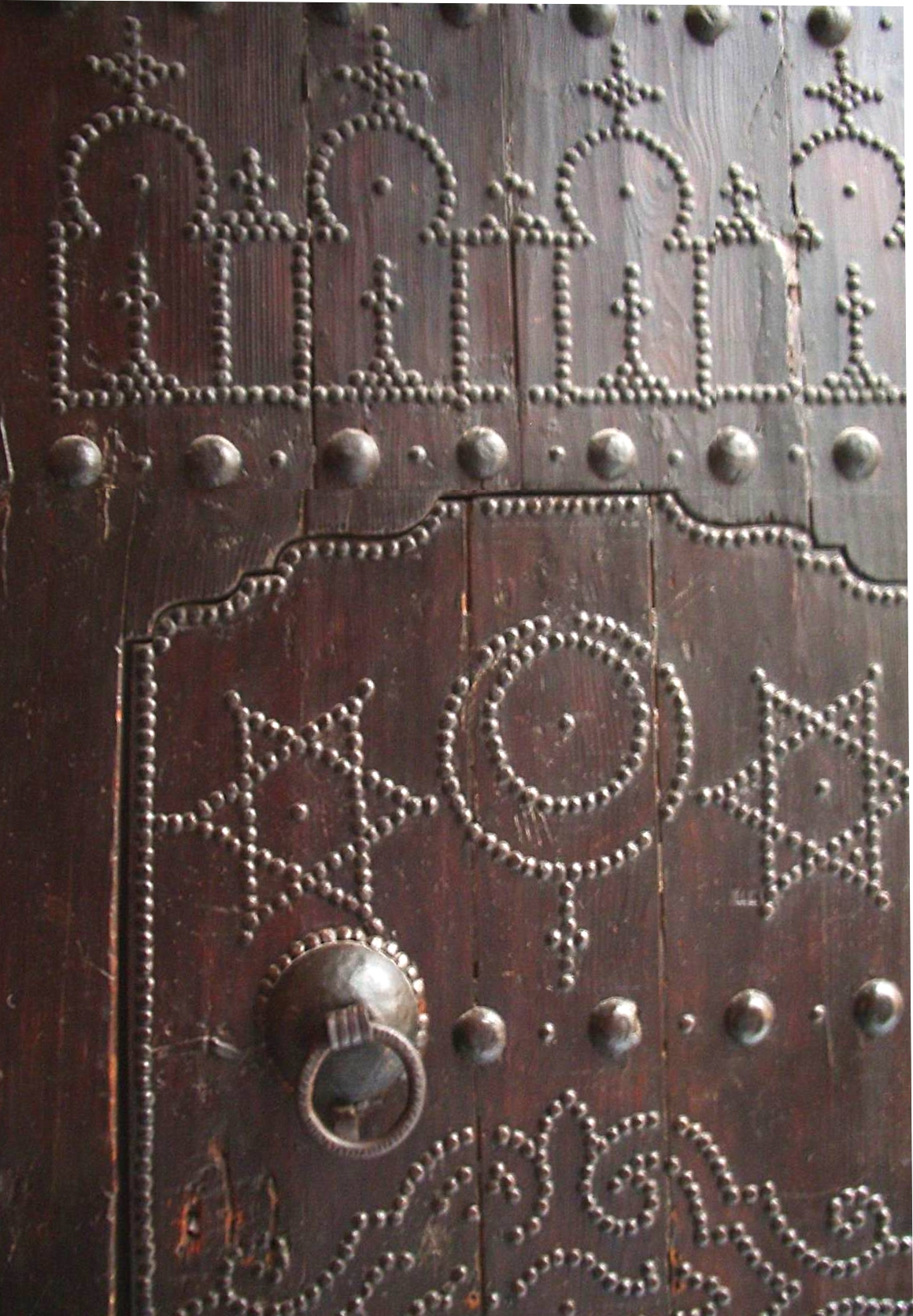
Porte cloutée à l'entrée du département.

### Ethnographie

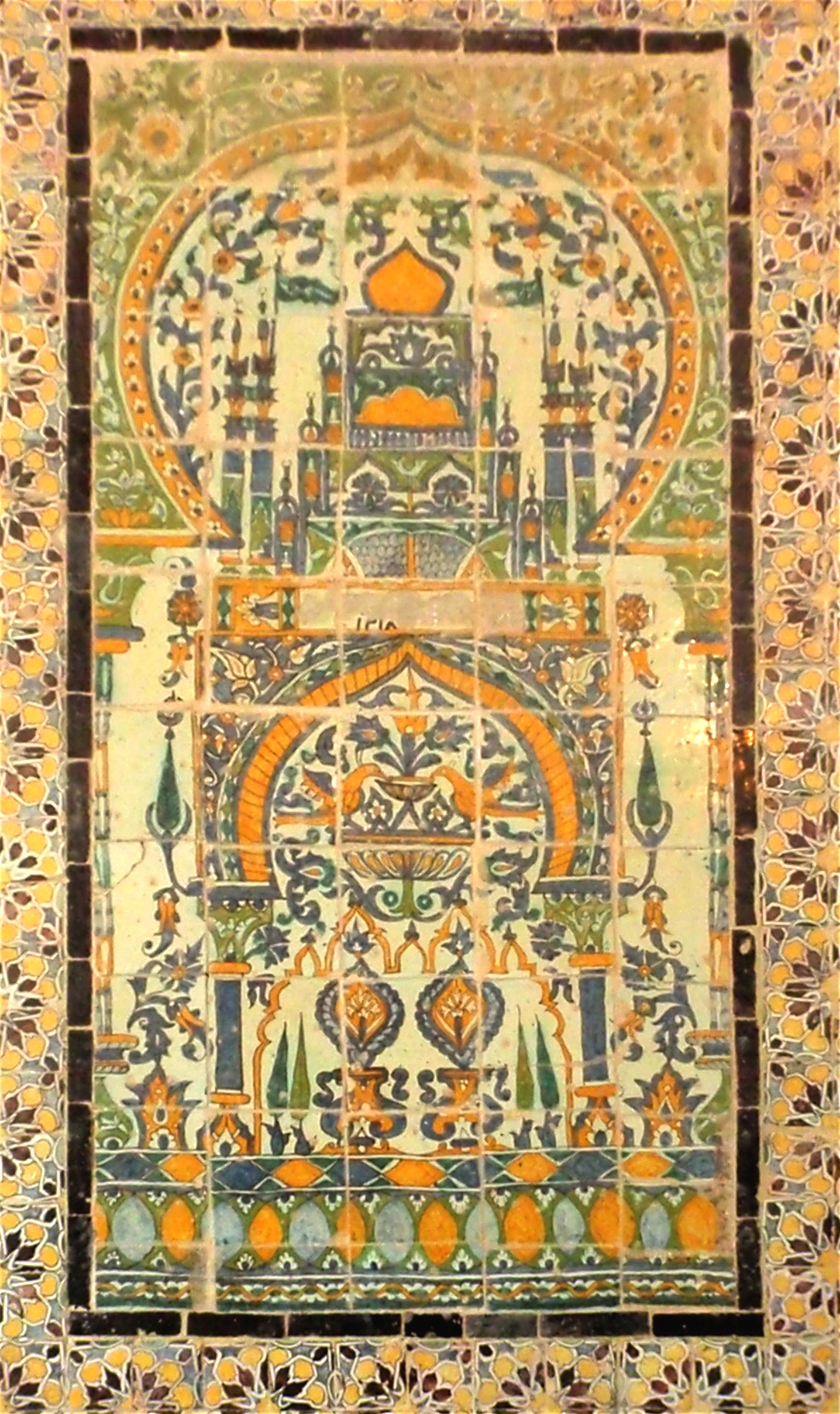
Faïence.

Dans le département d'ethnographie sont exposés des costumes traditionnels ainsi que des bijoux de Tunisie et d'Afrique du Nord.
Des objets en argent repoussé, des céramiques de Sejnane et des céramiques diverses dont celles apposées sur les murs en provenance d'Andalousie, du Maroc, de Turquie et du Proche-Orient complètent la collection. Un superbe panneau représentant deux lions affrontés provient de Qallaline (XIXe siècle).
Les pièces qui entourent le petit patio sont consacrées chacune à une thématique. Dans l'une, une série de gravures du XVIe siècle représente la prise de Tunis par les troupes espagnoles de Charles Quint. Le côté le plus grand est occupé par des pièces meublées dans le style tunisois de la fin du XIXe siècle : lit à baldaquin, banquettes, paravent et fauteuil. Enfin, une pièce est consacrée au culte israélite en Tunisie avec des exemplaires de la torah.

Mobilier du département ethnographique
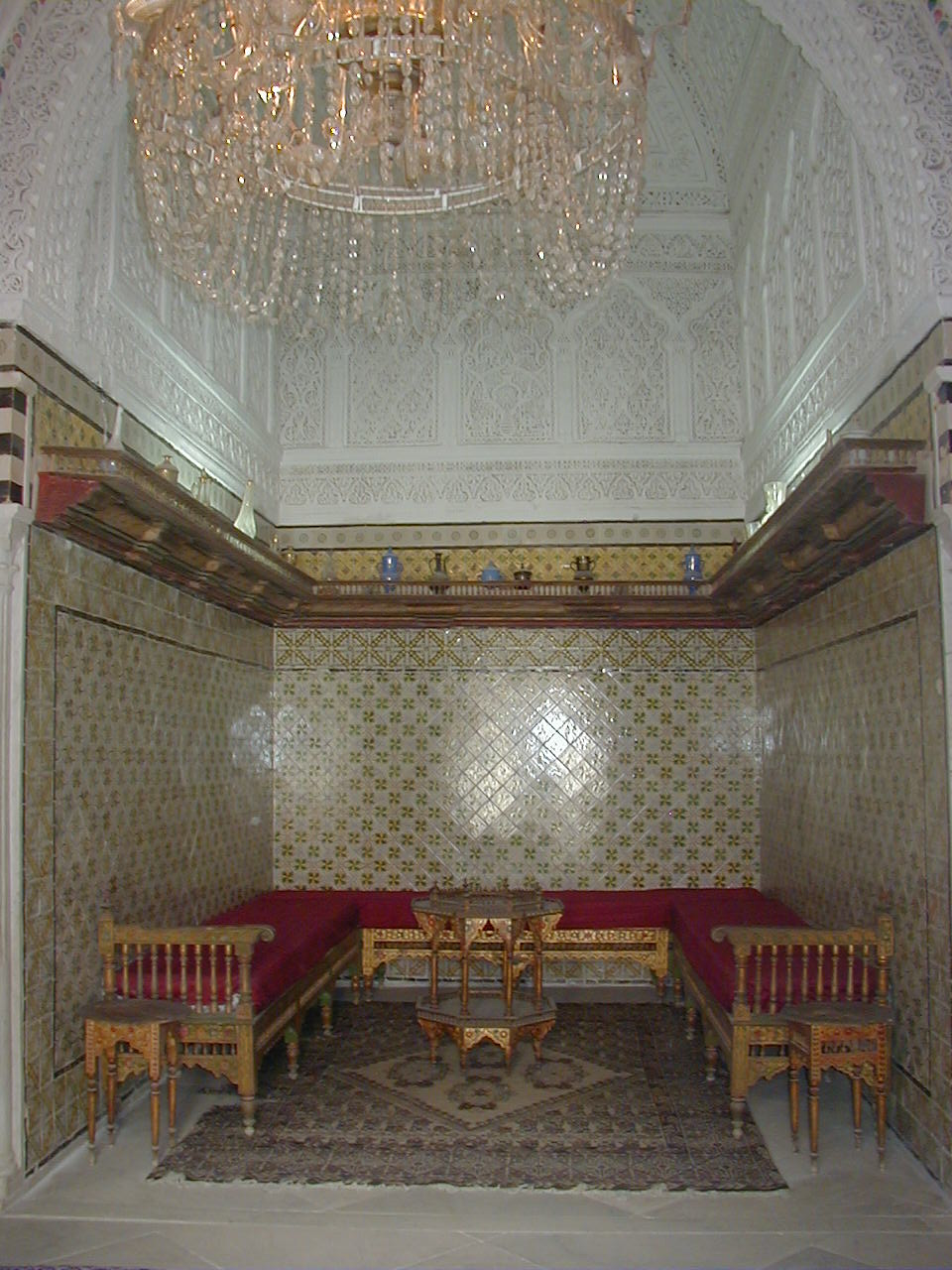
Pièces meublées du type de la fin du XIXe siècle avec banquettes.
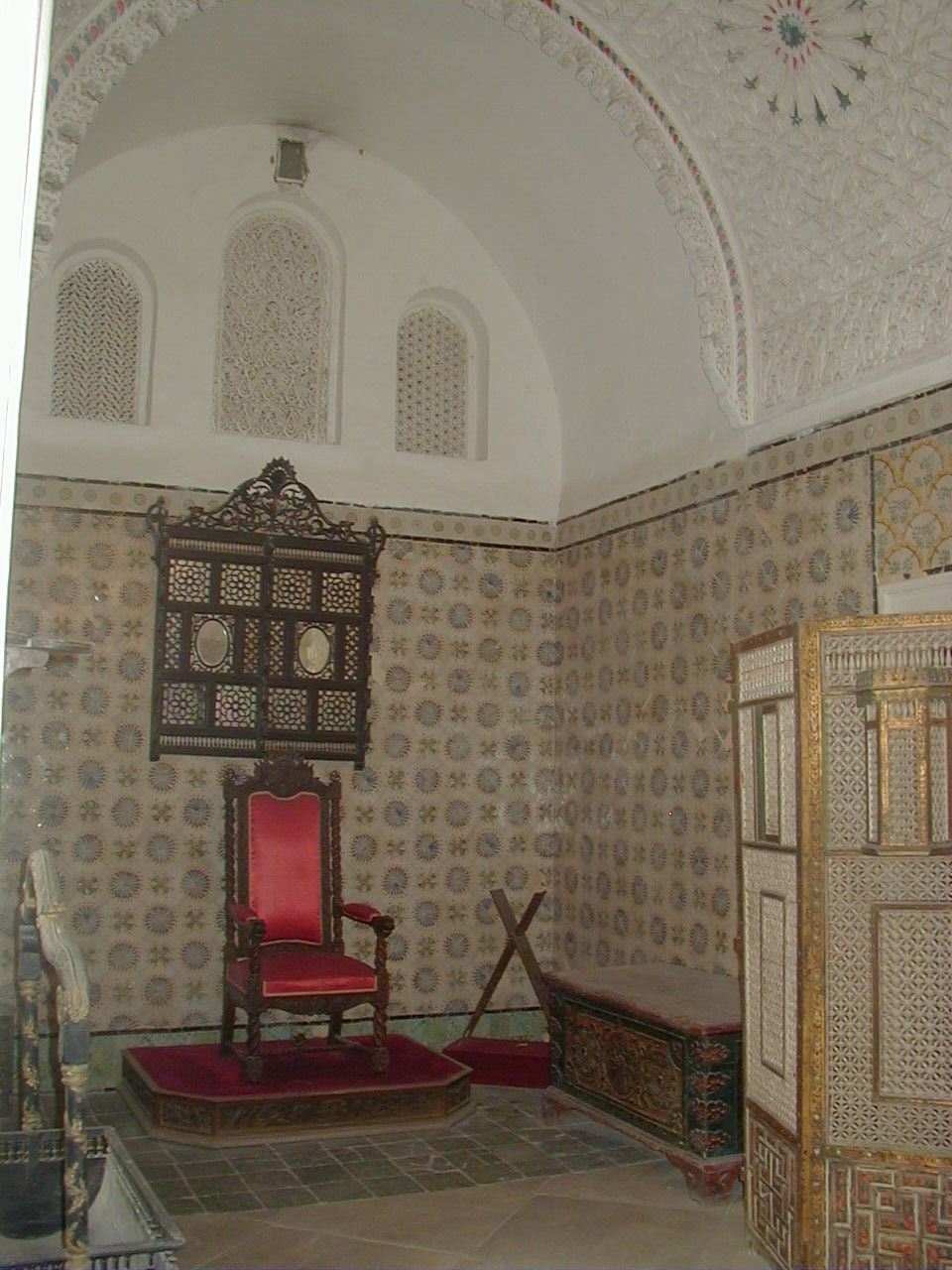
Pièces meublées du type de la fin du XIXe siècle avec fauteuil et paravent.
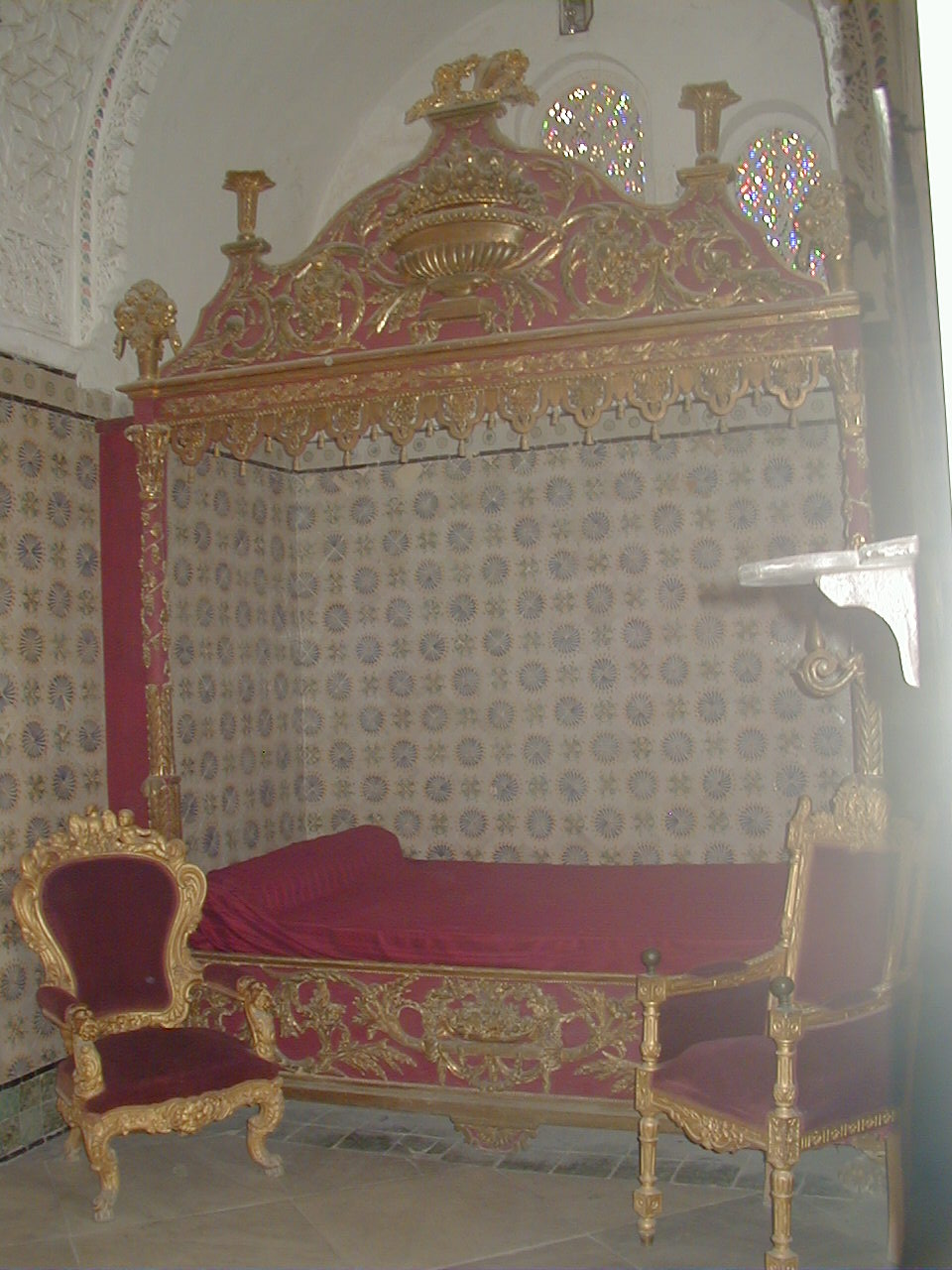
Lit à baldaquin.
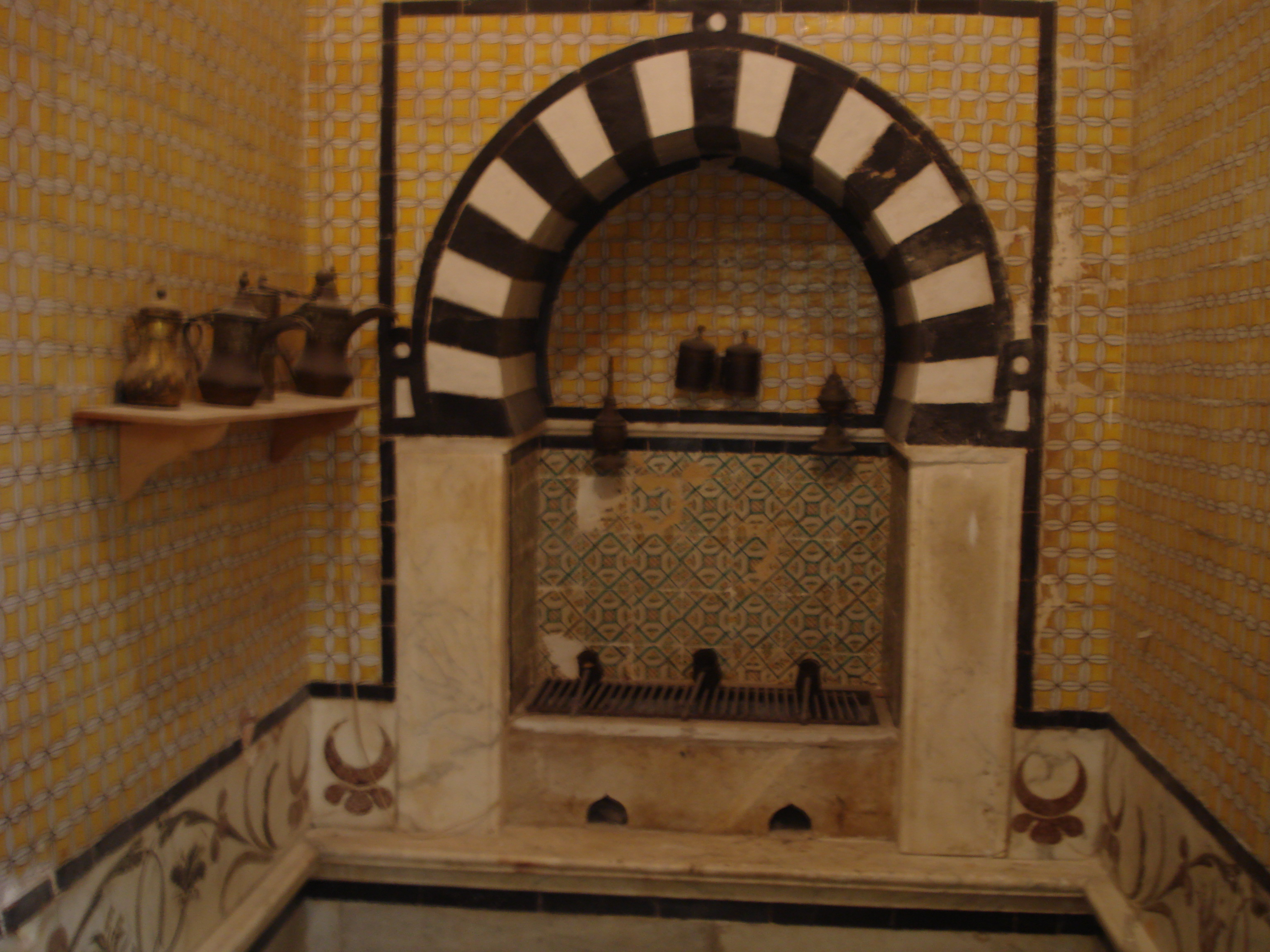
Ustensiles de cuisine.

### Fouille sous-marine de Mahdia
Les salles de Mahdia sont consacrées à l'exposition d'objets issus des fouilles sous-marines effectuées durant trois campagnes, entre 1907 et 1954, au large de Mahdia. Les premières fouilles ont découvert des œuvres majeures qui prennent le chemin du Bardo dès leur découverte.
La muséographie datée des années 1930 est jugée obsolète dans les années 1980 et pose des problèmes de conservation. Une restauration est donc effectuée en partenariat avec le Rheinisches Landesmuseum Bonn à partir de décembre 1987. Une exposition a lieu à Bonn du 8 septembre 1994 au 29 janvier 1995, à l'issue de laquelle les œuvres rentrent définitivement en Tunisie.
Ce sont principalement des objets de la Grèce antique en bronze et en marbre originaires d'Athènes et à destination de Sicile ou d'Italie. Parmi eux figurent du mobilier antique en bronze avec des parties en bois reconstituées et des éléments architectoniques en marbre (colonnes ou chapiteaux). De nombreuses sculptures font partie des découvertes et sont datées du milieu du IIe siècle av. J.-C. au premier quart du Ier siècle av. J.-C..

#### Galerie du navire et des bronzes
Le visiteur a accès aux salles de Mahdia par la salle de Carthage. Les premiers éléments pouvant être vus sont une maquette du navire coulé vraisemblablement dans une tempête, une ancre et des amphores exposées.
La corrosion des bronzes a dépendu du séjour marin et des alliages utilisés pour leur fabrication. Les œuvres ont été réalisées selon la technique de la cire perdue : les statuettes ont été coulées en entier tandis que les pièces plus grandes l'ont été en plusieurs morceaux. Une action sur le moulage de cire permettait aux artistes de parvenir à un résultat varié alors que le modèle de base était le même. Les œuvres de bronze avaient fait l'objet d'un traitement spécifique destiné à leur donner une patine noire « façon émail » par un usage d'alliages particuliers,.
Le navire, contrairement aux affirmations répandues notamment par Jacques-Yves Cousteau à la suite de son film Carnet de plongée, n'était pas une galère. Le type des ancres du navire, placées à l'avant du bateau, a été identifié formellement comme celui utilisé au milieu du Ier siècle av. J.-C..

Éléments du navire
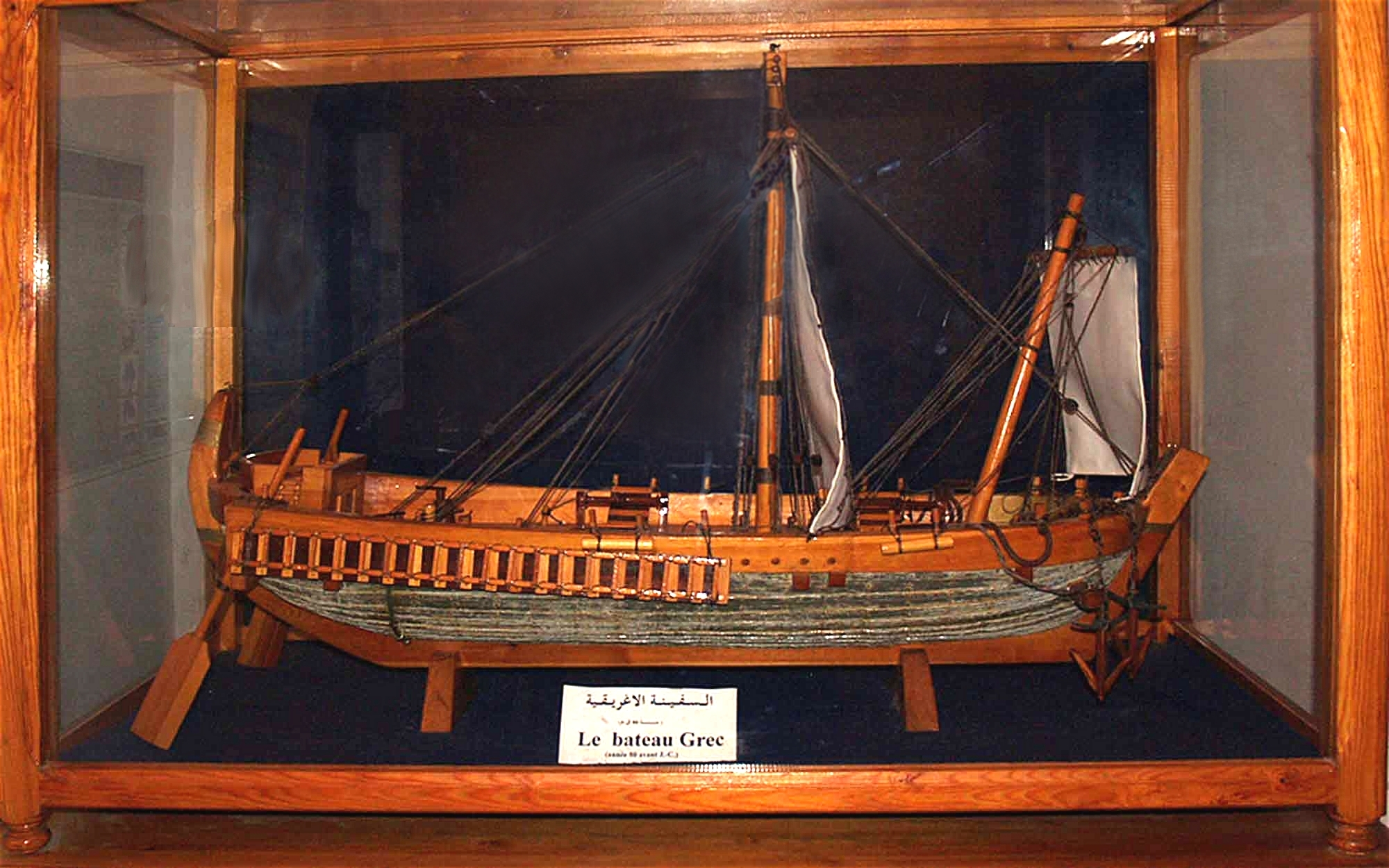
Maquette du navire de Mahdia.
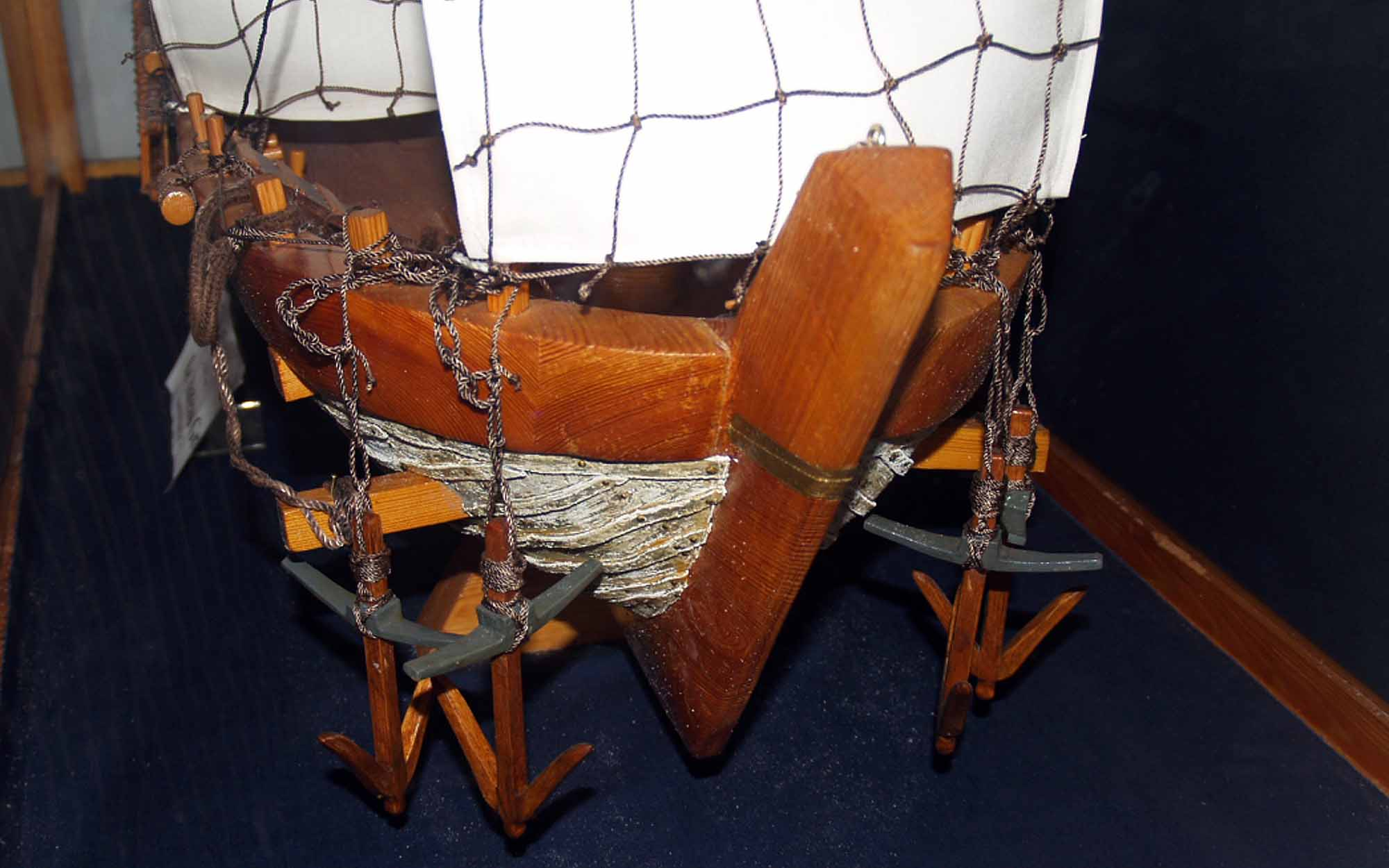
Maquette de l'avant du navire avec la position des ancres.
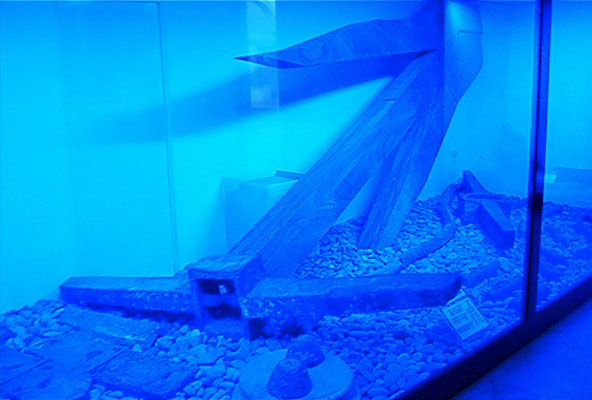
Ancre exposée.
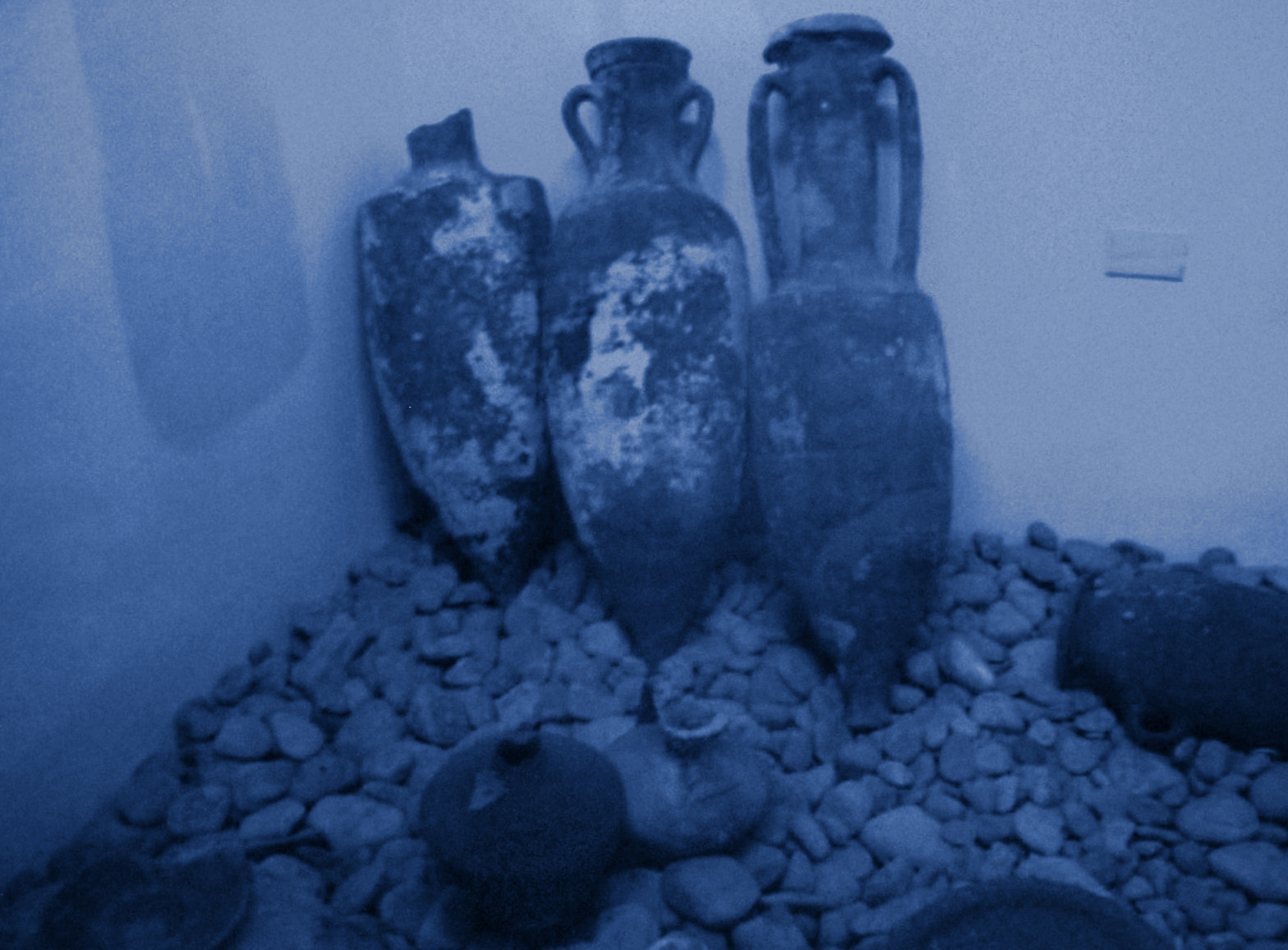
Amphores.

Les bronzes ont été retrouvés dans un excellent état de conservation, protégés par une couche de concrétions du fait du long séjour dans la mer. Une restauration soignée des œuvres a eu lieu afin de réparer les dommages du temps et du climat humide, remettant en cause certaines analyses anciennes. Le nettoyage a été suivi par un traitement complet.
L'Agôn, d'une taille de 1,40 m, est une sculpture qui représente un adolescent nu et ailé, la tête ceinte d'une branche d'olivier, un pied posé à plat et l'extrémité de l'autre adhérant encore au sol. D'une main, il s'apprête à poser une couronne sur sa tête et, de l'autre, il tient des tiges brisées. Cette attitude intermédiaire entre le repos et l'action est conforme au goût de l'époque hellénistique ; il s'agit d'une allégorie des victoires dans les concours. L'Agôn a été initialement associé à une autre œuvre en un groupe, sans doute par erreur.

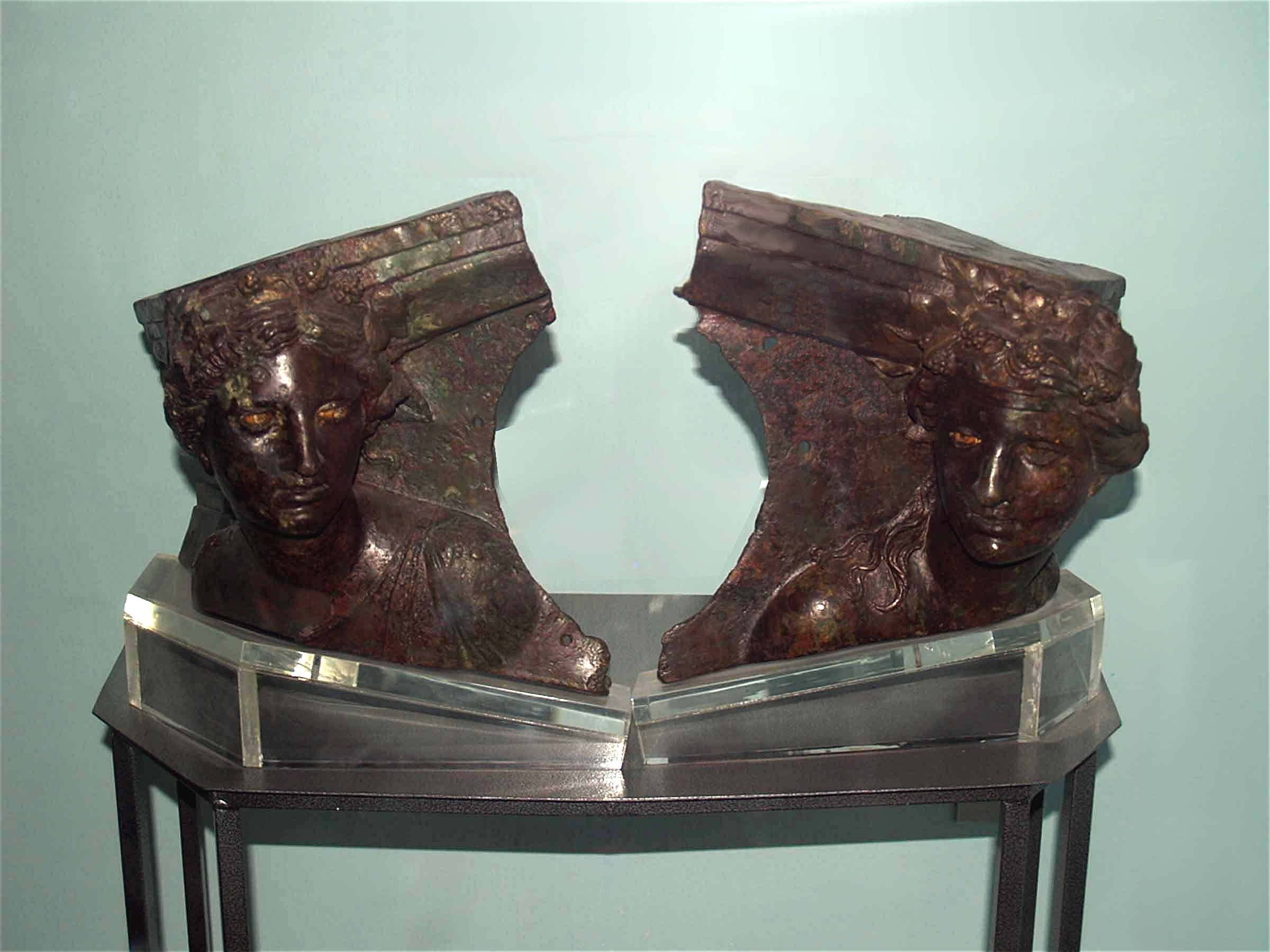
Figures de proue de Dionysos et Ariane.

L'Hermès de Dionysos a la tête du dieu posée sur un pilier à section carrée pourvu sur sa face principale d'un pénis, seul détail suggérant un corps humain. Son front est ceint d'un triple rang de frisures, de grosses moustaches tombantes encadrant la bouche et recouvrant en partie une longue barbe. De sa chevelure partent de nombreuses boucles alors qu'au sommet de sa tête s'enroule une bandelette dans un désordre pittoresque. Boéthos de Chalcédoine en est l'auteur car l'œuvre est signée sur un tenon.
Naine difforme et autres nains, mesurant de 30 à 32 cm et d'aspect vulgaire et burlesque, sont en train de danser en faisant claquer des deux mains des crotales. La tête de l'une des naines, énorme, pèse lourd sur un corps difforme et de membres atrophiés. Elle est vêtue d'une longue tunique très décolletée. Les danses de nains étaient liées aux cultes de Dionysos et Cybèle mais le thème a été diffusé dans la vie profane. La fonction du groupe trouvé lors des fouilles était ornementale et non religieuse.
Le Satyre prêt à s'élancer (IIe siècle av. J.-C.-Ier siècle av. J.-C.), mesurant 35 cm, est une sculpture représentant un corps svelte et souple ramassé sur lui-même. Ses muscles sont accentués et sa tête énergique et mobile détournée à droite est surmontée d'une chevelure en broussailles. Dans son dos est plantée une queue de chèvre.
Un Eros citharède de 42 cm est exposé dans la même vitrine. Hermès orateur représente le dieu des transports qui est reconnaissable aux petites ailes qu'il porte aux chevilles. Il est vêtu d'une chlamyde qui s'enroule autour de son bras, laissant nu tout le bas du corps.
Les fouilles ont livré aussi d'autres œuvres en bronze, ainsi les bustes de Dionysos et Ariane, destinés à orner une fontaine ou une proue de navire et arrachés de leur emplacement initial lors du pillage. Des éléments de mobilier de bronze ont aussi été remontés : des klinês ou lits probablement réalisés à Délos, dont trois ont été rénovés par l'équipe de Bonn, mais aussi des trépieds et des braseros.

Sculptures et mobilier du navire
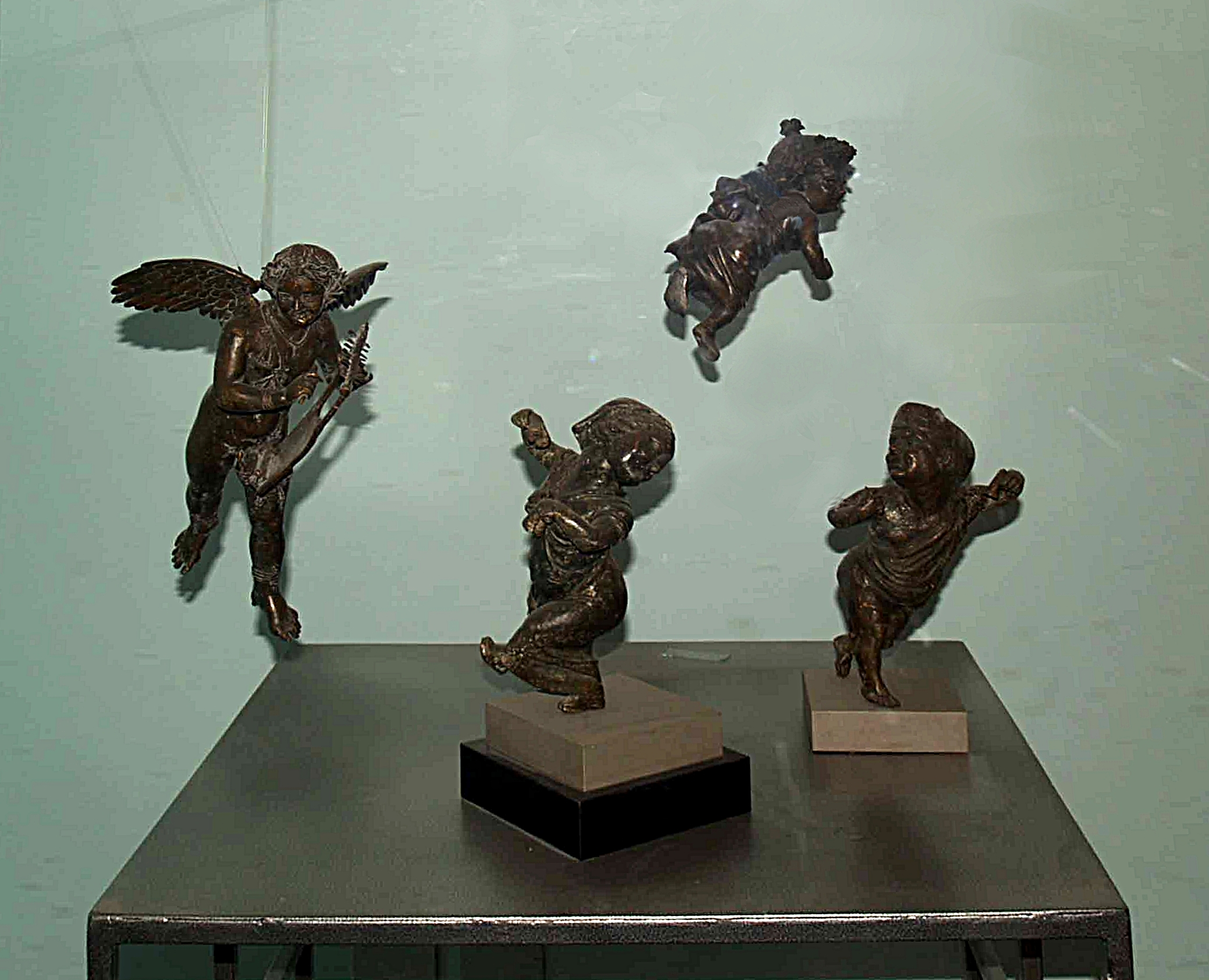
Bronzes de danseuses et de nains et Eros citharède.
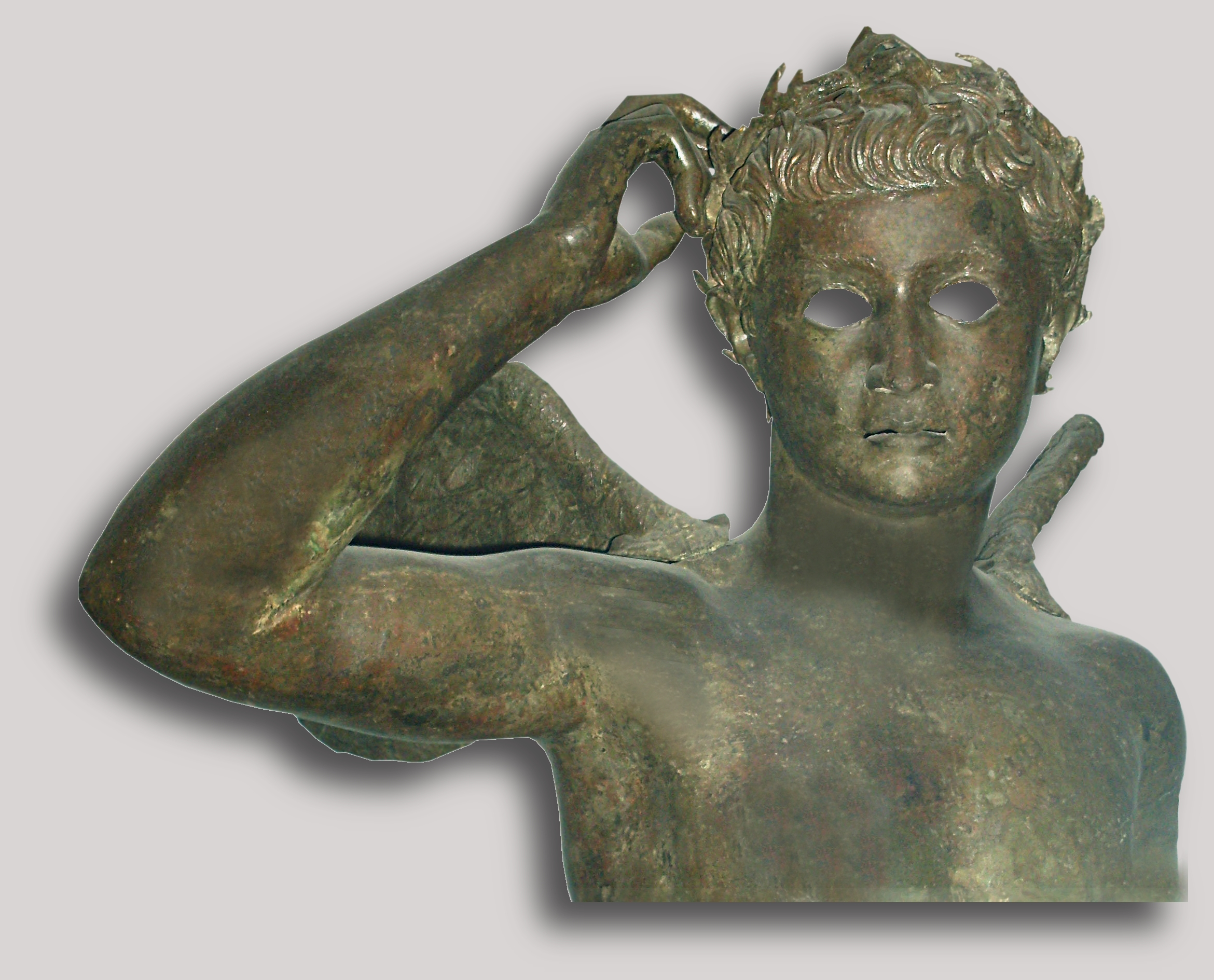
Agôn.
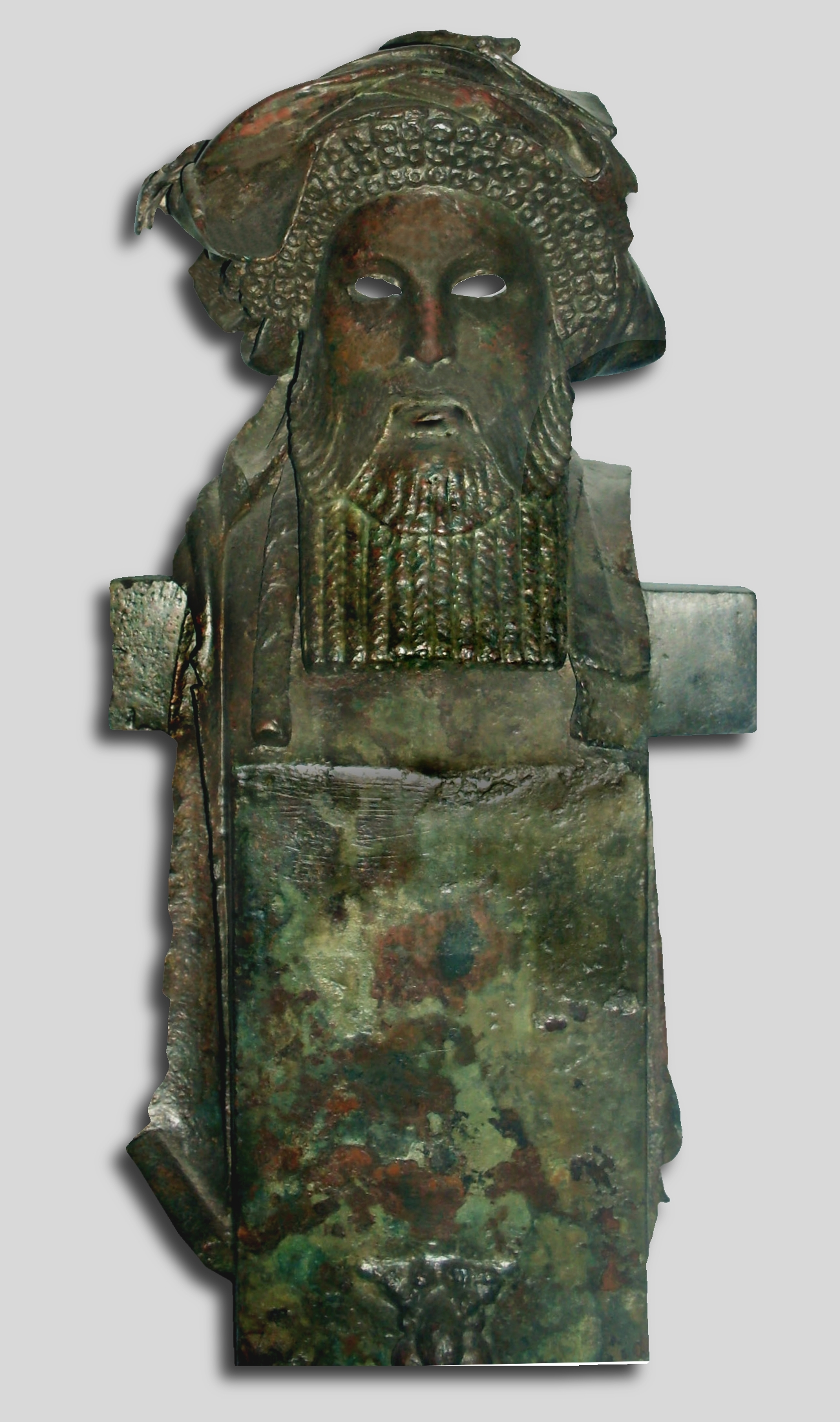
Hermès de Bœthos.
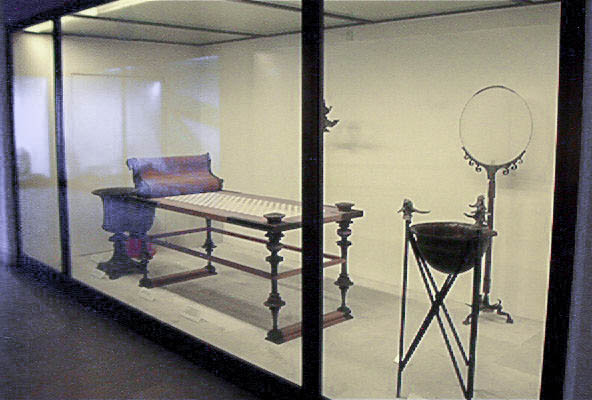
Mobilier retrouvé dans les fouilles et reconstitué, bronze et bois (restitution).

#### Salle des marbres

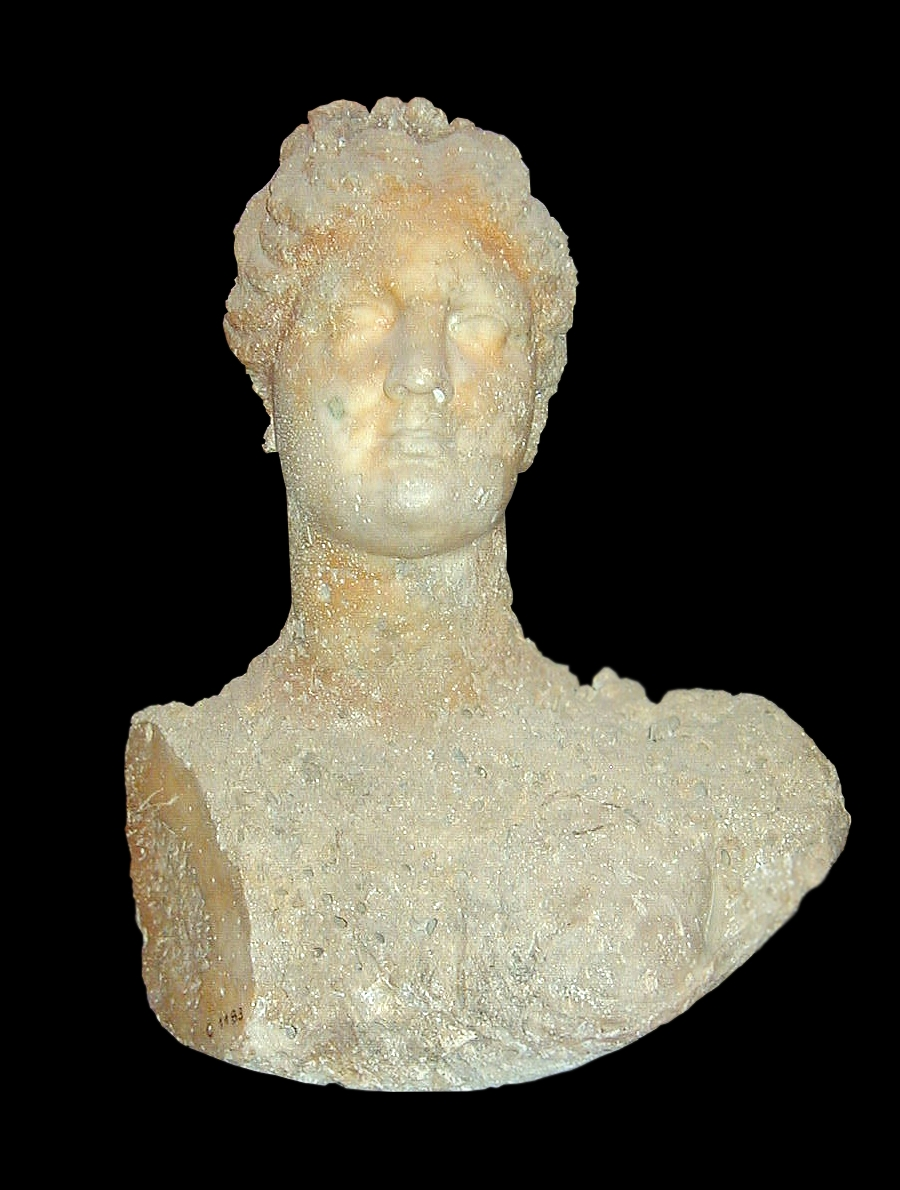
Buste d'Aphrodite en marbre.

Le marbre a souffert du séjour dans la mer, les lithodomes l'ayant perforé sauf dans les endroits dépourvus d'oxygène.
L'œuvre emblématique de la collection est le Buste d'Aphrodite en marbre daté du IIe siècle av. J.-C.-début du Ier siècle av. J.-C. : la déesse a un visage plein et d'une beauté singulière, sa chevelure étant partagée sur le front par une raie médiane et rassemblée en chignon au sommet de sa tête. Un sein gauche épargné par la mer a conservé sa plénitude et sa fermeté. De nombreuses autres statues de marbre ont été retrouvées, dans des états de conservation inégaux, et certaines œuvres étaient inachevées lors du naufrage.
Des éléments d'architecture divers faisaient également partie du chargement dont sont exposées quelques colonnes de marbre, des chapiteaux dont certains sont ornés de griffons, et des fragments d'architecture ainsi que des stèles et reliefs d'origine grecque. Parmi les stèles, des ex-voto (35 cm × 56 cm et 30 cm × 53 cm) montrent Asclépios sur un lit, devant une table couverte de mets, et Hygie. Face à lui, un serviteur ou échanson reçoit des offrandes de la part d'adorateurs. Les stèles de type attique confirment Le Pirée comme lieu d'embarquement.

Marbres de la cargaison du navire
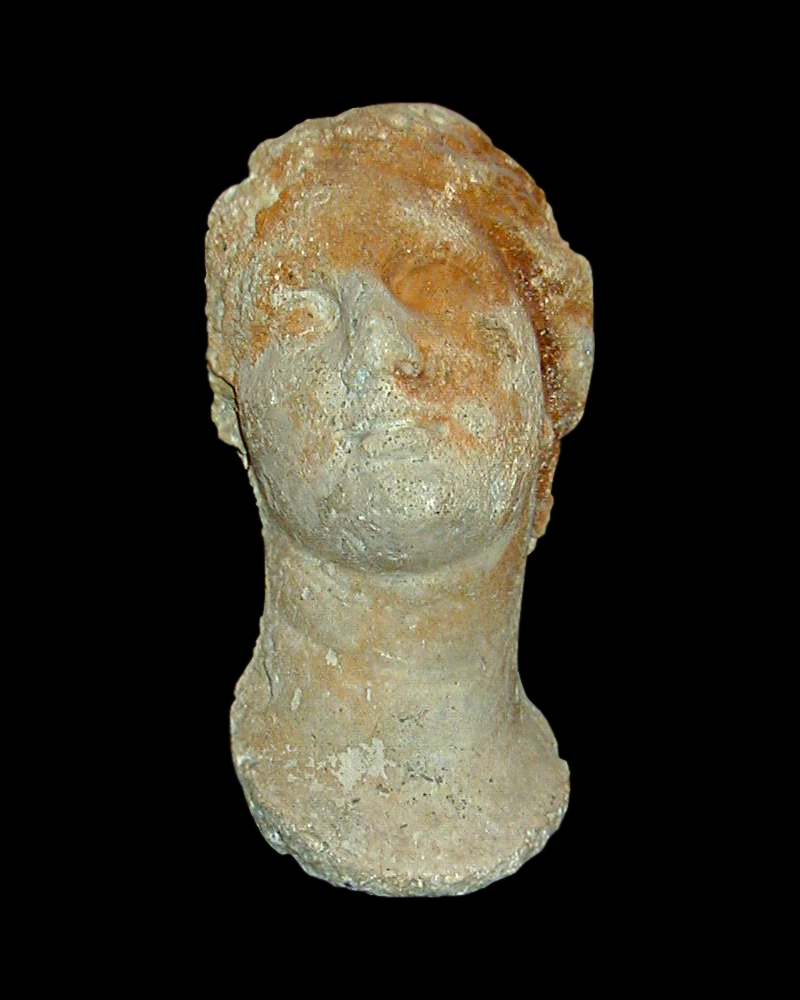
Niobé.
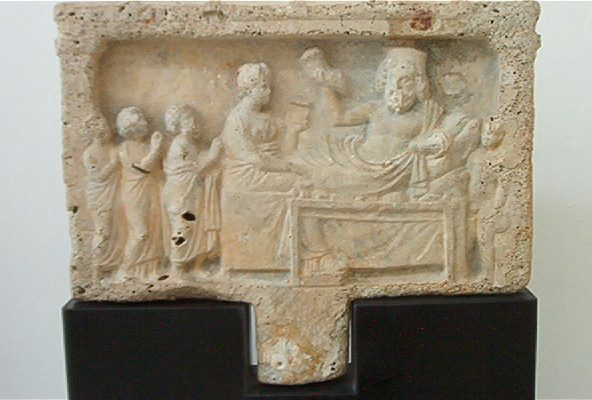
Asclépios et Hygieia recevant des offrandes.
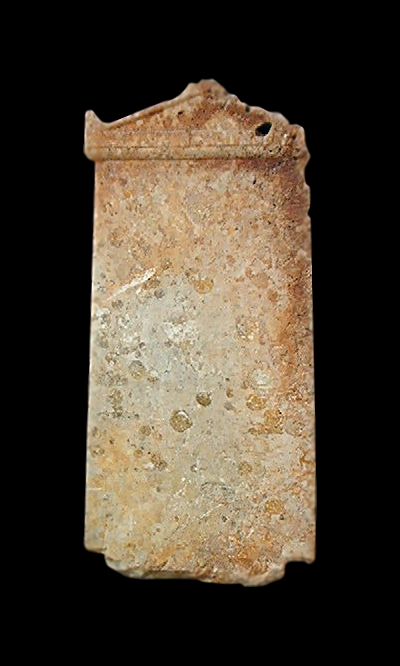
Stèle attique avec inscription grecque.
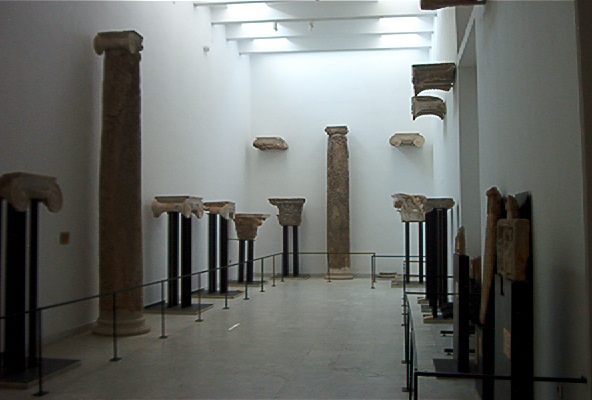
Salle des fragments d'architecture en marbre.

#### Jardin de marbre et divers éléments
Dans le prolongement des salles des marbres de Mahdia se trouve un jardin de marbre restitué à partir des découvertes faites sur l'épave de Mahdia. Sur les murs se trouvent quelques pavements de mosaïques en provenance de Carthage, d'Utique et d'El Jem.
Les chercheurs ont reconstitué un jardin selon le type dit des horti marmorei avec le mobilier découvert sur l'épave : cratères, sculptures et candélabres de marbre.
Parmi les douze cratères retrouvés, seuls quatre ont pu être restaurés et replacés dans le jardin. Les cratères s'apparentent au type du Vase Borghèse du musée du Louvre. Les sculptures placées sur les bords du bassin représentent de jeunes enfants jouant avec de l'eau, deux paires d'enfants ayant des gestes opposés. Ces œuvres, qui datent de la première moitié du IIe siècle av. J.-C. et sont d'origine hellénistique, sont peut-être des créatures dionysiaques.
Divers autres éléments ont été trouvés dont des fragments d'armes destinées à la refonte de leur métal. Une arbalète a fait l'objet d'une restitution.

Vues du jardin reconstitué
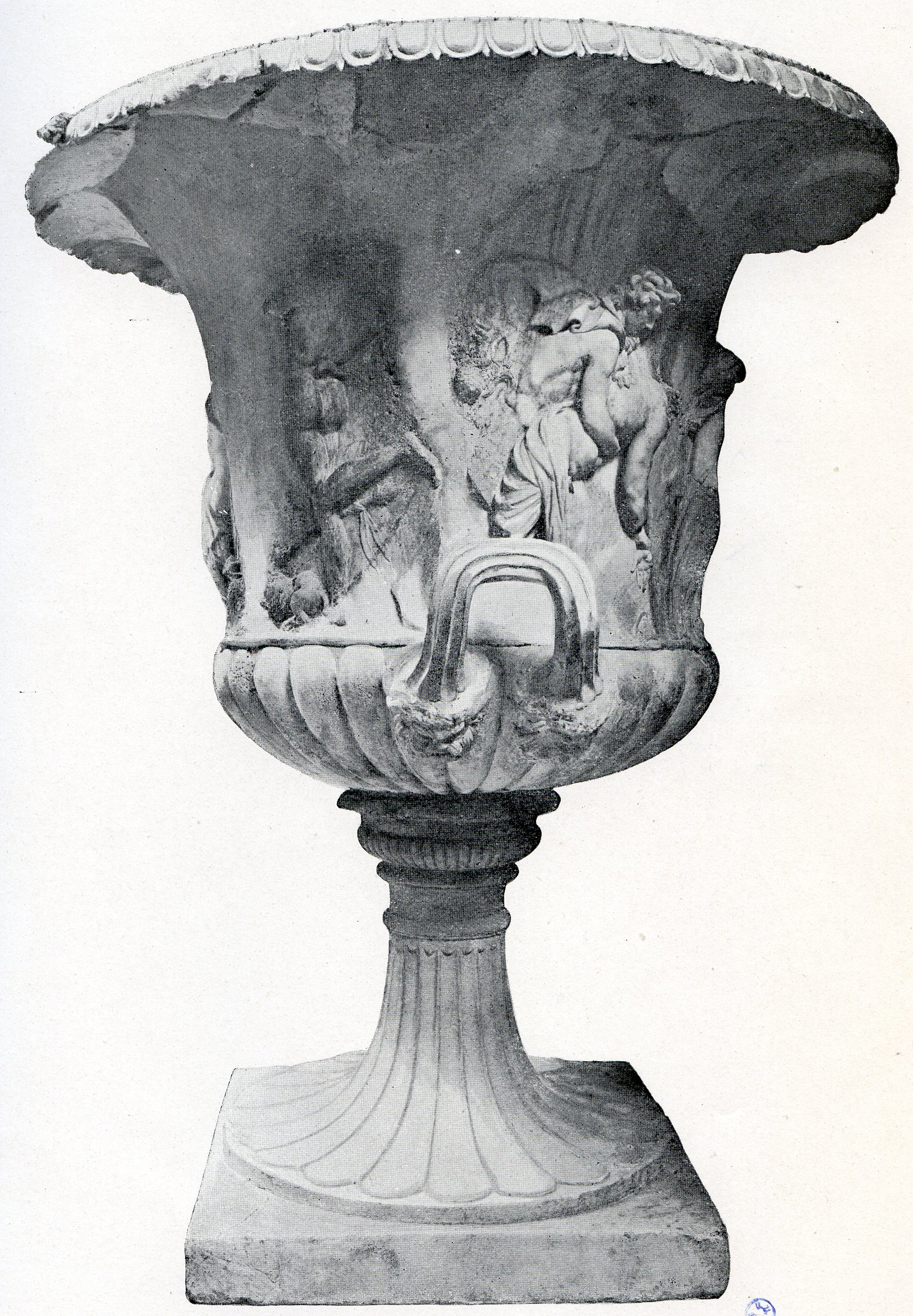
Cratère de marbre dans le Catalogue du musée Alaoui.
Jardin de Mahdia avec à l'arrière-plan une mosaïque de Néréides provenant de Carthage.
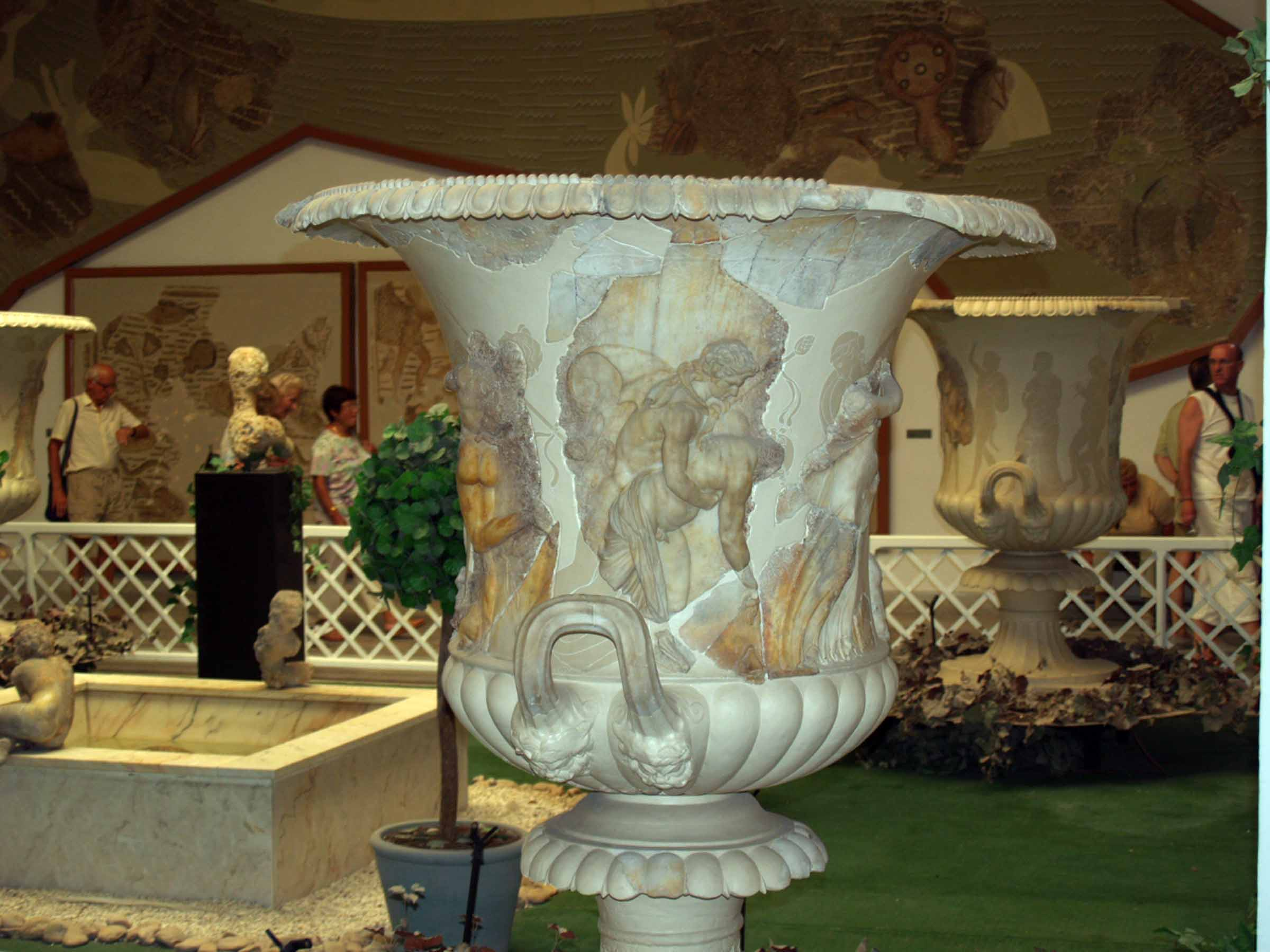
Autre vue avec un cratère au premier plan.
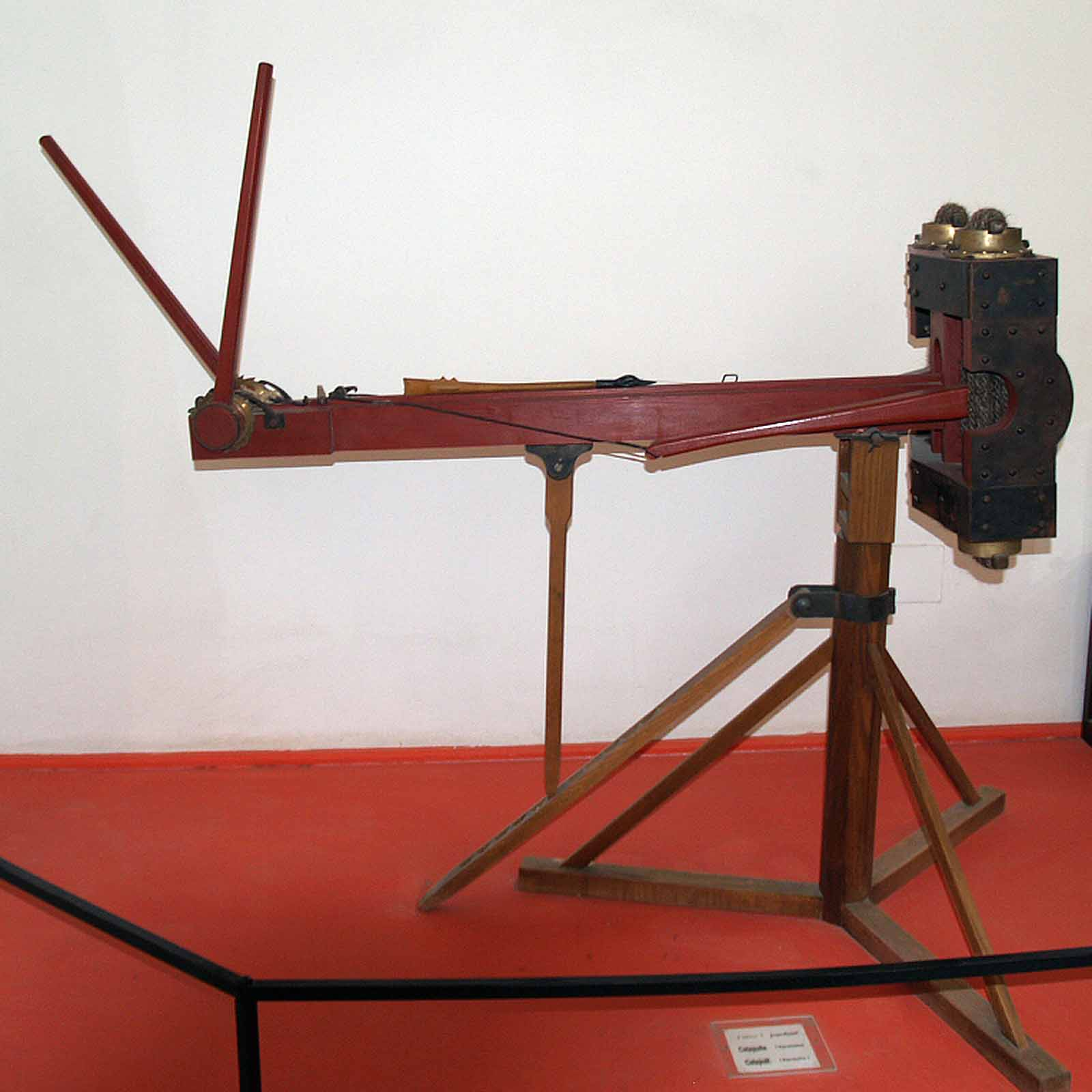
Arbalète reconstituée.

## Activités
Au-delà de la présentation de ses collections, le musée prend également en charge les divers travaux de préservation et de catalogage de ses œuvres au travers de divers services. Trois ateliers s'y trouvent : un atelier de restauration de mosaïques créé en 1885, un atelier de restauration des textiles et de la peinture sur bois et un atelier de maintenance. En outre, un service de surveillance des collections et un service de nettoyage sont sur site. Les deux derniers services sont un laboratoire photographique et un bureau d'architecture.
Le musée dispose également d'une bibliothèque d'environ 5 000 ouvrages et périodiques qui n'est toutefois ouverte que sur demande écrite au conservateur. Quant à la photothèque, elle abrite une collection de 10 000 clichés sur verre qui fait partie d'une documentation d'environ 44 500 clichés au total.
Un service éducatif assure par ailleurs des visites et organise des programmes spéciaux ainsi que des journées portes ouvertes.

## Technologies
À partir du 17 juin 2014, le musée propose à ses visiteurs un guide numérique en anglais, français et arabe. Développé par Orange Tunisie sur la base de la technologie CCP, il se présente sous la forme d'une application mobile pour smartphone téléchargeable gratuitement ; les visiteurs peuvent également emprunter gratuitement un smartphone à l'entrée du musée. Il offre commentaires audio, diaporamas photos et mise en perspective historique et géographique des œuvres.

## Numéros d'inventaire
1. ↑  cb. 1082.
2. ↑  cb. 229.
3. ↑  cb. 422.
4. ↑  cb. 552.
5. ↑  cb. 514.
6. ↑  I. 234.
7. ↑  Inv. 2494.
8. ↑  Inv. 3493.
9. ↑  Inv. 3495.
10. ↑  I. 238.
11. ↑  D. 1127.
12. ↑  Inv. 3195.
13. ↑  cb. 964, 966, 970 à 974.
14. ↑  C. 1113.
15. ↑  Inv. 3158.
16. ↑  C. 1475.
17. ↑  C. 1115.
18. ↑  Inv. 3501.
19. ↑  Inv. 3047.
20. ↑  Inv. 3119.
21. ↑  Inv. 3508.
22. ↑  C. 72.
23. ↑  Inv. 1784.
24. ↑  C. 1025.
25. ↑  Inv. 3157.
26. ↑  C. 1129.
27. ↑  C. 965.
28. ↑  C. 1045.
29. ↑  C. 73.
30. ↑  C. 1347.
31. ↑  Inv. 3212.
32. ↑  C. 1013.
33. ↑  C. 1014.
34. ↑  C. 1015.
35. ↑  C. 1020.
36. ↑  C. 1018.
37. ↑  C. 1016.
38. ↑  C. 1023.
39. ↑  Inv. 3654 et 3653.
40. ↑  Inv. 3655 et 3656.
41. ↑  C. 939.
42. ↑  C. 921.
43. ↑  Inv. 2779.
44. ↑  Inv. 2778.
45. ↑  C. 933.
46. ↑  C. 932.
47. ↑  C. 982.
48. ↑  C. 943.
49. ↑  C. 923.
50. ↑  Inv. 2125.
51. ↑  C. 39.
52. ↑  C. 1333.
53. ↑  Inv. 2993.
54. ↑  A. 105.
55. ↑  A. 103.
56. 1 2  A. 295.
57. ↑  A. 10.
58. ↑  Inv. 1.
59. ↑  A. 25.
60. ↑  A. 26.
61. ↑  A. 27.
62. ↑  Inv. 2772.
63. ↑  A. 166.
64. ↑  A. 19.
65. ↑  A. 341.
66. ↑  Inv. 2403.
67. ↑  Inv. 3361.
68. ↑  Inv. 3722.
69. ↑  Inv. 2757.
70. ↑  A. 262.
71. ↑  A. 376.
72. ↑  Inv. 3575.
73. ↑  A. 373.
74. ↑  Inv. 2819.
75. ↑  A. 171.
76. ↑  Inv. 1515.
77. ↑  Inv. 2750.
78. ↑  Inv. 3576.
79. ↑  A. 382.
80. ↑  Inv. 3332.
81. ↑  A. 162.
82. ↑  A. 150 à 152.
83. ↑  A. 268 à 284.
84. ↑  Inv. 1399.
85. 1 2  Inv. 3588.
86. ↑  Inv. 1396.
87. ↑  A. 226.
88. ↑  A. 1.
89. ↑  A. 292.
90. ↑  Inv. 572.
91. ↑  Inv. 3650.
92. ↑  A. 287.
93. ↑  Inv. 2402.
94. ↑  Inv. 3331.
95. ↑  Inv. 2816.
96. ↑  Inv. 2983.
97. ↑  Inv. 3602.
98. ↑  Inv. 3603.
99. ↑  Inv. 3591.
100. ↑  Inv. 3590.
101. ↑  A. 390.
102. ↑  A. 123.
103. ↑  A. 261.
104. ↑  Inv. 2884 (B).
105. ↑  Inv. 2884 (A).
106. ↑  Inv. 1394.
107. ↑  Inv. 3621.
108. ↑  A. 372.
109. ↑  A. 148.
110. ↑  A. 128.
111. ↑  Inv. 529.
112. ↑  Inv. 2980.
113. ↑  A. 307.
114. ↑  A. 264.
115. ↑  A. 308.
116. ↑  A. 39.
117. ↑  A. 253.
118. ↑  C. 968.
119. ↑  A. 228.
120. ↑  B. 53.
121. ↑  Inv. 3382.
122. ↑  Inv. 3574.
123. ↑  F. 106.
124. ↑  F. 107.
125. ↑  F. 213 à 215.
126. ↑  F. 209.
127. ↑  F. 208.
128. ↑  C. 1183.

#### Français
- François Baratte, Histoire de l'art antique : l'art romain, Paris, Manuels de l'école du Louvre - La documentation française, 1996 (ISBN 2711835243). .
- François Baratte (dir.), Fathi Béjaoui, Nathalie de Chaisemartin et Fatma Naït Yghil, Les sculptures romaines du Musée du Bardo : les portraits, vol. I, Bordeaux, Ausonius, 2023, 276 p. (ISBN 978-2356135230).
- Hédi Slim, Ammar Mahjoubi et Khaled Belkhodja, Histoire générale de la Tunisie, t. I : L'Antiquité, Paris, Maisonneuve et Larose, 2003.
- Aïcha Ben Abed-Ben Khedher, Le musée du Bardo, Tunis, Cérès, 1992 (ISBN 997370083X). .
- Chokri Ben Nessir, « Le Bardo actuel & Le Bardo du futur », La Presse Magazine, no 986,‎ 3 septembre 2006, p. 3–5.
- Zeïneb Benzina Ben Abdallah, Catalogue des inscriptions latines païennes du musée du Bardo, Tunis, Institut national d'archéologie et d'art, 1986 (ISBN 2728301190).
- Mongi Ennaïfer, La civilisation tunisienne à travers la mosaïque, Tunis, Société tunisienne de diffusion, 1973.
- Albert France-Lanord, Conservation des bronzes : musée du Bardo, Paris, Unesco, 1980 (lire en ligne).
- Georges Gautier et Michel Amandry, « Les monnaies romaines en or conservées au Musée du Bardo à Tunis », Revue numismatique, vol. 6, no 150,‎ 1995, p. 256–263 (lire en ligne, consulté le 20 septembre 2023).
- Mounira Harbi-Riahi, Mohamed El Aziz Ben Achour et Samia El Mechat, Le musée du Bardo : hier et aujourd'hui, 1888-1988, Tunis, Institut national d'archéologie et d'art, 1988.
- Gisela Hellenkemper Salies (en), Hans-Hoyer von Prittwitz, Gaffron Bauchen et Gerhard Bauchen, Das Wrack : Der antike Schiffsfund von Mahdia, Cologne, Rheinland Verlag, 1994 (ISBN 978-3-7927-1442-3). .
- Alfred Merlin et Louis Poinssot, Guide du Musée Alaoui (musée du Bardo), Tunis, Direction des antiquités et des arts, 1950.
- Abdellatif Mrabet, « Muséographie et histoire : le Musée national du Bardo (Tunisie) », CRAI, vol. 160, no 2,‎ 2016, p. 805-819 (lire en ligne, consulté le 20 septembre 2023).
- Khira Skik, Musée du Bardo : département musulman, Tunis, Institut national d'archéologie et d'art, 1974.
- Hédi Slim et Nicolas Fauqué, La Tunisie antique : de Hannibal à saint Augustin, Paris, Mengès, 2001 (ISBN 285620421X). .
- Mohamed Yacoub, Musée du Bardo, Tunis, Institut national d'archéologie et d'art, 1969.
- Mohamed Yacoub, Le musée du Bardo : départements antiques, Tunis, Agence nationale du patrimoine, 1993. .
- Mohamed Yacoub, Splendeurs des mosaïques de Tunisie, Tunis, Agence nationale du patrimoine, 1995 (ISBN 9973917235), p. 215-221. .
- Selma Zaiane, « Le musée national du Bardo en métamorphose : pour une nouvelle image du tourisme culturel tunisien et de nouveaux visiteurs », Téoros, no 69,‎ 2008, p. 2 (lire en ligne, consulté le 20 septembre 2023). .
- Hanene Zbiss, « Modernisation des musées en Tunisie, désacralisation de l'histoire pour mieux la servir », Réalités,‎ 11 octobre 2007.
- Collectif, La Tunisie : carrefour du monde antique, Dijon, Faton, 1995 (ISBN 9782878440201). .

#### Autres langues
- (en) Aïcha Ben Abed-Ben Khedher et David Soren, Carthage : a mosaic of ancient Tunisia, New York, Musée américain d'histoire naturelle, 1987.
- (it) Fathi Béjaoui, I mosaici romani di Tunisia, Milan, Jaca Book, 1995 (ISBN 8816601701).
- (it) Mahmoud Bouhleli, Tunisia : storia, societa e tradizioni, arte e cultura, religione, Bologne, Pendragon, 2000 (ISBN 8883420527).
- (it) Giacomo Caputo, Tunisia : mosaici pavimentali antichi, Paris, Unesco, 1962.
- (de) Abdelaziz Driss (trad. Franz Lutz), Die Schätze des Nationalmuseums in Bardo, Tunis, Société tunisienne de diffusion, 1966.
- (en) Ben Lazreg et D. J. Mattingly, Leptiminus : a Roman port city in Tunisia, Ann Arbor, University of Michigan Press, 1992.
- (it) Giancarlo Pizzi, Tremila anni di storia in Tunisia, Milan, Jaca Book, 1996 (ISBN 881690061X).